# Transports en commun de Chambéry
Pour les articles homonymes, voir Synchro.
Synchro est une marque déposée appartenant à la communauté d’agglomération du Grand Chambéry, qui désigne sous ce nom l’ensemble des mobilités disponibles sur son territoire, et notamment son service de transport en commun sous le nom de Synchro mobilités (Synchro Bus jusqu'au 18 avril 2025). Elle remplace, depuis le 19 avril 2019, la marque Stac utilisée depuis la création du réseau de bus en septembre 1979.
Le réseau de transport en commun dessert les 38 communes de Grand Chambéry ainsi que les communes du Bourget-du-Lac et de Voglans, rattachées à la communauté d’agglomération Grand Lac, à l’aide d’un réseau composé de 18 lignes régulières, d’un service de transport à la demande et de transport scolaire, et d’une ligne de vélotaxis, appelée Vélobulle, reliant les quatre arrêts de correspondance situés dans le centre-ville de Chambéry (Curial, Ducs, Gare et Halles).
Le groupe Transdev, par l'intermédiaire de Transdev Grand Chambéry est chargé de l’exploitation et du développement des transports en commun sur le territoire de la communauté d'agglomération Grand Chambéry dans le cadre d’une délégation de service public (DSP), en vigueur depuis le 1er janvier 2025 pour une durée de six ans,,.

## Histoire

### Avant le Stac
En 1892, un tramway est mis en service entre Chambéry et La Motte-Servolex. Le réseau est peu à peu étendu à d’autres destinations : Challes-les-Eaux en 1897, Saint-Jeoire-Prieuré et Chignin en 1905, Cognin en 1906 et Le Bourget-du-Lac en 1910. À son apogée, il cumule 31 km de voies, mais est fermé en septembre 1932.

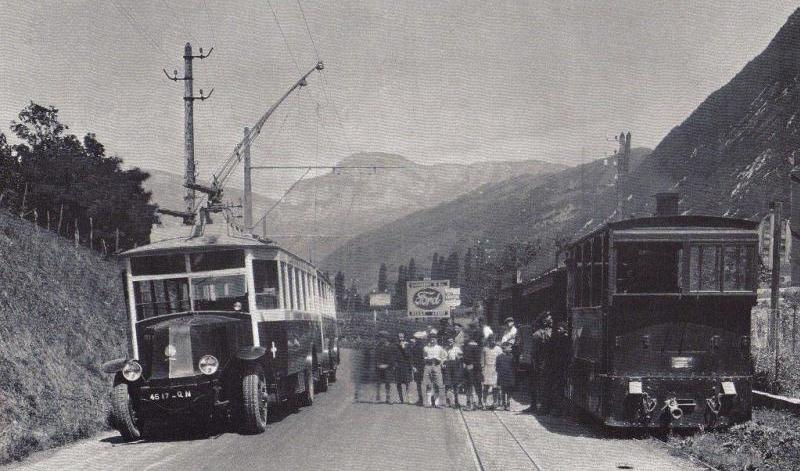
L’électrobus et le tramway à Saint-Jeoire-Prieuré à la fin des années 1920.

Le tramway vers Challes-les-Eaux et Chignin est remplacé par un électrobus, géré par la Société des électrobus de Savoie, qui fonctionne jusqu’en 1955, tandis que les lignes vers La Motte-Servolex et Le Bourget-du-Lac sont remplacés par des services d’autocars assurés par la compagnie Franchiolo.
Dans les années 1960/1970, le centre-ville de Chambéry est le théâtre de nombreux problèmes de circulation liés à un manque d’infrastructures. En 1965, Jean Blanc, le président du SIAURC — ancêtre de la communauté d’agglomération du Grand Chambéry —, commande une étude sur la desserte des voyageurs dans le bassin chambérien auprès des Ponts et Chaussées. Celle-ci débouche sur un arrêté préfectoral qui instaure un périmètre urbain pour la desserte des transports en commun (englobant l’ensemble des communes membres du SIAURC à l’exception de Challes-les-Eaux, séparée par une zone non bâtie) et confère leur gestion au SIAURC, qui doit s’appuyer sur la municipalité chambérienne pour la coordination des services urbains.
En 1967, un premier réseau de bus est mis en place. Composé de 11 lignes, il est étendu vers Chambéry-le-Haut dès 1972 et est assuré par trois entreprises privées : Franchiolo, Roux et Planche,. Cette organisation montre rapidement ses limites, puisque les trois transporteurs travaillent sans concertation : les tarifs ne sont pas unifiés et l’offre ne satisfait pas les usagers,. Le SIAURC propose à plusieurs tentatives de créer un service unifié, mais échoue. En 1973, un sondage effectué sur la ligne de Chambéry-le-Haut laisse apparaître de nombreuses critiques à l’égard du service : horaires non respectés, dessertes inadaptées, tarification non attractive et mauvaise intégration des bus dans la circulation.
Le SIAURC envisage de créer une régie intercommunale, mais il n’a pas les fonds nécessaires et ne peut pas, compte tenu de sa population, prélever de versement transport, une contribution payée par les entreprises de plus de 9 salariés. En effet, celle-ci ne peut être instaurée que lorsque la population est supérieure ou égale à 100 000 habitants.
En 1978, le SIAURC devient un syndicat intercommunal sous le nom de Syndicat intercommunal de l’agglomération chambérienne (SIAC).

### 1979: la création du Stac

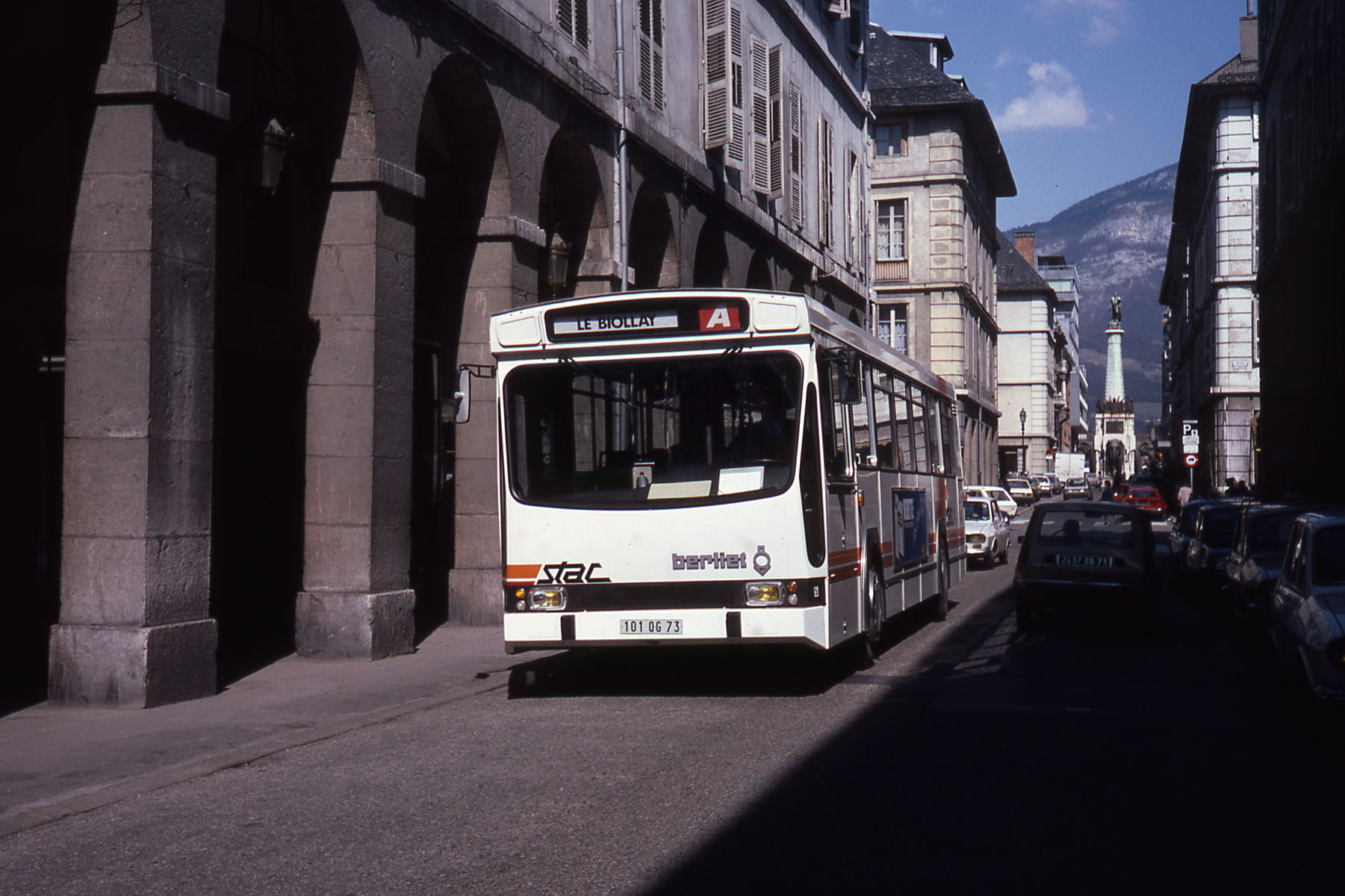
Une ligne pilote entre Chambéry-le-Haut et Le Biollay est mise en service en septembre 1979 et assurée avec une flotte de 7 Berliet PR 100 neufs.

En 1979, deux communes rejoignent le SIAC pour la seule compétence transport : Le Bourget-du-Lac et Vimines,. À partir de ce moment, la population devient supérieure à 100 000 habitants, ce qui permet l’instauration du versement transport et la création du Service de transport de l’agglomération chambérienne (Stac).
Un nouvel arrêté préfectoral instaure un périmètre urbain pour la desserte des transports en commun couvrant le territoire des 15 communes partenaires : Barberaz, Barby, Bassens, Challes-les-Eaux, Chambéry, Cognin, Jacob-Bellecombette, La Motte-Servolex, La Ravoire, Le Bourget-du-Lac, Saint-Alban-Leysse, Saint-Baldoph, Saint-Jeoire-Prieuré, Sonnaz et Vimines.
Un contrat est passé avec la compagnie générale française des transports et entreprises (CGFTE), et, le 10 septembre 1979, le réseau préexistant composé de 10 lignes est remplacé par un nouveau, organisé autour de 6 lignes diamétrales,.
En octobre 1979, afin de compenser un retard dans la livraison des véhicules commandés, Renault Véhicules industriels met à disposition du réseau un autobus articulé de 16,5 mètres de long pouvant embarquer jusqu’à 136 personnes : le Saviem SG 220. L’essai permet également de tester le comportement et la maniabilité du véhicule dans les rues de la ville. Le SIAC fait l’acquisition du véhicule en 1980, qui prend le no 101 et devient de fait le premier autobus articulé du réseau.

### Années 1980: un essor rapide du Stac

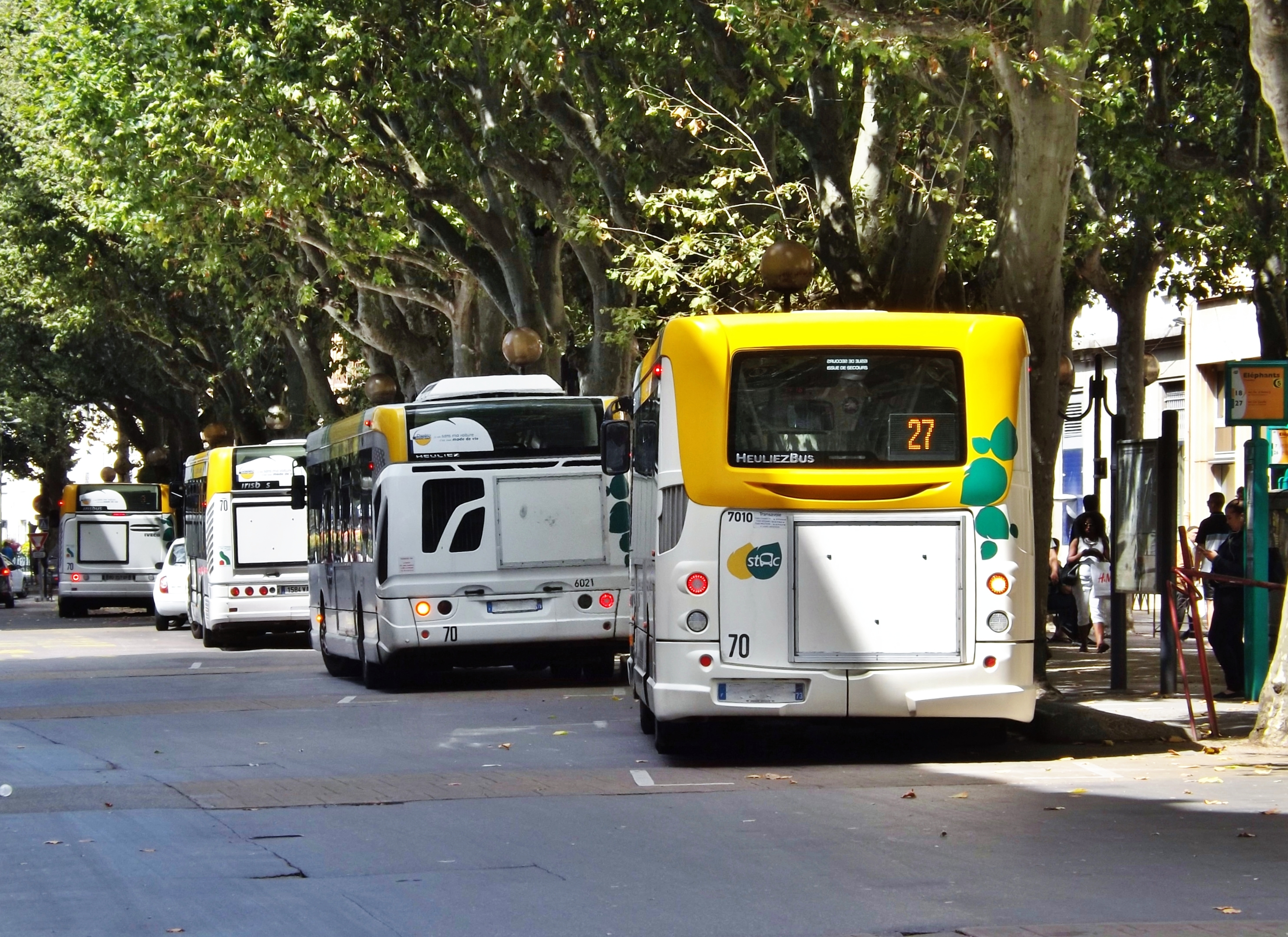
Plusieurs bus au centre d’échanges du Boulevard de la Colonne, quelques jours avant sa suppression à l’été 2016.

Un premier centre d’échanges des bus est alors installé sur la Place du 8 mai 1945, puis transféré le 22 décembre 1980 sur le Boulevard de la Colonne, où il reste jusqu’en août 2016,,. Dans le même temps, un kiosque d’informations est construit sur le boulevard. Il est inauguré en 1981.
L’année 1981 débute de manière tragique pour le réseau. Le 29 janvier au soir, un Berliet PR 100 assurant la ligne B percute une Renault 4 sur la Route d’Apremont à La Ravoire, à hauteur des locaux des Imprimeries Réunies. Le flanc gauche de la voiture est pulvérisé par la violence du choc, tuant sur le coup le conducteur âgé de 45 ans, tandis que le bus finit sa course contre un arbre sur le bord de la route. Cet accident reste, encore à ce jour, le seul accident mortel impliquant un bus du réseau.

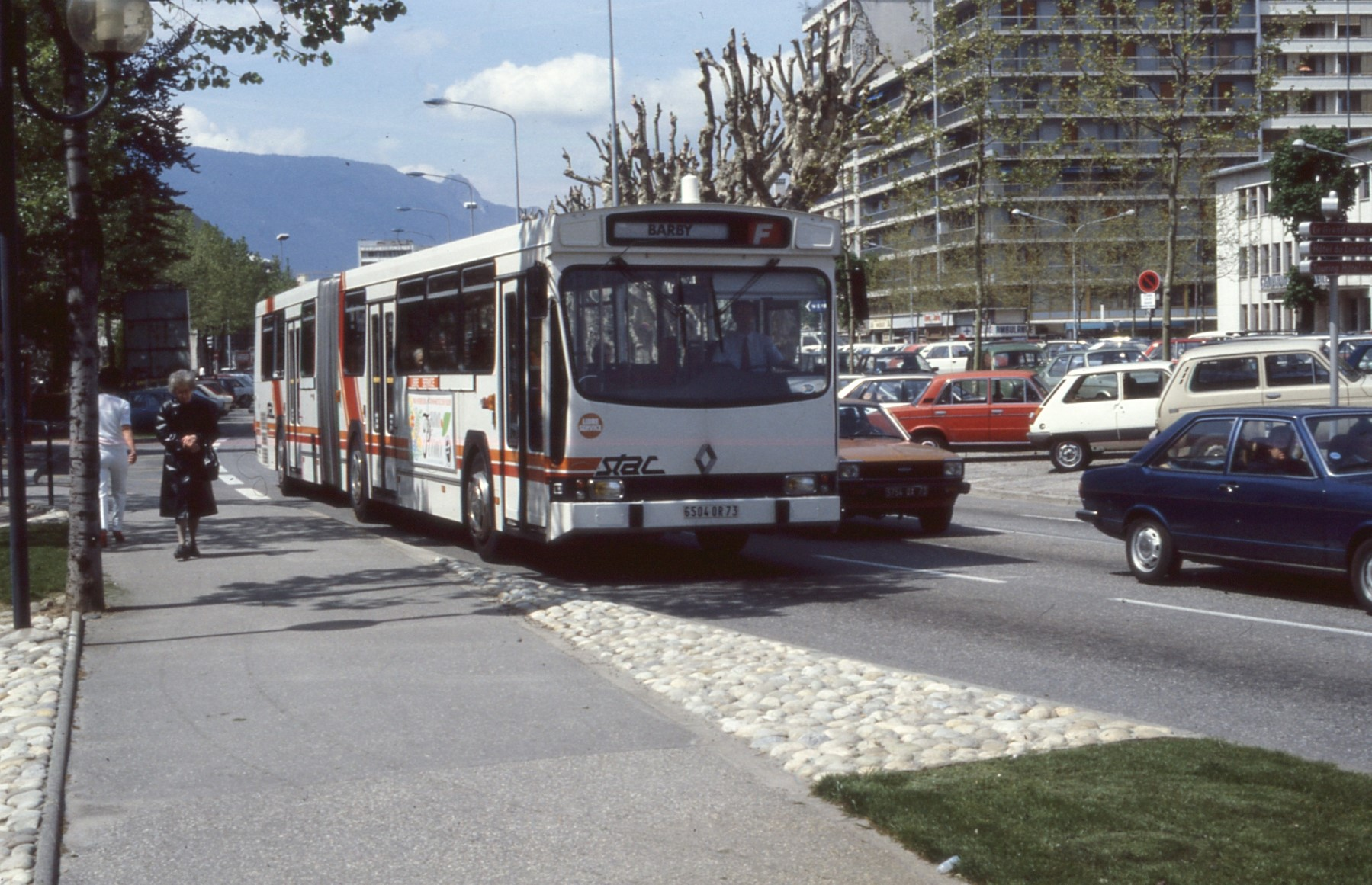
L’un des deux bus articulés mis en service en octobre 1982.

En août 1982, la rue de Boigne est mise en sens unique pour les voitures, permettant de créer une voie réservée aux bus entre la place Octogone (aujourd’hui Place Pierre Dumas) et celle du Château, prolongeant ainsi la voie de bus déjà existante entre le Boulevard de la Colonne et la Place Octogone. Dans le même temps, afin de faire face à l’explosion de la fréquentation, qui est multipliée par 3 en trois ans, le SIAC commande deux bus articulés. Le Renault PR 180, version articulé des véhicules déjà en exploitation sur le réseau, est retenu. Les deux exemplaires, livrés en octobre, sont exposés devant la Fontaine des éléphants toute la journée du 9 octobre, avant d’être mis en service le surlendemain.

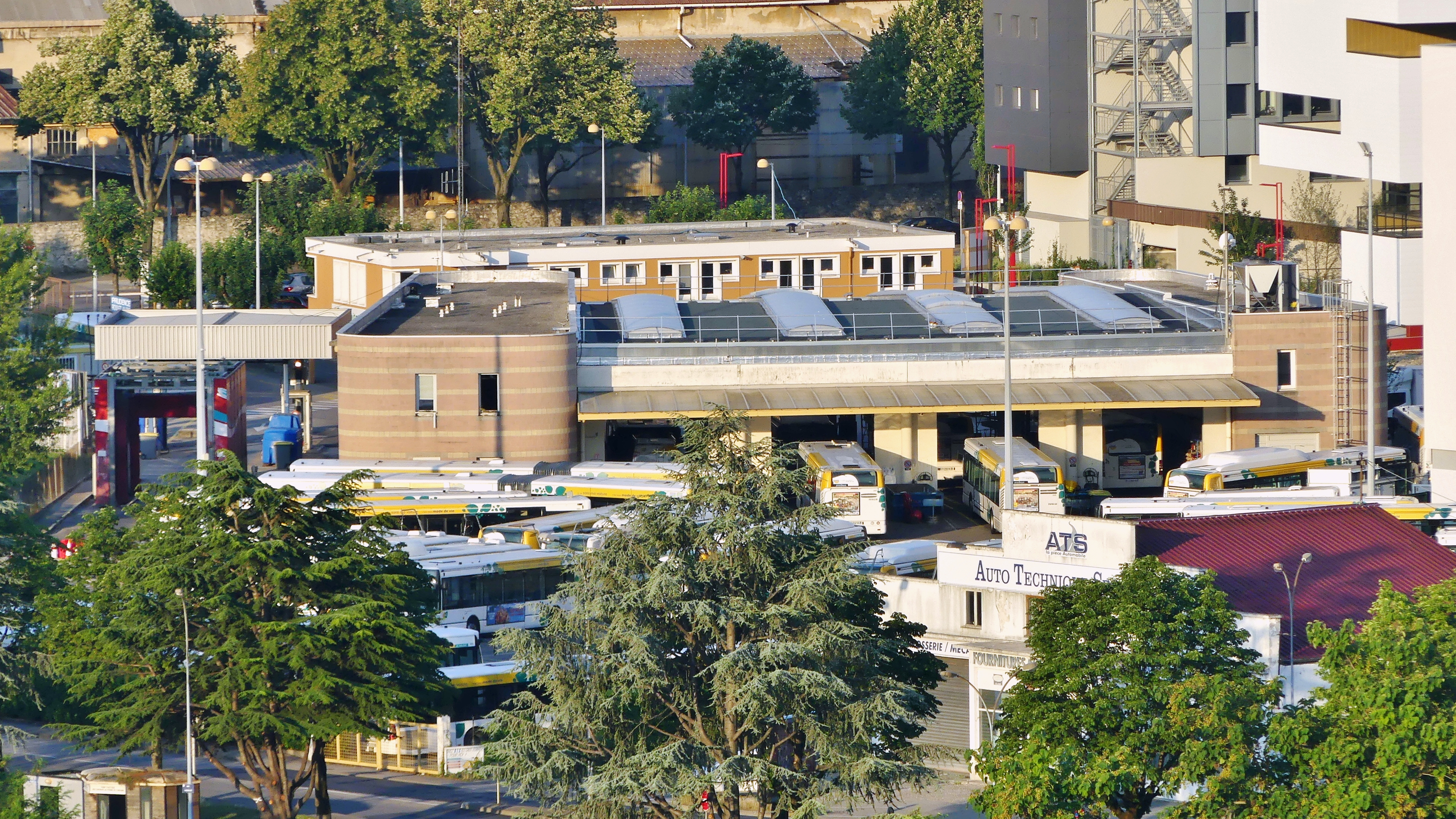
Après plusieurs déménagements, un dépôt est construit pour le Stac en 1982/83 sur un terrain acquis par la Ville de Chambéry en 1979.

Le stockage des autobus reste toutefois un problème pour le réseau. En septembre 1979, ils sont stationnés dans le garage des autocars Franchiolo, situé dans la Rue de la Digue à Cognin. L’achat du dépôt, comprenant un terrain de 8 800 m2 et un hangar d’une surface de 3 300 m2, auxquels s’ajoutent des bureaux, une station de lavage et des pompes à carburant, est évoqué, mais les négociations n’aboutissent pas. Le 31 janvier 1981, les véhicules sont transférés vers les locaux de la SATM, situé Avenue de la Houille Blanche à Bissy, au terme de la signature d’un contrat de location d’un an pour une valeur de 250 000 francs. Toutefois, cette situation est jugée insatisfaisante, et les recherches se poursuivent pour trouver un terrain afin d’y installer un dépôt. Celui-ci est finalement trouvé sur le site de l’Allobroge, racheté par la ville de Chambéry en 1979 et situé Avenue des Chevaliers Tireurs à Chambéry. Un appel d’offres est publié en avril 1982 afin de construire en 8 mois, sur un terrain de 13 000 m2, un dépôt non couvert pouvant accueillir une cinquantaine de véhicules, mais également un atelier et un bâtiment administratif d’une surface respective de 1 245 m2 et 447 m2. Les travaux débutent en juillet 1982 et s’achève à l’été 1983 par l’inauguration des locaux.

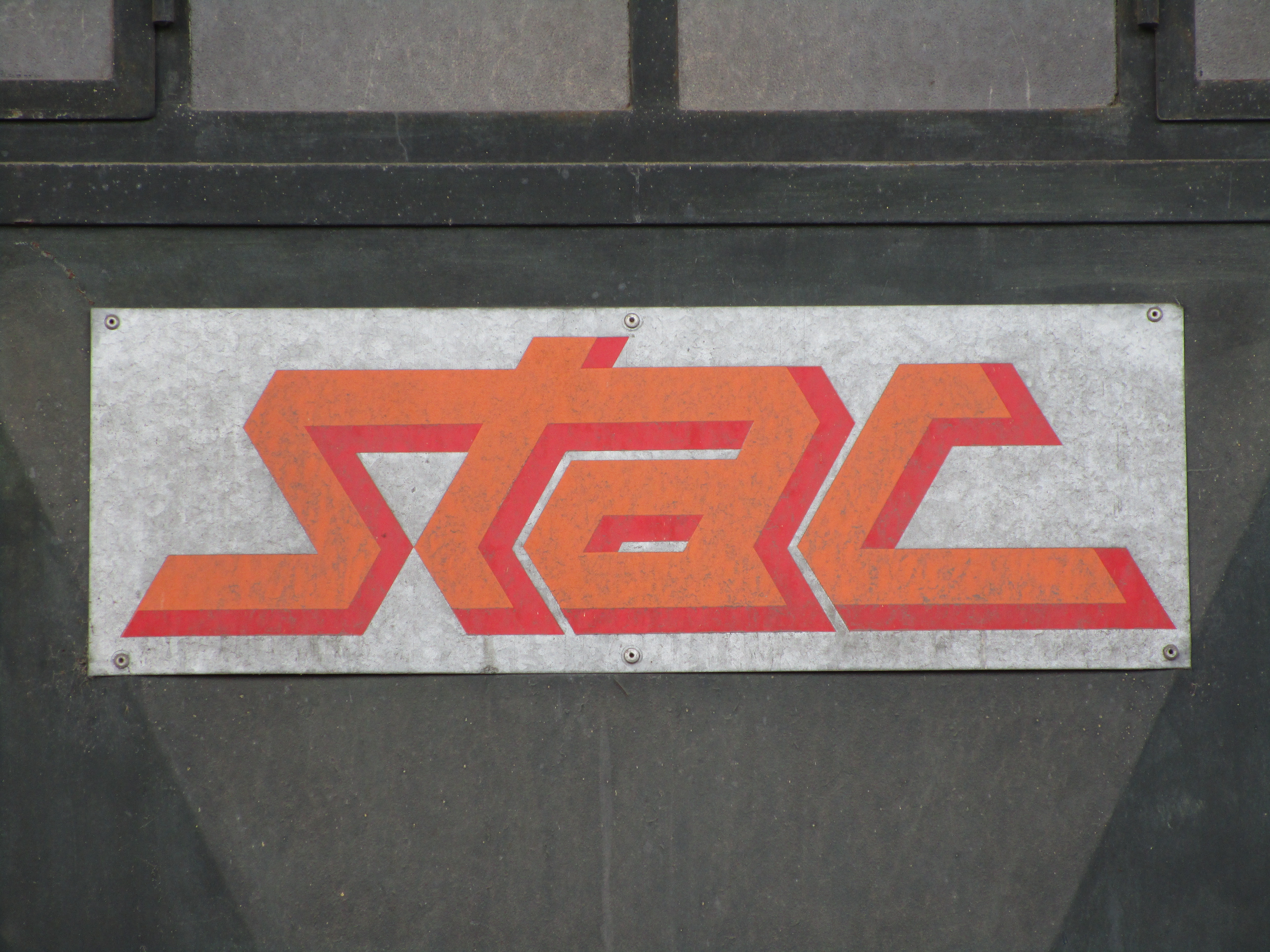
Le logo utilisé à partir de 1987.

Le SIAC poursuit le développement de l’offre en instaurant la correspondance gratuite dès 1984, puis en créant un abonnement mensuel scolaire en 1987. Cette même année est marquée par la mise en service d’une nouvelle identité visuelle. Le logo passe du noir à l’orange et rouge, et les six véhicules mis en service, arborent une livrée plus moderne. Dans le même temps, le kiosque d’informations situé au boulevard de la Colonne est détruit afin d’être remplacé par un nouveau, plus fonctionnel, tandis que plusieurs voies réservées aux bus sont aménagées dans le centre-ville de Chambéry. En 1988, le STAC se dote d’un espace sur le minitel : 36 15 STAC.

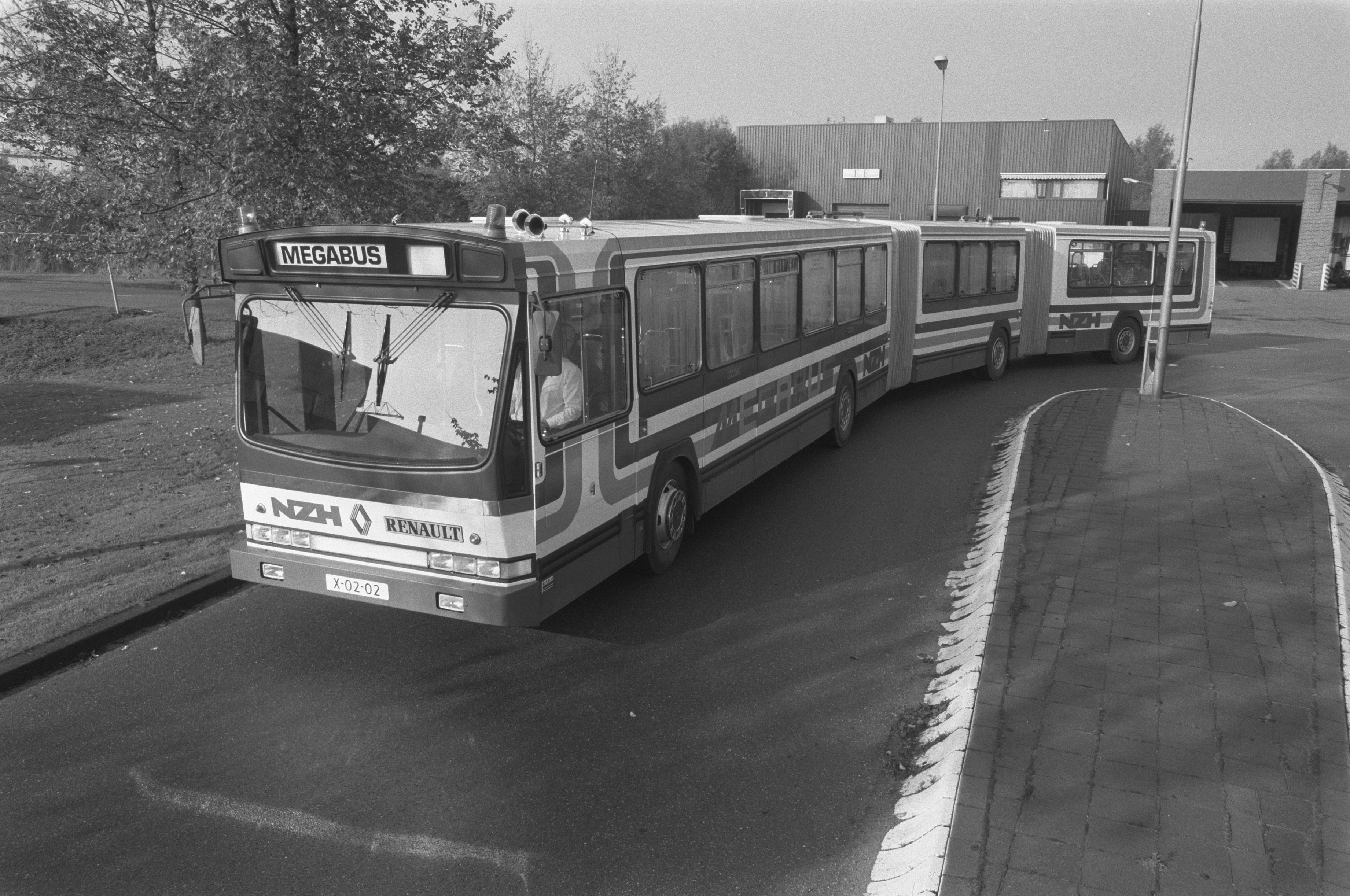
Le prototype du Mégabus, ici lors d’essais aux Pays-Bas en 1988.

Cette même année, la société confie l’un de ses véhicules, un Renault PR 100 MI, à un artiste de la région, Marc Chopy. Celui-ci repeint le bus dans le cadre d’une opération de réflexion sur l’art contemporain, baptisée Artbus’89, menée conjointement par le Stac et le Musée savoisien de Chambéry,. Le véhicule est remis en service en août 1989. Au même moment, le prototype du Mégabus, un bus bi-articulé pouvant embarquer 206 passagers, est prêté au SIAC par la société Renault Véhicules Industriels dans le cadre d’essais. Il circule alors sur différentes lignes du réseau à la rentrée de septembre, mais l’essai reste sans suite. L’année 1989 coïncide également avec les 10 ans du Stac, qui embauche alors 105 agents et dispose de 53 bus circulant quotidiennement sur les 16 lignes du réseau.

### Années 1990: innovation et adaptation du réseau

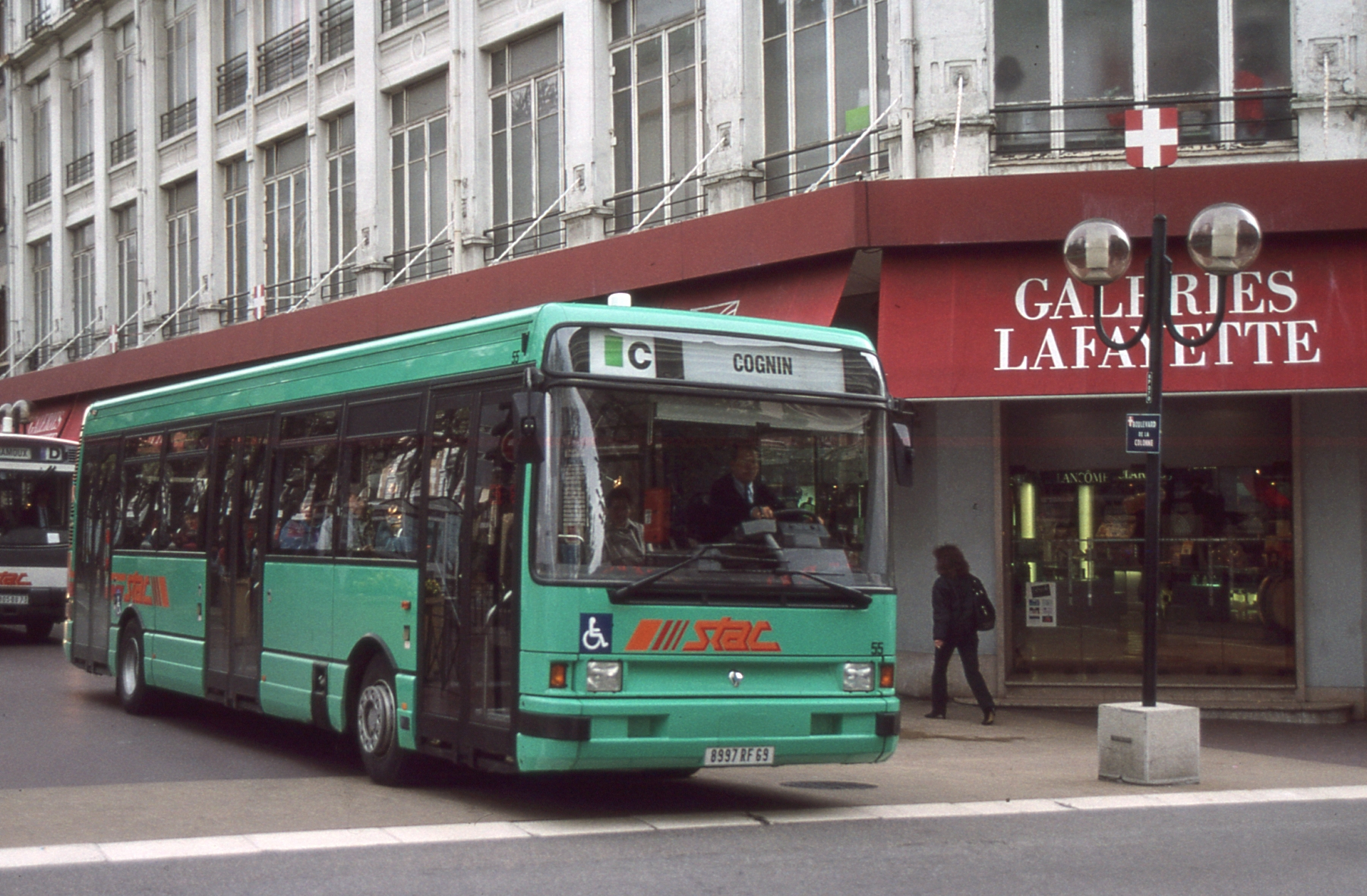
Un Renault R312 équipé d’un ascenseur pour les UFR est testé en 1993, avant d’être racheté en 1994.

En février 1992, à l’occasion des Jeux olympiques d’Albertville, le SIAC prête sept bus au Comité d’Organisation des Jeux Olympiques (COJO) afin de réaliser des navettes entre les différents lieux de compétition. En 1993, le SIAC teste un nouveau véhicule de démonstration, un Renault R312 qui a la particularité d’être équipé d’un ascenseur pour les fauteils roulants au niveau de sa porte arrière. Le véhicule est racheté l’année suivante et prend le no 55. Entièrement peint en vert, il est alors le seul bus accessible aux PMR du réseau. L’année suivante, un service spécialisé dans le transport de personnes à mobilité réduite est créé et délégué à la société GIHP,.
En 1995, le SIAC devient le District urbain de la Cluse de Chambéry (DUCC). En mars, quatre bus du Stac adaptés pour rouler à l’aquazole, sont mis en service. Cette même année, des journées de découverte du comportement à adopter dans les bus sont instaurées dans toutes les écoles de l’agglomération.

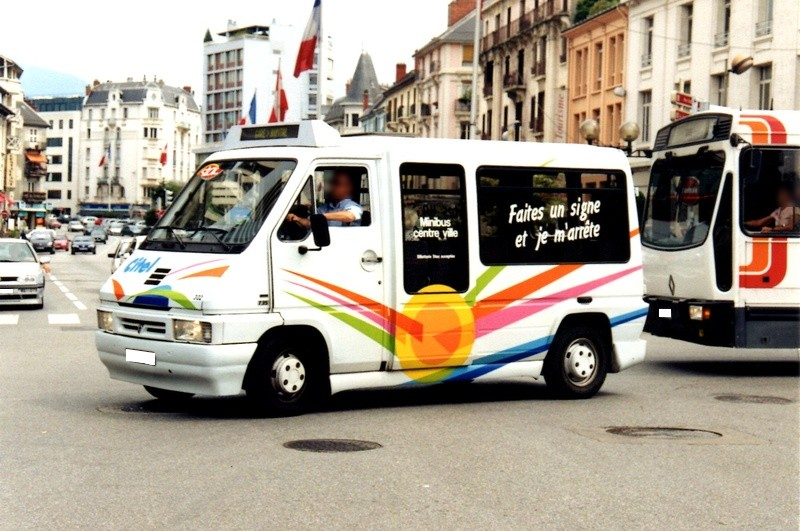
Une des navettes électriques Citel dans le centre-ville de Chambéry en 2002.

En 1996, le DUCC remplace l’ensemble des arrêts de bus et met en place, à partir de la fin du mois de novembre, un service de navette dans le centre-ville de Chambéry. Baptisé Citel, il est assuré par trois minibus électriques,,, les premiers en exploitation en France, à raison d’un bus tous les quarts d’heures et fonctionne sur le principe de l’arrêt à la demande, l’usager devant faire un signe au conducteur pour que la navette s’arrête. En 1997, le Stac participe aux championnats du monde d’aviron, qui se déroulent à Aiguebelette-le-Lac, en assurant le transport.

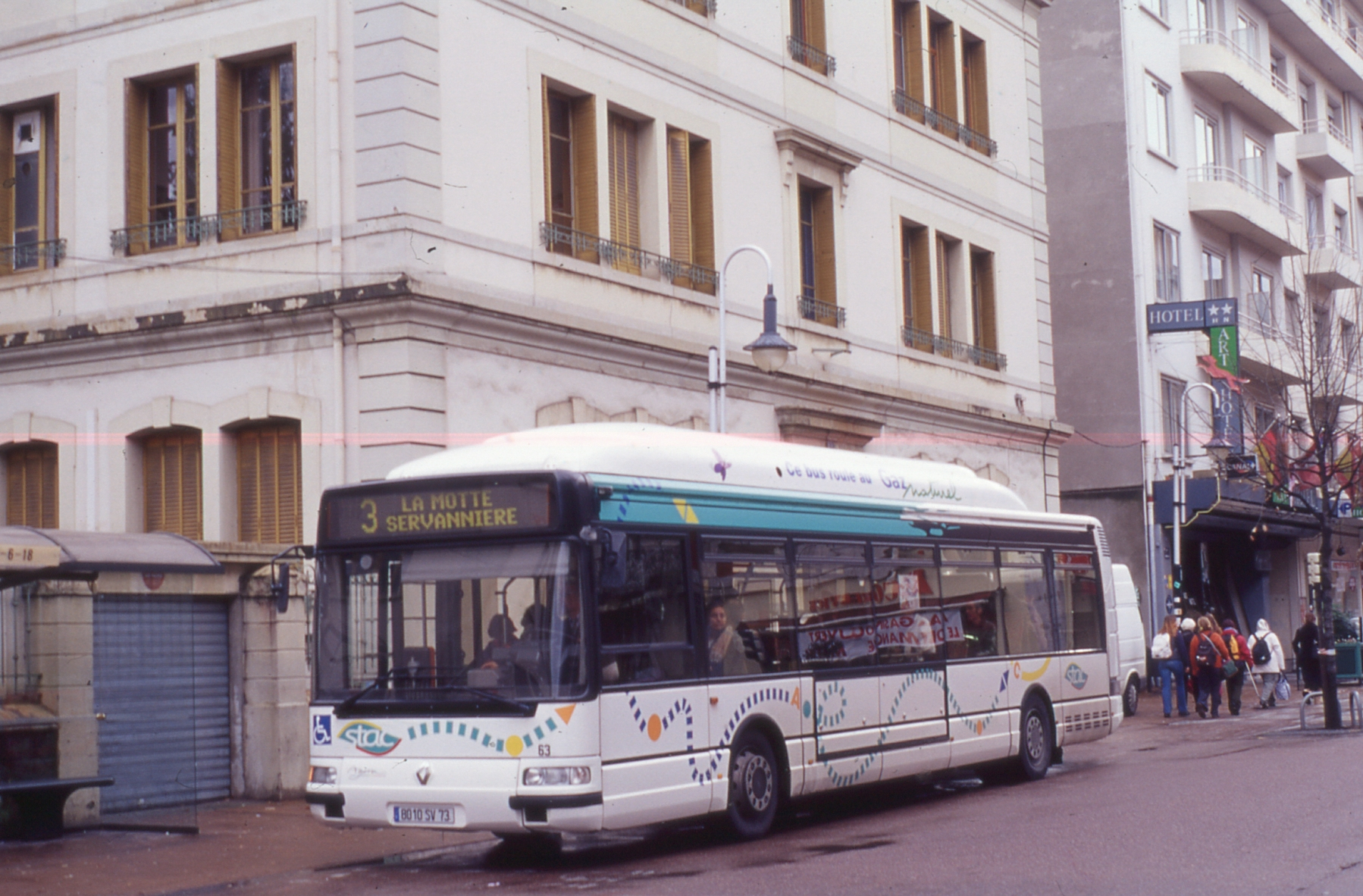
En 1998, le DUCC fait l’acquisition de trois autobus standards roulant au gaz, des Renault Agora S CNG.

L’année suivante, le DUCC se dote de ses premiers bus au GNV, des Renault Agora S,.
En 1999, le Stac fête ses 20 ans. 154 personnes y travaillent et le réseau, alors composé de 19 lignes (dont une express) désignées par des lettres, est assuré avec un parc de 78 bus. Cette même année, le DUCC créé un abonnement annuel pour les étudiants, nombreux dans l’intercommunalité en raison de la présence de l’Université de Savoie, implantée à Chambéry, à Jacob-Bellecombette et au Bourget-du-Lac.

### Années 2000: le développement de l’intermodalité
En 2000, le DUCC devient la communauté d’agglomération Chambéry métropole. La montée par l’avant devient obligatoire dans les bus du Stac. L’année suivante, un Club Avantages est créé pour fidéliser les abonnés, tandis que des abonnements annuels pour les seniors et les actifs apparaissent. En 2002, les bus sont équipés de caméras de vidéosurveillance.

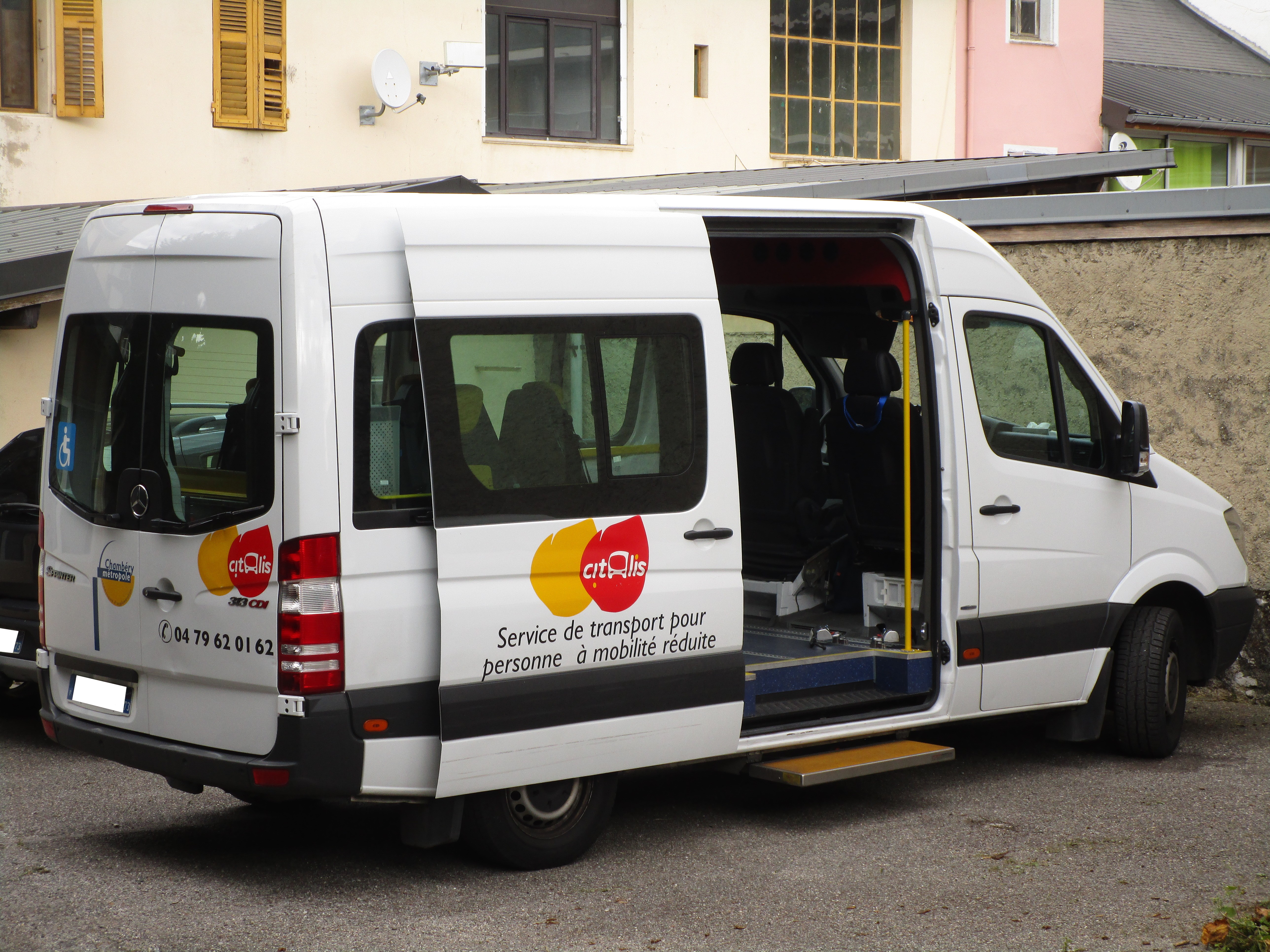
Un des minibus du service Citalis à Challes-les-Eaux en octobre 2016.

En 2004, Chambéry métropole adopte un nouveau PDU et place le réseau sous contrôle d’une société privée, Connex Chambéry, dans le cadre d’une délégation de service public (DSP), qui débute au 1er janvier 2005. Outre le transfert de la gestion à un délégataire privé, l’année 2005 est synonyme de nombreux changements au Stac : une nouvelle livrée apparaît, une centrale d’informations — nommée Mobil’Conseils — voit le jour et le service spécialisé dans le transport des personnes à mobilité réduite reçoit le nom de Citalis. En août 2006, le Citel est supprimé au profit de deux lignes qui, contrairement à la navette précédente, disposent d’arrêts matérialisés.
En 2007, plusieurs évolutions ont lieu : le 26 février, une agence commerciale, implantée sur le Boulevard du Musée, est ouverte au public, et deux parcs relais sont aménagés : Landiers, sur le parking du centre commercial Chamnord, est inauguré le 27 août, puis Maison Brûlée, à Sonnaz, est mis en service le 17 décembre. Deux autres sont créés dans les années qui suivent : Poterie, à Cognin, est ouvert en décembre 2009, puis La Trousse, à l’entrée nord de Bassens, mis en activité en juin 2014.

Un logo provisoire est créé en 2009 à l’occasion des 30 ans du réseau.

En 2008, Chambéry métropole change l’ensemble des abribus puis lance, en 2009, la réalisation de plusieurs voies réservées aux bus. Cette même année, à l’occasion des 30 ans du Stac, un logo provisoire est créé tandis qu’une exposition, destinée à présenter le service de transports urbains, est installée à bord d’un Renault R312 entièrement réaménagé et décoré d’une livrée verte et blanche. Le Stac embauche alors 222 agents et dispose de 103 bus, tandis que le réseau est composé de 27 lignes. Un partenariat avec la CALB permet également la mise en place d’un abonnement commun aux réseaux Stac et Ondéa, ainsi que la création d’une ligne expérimentale cofinancée par les deux communautés d'agglomération, la 14D, assurée par le réseau aixois et reliant Le Bourget-du-Lac à La Motte-Servolex par le campus de Savoie Technolac.

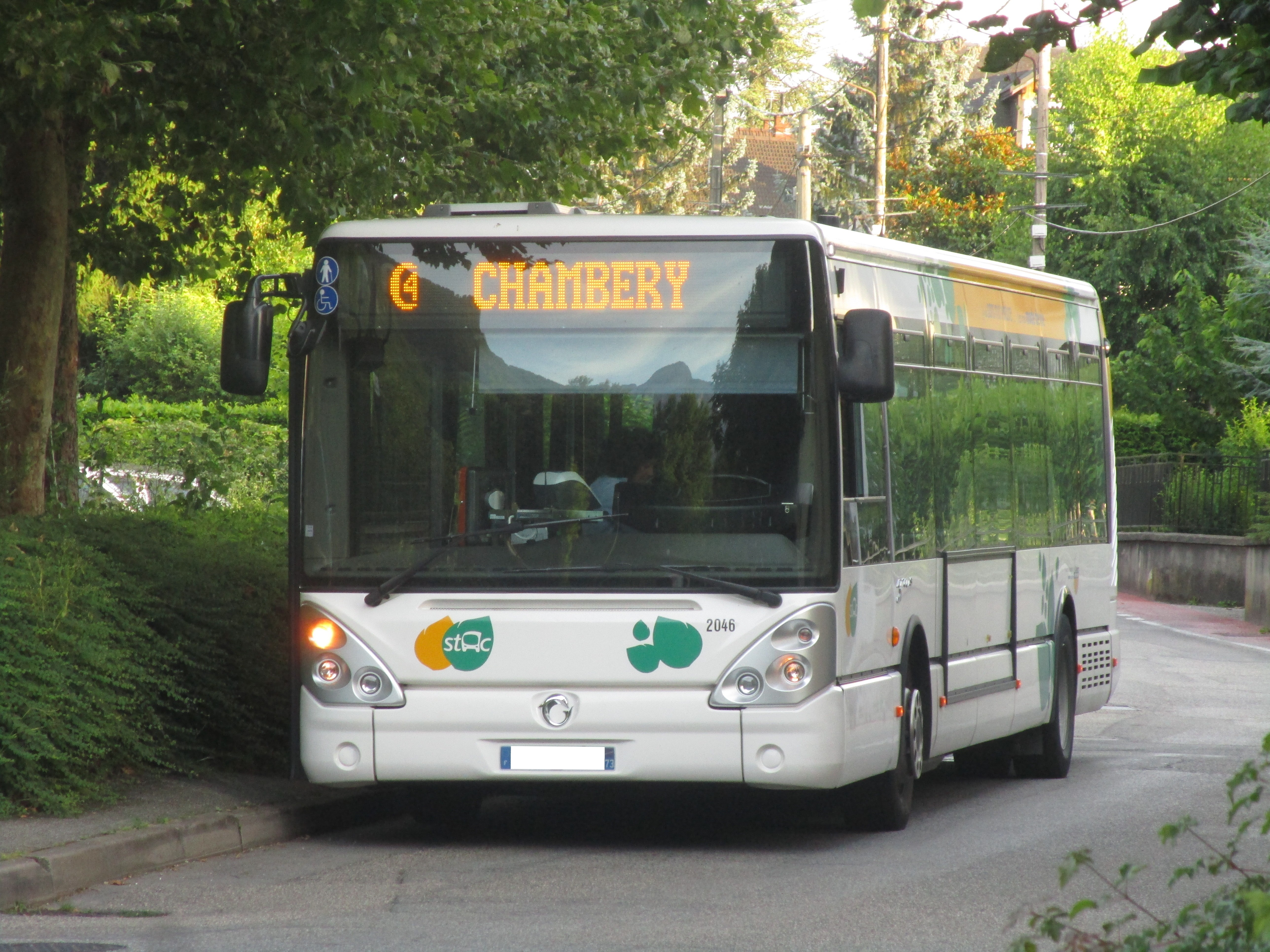
Un bus sur une ligne Noctambus en juillet 2016, un mois avant la suppression du service.

En 2011, la délégation de service public avec le groupe Connex, devenu Veolia Transdev entre-temps, est renouvelé pour six ans à compter du 1er janvier 2012. Un réseau de nuit, baptisé Noctambus et composé de cinq lignes (numérotées de C1 à C5) à destination des plus grandes villes de l’agglomération — Chambéry, Barberaz, Barby, Bassens, Challes-les-Eaux, Cognin, Jacob-Bellecombette, La Motte-Servolex, La Ravoire, Saint-Alban-Leysse, Saint-Baldoph et Sonnaz —, est mis en place en 2012. L’année suivante, le Stac se dote d’une agence itinérante en réaménageant l’un de ses bus, le Renault Agora S no 2004.

### 2016:Territoire Mobileet le nouveau réseau

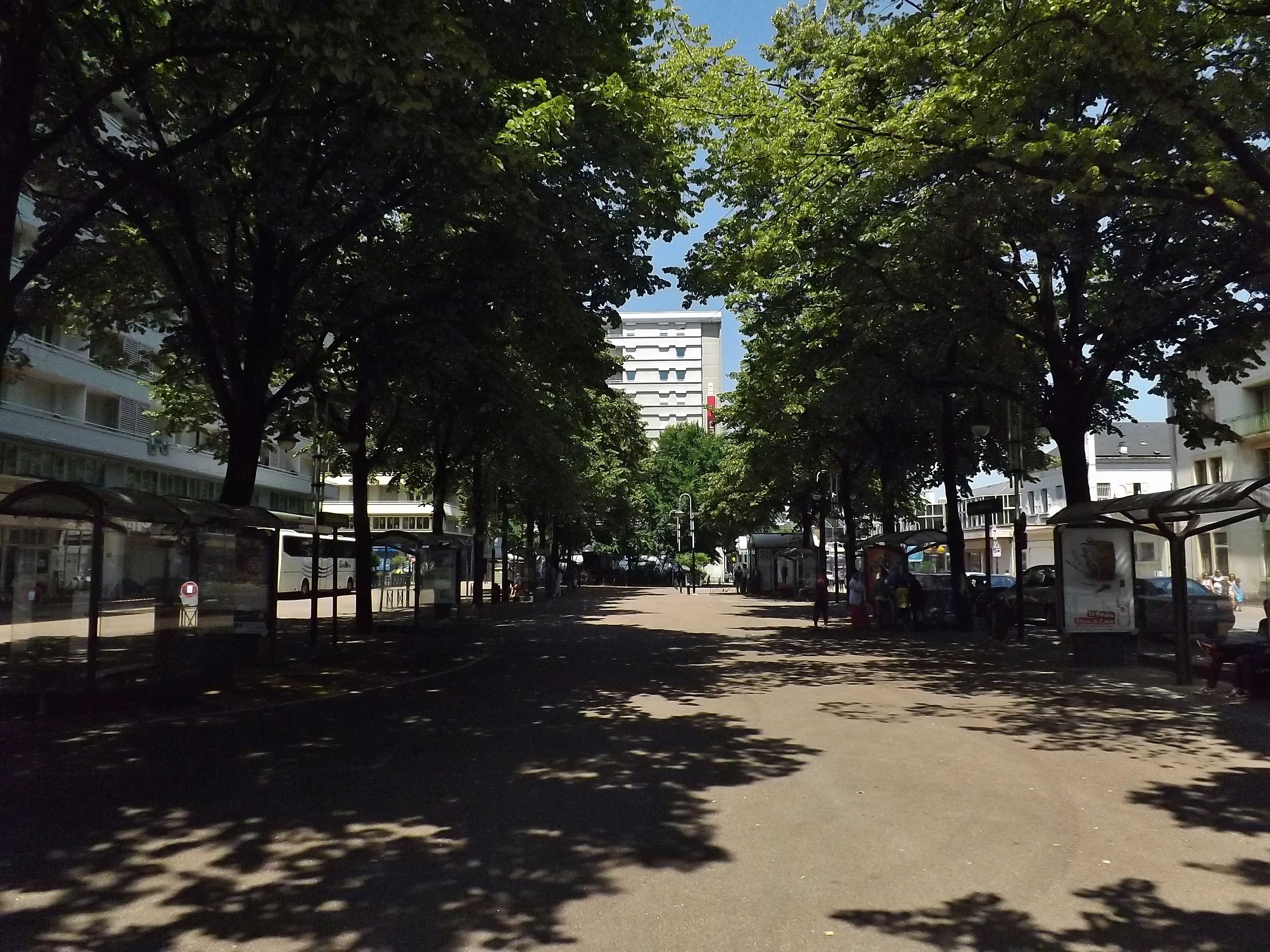
Le projet d’abattage des arbres de la Place de la Gare (ici en 2013) fait partie des points de tension.

En avril 2014, le conseil communautaire nouvellement élu envisage de constituer un nouveau plan de déplacements urbains, rapidement désigné sous la marque Territoire Mobile, afin de remplacer le plan de circulation de Chambéry, élaboré 38 ans auparavant, mais aussi mettre en place un réseau de bus optimisé devant attirer de nouveau voyageurs et ainsi augmenter la couverture des dépenses par les recettes du réseau,, qui est alors d’environ 18 %.
En 2016, quelques mois avant la mise en service officielle du nouveau réseau de bus (prévue pour le 29 août 2016), celui-ci commence à diviser la population, notamment en raison du projet d’abattre 22 tilleuls sur la Place de la Gare et le Quai du Jeu de Paume (à côté du palais de justice de Chambéry). Le 4 mai, les élus de l’opposition déposent un recours suspensif auprès du tribunal administratif de Grenoble, suivi d’un second recours déposé par l’association Circulation Concertée, quartiers préservés (CCQP) deux jours plus tard. L’abattage des arbres, prévu pour le 9 mai, est retardée grâce à la mobilisation des habitants (pétitions, manifestants dans les arbres...). Il a finalement lieu le 11 mai dès 6 h 30,. Le 27 mai 2016, le tribunal administratif suspend les travaux du nouveau réseau de bus, pointant une concertation insuffisante, une incompatibilité des travaux avec le PDU et un doute sérieux sur la légalité d’une délibération du bureau de Chambéry métropole,,. Le jour même, le président de la communauté d’agglomération, Xavier Dullin, et le maire de Chambéry, Michel Dantin, décident de faire appel de la décision auprès du Conseil d’État. Les travaux sont finalement suspendus le 2 juin,, le tribunal menaçant l’agglomération d’astreinte financière (10 000 € par jour) en cas de poursuite des travaux. La communauté d’agglomération engage alors, pendant 20 jours, une période d’information et d’expression, puis publie les nouveaux plans et les horaires des futures lignes. Le 13 juillet, le tribunal administratif de Grenoble annule la délibération dont la légalité était remise en doute et la décision d’engager les travaux,. Chambéry métropole est jugée incompétente pour réaliser des travaux de voirie aux abords de la gare (rue et place de la gare) et condamnée à verser 1 800 € à l’opposition. Le même jour, le conseil communautaire de la communauté d’agglomération vote une nouvelle délibération autorisant la reprise des travaux, ce qui a lieu cinq jours plus tard. Au total, le coût total de l’interruption des travaux et des frais engagés en justice s’élève à 101 915,06 € pour la communauté d’agglomération,.

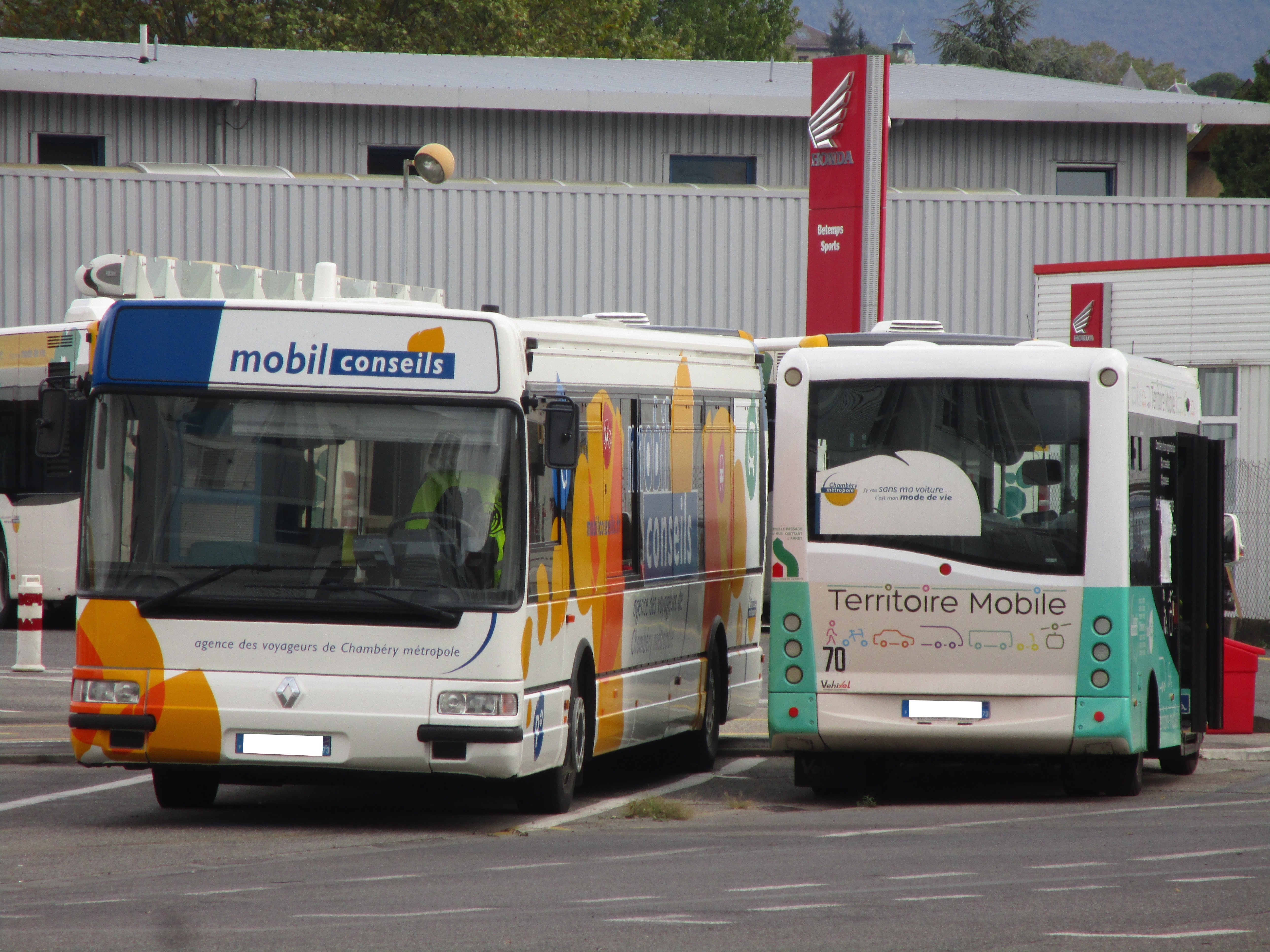
L’agence itinérante et le minibus aménagé pour présenter la marque Territoire Mobile, en septembre 2016.

Tout au long de l’été, l’agence itinérante est doublée par un minibus spécialement aménagé pour présenter Territoire Mobile et, le 29 août 2016, malgré les nombreux rebondissements, le nouveau réseau de bus est mis en œuvre,,. Parmi les modifications les plus importantes, on remarque la suppression du réseau de nuit, la disparition complète des bus dans l’hyper-centre de Chambéry au profit d’une ébauche de BHNS avec quatre lignes structurantes, appelées Chrono, passant autour du centre-ville, la disparition du centre d’échanges unique au profit de quatre arrêts de correspondances installés à divers endroits dans Chambéry, et reliés entre eux par un service de triporteurs électriques appelé Vélobulle,, et l’arrêt de la desserte du Bourget-du-Lac, et des autres communes rattachées à la communauté d’agglomération Grand Lac. Les lignes sont désormais hiérarchisées en trois catégories : les lignes structurantes ou Chrono, numérotées de A à D ; les lignes complémentaires, numérotées de 1 à 6 ; et les lignes locales, numérotées de 10 à 18, qui sont assurées en TAD en heures creuses.

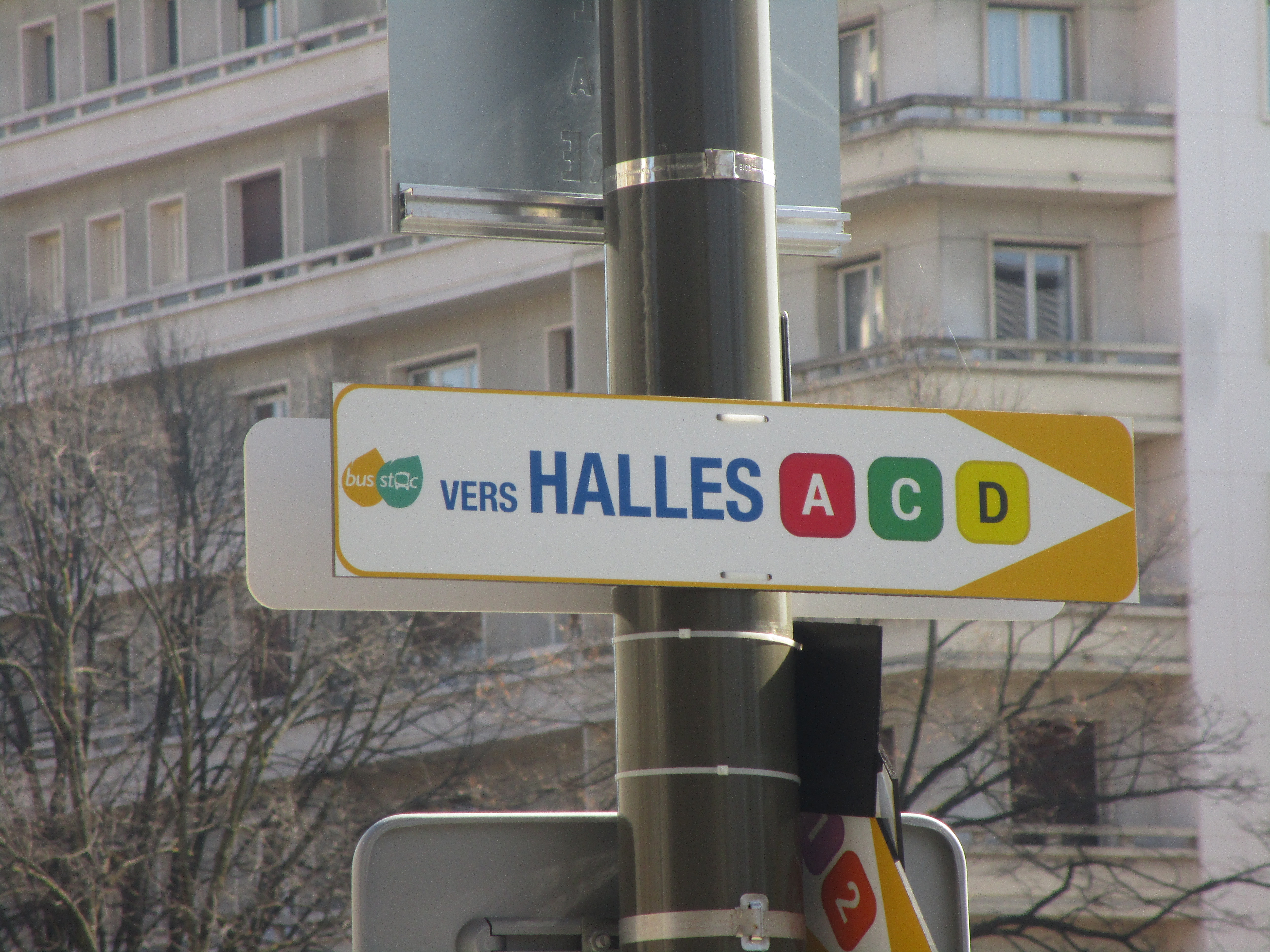
Un des panneaux du jalonnement piéton mis en place pour le nouveau réseau.

Afin d’aider les usagers à se repérer sur le nouveau réseau, la communauté d’agglomération et le Stac mettent en place un jalonnement pour les piétons dans le centre-ville de Chambéry,, renforcent les équipes du réseau en recrutant 30 personnes, surnommées gilets jaunes, destinées à orienter les voyageurs aux arrêts, et envoient de nombreux documents aux abonnés afin de les informer.
Toutefois, la contestation contre ce nouveau réseau ne cesse pas à la suite de sa mise en œuvre. En effet, il reste vivement critiqué par l’opposition chambérienne dans les conseils municipaux,, rapidement rejoints par les commerçants de Chambéry qui se plaignent d’une baisse de fréquentation ainsi que par les habitants qui déplorent la suppression de lignes desservant certains quartiers. Mi décembre 2016, une grève de la majorité des conducteurs, la première pour des raisons internes au Stac depuis octobre 2014, paralyse le réseau,,. Un mois plus tard, entre 180 et 200 personnes, manifestent dans le centre-ville de Chambéry à l’initiative du collectif des habitants de l’agglomération chambérienne, composé de collectifs de riverains et d’organisations syndicales et politiques, afin de réclamer « un réseau de transports en commun performant et accessible à tous ».

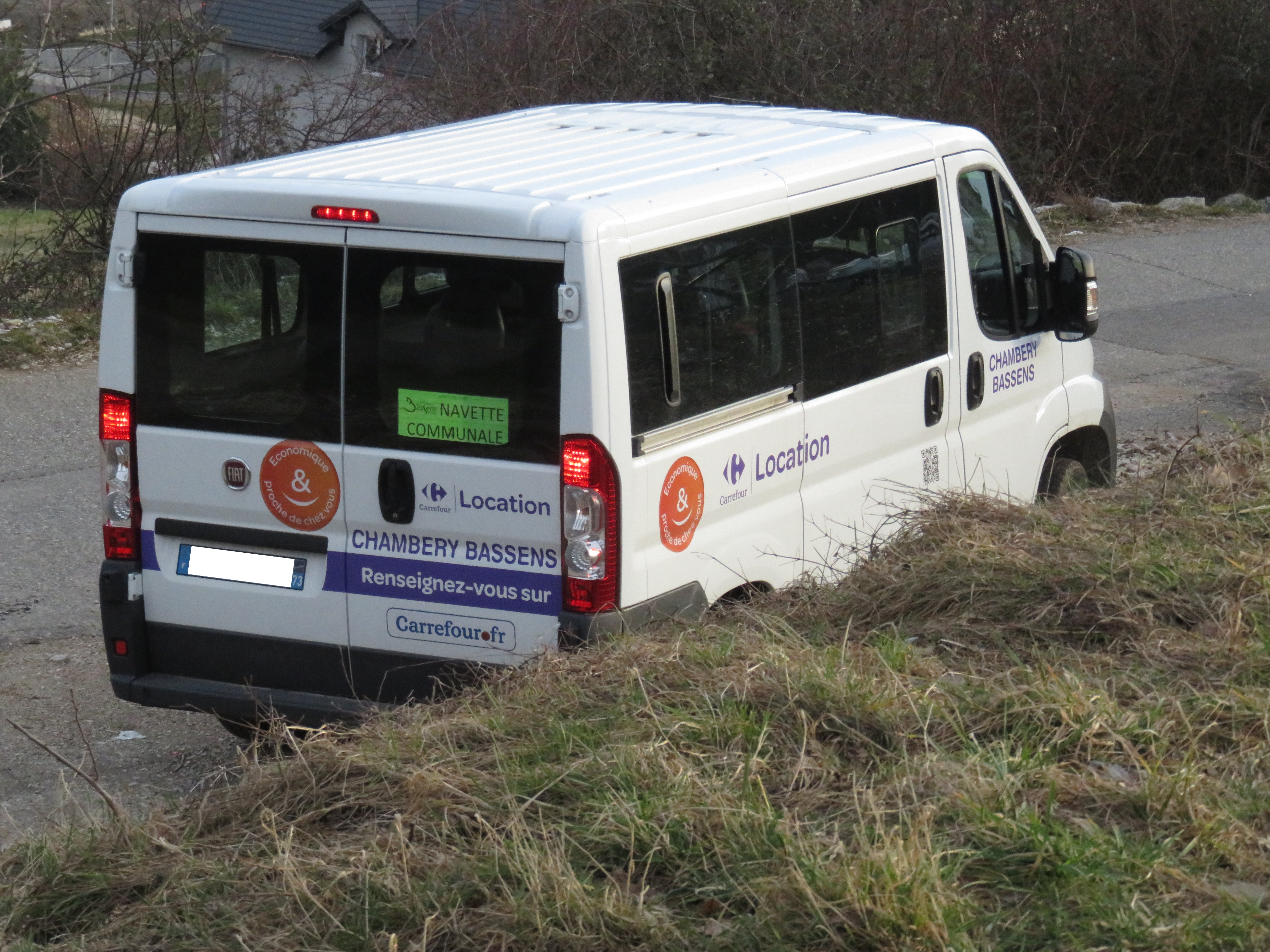
À partir de janvier 2018, la mairie de Bassens met en place une navette gratuite afin de desservir le quartier des Monts.

Le 19 septembre 2017, afin de pallier la disparition de la ligne 11 du Stac reliant le pôle d’échanges des Éléphants au quartier des Monts, supprimée le 29 août 2016 avec la mise en place du nouveau réseau en raison d’une fréquentation jugée trop faible, le conseil municipal de Bassens décide à une large majorité la mise en place une navette pour répondre à la demande des habitants et se mettre en conformité avec le Scot, voté en décembre 2013, qui prévoyait alors la mise en place d’une ligne de bus régulière vers ce quartier. Le service, gratuit pour l’usager, est lancé le 25 janvier 2018 avec un Fiat Ducato mis à disposition par le supermarché Carrefour, tandis que les arrêts sont matérialisés avec des affiches au format A4 de couleurs jaunes. Un véhicule neuf, de type Renault Trafic, pouvant embarquer jusqu’à 8 passagers en plus du conducteur, est acheté avec le soutien des commercants afin de remplacer le véhicule de location et inauguré le 25 avril 2018.

### 2019: Synchro, un nouveau nom pour le réseau

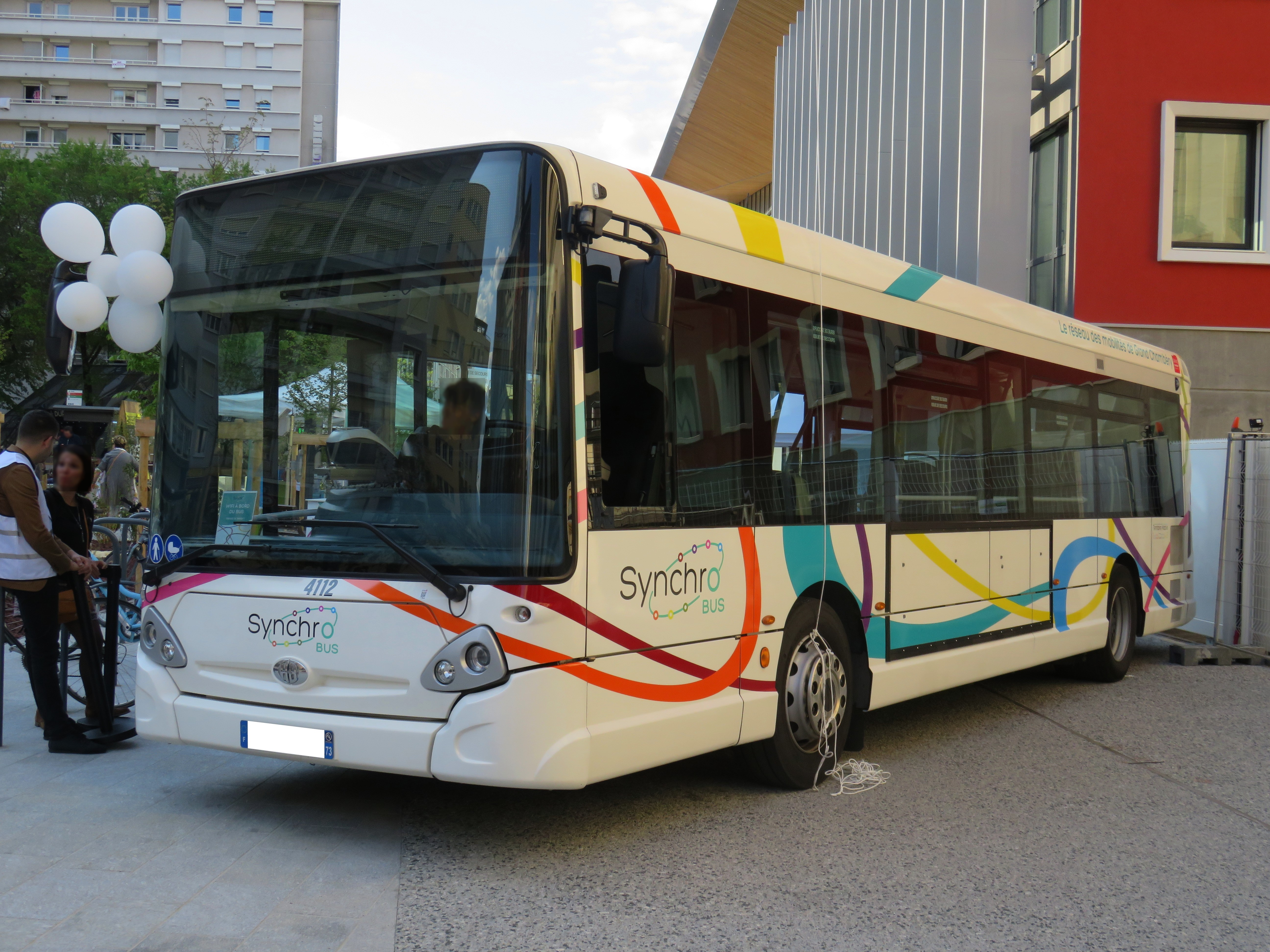
La nouvelle marque des mobilités de Grand Chambéry, Synchro, est dévoilée devant la gare de Chambéry le 19 avril 2019.

Le 19 avril 2019, le Grand Chambéry a présenté Synchro, la nouvelle identité regroupant l'ensemble des services de transport en commun sur son territoire, dont le réseau STAC, dont le nom historique est remplacé par le nom Synchro Bus.
Le renouvellement des différentes marques sous le nom Synchro suit la logique suivante :
- Bus Stac devient Synchro Bus ;
- Citalis devient Synchro Acces' ;
- Vélostation devient Synchro Vélostation ;
- Vélobulle devient Synchro Vélobulle ;
- le service de covoiturage prend le nom Synchro Covoiturage.

Le 18 avril 2025, toutes les services Synchro sont rassemblés sous la marque Synchro mobilités afin de faciliter la compréhension par les usagers. Cette nouvelle identité s'accompagne d'une nouvelle charte graphique.

## Organisateurs du réseau

### Autorité organisatrice
Grand Chambéry, composée de 38 communes et d'une population totale de 136 805 habitants (en 2016), est responsable des transports en commun en son périmètre. Ses principales missions sont :
- Définir la politique des transports en commun de l'agglomération (offre, tarification...)[CM 9] ;
- Déterminer les adaptations du réseau en fonction des besoins des habitants[CM 9] ;
- Réaliser les investissements lourds (achats de bus, aménagements urbains...) nécessaires au bon fonctionnement du réseau[CM 9].

### Exploitant
Depuis le 1er janvier 2019, l’exploitation du réseau est confié au groupe Keolis, au travers d’une filiale locale dédiée uniquement au réseau chambérien, Keolis Chambéry. Le contrat définit les missions du délégataire qui doit :
- Mettre en œuvre la politique définie par le Grand Chambéry ;
- Assurer la bonne gestion et exploitation du réseau (recrutement de personnel, formation...)[CM 9] ;
- Informer la clientèle des différents services qui lui sont proposés[CM 9] ;
- Être force de proposition auprès de l'Autorité Organisatrice pour améliorer le service offert.

L’actuelle délégation de service public prend fin le 31 décembre 2023.

## Le réseau

### Territoire desservi

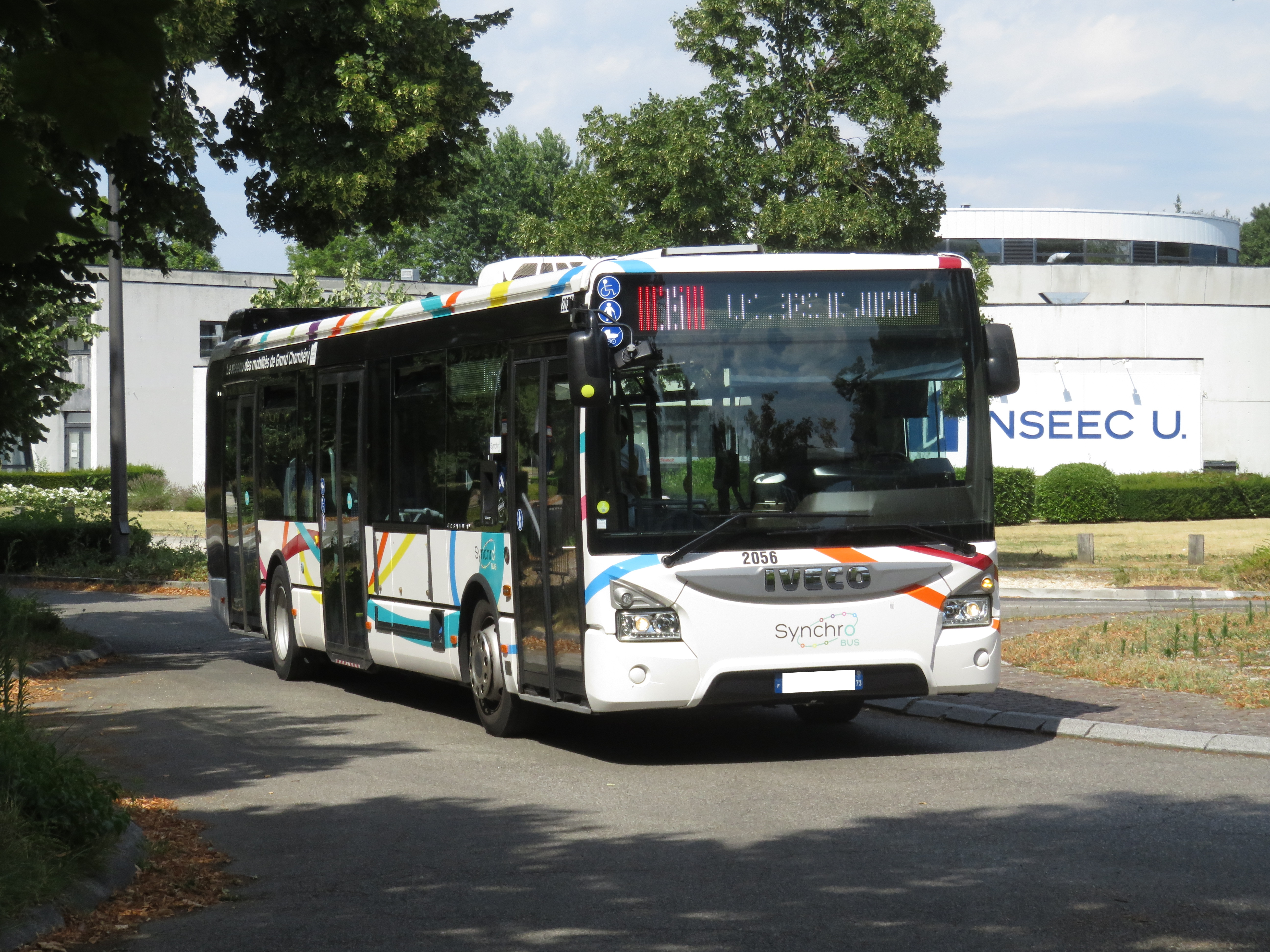
Le réseau Synchro Bus dessert des communes situées hors de Grand Chambéry, notamment Le Bourget-du-Lac.

Au 29 août 2022, le réseau Synchro Bus dessert les communes suivantes :
- Aillon-le-Jeune * ;
- Aillon-le-Vieux * ;
- Aillon-le-Jeune * ;
- Barberaz ;
- Barby ;
- Bassens ;
- Bellecombe-en-Bauges * ;
- Challes-les-Eaux ;
- Chambéry ;
- Cognin ;
- Curienne ;
- Doucy-en-Bauges * ;
- École * ;
- Jacob-Bellecombette ;
- Jarsy * ;
- Montagnole ;
- La Compôte * ;
- La Motte-en-Bauges * ;
- La Motte-Servolex ;
- Le Bourget-du-Lac ** ;
- Le Châtelard * ;
- Le Noyer * ;
- Les Déserts ;
- Lescheraines * ;
- Puygros ;
- La Ravoire ;
- Sonnaz ;
- Saint-Alban-Leysse ;
- Saint-Baldoph ;
- Saint-Cassin ;
- Saint-François-de-Sales * ;
- Saint-Jean-d'Arvey ;
- Saint-Jeoire-Prieuré ;
- Saint-Sulpice ;
- Sainte-Reine * ;
- Thoiry ;
- La Thuile ;
- Verel-Pragondran ;
- Vimines ;
- Voglans **.

* services scolaires uniquement
** communes rattachées à la communauté d’agglomération Grand Lac et également desservies par le réseau de bus de cette dernière : Ondéa

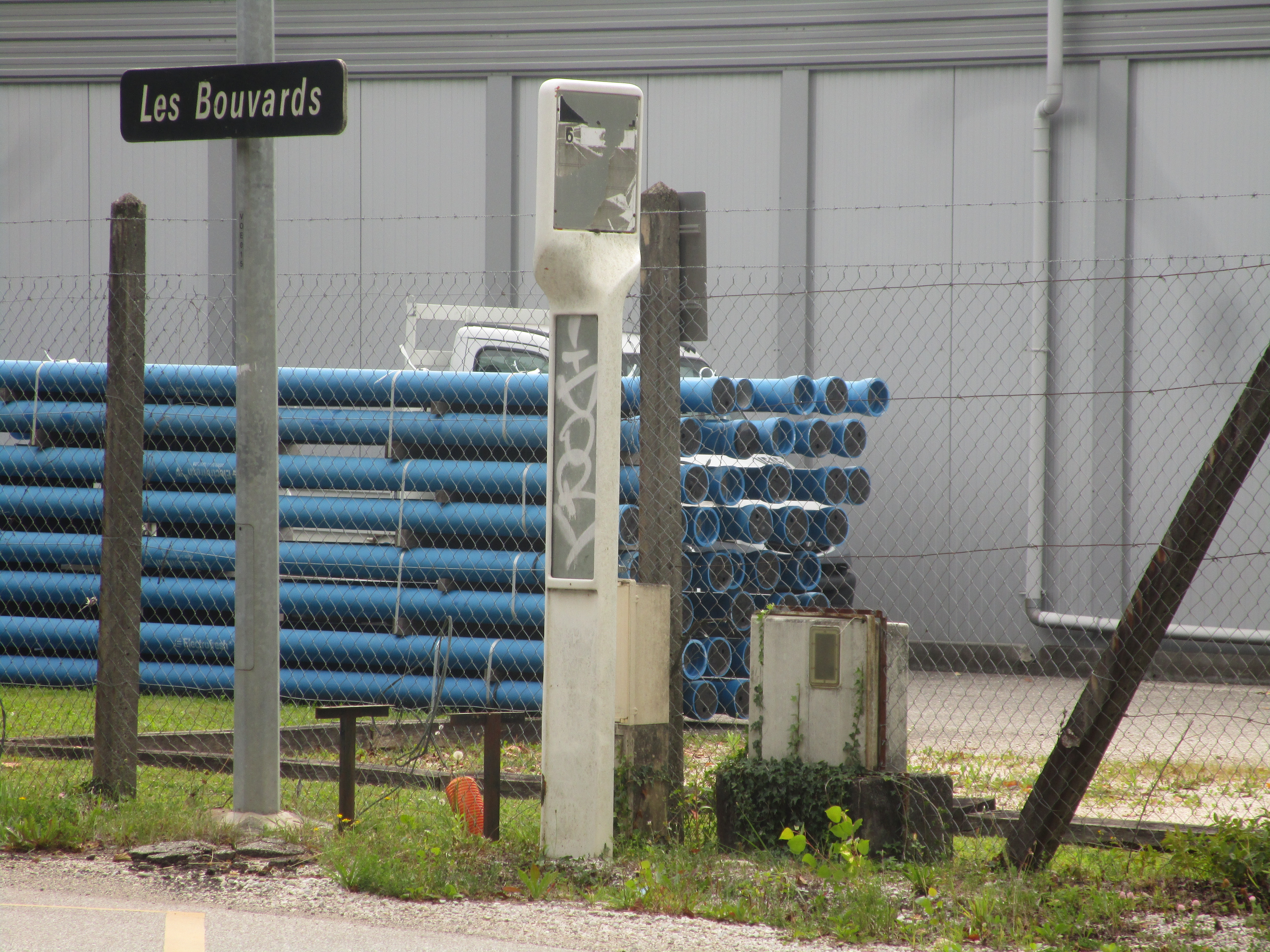
Un ancien arrêt de bus du réseau à Voglans en août 2017. L’indice de la ligne, la 6, est encore visible sur le haut de l’arrêt.

Par le passé, le réseau a également desservi les communes de Chignin, Méry et Voglans. Trois lignes s’y rendaient (1 par commune) et y faisaient terminus :
- la ligne 8[21] (anciennement G[22]) à la gare de Chignin. En septembre 2005[22], le terminus est ramené au stade de Saint-Jeoire-Prieuré, situé en amont, et les deux arrêts situés sur le territoire chignerain, Petite Chapelle et Gare Chignin, sont supprimés ;
- la ligne 13[21] (auparavant S[23]) dans le quartier du Fournet à Méry. Passée en transport à la demande en heures creuses dès 2010[23], elle est supprimée lors de la mise en place du nouveau réseau le 29 août 2016 ;
- la ligne 6[21] (précédemment nommée T[24]) à l’église de Voglans[Off 2]. Le 3 septembre 2012, la réorganisation des lignes 2, 6 et 9 du réseau[25],[CM 13] entraine la suppression des six arrêts aménagés dans le centre de la commune : la nouvelle ligne 2, qui remplace les anciennes lignes 6 et 9 au nord de Chambéry, bifurque désormais à l’entrée de la commune pour rejoindre le campus de Savoie Technolac et Le Bourget-du-Lac, ancien terminus de la 9[Off 2], au lieu de s’engager plus en avant sur le territoire voglanais.

### Les lignes

#### Lignes régulières
Le nouveau réseau mis en place à la rentrée de septembre 2016, et régulièrement remodelé depuis, consiste en une organisation du réseau autour de :

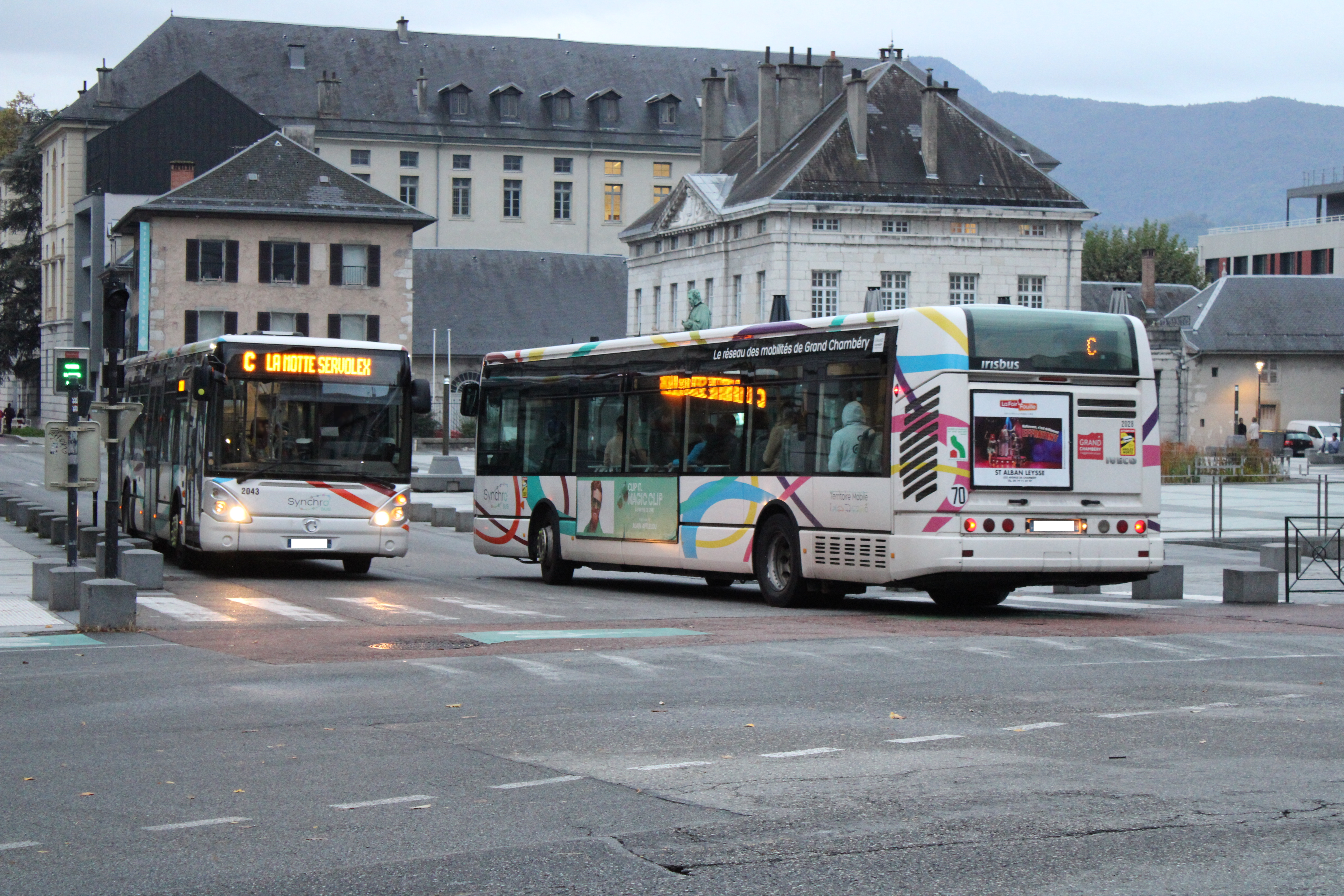
4 lignes structurantes, dites Chrono, relient les communes les plus peuplées, en passant par le centre-ville de Chambéry.

- quatre lignes structurantes nommées « Chrono », identifiées avec des lettres (de A à D) ; desservant 80 % de la population, avec un bus toutes les 6 à 10 minutes en heures de pointe, et de 10 à 15 minutes en heures creuses. Ces lignes sont également en fonctionnement les dimanches et jours fériés toutes les 20 à 80 minutes. Le trajet est assuré par des autobus standards ou articulés.

À partir du 7 juillet 2025, le réseau évolue et procède à plusieurs changements et modifications avec notamment une nouvelle ligne «Chrono E» pour un service renforcé.
| No | Date d'ouverture | Parcours                               | Parcours                                                     | Longueur | Fréquentation annuelle | Matériel            | Exploitant              |
| No | Date d'ouverture | Terminus 1                             | Terminus 2                                                   | Longueur | Fréquentation annuelle | Matériel            | Exploitant              |
| -- | ---------------- | -------------------------------------- | ------------------------------------------------------------ | -------- | ---------------------- | ------------------- | ----------------------- |
| A  | 29 août 2016     | Jacob-Bellecombette - Université Jacob | Le Bourget-du-Lac - Technolac (ou Le Bourget-du-Lac - Plage) | -        | -                      | Standards Articulés | Transdev Grand Chambéry |
| B  | 29 août 2016     | Sonnaz - Parc Relais Maison Brulée     | Barby - Roc Noir                                             | -        | -                      | Standards Articulés | Transdev Grand Chambéry |
| C  | 29 août 2016     | La Motte-Servolex - De Gaulle          | Challes-les-Eaux - Challes Centre                            | -        | -                      | Standards Articulés | Transdev Grand Chambéry |
| D  | 29 août 2016     | Saint-Alban-Leysse - Plaine des Sports | Chambéry - Debussy (ou Chambéry - Chamoux)                   | -        | -                      | Standards Articulés | Transdev Grand Chambéry |

- cinq lignes complémentaires à raison d'un bus toutes les 15 à 60 minutes, en fonctionnement du lundi au samedi. La ligne 5 a la particularité de n'effectuer que 5 aller-retours par journée (le matin et le soir).

| No | Date d'ouverture | Parcours                            | Parcours                                                   | Longueur | Fréquentation annuelle | Matériel          | Exploitant                              |
| No | Date d'ouverture | Terminus 1                          | Terminus 2                                                 | Longueur | Fréquentation annuelle | Matériel          | Exploitant                              |
| -- | ---------------- | ----------------------------------- | ---------------------------------------------------------- | -------- | ---------------------- | ----------------- | --------------------------------------- |
| 1  | 2 septembre 2019 | Chambéry - Salins                   | Chambéry - Cévennes (ou La Motte-Servolex - De Gaulle)     | -        | -                      | Midibus Standards | Transdev Grand Chambéry Transdev Savoie |
| 2  | 2 septembre 2019 | Saint-Jeoire-Prieuré - Les Frasses  | Chambéry - Landiers Nord (2a) (ou Chambéry - Cévennes (2b) | -        | -                      | Midibus Standards | -                                       |
| 3  | 2 septembre 2019 | Saint-Jeoire-Prieuré - Les Frasses  | Saint-Baldoph - Centre                                     | -        | -                      | Standards         | -                                       |
| 4  | 2 septembre 2019 | La Motte-Servolex - Collège G. Sand | Saint-Baldoph - Champet                                    | -        | -                      | Standards         | -                                       |
| 5  | 2 septembre 2019 | Chambéry - Curial                   | Saint-Baldoph - Centre                                     | -        | -                      | Midibus Standards | -                                       |

- dix lignes locales fonctionnant uniquement en heures de pointe du lundi au vendredi, et assurées en transport à la demande (TAD) en heures creuses, mais aussi les samedis et lors des vacances scolaires :

| No | Date d'ouverture | Parcours                                        | Parcours                                                    | Longueur | Fréquentation annuelle | Matériel | Exploitant             |
| No | Date d'ouverture | Terminus 1                                      | Terminus 2                                                  | Longueur | Fréquentation annuelle | Matériel | Exploitant             |
| -- | ---------------- | ----------------------------------------------- | ----------------------------------------------------------- | -------- | ---------------------- | -------- | ---------------------- |
| 10 | 29 août 2016     | Sonnaz - Parc Relais Maison Brulée (circulaire) | Sonnaz - Parc Relais Maison Brulée (circulaire)             | -        | -                      | -        | Alpes Découverte       |
| 11 | 29 août 2016     | Verel-Pragondran - Pragondran                   | Saint-Alban-Leysse - Collège De Maistre                     | -        | -                      | -        | Keolis Porte des Alpes |
| 12 | 29 août 2016     | La Ravoire - Parc Relais La Trousse             | Saint-Jean-d'Arvey - Chef-lieu (ou Les Déserts - Chef-lieu) | -        | -                      | -        | Keolis Porte des Alpes |
| 13 | 2 septembre 2019 | La Thuile - La Guillière                        | Barby - Collège J. Mermoz                                   | -        | -                      | -        | Keolis Porte des Alpes |
| 14 | 2 septembre 2019 | La Thuile - Nécuidet                            | Barby - Collège J. Mermoz                                   | -        | -                      | -        | Keolis Porte des Alpes |
| 15 | 2 septembre 2019 | Saint-Baldoph - Hauts des Lamettes              | Chambéry - Lycée Monge                                      | -        | -                      | -        | Keolis Porte des Alpes |
| 16 | 3 septembre 2018 | Saint-Cassin - Le Pont                          | Cognin - Collège H. Bordeaux                                | -        | -                      | -        | Keolis Porte des Alpes |
| 17 | 29 août 2016     | Vimines - Monzin                                | Cognin - Collège H. Bordeaux                                | -        | -                      | -        | Keolis Porte des Alpes |
| 18 | 29 août 2016     | La Motte-Servolex - Villard-Marin               | Cognin - Forgerie                                           | -        | -                      | -        | Keolis Porte des Alpes |
| 19 | 2 septembre 2019 | Montagnole - L'Évèque                           | Chambéry - Bocage                                           | -        | -                      | -        | Alpes Découverte       |

#### Lignes scolaires

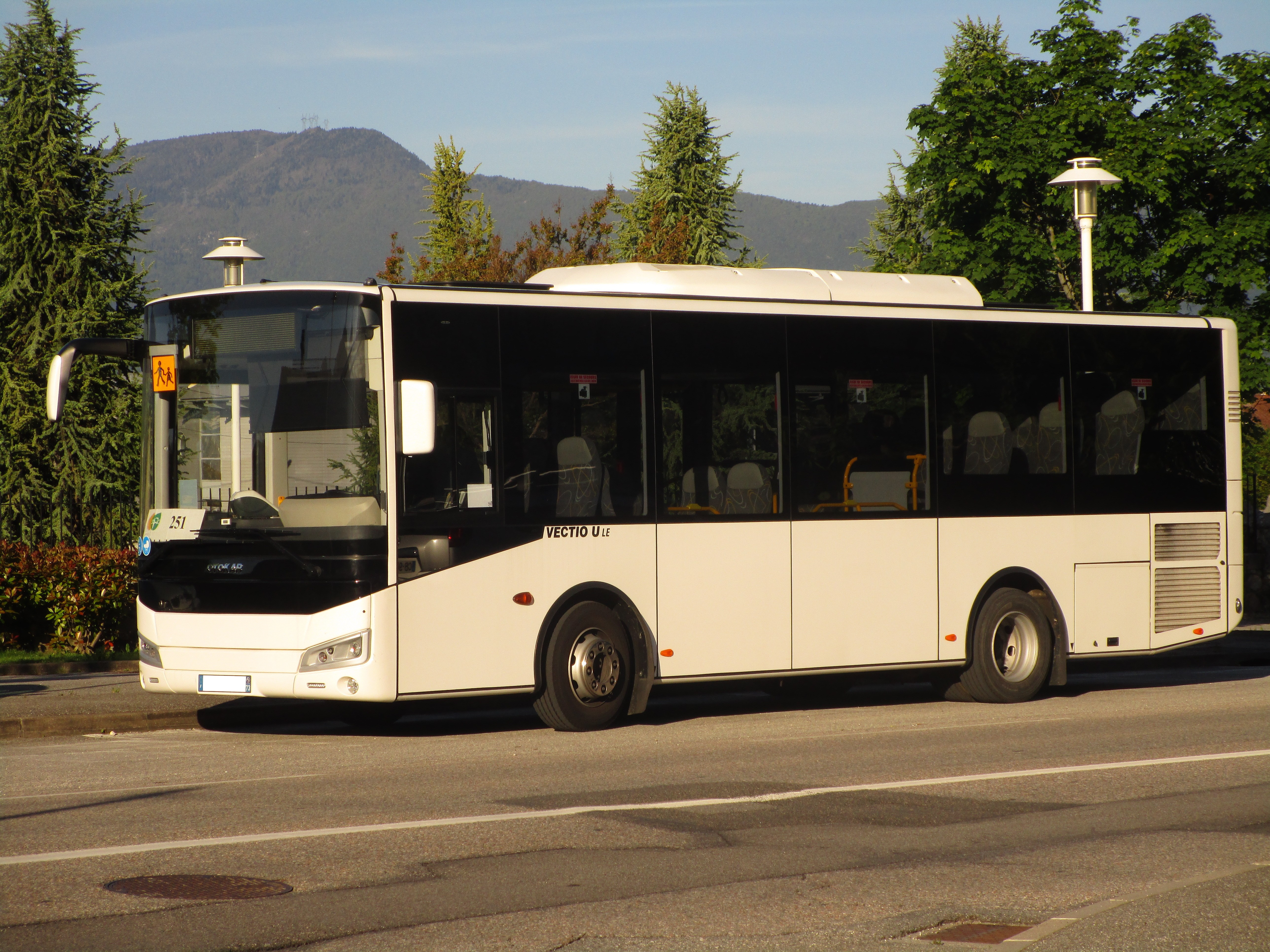
Un autobus à Saint-Alban-Leysse, sur la ligne scolaire 251, en 5 2017.

Synchro Bus dispose de 34 lignes scolaires, à raison de 19 à destination des écoles primaires et 15 vers les collèges. Destinées uniquement aux écoliers et aux collégiens de l’agglomération, elles sont organisées en 10 zones qui couvrent une ou plusieurs communes. Leur tarification est identique à celle en vigueur sur le réseau.
| Zone | Communes desservies                                                           | Lignes des                                           | Lignes des                                           |
| Zone | Communes desservies                                                           | Écoles                                               | Collèges                                             |
| ---- | ----------------------------------------------------------------------------- | ---------------------------------------------------- | ---------------------------------------------------- |
| 100  | Chambéry et Sonnaz                                                            | 101, 102                                             | Aucune                                               |
| 200  | Bassens, Chambéry, Saint-Alban-Leysse et Verel-Pragondran                     | 201                                                  | 251                                                  |
| 300  | Les Déserts, Saint-Alban-Leysse, Saint-Jean-d’Arvey et Thoiry                 | 301                                                  | Aucune                                               |
| 400  | Barby, Curienne, La Thuile, Puygros et Saint-Alban-Leysse                     | 401                                                  | Aucune                                               |
| 600  | Barberaz, Barby, Chambéry, La Ravoire et Saint-Baldoph                        | 601, 602                                             | 651                                                  |
| 800  | Cognin, La Motte-Servolex, Montagnole, Saint-Cassin, Saint-Sulpice et Vimines | Aucune                                               | 852                                                  |
| 900  | La Motte-Servolex                                                             | 901, 902, 903                                        | 951, 952, 953                                        |
| 1300 | Anciennes communes du Cœur des Bauges                                         | 1301, 1302, 1310, 1313, 1315, 1316, 1317, 1319, 1320 | 1303, 1304, 1305, 1306, 1307, 1308, 1311, 1312, 1314 |

Deux lignes complémentaires, les lignes 1 et 3, sont doublées par un service scolaire, numérotées 1S et 3S. Le premier relie l’arrêt De Gaulle, terminus habituel de la ligne 1, au Lycée Louis-Armand à Chambéry, tandis que le second remplace l’ancienne ligne scolaire 553 entre le Collège Jean Mermoz de Barby et l’église de Challes-les-Eaux.

#### Lignes occasionnelles

##### Foire de Savoie

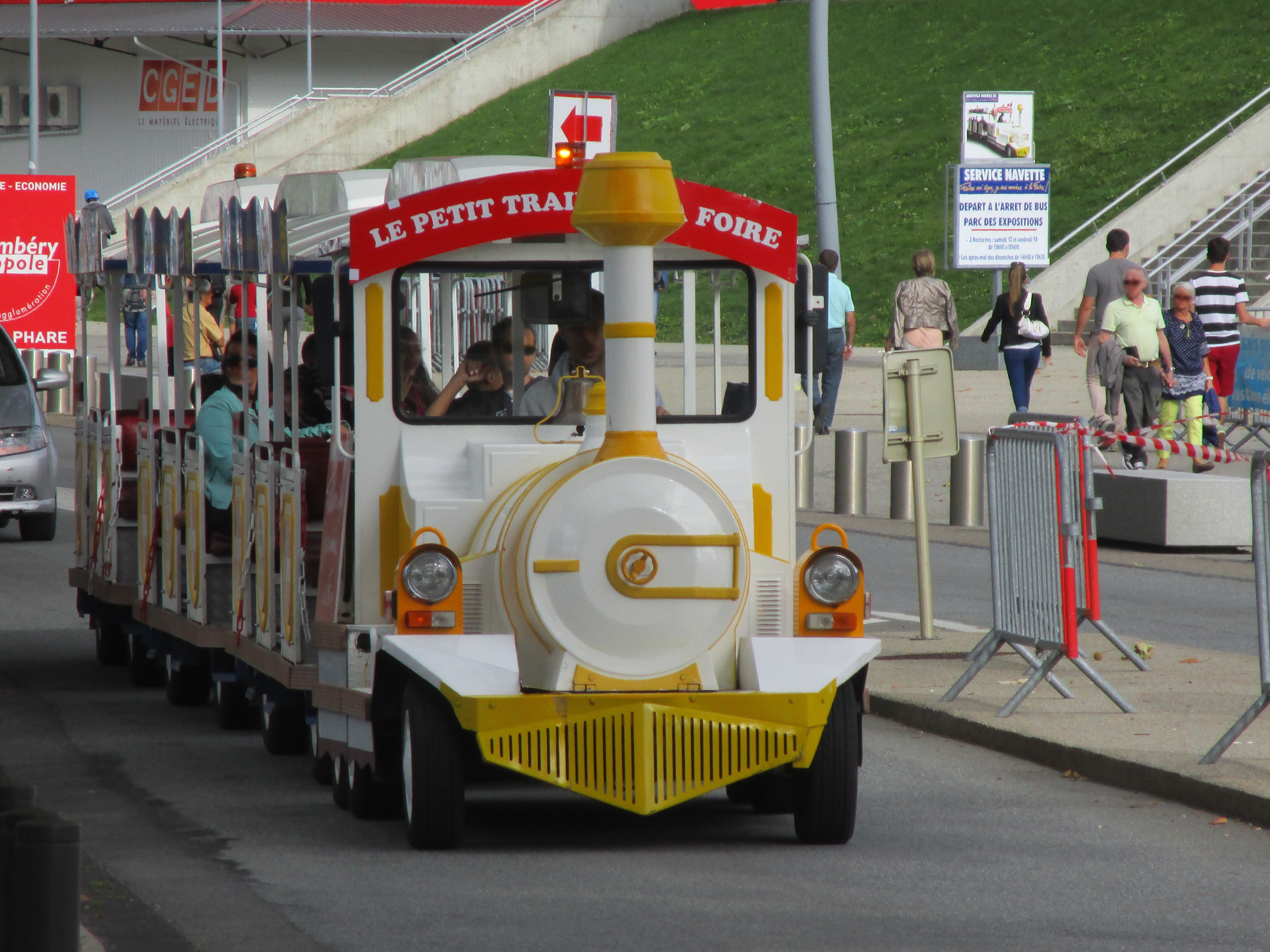
Le Stac assure une navette gratuite dans la zone industrielle de Bissy lors de la Foire de Savoie jusqu’en 2014, avant d’être remplacé par le petit train de Chambéry.

Le Stac met quelquefois en place des lignes occasionnelles selon les événements du bassin chambérien et/ou la saison. Ainsi, jusqu’en 2007, un service de navettes gratuites assure la liaison entre le centre-ville de Chambéry et le Parc des expositions, lors de la Foire de Savoie. Il est doublé, dans la zone industrielle de Bissy, par un bus assurant le ramassage gratuit des visiteurs qui y sont stationnés. À partir de 2008, le service de navettes vers le centre-ville est supprimé par SavoiExpo, organisateur de l’événement, et remplacé par des renforts sur la ligne 5 limités à ce trajet. La tarification est alors identique à celle en vigueur sur le réseau, mais la présentation du titre de transport permet d’entrer gratuitement dans la foire. Les bus affectés à ces services sont reconnaissables par la présence, sur les côtés des véhicules, du logo de la foire et de phrases rappelant la gratuité de l’entrée grâce à ce mode de transport ou le nom du service (« Faites-moi signe, je vous emmène à la foire ») pour la navette de la zone industrielle de Bissy. À partir de 2015, le petit train de Chambéry remplace les bus pour cette dernière, avant d’être remplacé à son tour par un Vélobulle à partir de l’édition 2017. Les renforts de la ligne 5, remplacée par la ligne 1 dans le nouveau réseau, sont supprimés avec la mise en place de ce dernier à l’été 2016. Toutefois, la gratuité de l’entrée de la foire sur présentation du titre de transport Stac reste en vigueur.

##### Toussaint

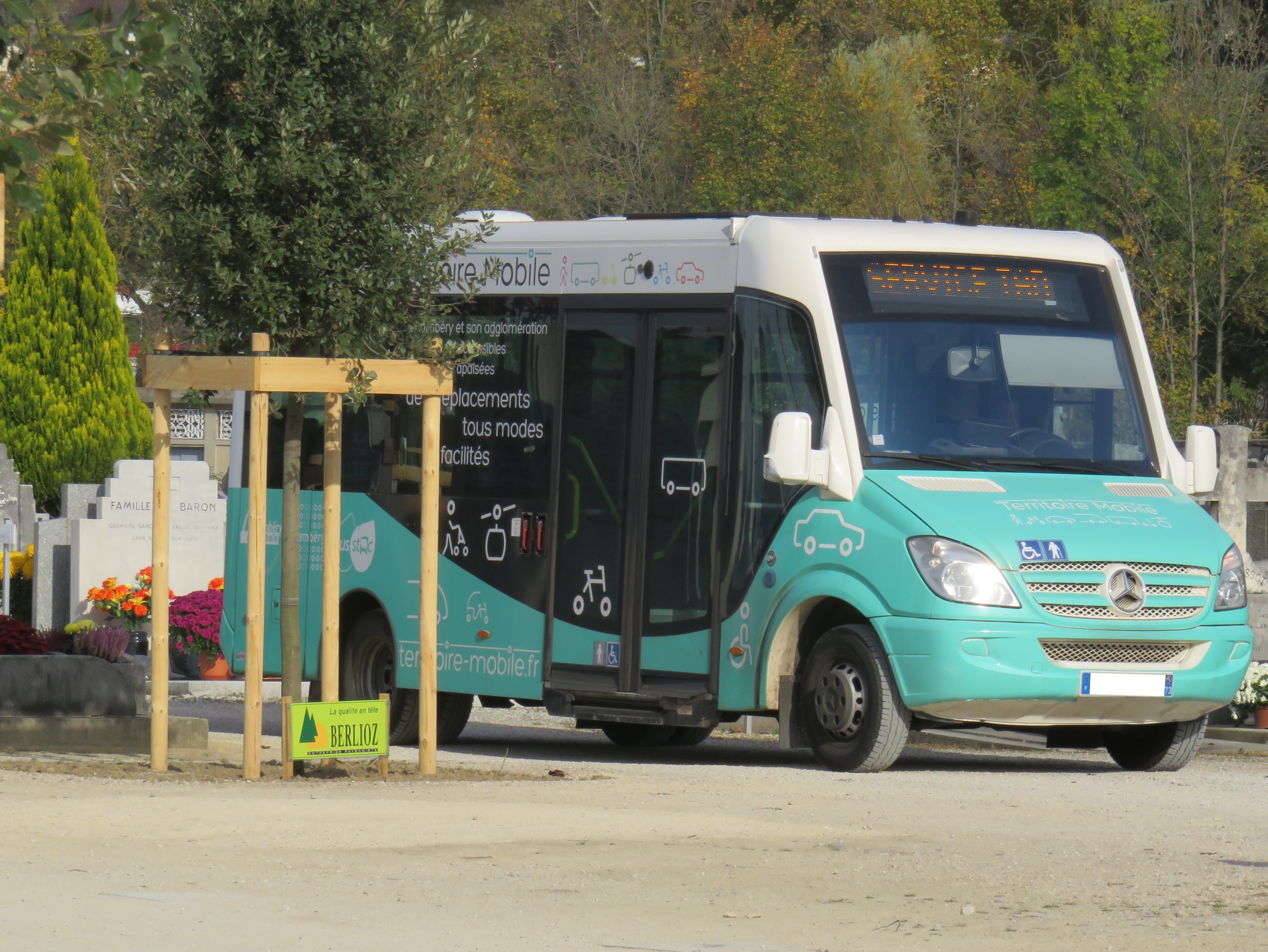
La navette circulant dans le cimetière Charrière Neuve pour la Toussaint.

Pendant de nombreuses années, le réseau ajoutait deux navettes à son réseau à l’occasion de la Toussaint : l’une, gratuite, assurant des rotations toutes les dix minutes dans les allées de Charrière-Neuve, le principal cimetière chambérien, et l’autre assurant des allers-retours entre ce dernier et le centre-ville de Chambéry, payante selon la tarification en vigueur sur le réseau. Suspendu en 2020 en raison de la crise sanitaire liée à la pandémie de Covid-19, le service n’est pas remis en place par la suite.
Lors de l’édition 2017 des Journées du patrimoine, le Stac ajoute, pour la première fois de son histoire, une ligne occasionnelle nommée Patrimoine à son réseau. Assurée uniquement le samedi 16 septembre, qui correspond également à la Journée du transport public, elle assure un passage toutes les 30 minutes et dessert 12 lieux ouverts au public dans différentes communes de l’agglomération grâce à un parcours en forme de boucle long de 38 kilomètres.
Depuis 2014, le Stac a repris l’ancienne ligne C8 du réseau départemental Belle Savoie Express, assurant la liaison entre Chambéry et la station de ski de La Féclaz, à la suite de son abandon par le Conseil général car la ligne était limitée au territoire de Chambéry métropole et dépendait donc de la compétence de la communauté d’agglomération. Elle fonctionne de mi-décembre à fin mars en assurant deux allers-retours quotidiens,. Un départ est rajouté dans les deux sens le samedi,, et trois départs (un depuis Chambéry et deux depuis La Féclaz) de plus sont assurés pendant les vacances de Noël et d’hiver de la zone A,. La tarification, spécifique à ce service, se décompose selon l’âge (plus ou moins de 26 ans), le trajet choisi (aller simple ou aller-retour) et le choix de prendre ou non un forfait de ski (alpin ou nordique) combiné au titre de transport. Ce service a été renommé Synchro Ski en décembre 2019, puis Synchro Montagne l'année suivante[réf. souhaitée].

### Transport à la demande

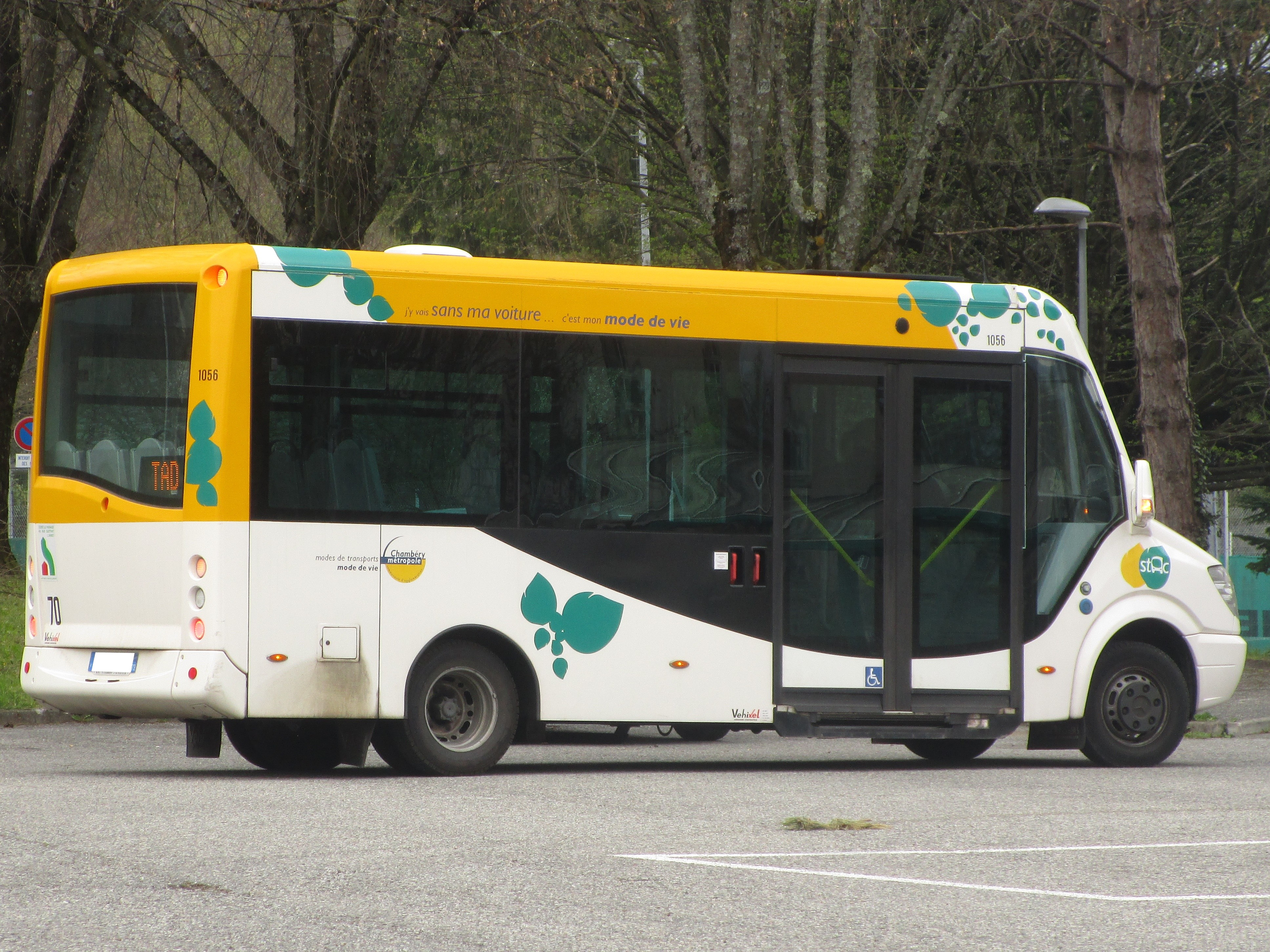
Un véhicule sur le service de Transport à la Demande à Cognin en 3 2017.

Depuis la mise en place du nouveau réseau de bus le 29 août 2016, plusieurs lignes locales ont été remplacées par neuf zones de transport à la demande (TAD) en raison de leur faible fréquentation. Quatre à cinq départs (deux le matin et deux le soir, plus un départ le mercredi midi) sont assurés en heures de pointe du lundi au vendredi en période scolaire pour les élèves se rendant dans les écoles de l’agglomération. En période creuse, c’est-à-dire en dehors des horaires de cours mais également les samedis et lors des vacances scolaires, la course n’est assurée que sur réservation, à des horaires proposés par Synchro Bus, en appelant la centrale de réservation jusqu'à deux heures avant le départ (ou avant 19 h la veille si le départ souhaité est avant 10 h). Une voiture aux couleurs du réseau récupère l’usager à l’arrêt de son choix et le dépose à un arrêt desservi par l’une des quatre lignes structurantes, permettant de se rendre dans le centre-ville de Chambéry.
La tarification est identique à celle en vigueur sur le reste du réseau.
| Numéro | Communes desservies             | Terminus - ligne structurante             |
| ------ | ------------------------------- | ----------------------------------------- |
| 50     | Sonnaz, Chambéry-le-Vieux       | Parc relais Maison Brûlée, Sonnaz - B     |
| 51     | Verel-Pragondran                | Boulodrome, Saint-Alban-Leysse - D        |
| 52     | Les Déserts, Saint-Jean-d’Arvey | Parc relais La Trousse, La Ravoire - B    |
| 53     | Thoiry, Puygros, Curienne       | Parc relais La Trousse, La Ravoire - B    |
| 54     | La Thuile, Saint-Jeoire-Prieuré | Médipôle, Challes-les-Eaux - C            |
| 55     | Barberaz, Saint-Baldoph         | Monge, Chambéry - C                       |
| 56     | Saint-Cassin, Montagnole        | Université Jacob, Jacob-Bellecombette - A |
| 57     | Saint-Sulpice, Vimines          | Forgerie, Cognin - D                      |
| 59     | La Motte-Servolex               | La Motte Centre, La Motte-Servolex - C    |

### Synchro Access'

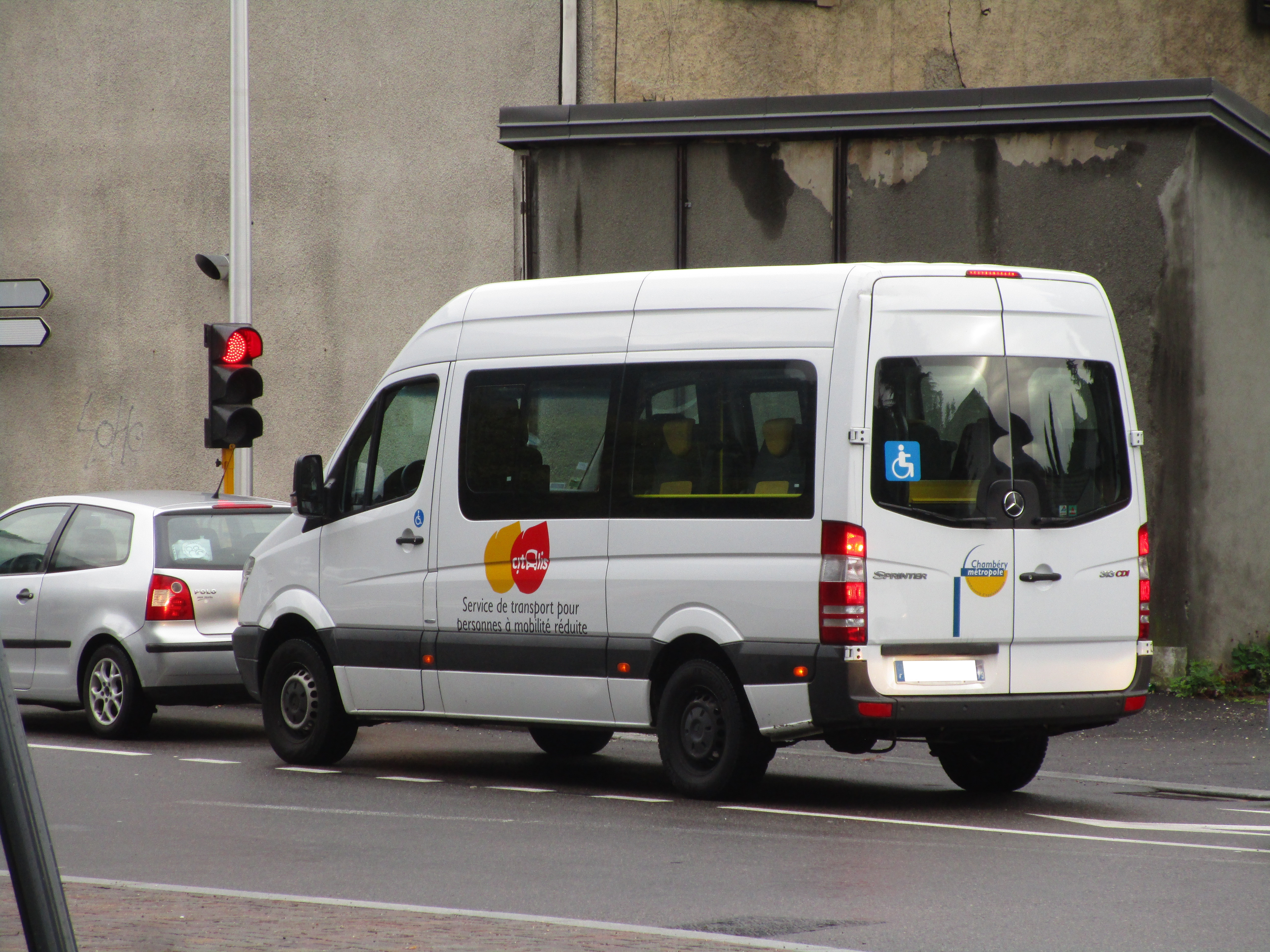
L’un des cinq minibus du service Citalis à Challes-les-Eaux en 10 2016.

En 1994, le Stac se dote d’un service spécialisé dans le transport de personnes à mobilité réduite et le délègue à l’association GIHP. Depuis 2005, ce service est appelé Citalis.
Effectué uniquement en transport à la demande, il est destiné aux personnes en situation de handicap, et plus spécifiquement aux personnes présentant un handicap moteur permanent ou temporaire nécessitant l’usage d’un fauteuil roulant, ainsi qu’aux personnes malvoyantes ne pouvant pas utiliser le réseau de transport en commun seules.
Le service fonctionne, hors jours fériés, du lundi au samedi de 7 h à 20 h (les vendredis et samedis soir, la prise en charge est assurée jusqu’à minuit), ainsi que le dimanche entre 9 h et 20 h. La réservation s’effectue par téléphone au plus tard jusqu’à 16 h la veille, ou jusqu’au vendredi pour les déplacements des dimanches et lundis. Il dispose de sa propre tarification et est assuré avec cinq véhicules, des Mercedes-Benz Sprinter, affectés uniquement à ce service. Ils sont reconnaissable par leur livrée, blanche avec le logo Citalis sur les côtés.
En septembre 2017, à l’occasion du conseil communautaire préparant la délégation de service public pour la période 2019-2024, la vice-présidente chargée des transports expose le projet de faire un contrat collectif déléguant le service Citalis au même délégataire que le reste du réseau, afin de permettre une optimisation du fonctionnement.
Le 19 avril 2019, le service change de nom et s'appelle désormais Synchro Access'.

### Synchro Vélobulle

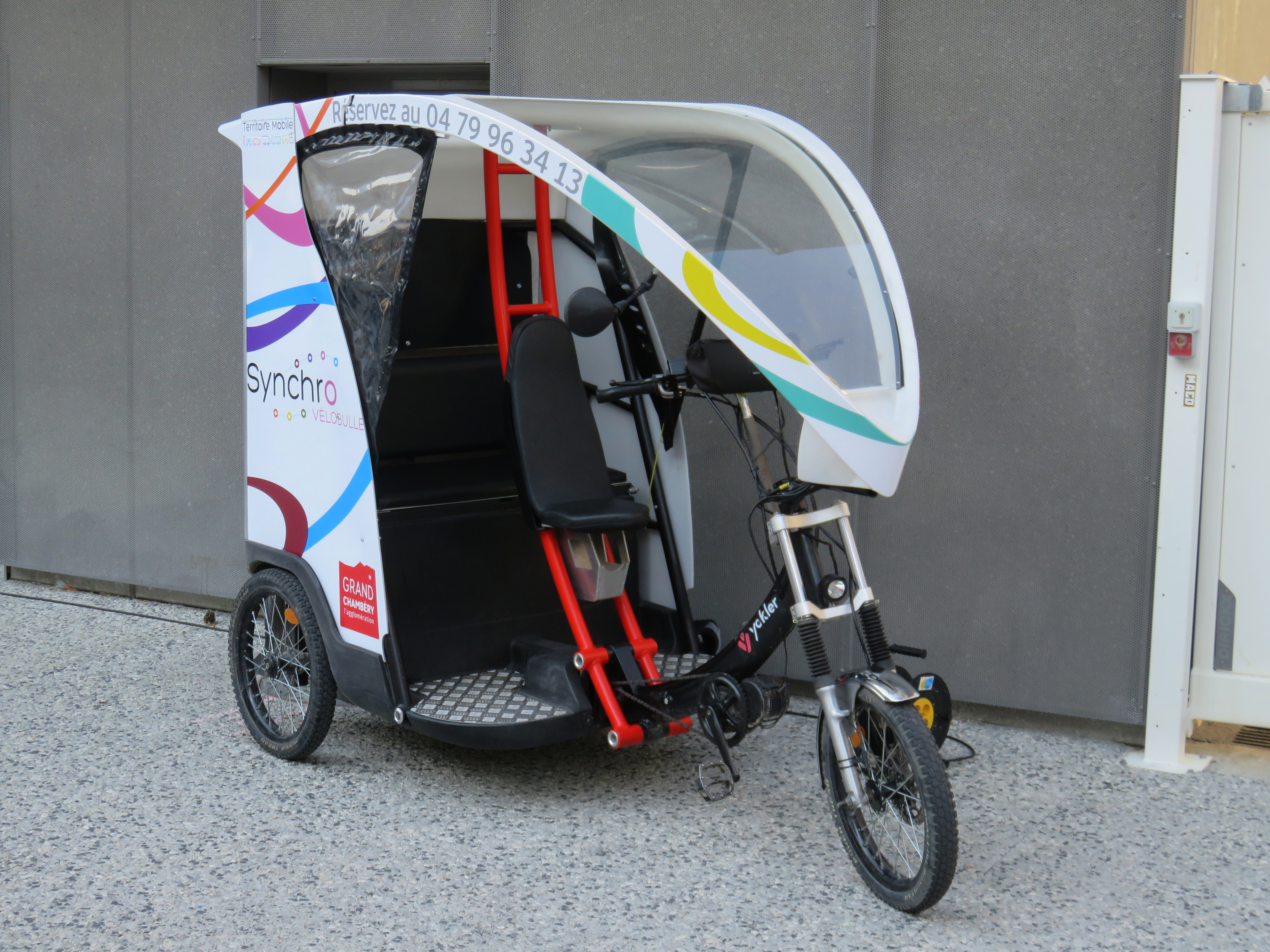
Le centre-ville de Chambéry n'est quant à lui pas desservi par des bus mais par un vélotaxi, le vélobulle.

Le 29 août 2016, Chambéry métropole met en place son nouveau réseau de bus et y intègre un nouveau service pour remplacer la navette du centre-ville : le Vélobulle, à l’essai pour deux ans,. Il s’agit d’un circuit prédéfini dans le centre-ville de Chambéry, destiné à relier les quatre arrêts de correspondance qui remplacent le pôle d’échanges unique (situé sur le Boulevard de la Colonne) grâce à un parcours prenant la forme d’une boucle longue de trois kilomètres,. Ce circuit principal est doublé par une zone de transport à la demande (TAD), qui s’étire entre les deux piscines municipales (Buisson Rond à l’est et le Stade à l’ouest) ainsi qu’au niveau de l’hôpital et de la zone d’activités du Grand Verger. Ce service, délégué à l’Agence Écomobilité (qui exploite également la Vélostation de Chambéry), cible principalement les personnes âgées et doit répondre à plusieurs objectifs : relier les quatre arrêts de correspondance du nouveau réseau, permettre une desserte très fine du centre-ville de Chambéry, en se rendant dans les zones piétonnes inaccessibles aux bus, et proposer un nouveau moyen d’assurer le "dernier kilomètre". Il est assuré par cinq triporteurs électriques pouvant embarquer jusqu’à deux personnes, (en plus du conducteur), à raison de trois affectés à la boucle du centre-ville, un sur le TAD, et un de réserve en cas d’avarie sur les précédents.

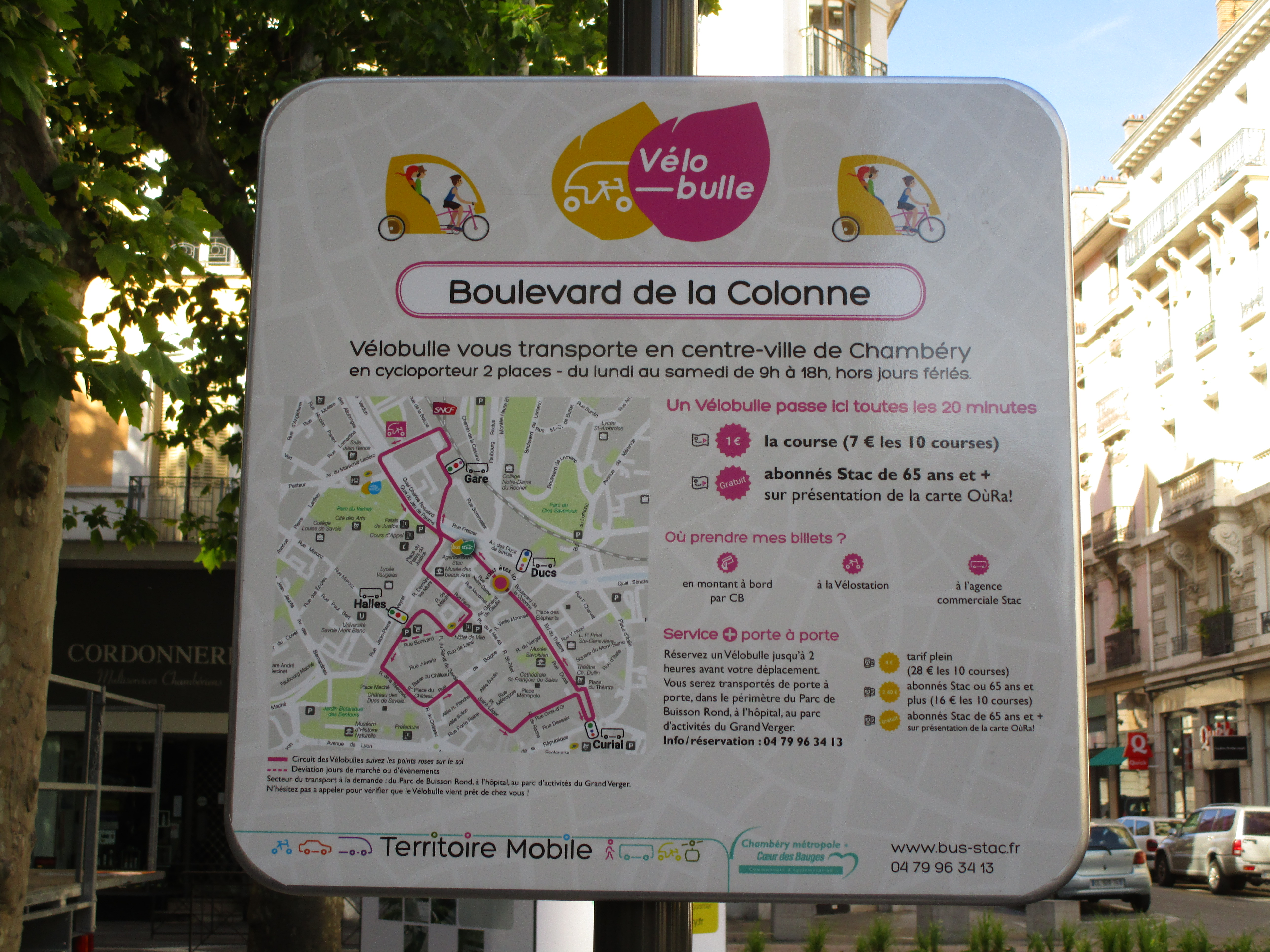
L’un des six arrêts de Vélobulle matérialisés, ici sur le Boulevard de la Colonne.

En intégrant ce service à son offre de transport, Chambéry devient la première ville de France où le service de triporteurs, habituellement assurée par des entrepreneurs privés, est porté par la collectivité,, pour un budget estimé à 72 000 €.
Assuré dans un premier temps sans arrêt défini, le Vélobulle se voit doter de six arrêts matérialisés destinés à donner plus de visibilité au service en avril 2017, mais les usagers restent libres de monter ou descendre où ils le souhaitent. Le service est également testé dans d’autres lieux, notamment à La Ravoire au printemps 2017, où un circuit d’un kilomètre et demi est défini dans le centre-ville et assuré tous les mardis après-midi. En juin et juillet 2017, un second essai est mené le mardi dans le quartier des Hauts-de-Chambéry.
Le service fonctionne, hors jours fériés, du lundi au samedi de 9 h à 18 h,,. Il dispose de sa propre tarification et est, depuis février 2017, adapté à la billettique électronique OùRA!.
Le 19 avril 2019, le service change de nom et s'appelle désormais Synchro Vélobulle.

### Sites propres
Développement des sites propres dans l’agglomération
En 1982, le SIAC se dote de sa première voie de bus dans la rue de Boigne, à l’extrémité sud du centre d’échanges du Boulevard de la Colonne. En 1985, de nouvelles voies en site propre sont aménagées dans le centre-ville de Chambéry.
À la fin de l’année 2005, les élus de Chambéry métropole adoptent un schéma directeur des aménagements de voirie destinés à favoriser la circulation des bus. Six axes prioritaires où la circulation des bus doit être améliorée sont définis,, notamment sur les quais de la Leysse où les projets de l’époque envisagent un nouveau pôle d’échanges,,, au niveau de la gare, afin de faciliter l’intermodalité avec le train, et faire face à la saturation du pôle d’échanges du Boulevard de la Colonne en raison du développement du réseau,. Les axes définis, nommés de A à F, sont alors, :
- A : la traversée de Cognin et son accès par le Faubourg Mâché ;
- B : l’axe Pont d’Hyères-Pont Gambetta ainsi que les quais de la Leysse ;
- C : la route des Landiers à Chambéry-Centre ;
- D : le quartier des Hauts de Chambéry ;
- E : la liaison Saint-Alban-Leysse-Bassens-Chambéry ;
- F : l’entrée de Chambéry par le faubourg Montmélian.

La communauté d’agglomération envisage alors, sur une dizaine d’années, de se doter de nombreuses voies de bus pour un budget estimé entre 25 et 30 millions d’euros,.

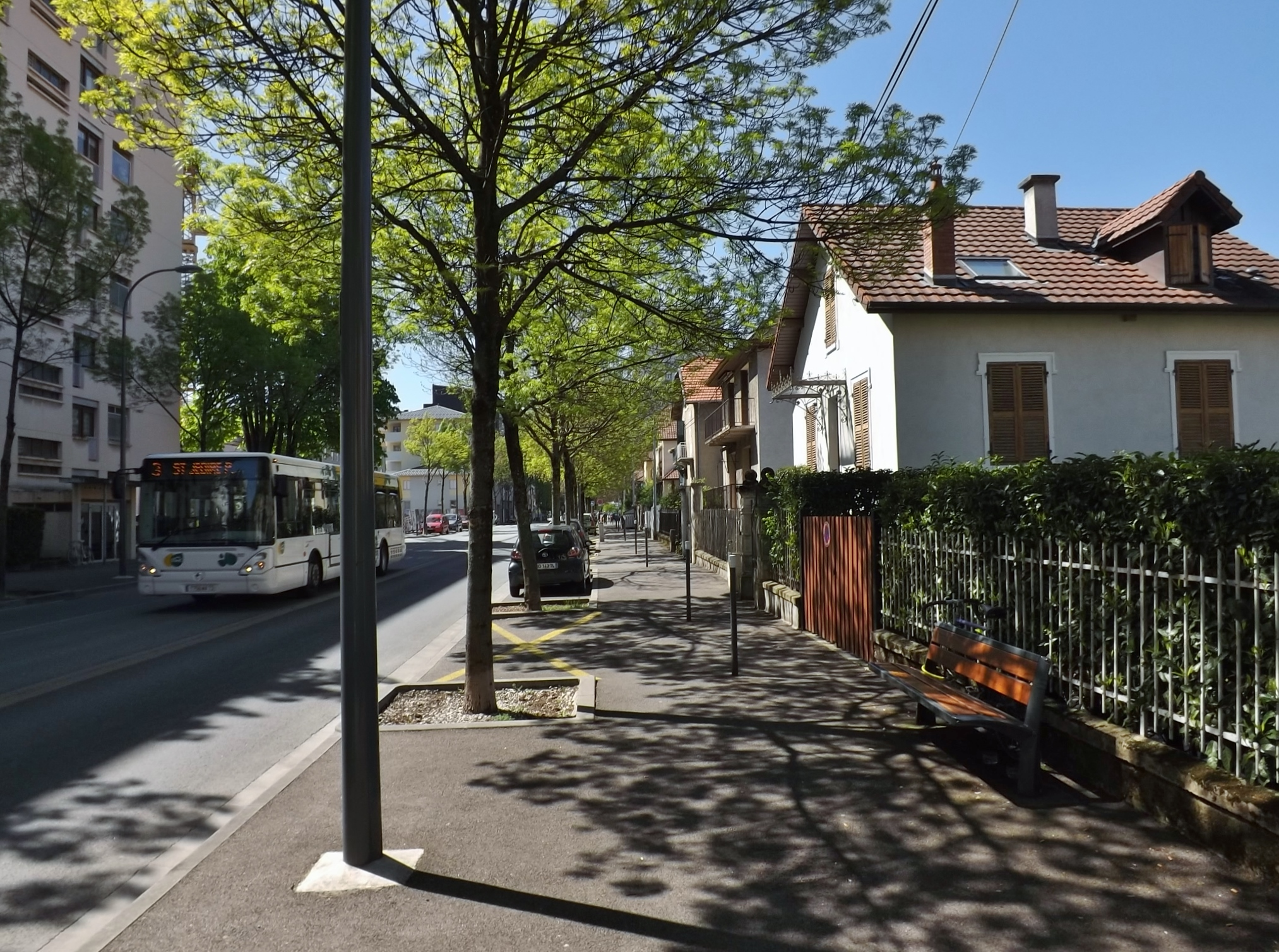
Un bus du Stac sur le site propre du boulevard Gambetta en avril 2014.

Le premier tronçon de ce transport en commun en site propre (TCSP) à être aménagé, pour un coût total de 1,5 million d’euros, s’étend sur 750 mètres, et se situe à Chambéry, dans la partie ouest de l’avenue du Comte Vert — entre le pont d’Hyères et le Stade Nautique — et la majorité du boulevard Gambetta,,, s’arrêtant au pont Gambetta qui enjambe la Leysse. Ce site propre, aménagé uniquement dans le sens entrant, c’est-à-dire en direction de Chambéry,, est mis en service en août 2010 et inauguré le 25 septembre suivant. Prévu pour donner plus de régularité aux bus en leur assurant une vitesse régulière de 30 km/h, il est doublé de feux tricolores donnant la priorité aux transports en commun,,, et de quais rendus accessibles aux PMR et plus faciles d’accès pour les chauffeurs. Il est également prévu de le prolonger le long de la Leysse, en direction du futur pôle d’échanges.

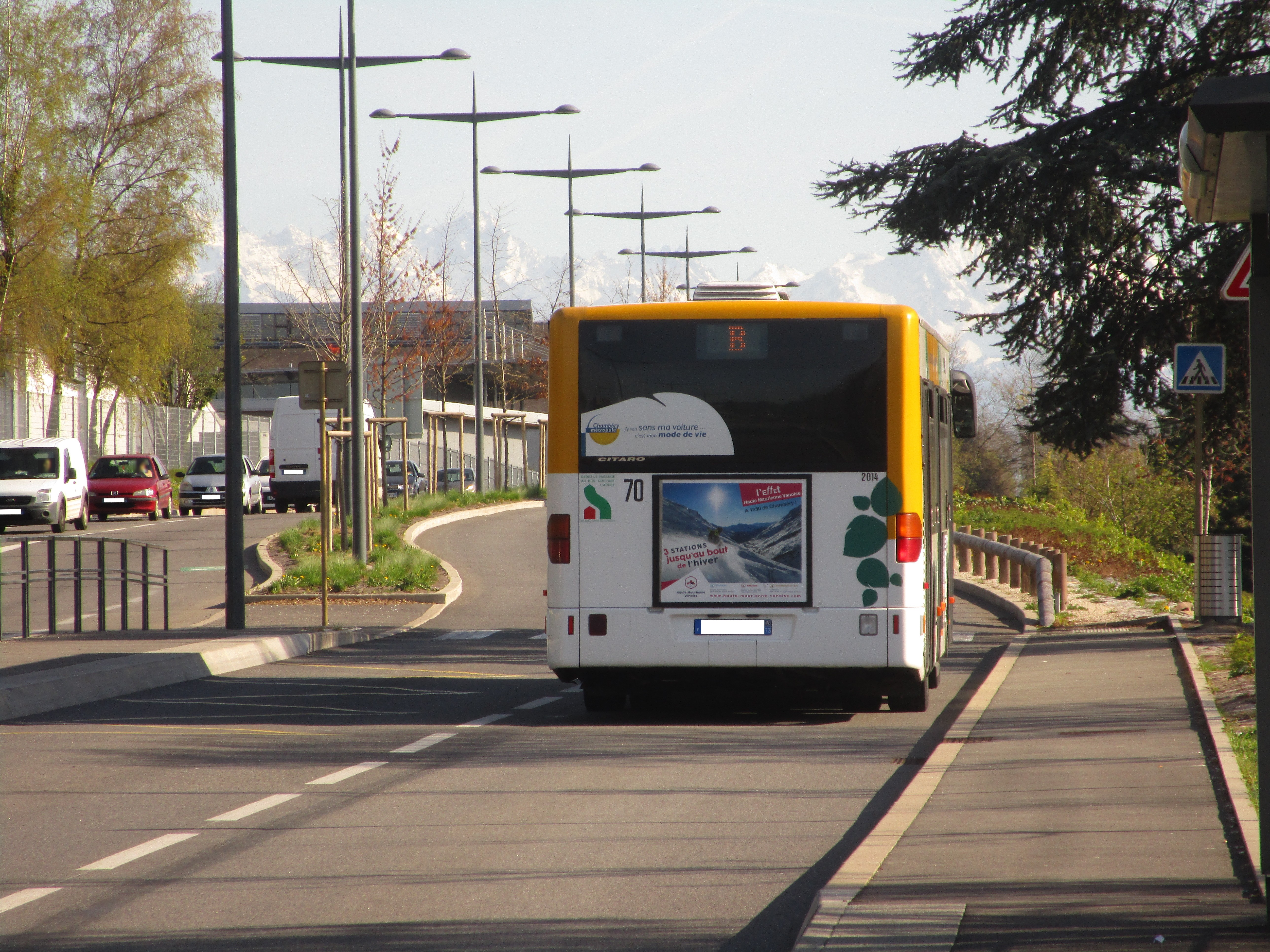
Un bus du Stac sur le site propre de l’avenue Daniel-Rops en mars 2017.

À partir de mai 2011, des feux donnant la priorité aux bus sont mis en service à certains carrefours ainsi que dans quelques giratoires, : 18 intersections dont 9 ronds-points sont équipés au printemps de cette année. Au même moment, le projet de création d’une ligne de bus à haut niveau de service entre Sonnaz et Chambéry est retenu dans le cadre d’un appel à projets national. L’État apporte un soutien financier de 690 000 € pour sa réalisation, qui consiste notamment à créer une voie en site propre dans l’Avenue Daniel Rops, ainsi qu’un pôle de correspondance dans l’avenue d’Annecy,,. D’autres voies de bus sont aménagées dans les années suivantes selon les axes définis en 2005 : d’abord à l’entrée de Cognin en 2012/2013, puis sur un tronçon long de 1.3 kilomètres entre le Carrefour de la Trousse à Saint-Alban-Leysse et le centre commercial Bassens dans la commune éponyme en 2013/2014,.

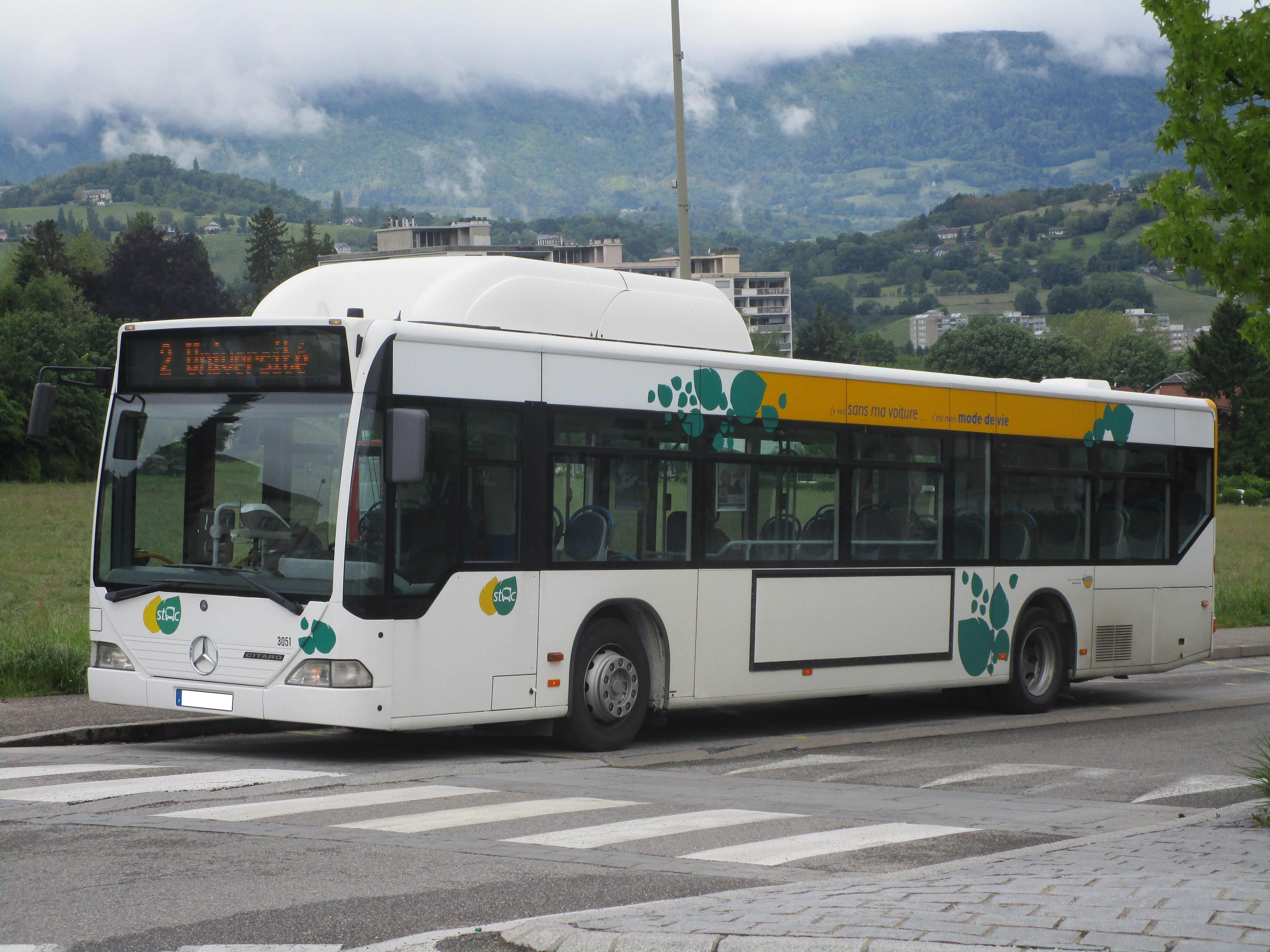
Un bus Stac sur la ligne 2, dernière "ligne essentielle" à être aménagée.

La politique des "lignes essentielles"
La communauté d’agglomération développe, dans le cadre de ces aménagements, la politique des "lignes essentielles", c’est-à-dire des lignes à haut niveau de service. Suivant les axes définis dans le schéma directeur de aménagements de voirie destinés à favoriser la circulation des bus, elles disposent d’une grande amplitude horaire et sont assurées avec une fréquence élevée, à raison d’un bus toutes les 6 minutes en heures de pointe et toutes les 12 à 15 minutes en heures creuses. 3 lignes essentielles sont ainsi mises en place entre la rentrée 2011 et celle de 2013 :
- la ligne 3 est la première à être adaptée à cette politique[CM 9]. Reliant La Motte-Servolex au Médipôle de Savoie à Challes-les-Eaux ou au centre-ville de Saint-Jeoire-Prieuré sur certains services en heures de pointe, c’est alors la ligne la plus fréquentée du réseau, avec 1,315 million de voyageurs annuels[CM 31],[CM 13]. D’abord assurée de 5 h 15 à 22 h[CM 31] lors de sa mise en place à la rentrée 2011, son amplitude horaire est ramenée à 20 h avec la création du réseau de nuit l’année suivante[CM 13], la ligne C3 assurant son itinéraire en soirée.
- la ligne 1[CM 13] est renforcée à la rentrée 2012 grâce aux aménagements de l’avenue Daniel-Rops. Elle relie en une vingtaine de minutes le parc-relais de la Maison Brûlée, à Sonnaz, au pôle d’échanges des Éléphants[CM 13] dans le centre-ville de Chambéry. En soirée, elle est assurée sous l’indice C1.
- La ligne 2 est, à la rentrée 2012, la dernière ligne à être aménagée selon cette politique[CM 13]. Reliant le campus de l’université de Savoie de Jacob-Bellecombette à celui du Bourget-du-Lac ou à la plage municipale sur certains services[CM 13], elle est alors cadencée à un bus tous les quarts d’heures[CM 13] mais doublée en heures de pointe par une ligne express, numérotée 2D, entre le pôle d’échanges des Éléphants et le campus de Savoie Technolac[CM 13]. Dès la rentrée suivante, elle est ramenée à la fréquence des deux autres lignes, soit un bus toutes les six minutes[CM 32]. Le réseau de nuit l’intègre sous l’indice C2.

Le nouveau réseau, mis en place à l’été 2016, intègre plus ou moins ces trois lignes sous l’appellation des lignes Chrono : le B suit, dans sa partie Nord, le tracé de l’ancienne ligne 1, le A équivaut à quelques détails près à la ligne 2 et le C reprend en grande partie à l’ancienne ligne 3.
Projets
Grâce à ce développement de sites propres, l’agglomération envisage, au moment de la signature de la délégation de service public en 2011, d’augmenter la vitesse commerciale du réseau à 20 km/h à l’horizon 2015.
À long terme, l’agglomération envisage la mise en place d’une ligne de bus à haut niveau de service, longue de 12 km dont la moitié en site propre, entre Chambéry et le technopôle Savoie Technolac.

### Interconnexion avec les autres réseaux

#### Réseaux urbains
Ondéa Grand Lac

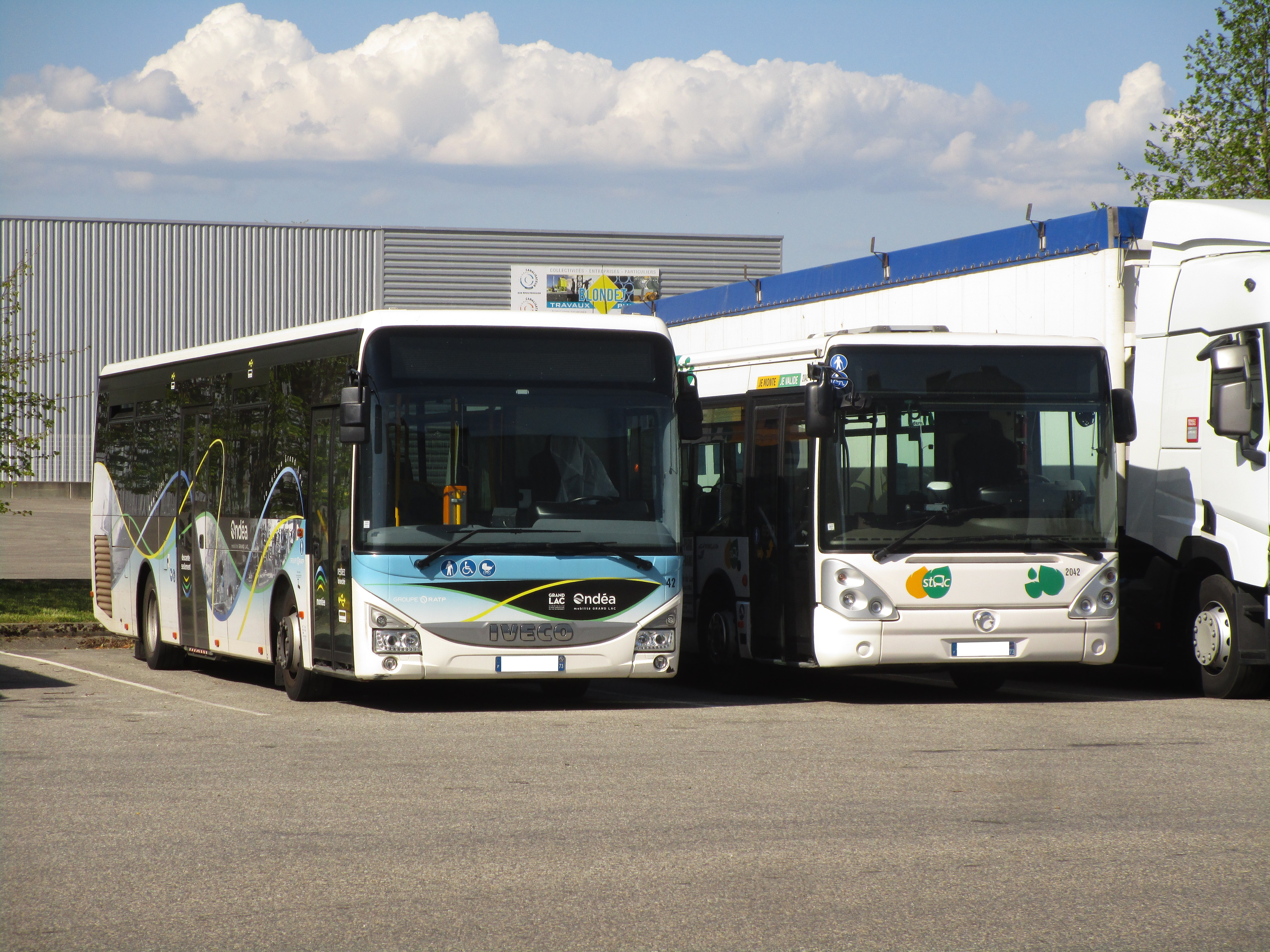
Un bus Ondéa (à gauche) et Stac (à droite) à Voglans à l’été 2017.

En raison de la proximité entre le Grand Chambéry et Grand Lac, de nombreuses lignes des réseaux STAC et Ondéa desservent des communes desservies par l'un ou l’autre des réseaux.
Les communes concernées sont,,, :
| Commune           | Communauté d’agglomération | Lignes Stac | Lignes Ondéa          | Nombre d’arrêts concernés |
| ----------------- | -------------------------- | ----------- | --------------------- | ------------------------- |
| Chambéry          | Grand Chambéry             | 4S          | 18 Zone B             | 1                         |
| La Motte-Servolex | Grand Chambéry             | C 1 4 4S    | 16 17 18 Zone B       | 4                         |
| Sonnaz            | Grand Chambéry             | 10          | 12 Zone B             | 3                         |
| Le Bourget-du-Lac | Grand Lac                  | A           | 1 DIM 16 17 18 Zone A | 4                         |
| Voglans           | Grand Lac                  | A           | 12 Zone B             | 1                         |

Depuis septembre 2009, un abonnement commun baptisé Ondéstac permet de se déplacer sur les deux réseaux, avec le même titre de transport. Il est décliné en carnets de 10 tickets depuis la rentrée 2012,. Depuis 2015, des réflexions sont en cours pour proposer, dans les années à venir, une tarification unique sur les réseaux aixois et chambériens.

#### Réseaux interurbains
Cars Région

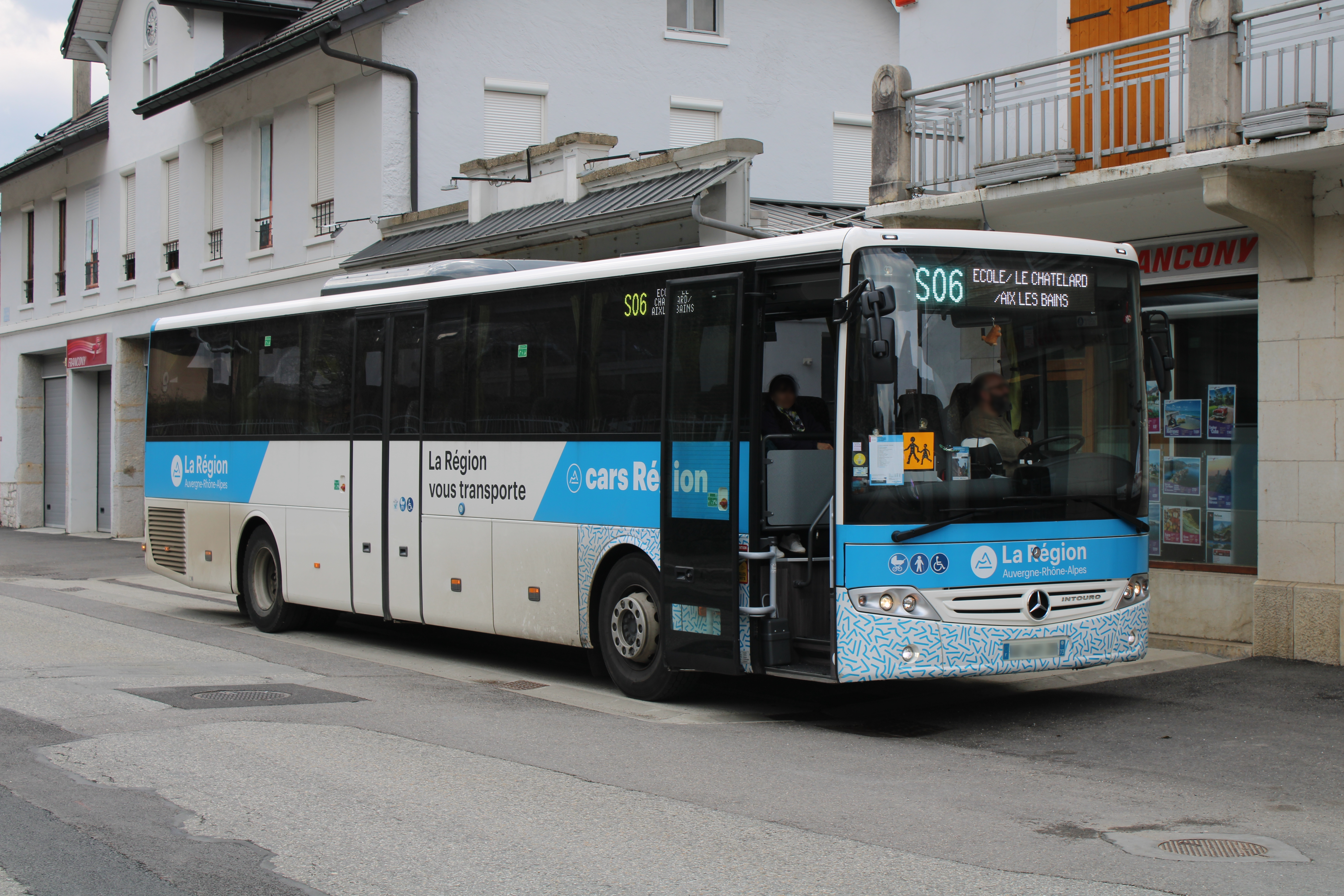
Un autocar aux couleurs du réseau Cars Région assurant la ligne S06 entre École et Chambéry en mars 2023.

Le réseau Synchro Bus entre en correspondance avec plusieurs lignes du réseau Cars Région, organisé par la région Auvergne-Rhône-Alpes en lieu et place des précédents réseaux départementaux.
Les lignes concernées sont :
- la A73, rattachée au réseau de l’Ain, qui relie Belley à la gare routière de Chambéry ;
- les T41 et T83, rattachées au département de l’Isère, qui relie la gare routière de Chambéry à Voiron pour la première et Grenoble pour la seconde ;
- les lignes S01, S04, S05, S06 et S07 de la Savoie, reliant la gare routière de Chambéry à, dans l’ordre, Saint-Alban-de-Montbel, Saint-Pierre-d’Entremont, Chamoux-sur-Gelon, École et Saint-Genix-sur-Guiers.

On peut aussi signaler la ligne S10, saisonnière, qui assure la liaison entre Chambéry et Aix-les-Bains en période estivale.
Depuis 2009, une convention entre la communauté d’agglomération et le département permet la vente de titres de transport utilisables sur les deux réseaux. Arrivée à échéance le 31 août 2017, l’accord avec la région (qui remplace le département dans la gestion du réseau interurbain) est renouvelé quelques jours plus tard pour trois ans.

### Accessibilité aux personnes à mobilité réduite

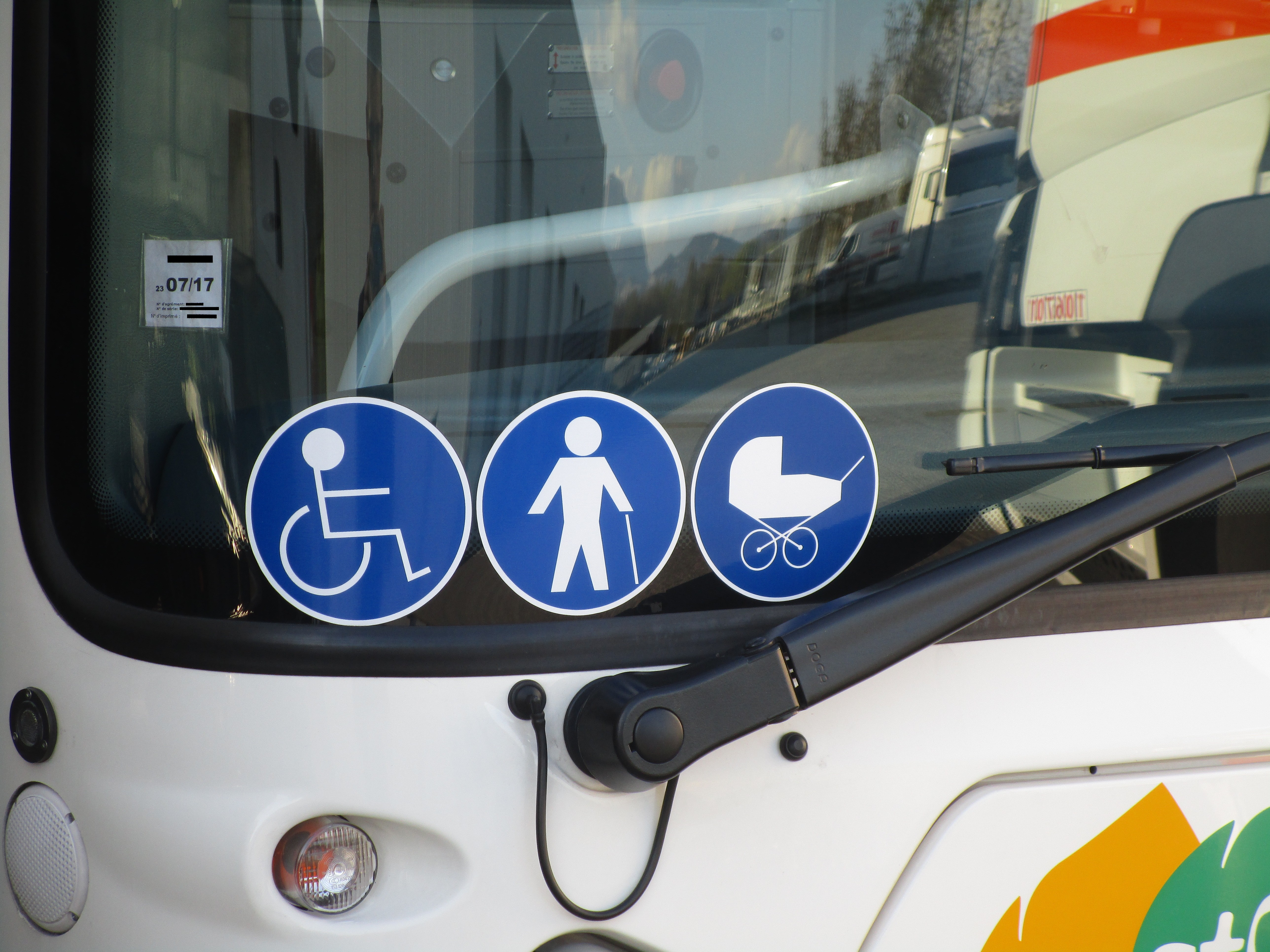
Les logos signalant la présence d’aménagement pour les PMR sur le pare-brise d’un véhicule du STAC.

Au début de l’année 2017, une convention est signée entre l’Association des paralysés de France (APF) et Transdev Chambéry afin de former l’ensemble des conducteurs et certains agents pour l’accueil des PMR dans les meilleures conditions. La formation est dispensée par des formateurs en situation de handicap dans le cadre du dispositif APF Conseil, mis en place par l’association un an auparavant.
Depuis plusieurs années, l’agglomération renouvelle son parc afin de le rendre accessible aux PMR. Depuis la réforme des derniers véhicules à plancher surélevé au début des années 2010, tous les bus sont équipés de planchers surbaissés et de rampes d’accès rétractables situées sous la porte centrale. Les véhicules équipés d’aménagements pour les PMR sont repérables par la présence d’une étiquette bleue avec une personne en fauteuil roulant sur l’avant et/ou au niveau de la porte centrale.
L’ensemble des véhicules disposent d’emplacements réservés aux utilisateurs de fauteuil roulant (UFR) et aux personnes à mobilité réduite (PMR), le plus souvent situés en face de la porte centrale, avec un bouton à proximité pour demander l’arrêt, ce qui permet de signaler au conducteur qu’il devra s’adapter pour faciliter la descente de l’usager handicapé lors du prochain arrêt.
Lors de l’arrêt, le conducteur peut effectuer, si l’emplacement le permet, une manœuvre appelée agenouillement destinée à faciliter la montée/descente de l’usager. Au cours de cette manœuvre, le véhicule est amené au plus près du trottoir et incliné sur le côté droit afin de réduire au maximum la différence de hauteur entre le plancher du bus et le sol, puis la rampe d’accès située sous la porte est déployée et les portes sont ouvertes afin de permettre l’entrée/sortie du passager. L’ensemble de ces actions est contrôlé depuis le poste de conduite.
Les véhicules sont également rendus accessibles aux malentendants et malvoyants par la mise en place d’une information sonore et visuelle, notamment par la présence de bandeaux lumineux sur lesquels sont indiqués le numéro de la ligne et des arrêts suivants, par l’annonce sonore de ces mêmes informations à l’intérieur des véhicules (ainsi qu’à l’extérieur sur les plus récents) et par des inscriptions en braille sur les boutons de demande d’arrêts. De plus, les valideurs émettent un son différent si le titre de transport est valide ou non.

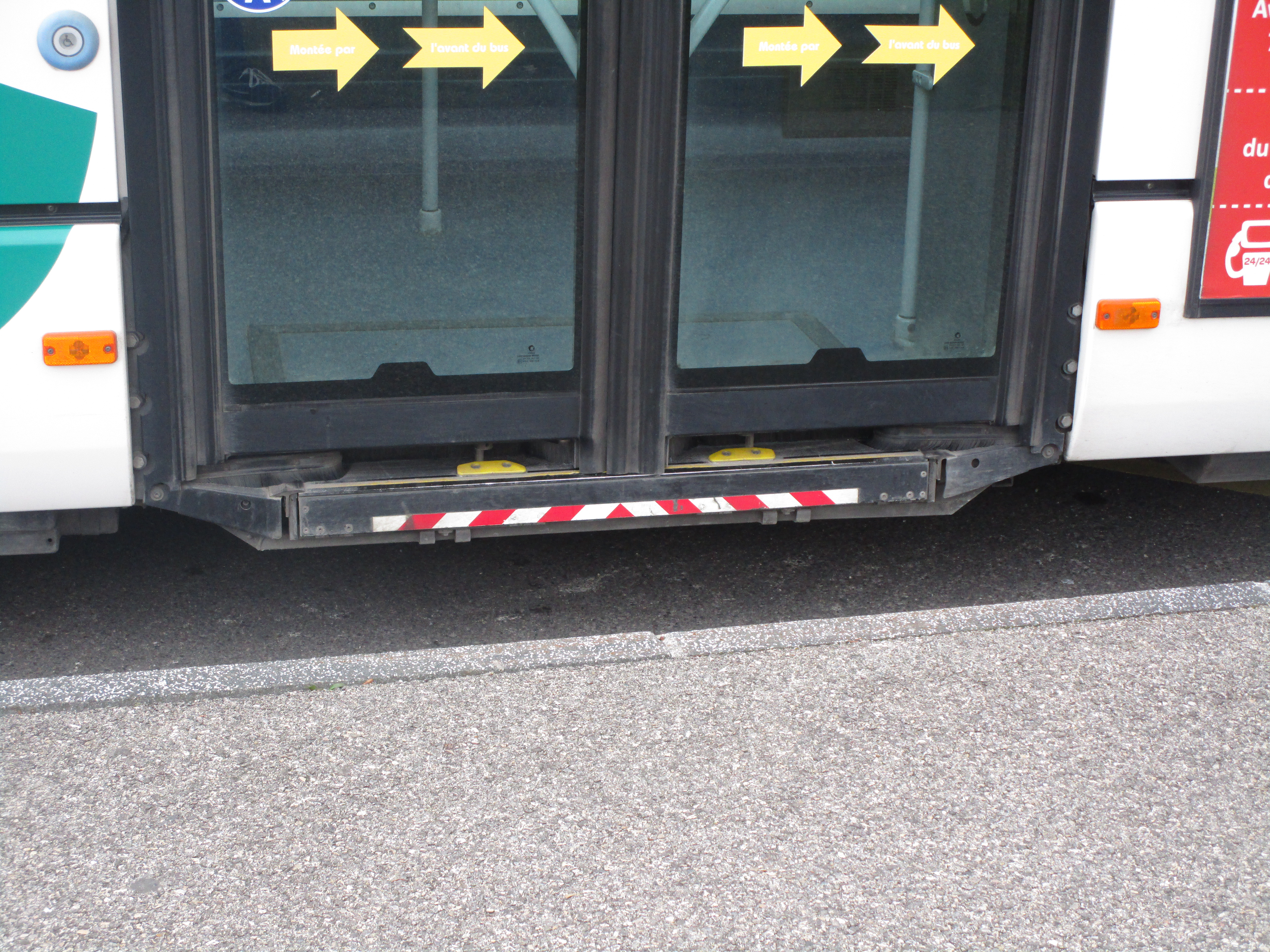
La rampe d’accès pour les PMR rentrée.
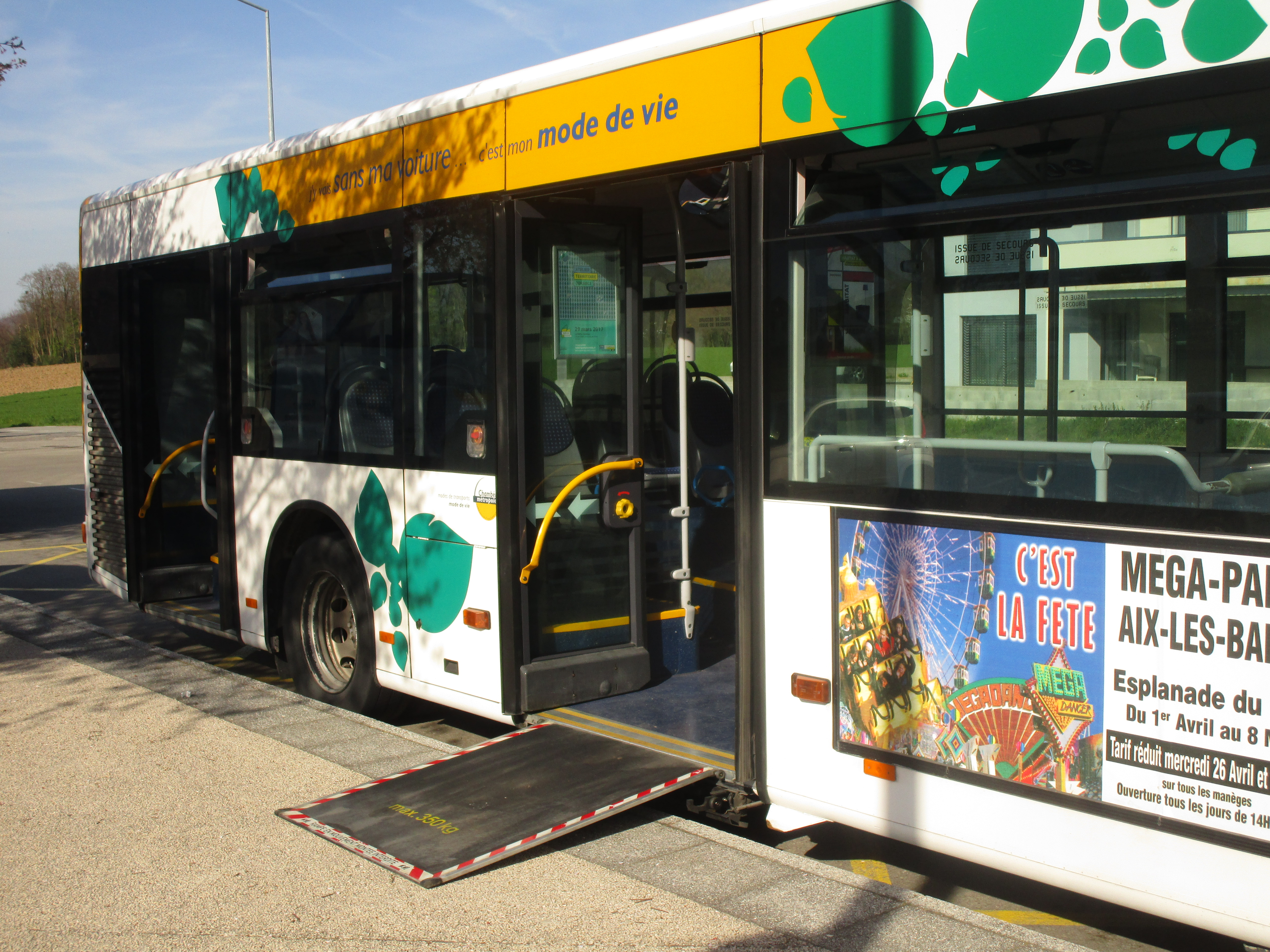
La rampe d’accès pour les PMR sortie.
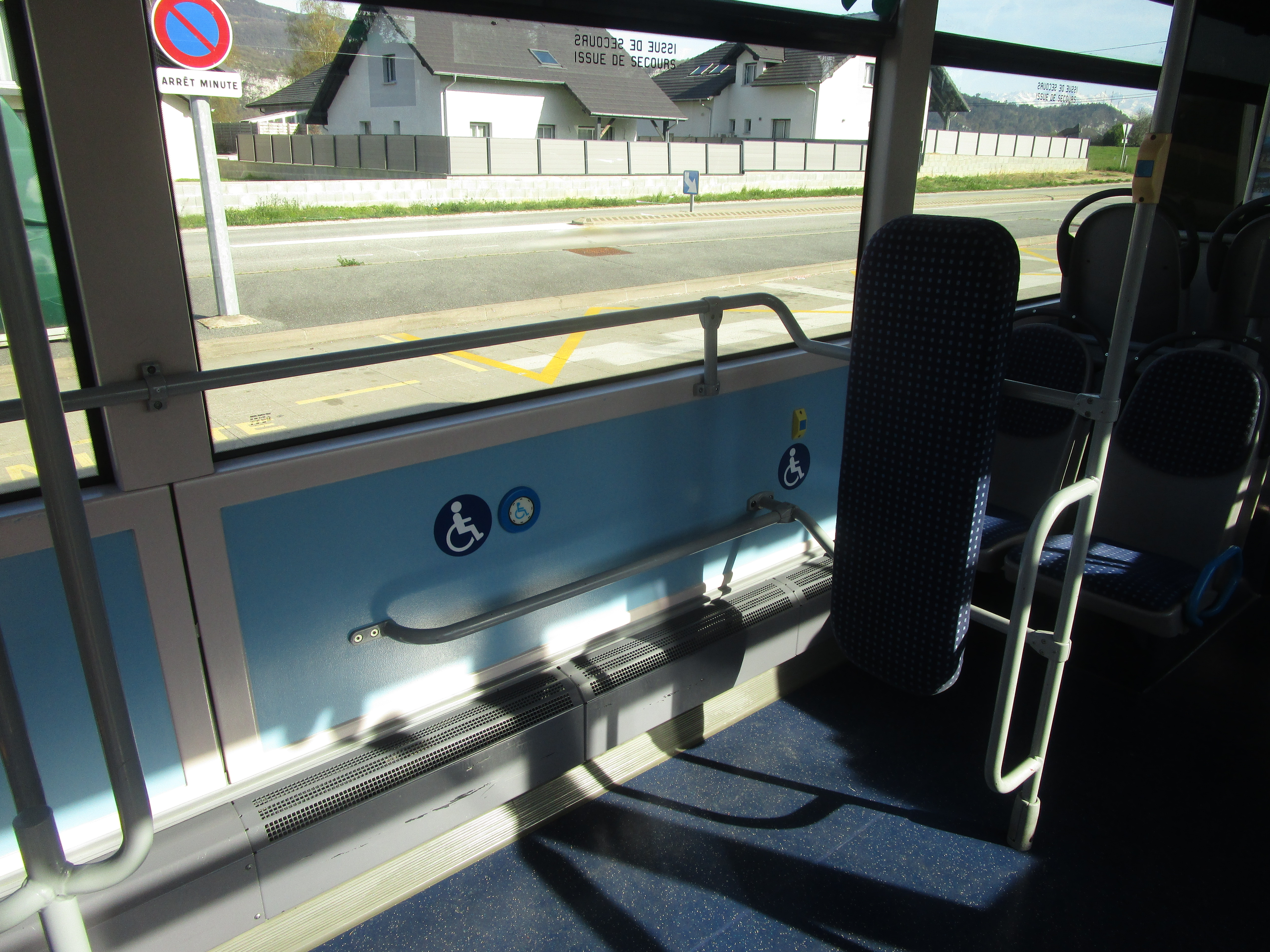
L’emplacement réservé aux PMR.

La communauté d’agglomération a également lancé une politique de mise en accessibilité des arrêts du réseau aux PMR. Celle-ci consiste à élargir les trottoirs et aménager un accès sécurisé pour permettre aux PMR de rejoindre l’arrêt, mais également à surélever la bordure de celui-ci à 21 cm afin de faciliter la manœuvre d’agenouillement.

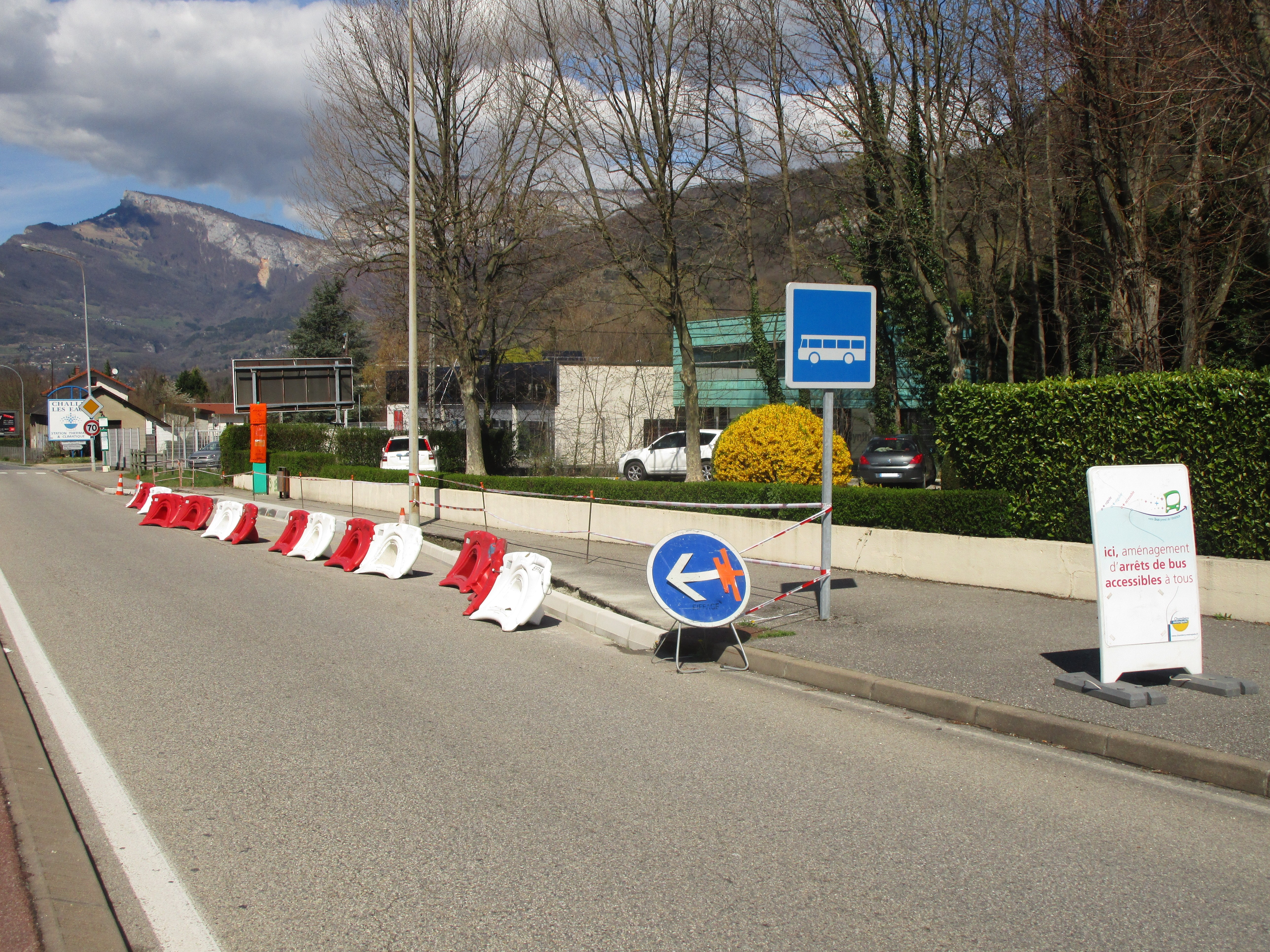
Un arrêt de bus en cours d’aménagement pour les PMR.
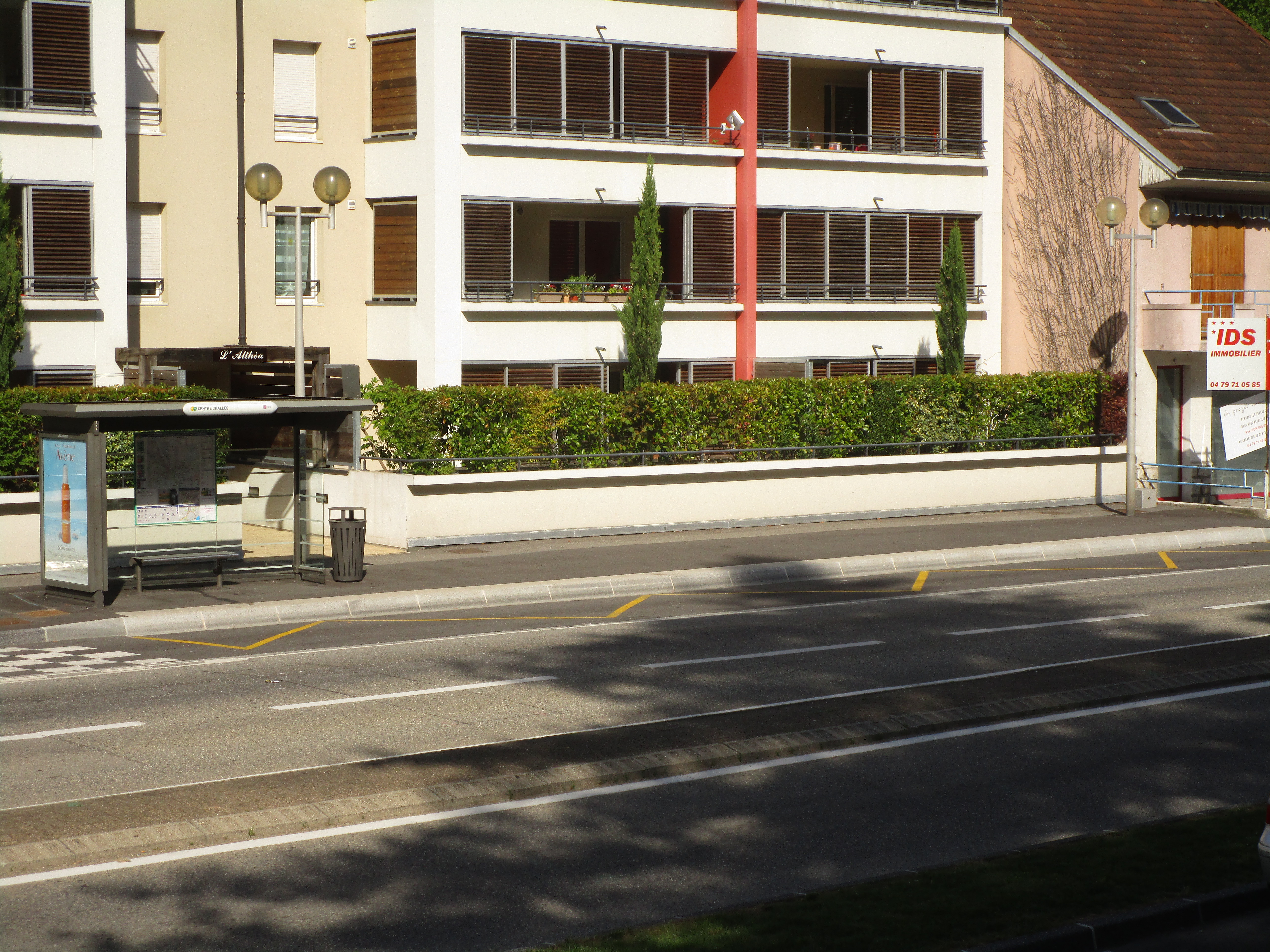
Un arrêt de bus accessible aux PMR.

### Service aux voyageurs
Vélos
En octobre 2002, à l’occasion du 14e congrès du Club des Villes Cyclables qui se déroule à Chambéry du 24 au 26 octobre 2002, le Stac présente un véhicule adapté pour accueillir les vélos. Il s’agit d’un Renault Agora S GNV, le no 65, qui dispose d’une plateforme à l’avant pouvant accueillir deux vélos. Cet aménagement est assez rapidement supprimé et le véhicule, renuméroté 3003 par la suite, est réformé à l’été 2011.
À partir du 25 avril 2005, une partie des départs de la ligne 2 de l’époque (Le Biollay↔Les Hauts-de-Chambéry) est assurée par des Renault Agora S dotées de compartiments à vélos à l’arrière du bus.
En 2008, trois Renault Agora S, le nos 2001, 2002 et 2005, sont dotés d’un compartiment à vélos et mis en circulation sur la ligne 2 (Salins, Le Biollay↔Avenue d’Annecy, Les Hauts-de-Chambéry),, qui devient la ligne 6 (Université Jacob, Jacob-Bellecombette↔Lycée Louis Armand, Les Hauts-de-Chambéry) en 2012. L’aménagement, qui nécessite la suppression de 10 places assises et ne peut être réalisée que sur des bus disposant d’au moins trois portes, est réalisé sur toute la largeur de la porte arrière et permet d’accueillir jusqu’à 3 vélos, qui sont séparés des voyageurs par une grille. Les bus sont repérables par la présence d’une étiquette bleue avec un vélo sur la porte arrière et sont indiqués sur les fiches horaires par le même symbole. L’opération est considérée comme un échec et les véhicules sont réformés en août 2016 en raison de leur âge et de la faible fréquentation du service. Le bus no 2005 a été récupéré provisoirement par le Stac au début de l’année 2017 afin de servir de véhicule de réserve, mais il est réformé à la fin de cette même année.

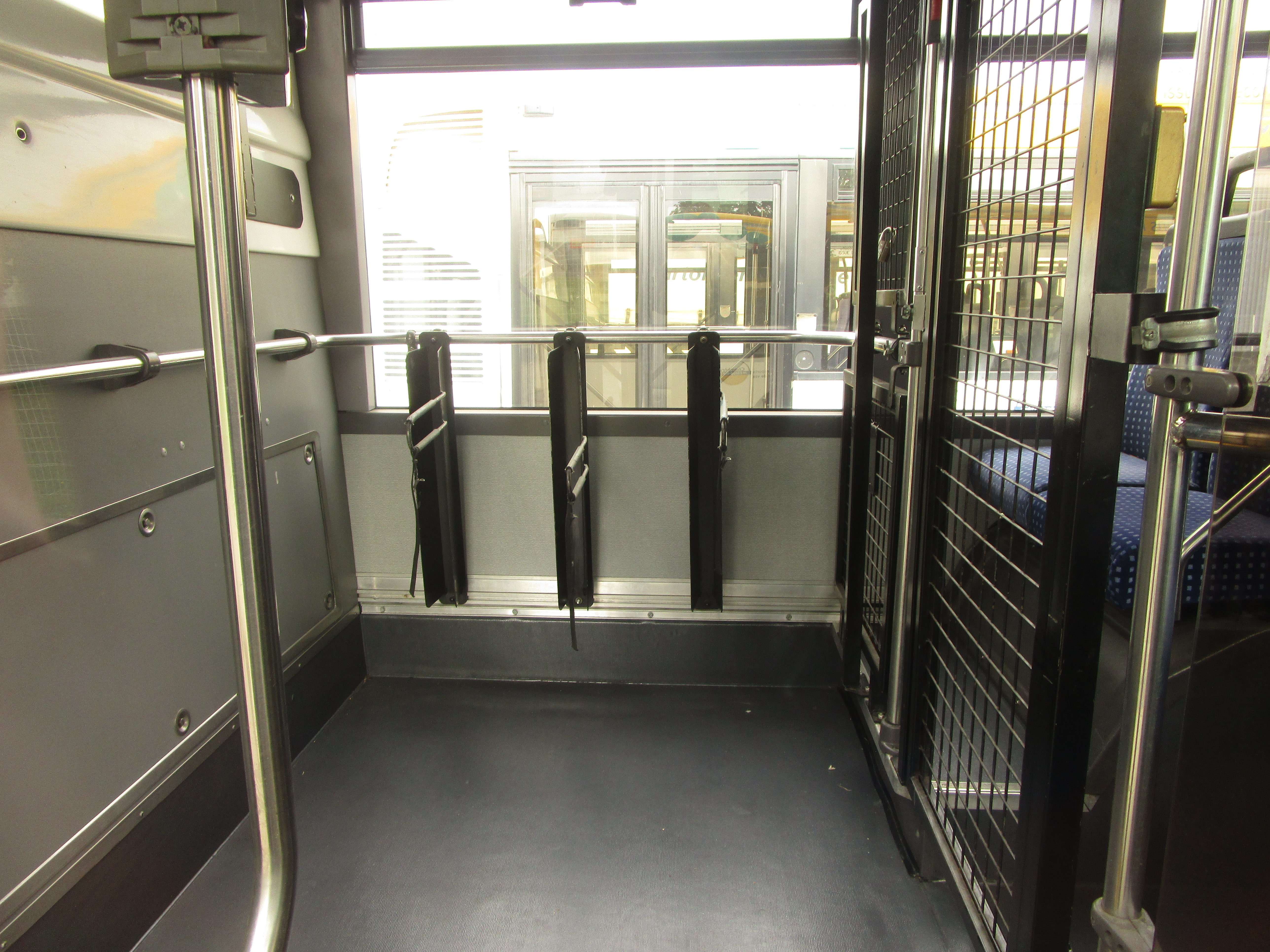
Le compartiment à vélos à bord d’un Renault Agora S.
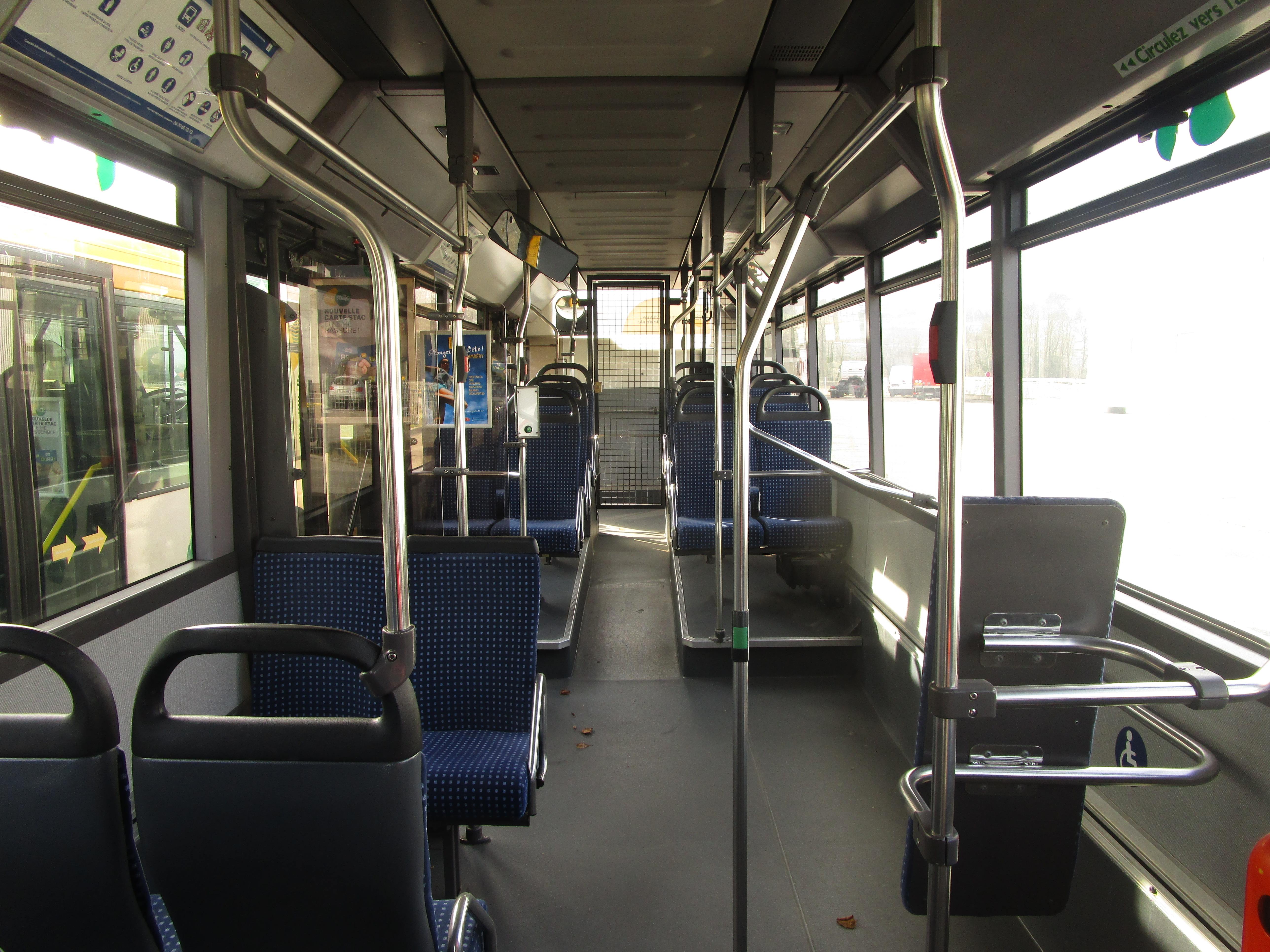
L’intérieur d’un Renault Agora S adapté.
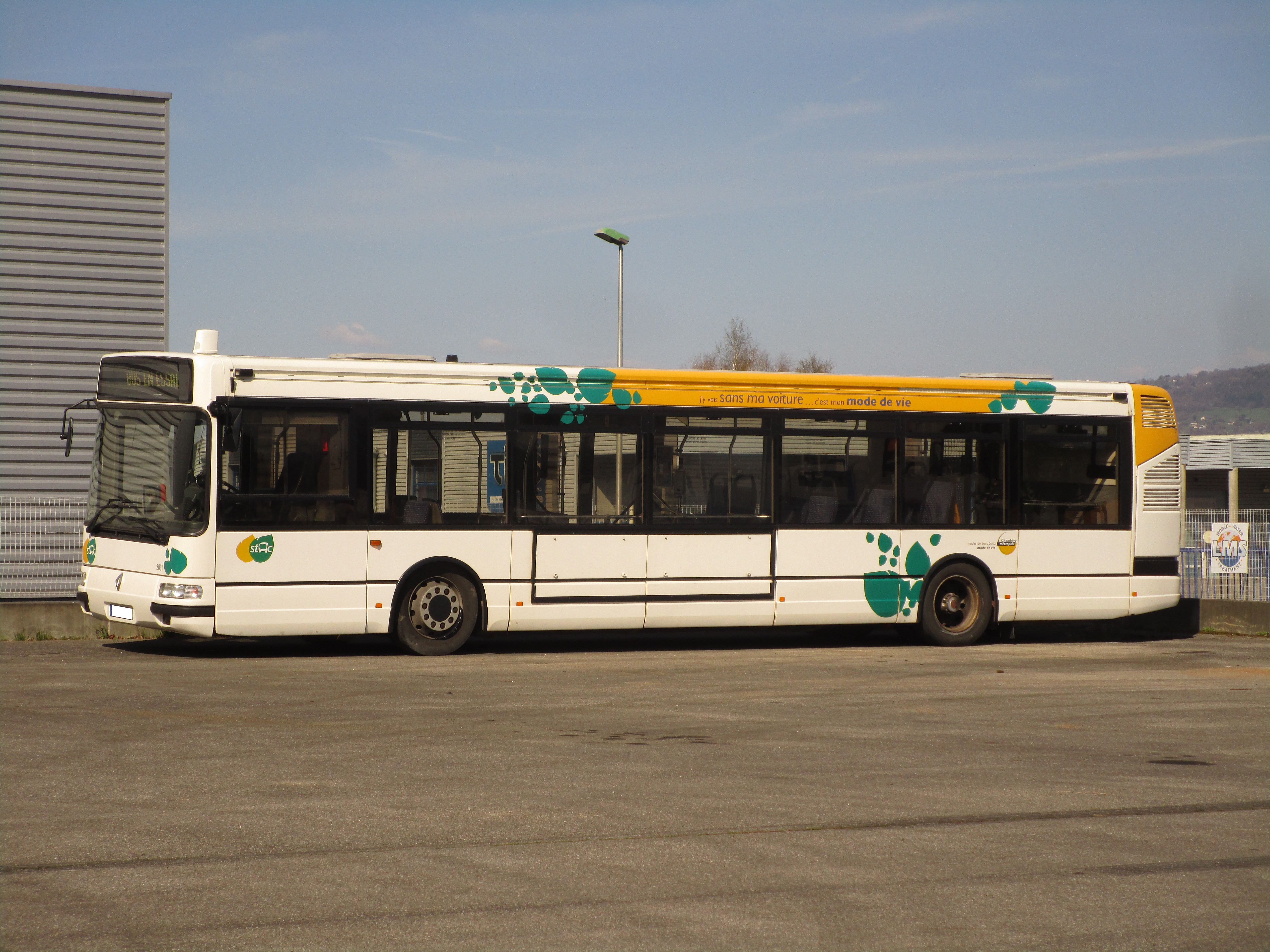
L’un des Renault Agora S adaptés, le no 2001.
Le logo apposé sur les véhicules adaptés.

Ports USB

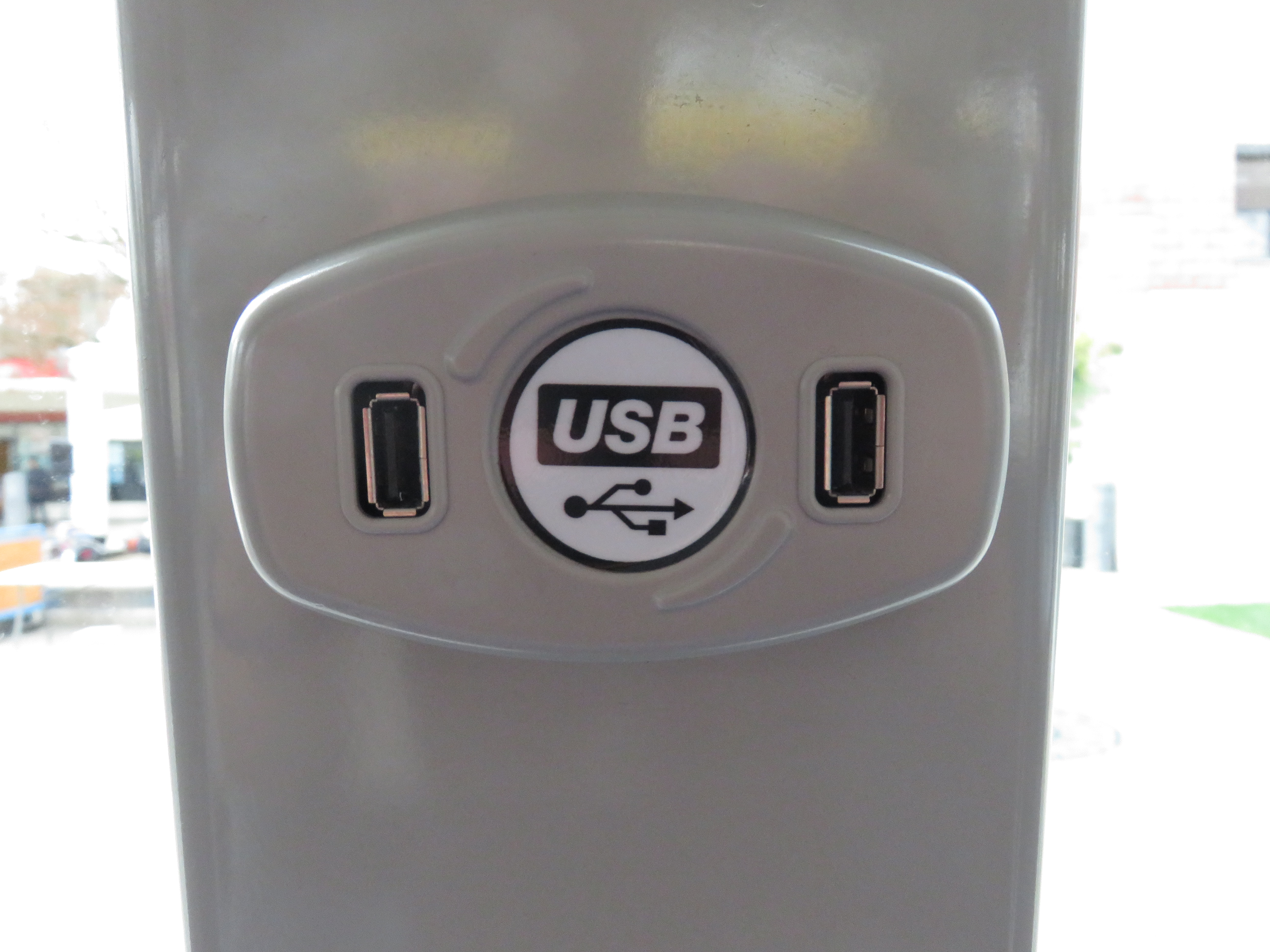
Deux ports USB à bord d’un bus.

Depuis août 2016, Synchro exploite des véhicules dotés de ports USB.

### Arrêts

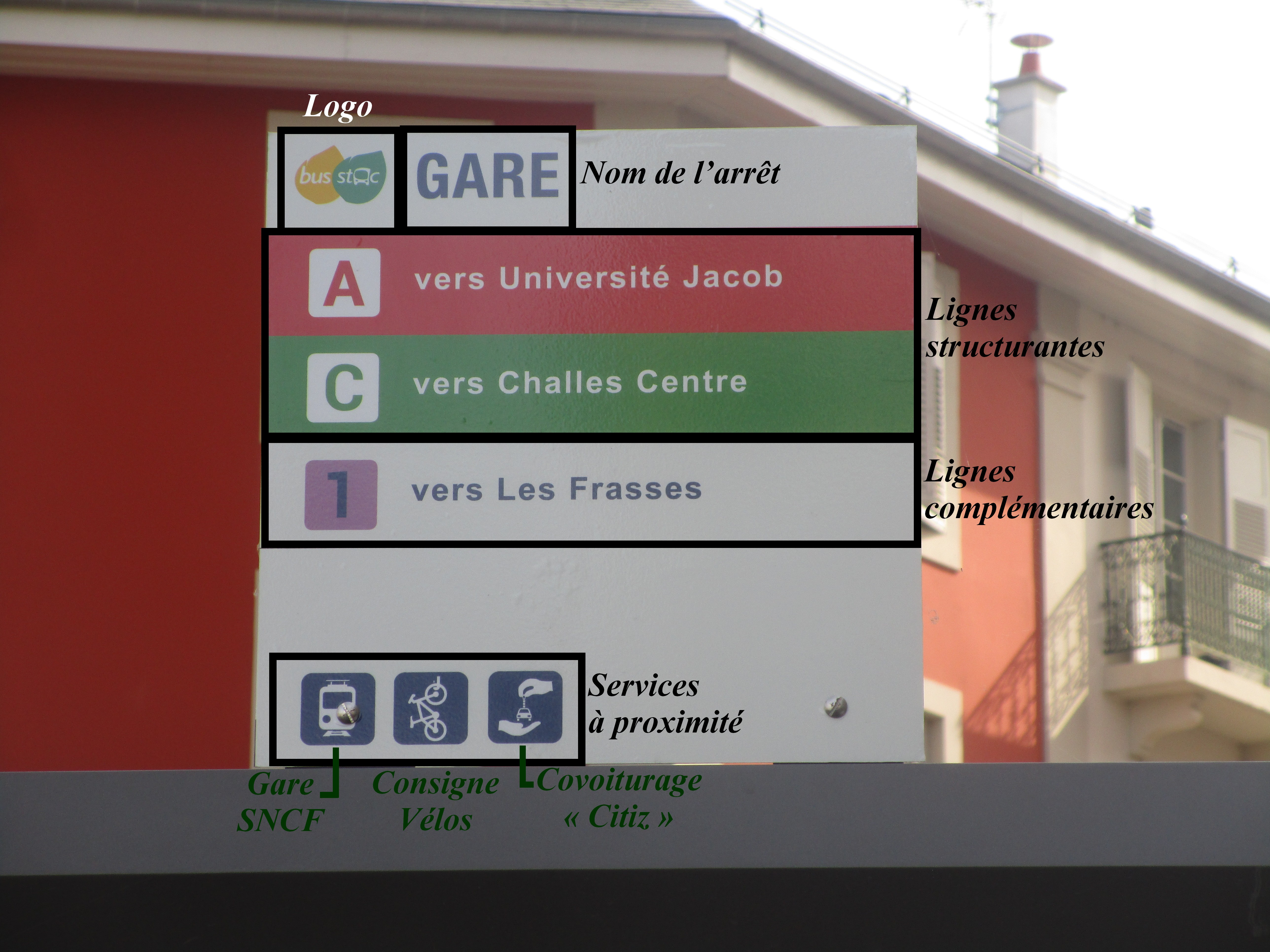
La plaque de l’arrêt Gare, à Chambéry, avec les informations indiquées sur celle-ci.

En 2012, le réseau était composé de plus de 800 arrêts de bus. En 2017, on compte environ 790 arrêts sur le réseau, dont 5 desservis dans un seul sens. Certains d’entre eux sont de type abribus, du groupe JCDecaux, et entretenus par ce dernier.
Il existe différents types d’arrêts. Les plus répandus prennent la forme d’un poteau (les couleurs diffèrent selon le lieu : ils existent en rouge, orange, marron et vert) composés de deux parties, tournées perpendiculairement par rapport à un axe central. Dans la partie supérieure, on trouve le logo du réseau, le nom de l’arrêt, le numéro des lignes le desservant et leur destination ainsi que les services à proximité (parc-relais, vélostation, gare SNCF, covoiturage,...) tandis que la partie inférieure est réservée aux fiches horaires ainsi qu’à un plan et à la grille tarifaire. Les arrêts peuvent également prendre la forme d’un abri. Dans ce cas, une plaque sur le côté qui fait face à la circulation indique le nom de l’arrêt et les lignes le desservant, tandis que les informations (fiches horaires, plan, grille tarifaire) sont accrochés au centre de la paroi arrière de l’abri. En cas de perturbations, une ligne peut être déviée et ses arrêts déplacés. Dans ce cas, ceux-ci sont matérialisés par des arrêts provisoires, qui peuvent se présenter sous deux formes (la première ayant tendance à disparaitre au profit de la seconde) : soit en un seul bloc orange et courbé vers le sommet afin de se composer de deux parties perpendiculaires, soit sous la forme d’un poteau composée de deux parties alignées et monté sur un pied qui est fixé au sol par un bloc de béton. Les arrêts non desservis en raison de perturbations sont recouverts d’une bâche orange avec la mention « Arrêt non desservi » sur la partie supérieure de l’arrêt et, sur la partie inférieure, la mention « Informations Perturbations », les coordonnées du Stac (téléphone et site internet) et une encoche contenant une feuille A4 sur laquelle il est indiqué le format, la date de remise en service et l’arrêt de substitution.

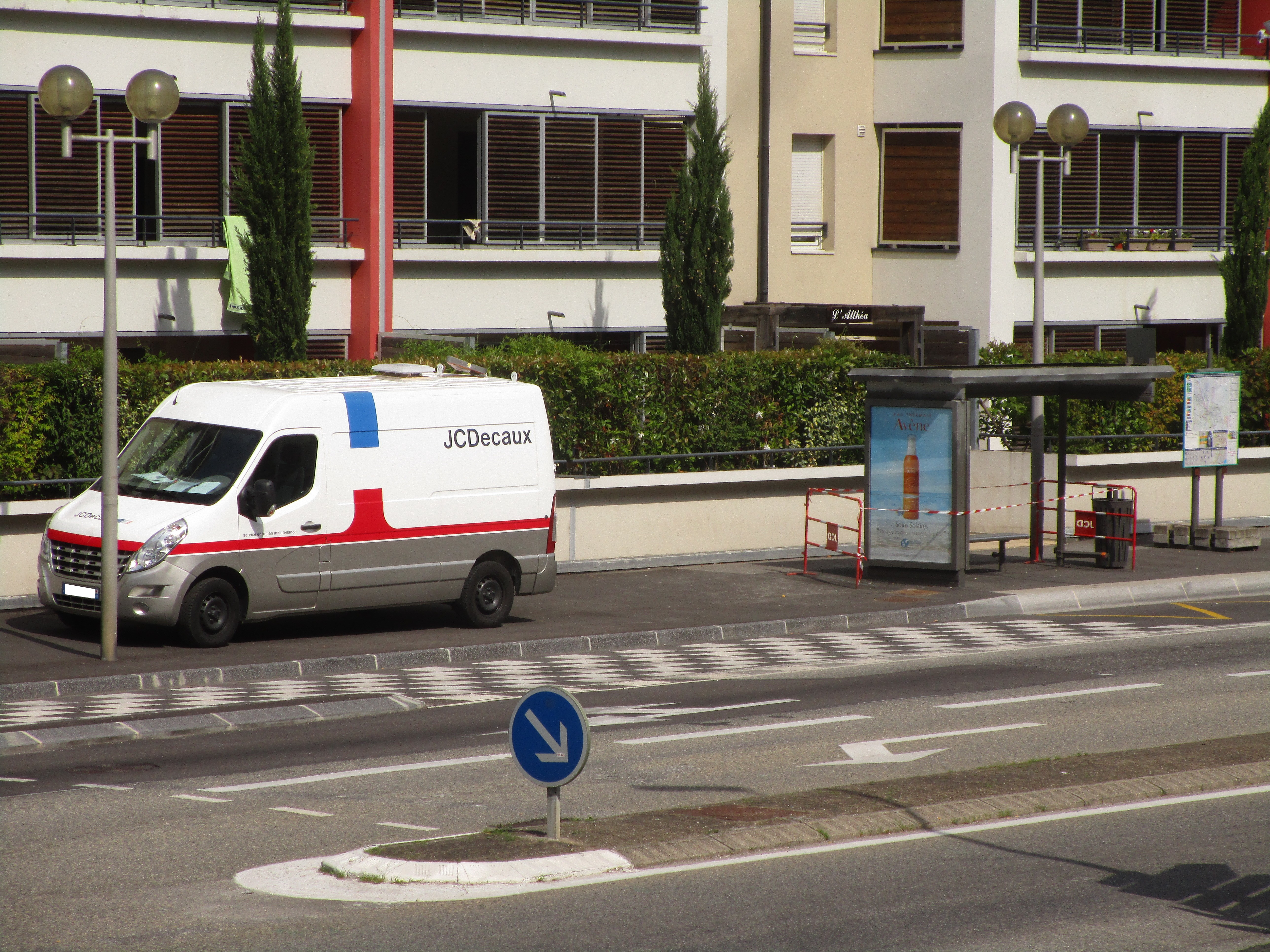
Un abribus de JCDecaux en cours d’entretien.
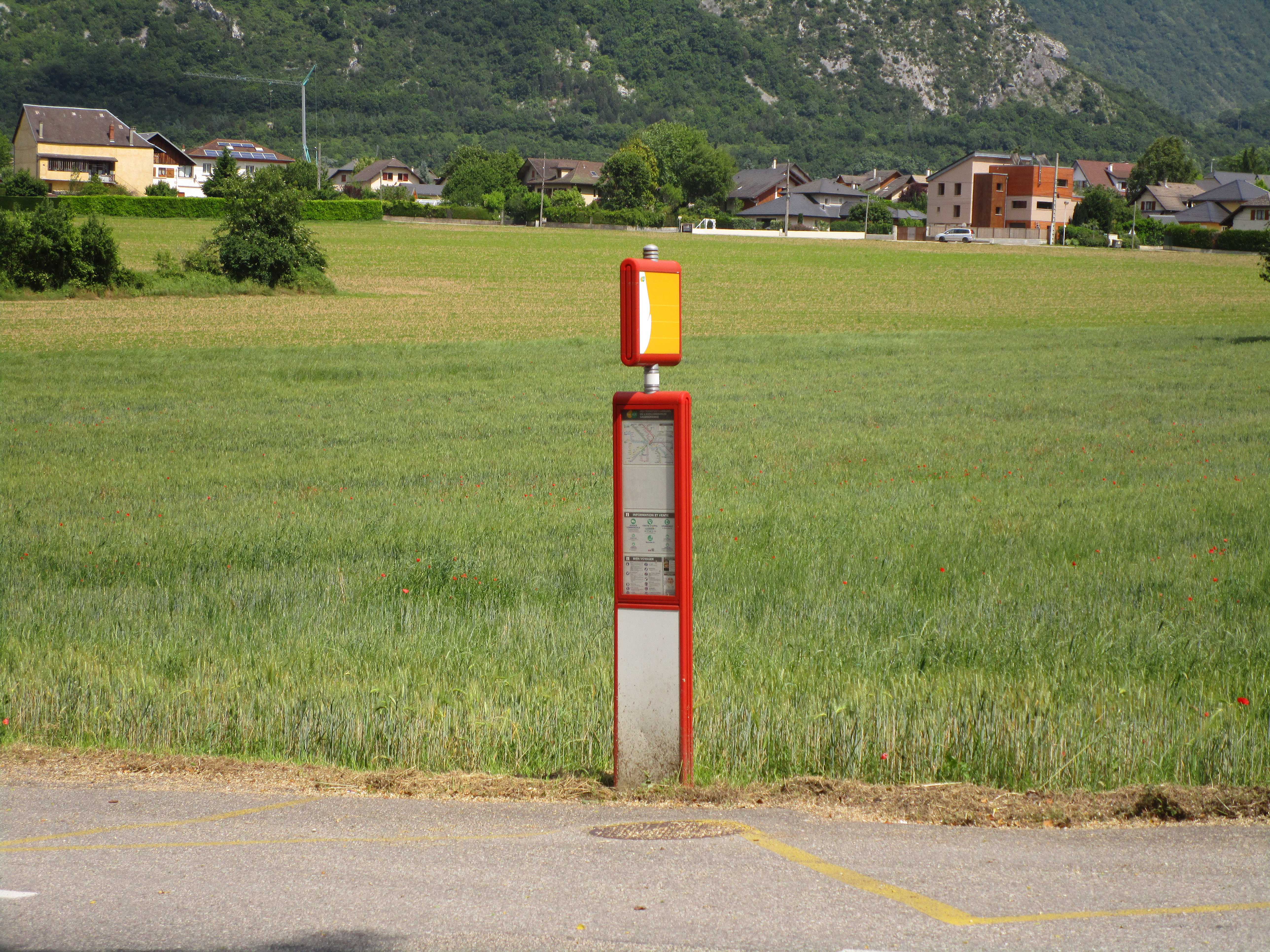
Un arrêt de bus de type "poteau".
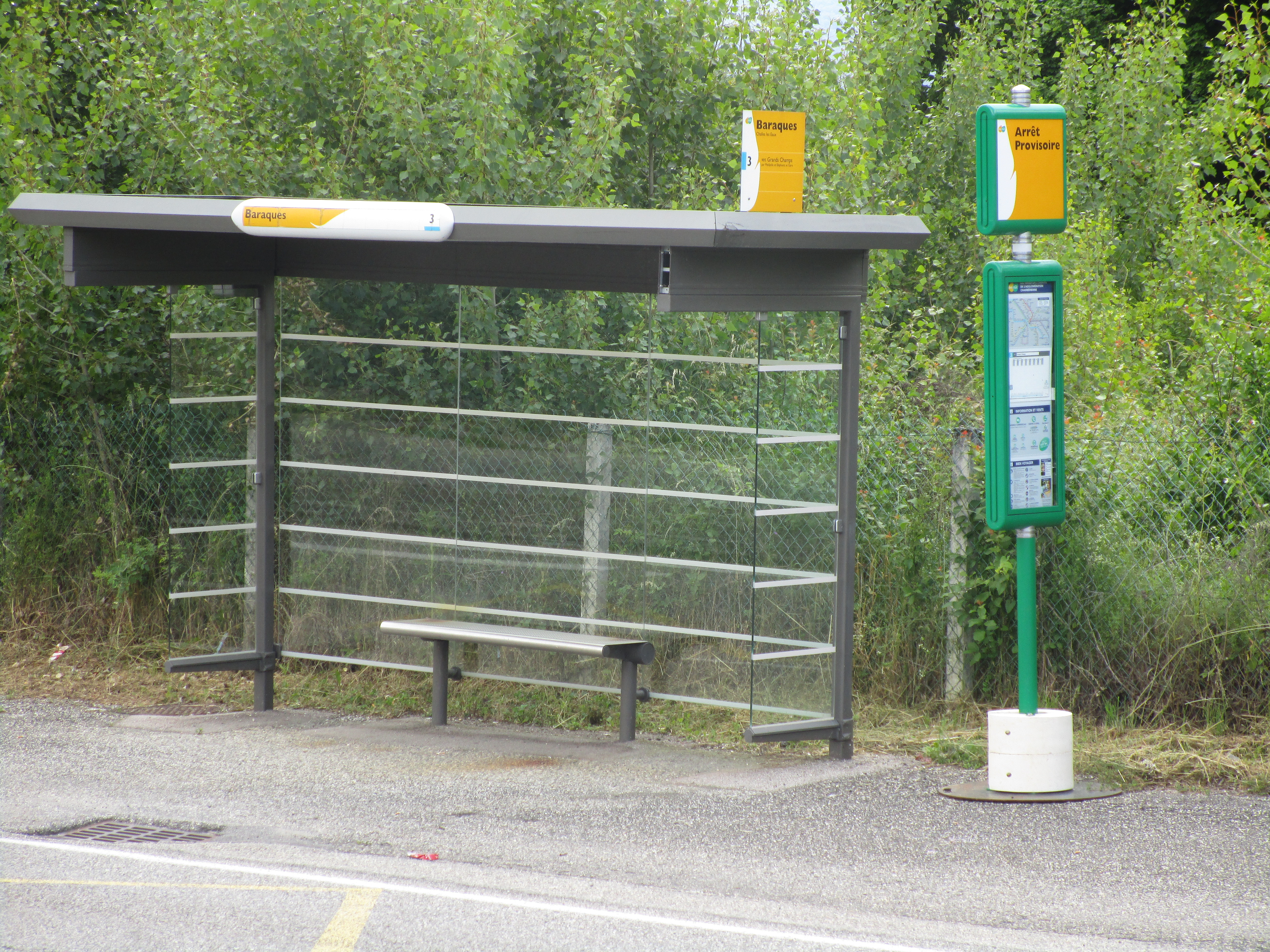
Un abri de bus avec, sur la droite, un arrêt provisoire.
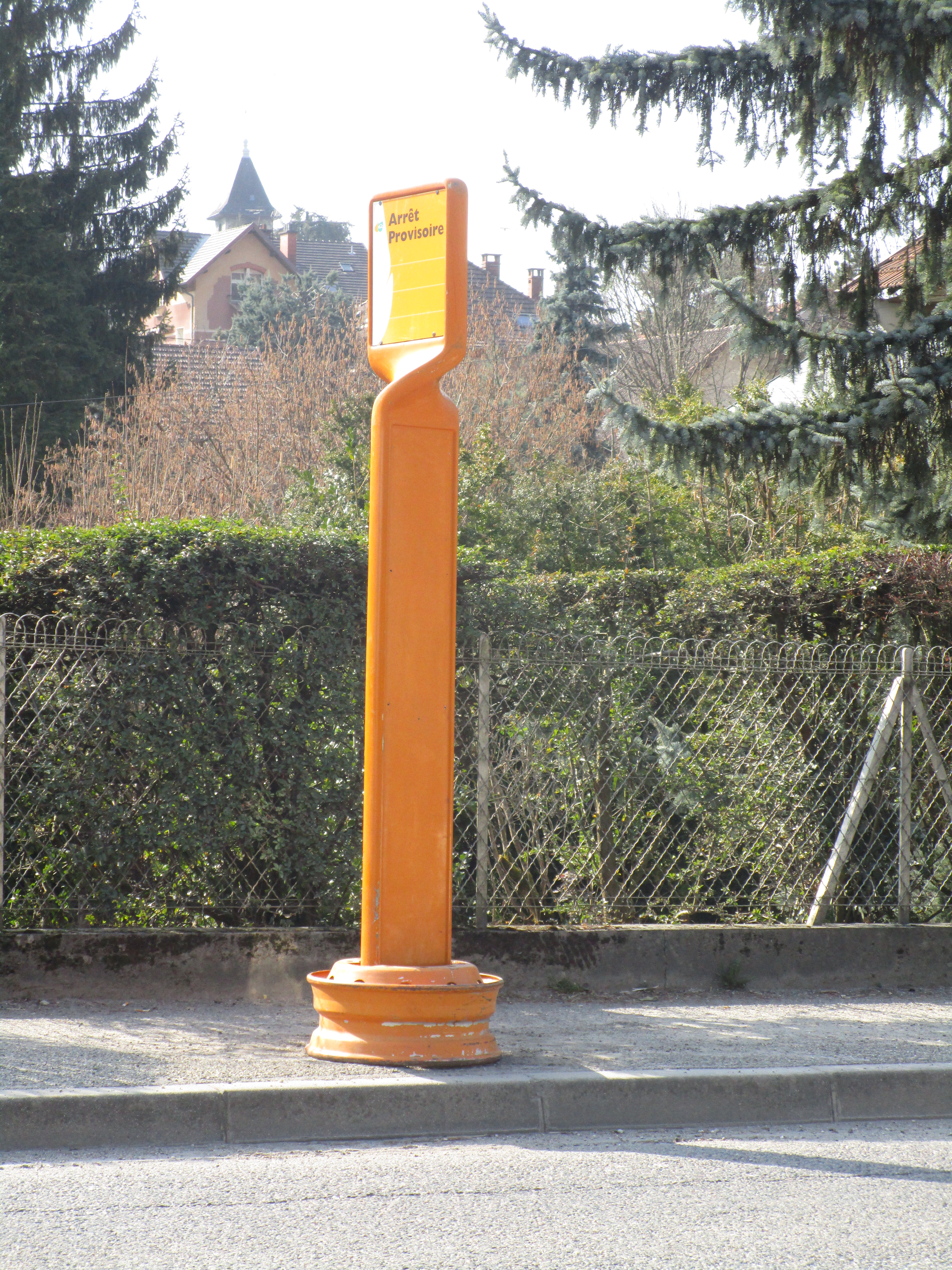
L’ancien modèle d’arrêt provisoire.
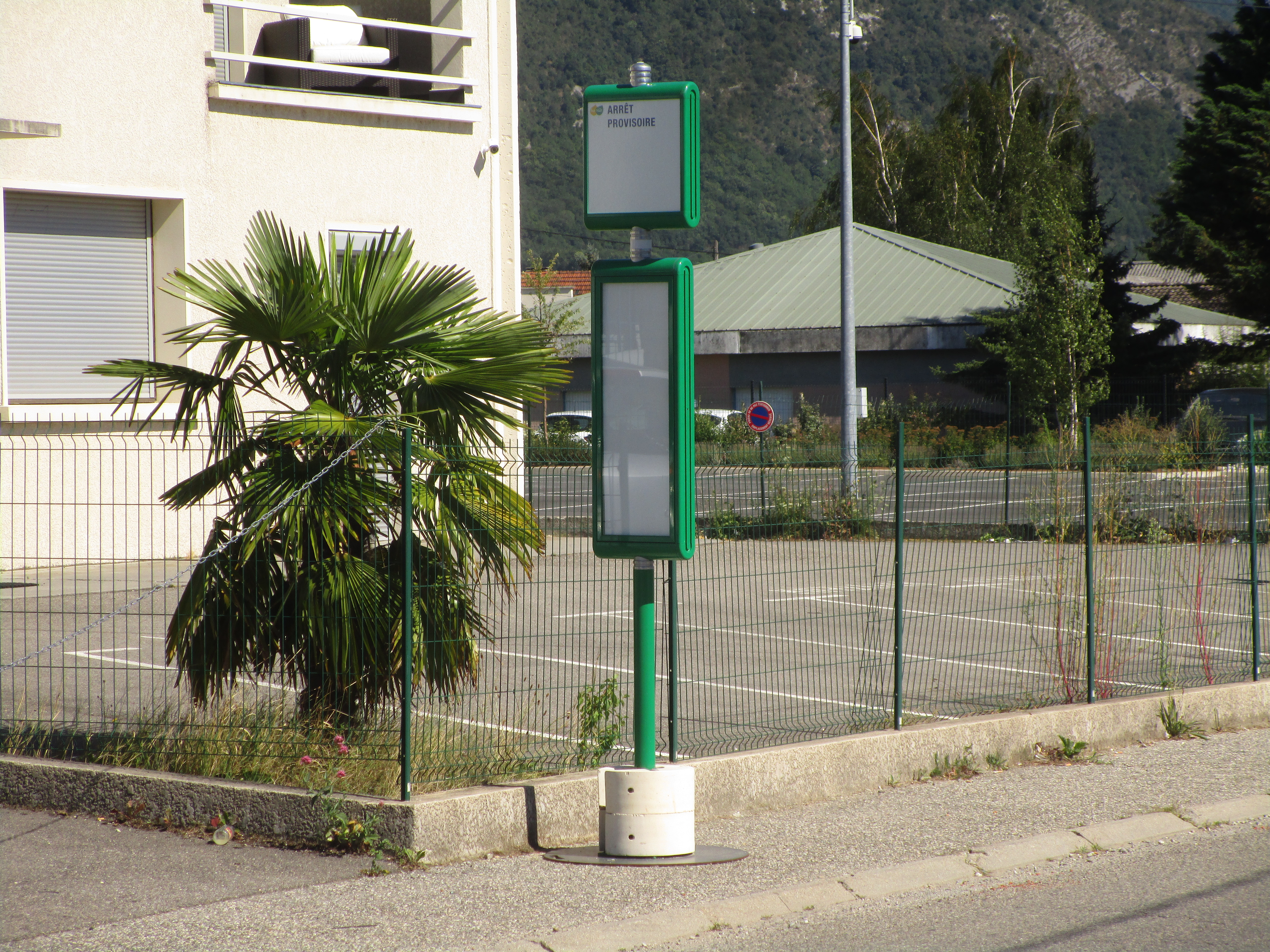
Le nouveau modèle d’arrêt provisoire.
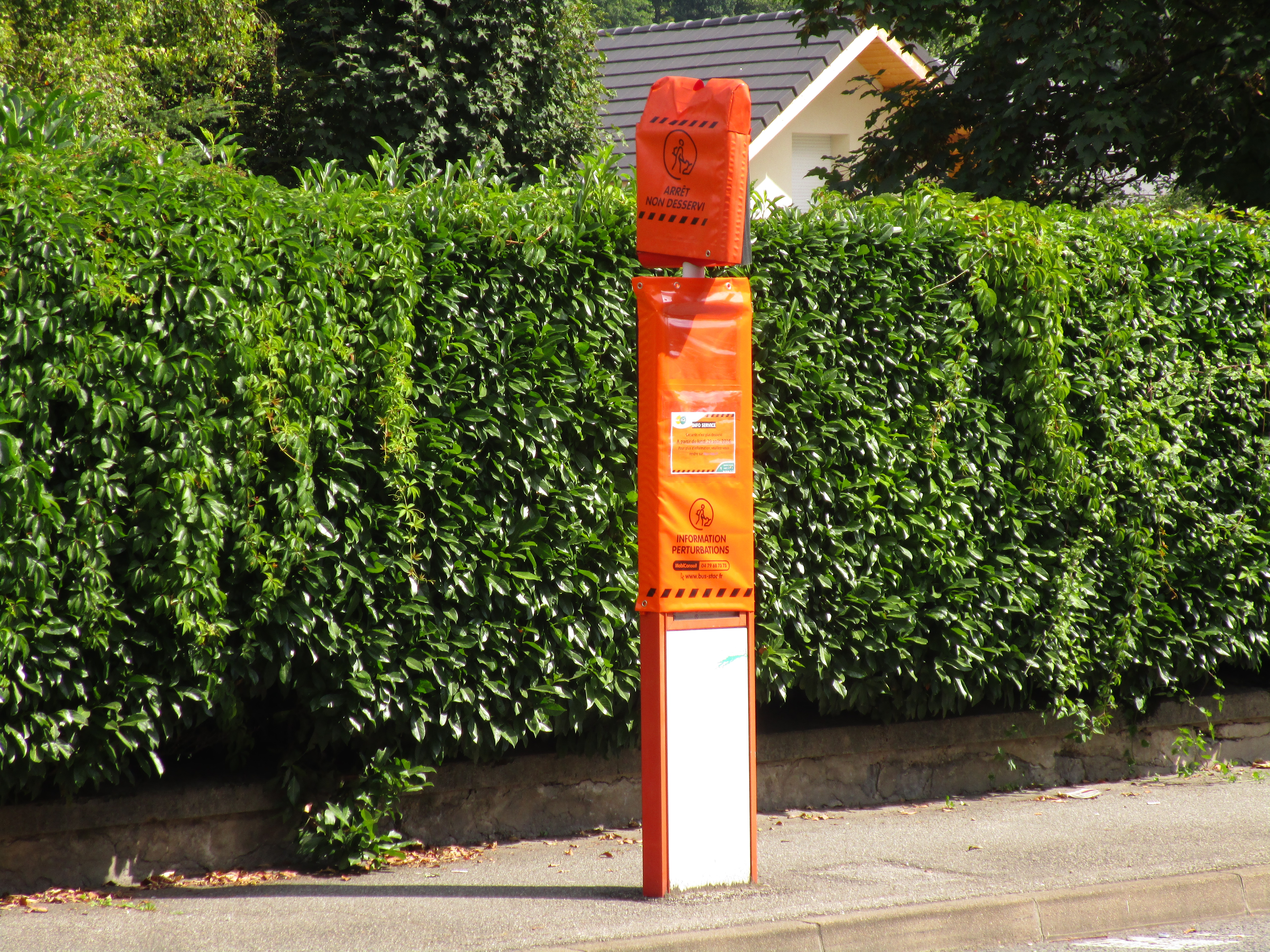
Un arrêt avec la bâche « Arrêt non desservi ».

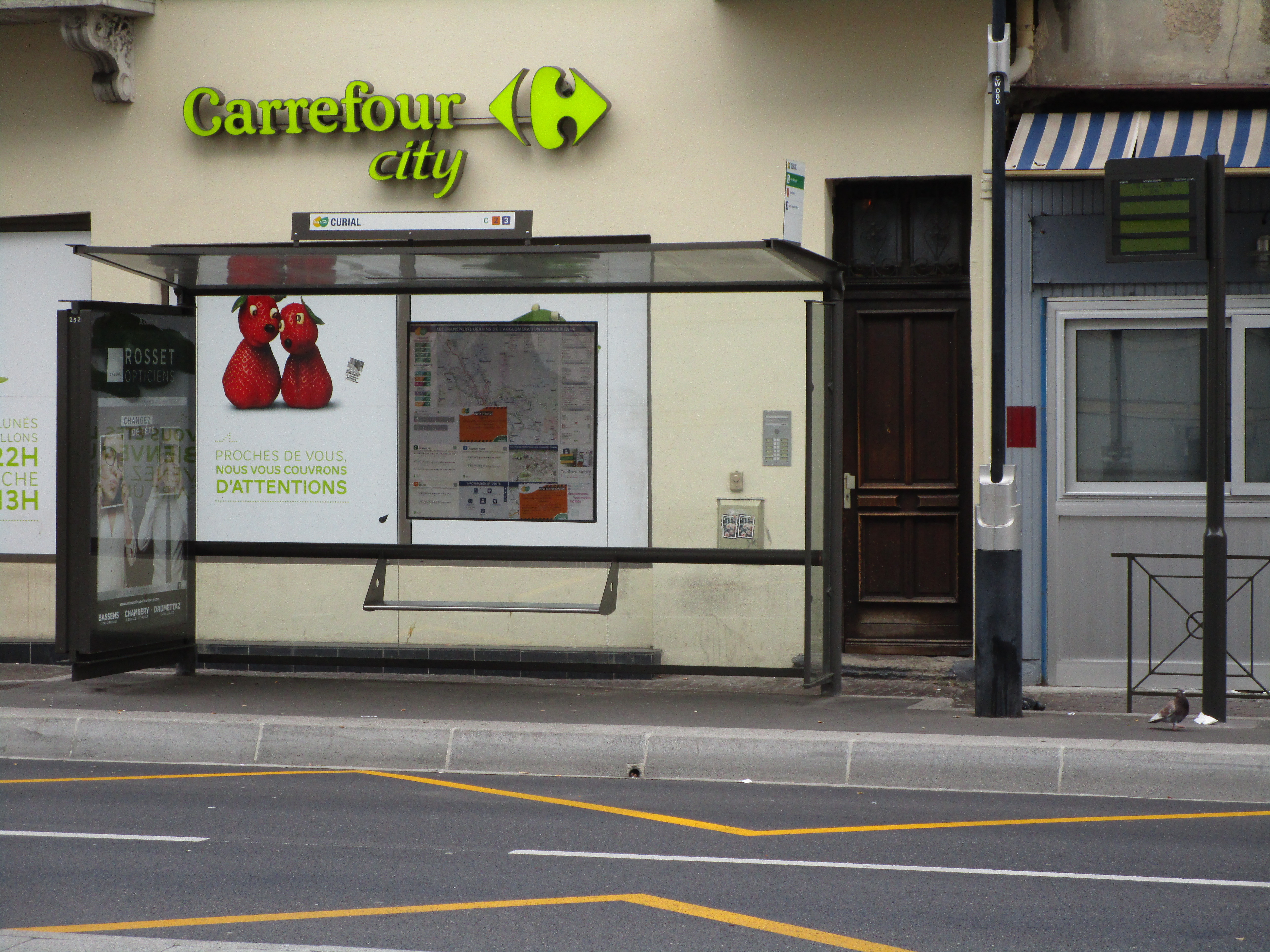
Un arrêt accessible aux PMR et équipé d’une borne d’information, visible à droite.

Certains arrêts sont aménagés afin d’être accessibles aux PMR, en étant surélevé sur le bord de la route afin de limiter l’écart entre le bord du véhicule et le sol. À la rentrée 2016, 3 arrêts (Curial, Ducs et Gare) sont équipés de bornes d’information en temps réel indiquant à l’usager le temps d’attente avant le prochain passage du bus sur les différentes lignes. Cette technologie a été étendue à d’autres arrêts du réseau depuis.

## Identité visuelle

### Logos
Le réseau a connu six logos différents depuis sa création en 1979. Celui-ci est modifié à peu près tous les 9 ans, mais on constate toutefois que la trame d’origine évolue beaucoup plus lentement.
Le premier logo, instauré en 1979, est le sigle de la SEM chargée de l’exploitation du réseau, la Société des Transports de l’Agglomération Chambérienne (STAC). Écrit en lettres minuscules noires, il permet d’identifier le service.
En 1987, avec la livraison de véhicules plus modernes, une légère évolution fait son apparition. Le logo prend de la couleur, en devenant orange, mais également de l’épaisseur avec l’ombre des lettres, écrite en rouge foncé.
En 1996, avec l’arrivée des premiers bus à plancher surbaissé du réseau, la découpe des véhicules est adaptée afin de permettre aux usagers de reconnaitre à vue d’œil le degré d’accessibilité. Le logo est donc harmonisé, et rajeuni par la même occasion. La mention Stac devient blanche et s’inscrit dans une forme de vague, surmontée d’un trait jaune et soulignée d’un autre, plus fin. Sur les véhicules à plancher haut, majoritaires dans le parc, le fond est rouge et le trait du bas est vert de bleu, tandis que ces deux couleurs sont inversées sur les nouveaux véhicules, qui disposent d’un plancher bas sur toute la longueur. Au total, une trentaine des véhicules, exclusivement des Renault (puis Irisbus) Agora S et L, arboreront cette variante.
9 ans plus tard, en 2005, la SEM est dissoute et le groupe Connex prend la gestion du réseau. Ce changement d’exploitant entraine une refonte totale de l’identité visuelle. Le logo prend la forme de deux feuilles superposées, avec une jaune en dessous et une verte sur le dessus. Cette dernière est barrée du nom Stac, dont le A est stylisé pour prendre la forme d'un bus vu de face.
En 2014, une légère évolution voit l’apparition du mot bus, écrit en lettres minuscules, sur la feuille jaune.
2019 est, avec l’apparition de la marque Synchro, une rupture totale dans l’identité du réseau. Le mot Synchro, écrit en noir à l’exception du O, est entouré d’un ovale rappelant le système solaire et découpé de 8 ronds de différentes couleurs. L’un d’entre eux, plus large que les autres, s’aligne sur les lettres noires pour former le O de Synchro.

Logo de 1979 à 1987.
Logo de 1987 à 1996.
Logo de 1996 à 2005.
Variante utilisée sur les véhicules surbaissés.
Logo de 2005 à 2014.
Logo de 2014 à 2019.
Logo depuis 2019.

### Livrée des véhicules

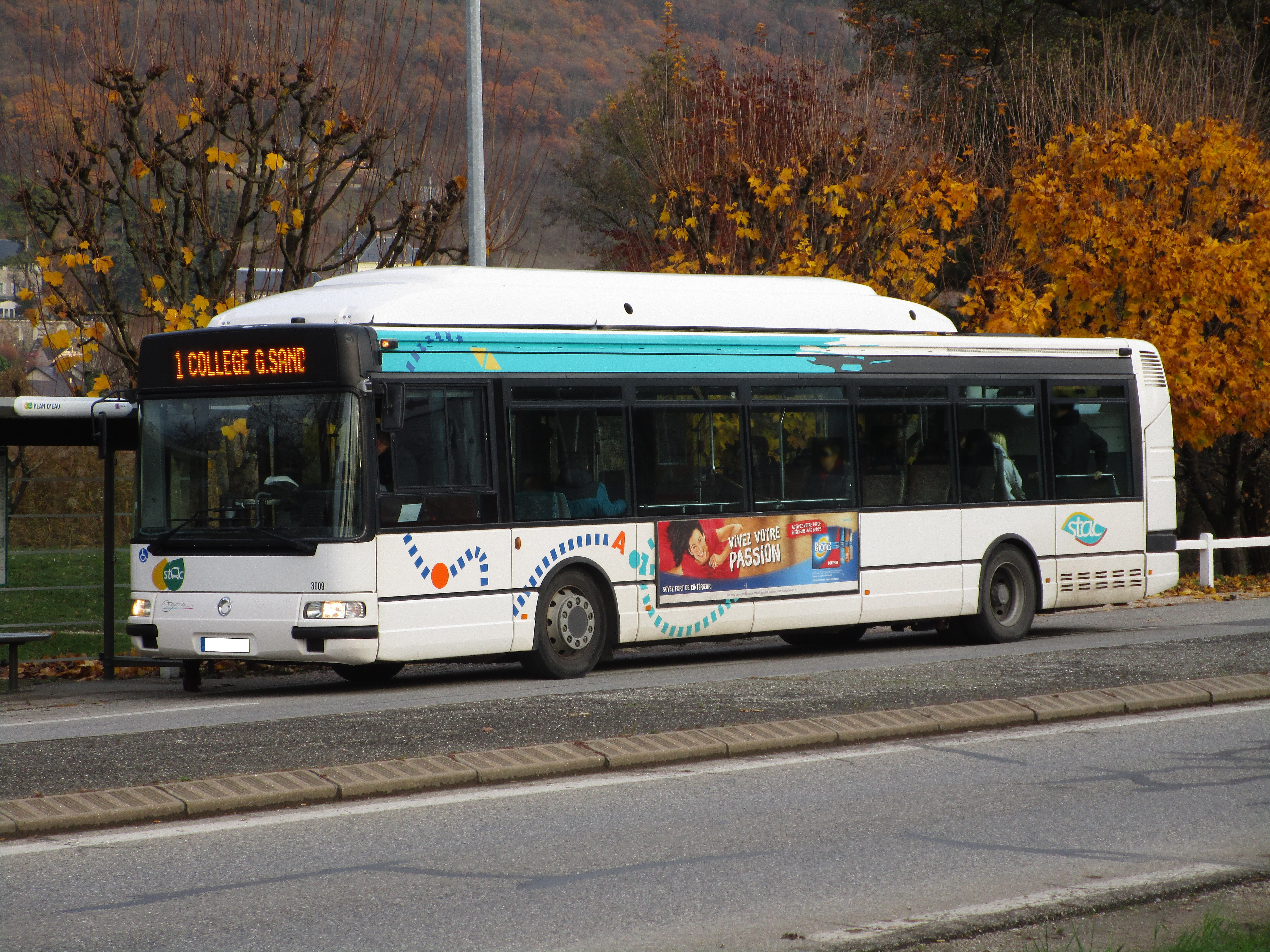
En 2016, cet Irisbus Agora S GNV de 2003 arborait toujours la variante "plancher bas" de la livrée de 1998, remplacée 2 ans après sa mise en service.

La livrée du réseau est modifiée à intervalles assez irrégulières, la livrée mise en place à la création du réseau en 1979 étant restée la découpe officielle pendant 19 ans, alors que la découpe qui lui a succédé en 1998 est remplacée dès 2005, après seulement 7 ans. Toutefois, une telle opération reste compliquée à réaliser en raison de son coût financier, mais également en raison du nombre important de véhicules concernés. Ainsi, lors de l’apparition de la livrée Synchro en 2019, c’est 117 véhicules qui doivent être floqués (sous-traitance incluse). Aussi, il n’est pas rare de voir des véhicules proches de la réforme ou livrés dans les années précédents un changement d’identité visuelle circuler avec une ancienne livrée pendant plusieurs années après son remplacement. Ainsi, il était encore possible de voir des autobus avec la livrée de 1996 à la fin des années 2010.

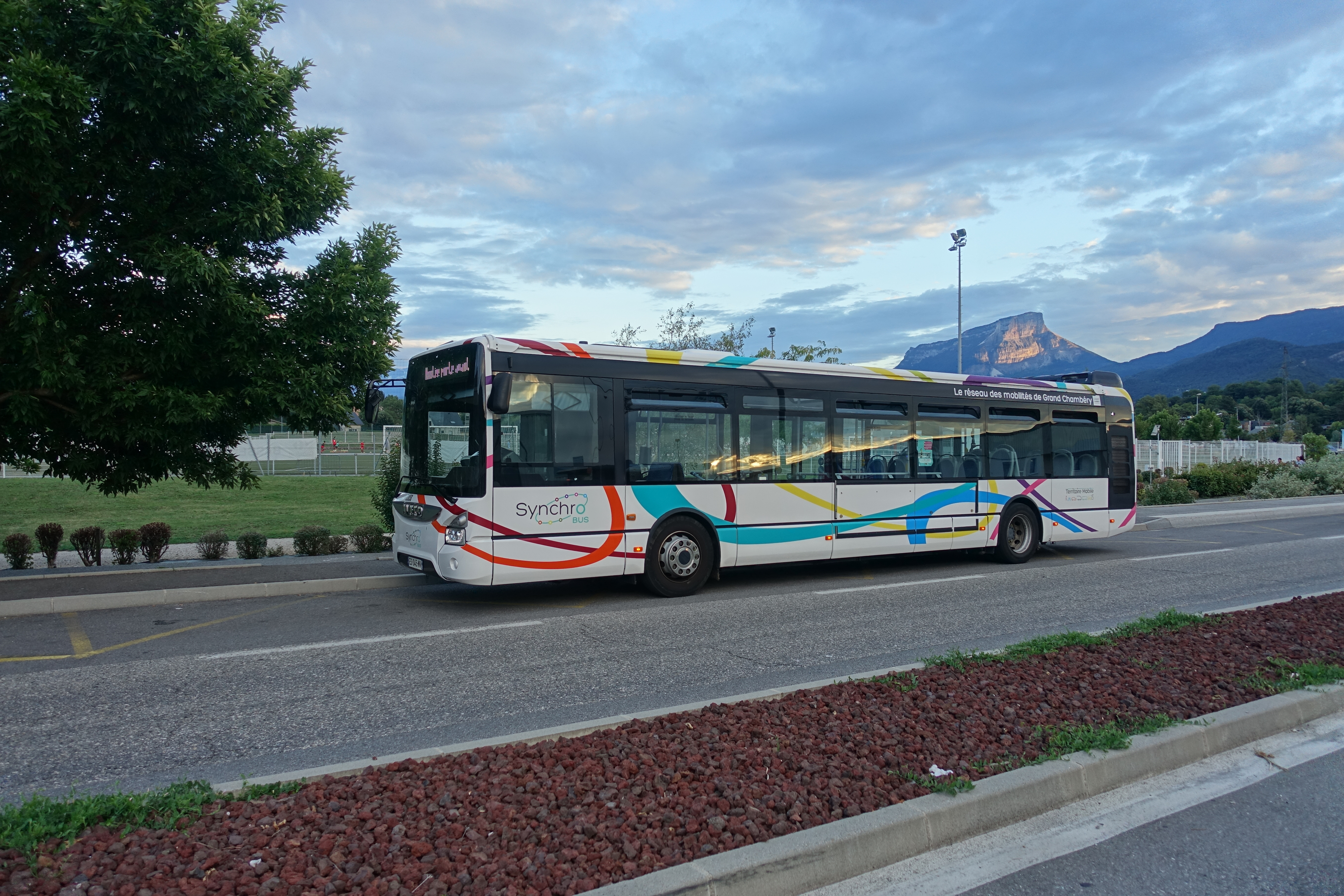
La nouvelle livrée du réseau Synchro bus est dévoilée le 19 avril 2019, avant d’être étendue à l’ensemble du parc.

La découpe actuelle est en vigueur depuis le 19 avril 2019, date de la présentation de la nouvelle marque des mobilités de Grand Chambéry, Synchro. Si elle n’est alors appliquée à cette date que sur un midibus du réseau, le Heuliez GX 137L no 4112, qui est exposé toute l’après-midi devant la gare de Chambéry-Challes-les-Eaux, elle a depuis été progressivement appliquée à l’ensemble du parc. Des traits ondulés et entremêlés de différentes couleurs, sur fond blanc, sont peints sur toute la carrosserie. Destinés à illustrer l’interconnexion entre les différents modes de transports, ils représentent chacune des mobilités regroupées sous la marque Synchro : le vert de bleu pour les bus, le rouge sang pour le service TPMR, le bleu pour la vélostation, le violet pour le covoiturage, le rose pour les Vélobulle, tandis que le jaune et le orange ne sont utiliser que pour créer un contraste. Le logo du réseau est présent sur toutes les faces, doublé de celui du Grand Chambéry sur la face arrière (on le retrouve également sur la calandre avant de certains véhicules), et du logo de Territoire Mobile, la marque déposée par l’intercommunalité lors de la refonte du réseau en 2016. Le slogan du réseau (« Le réseau des mobilités de Grand Chambéry ») est quant à lui présent sur l’ensemble des véhicules, tant urbains qu’interurbains, au-dessus des baies latérales situées dans le tiers arrière des bus et cars.

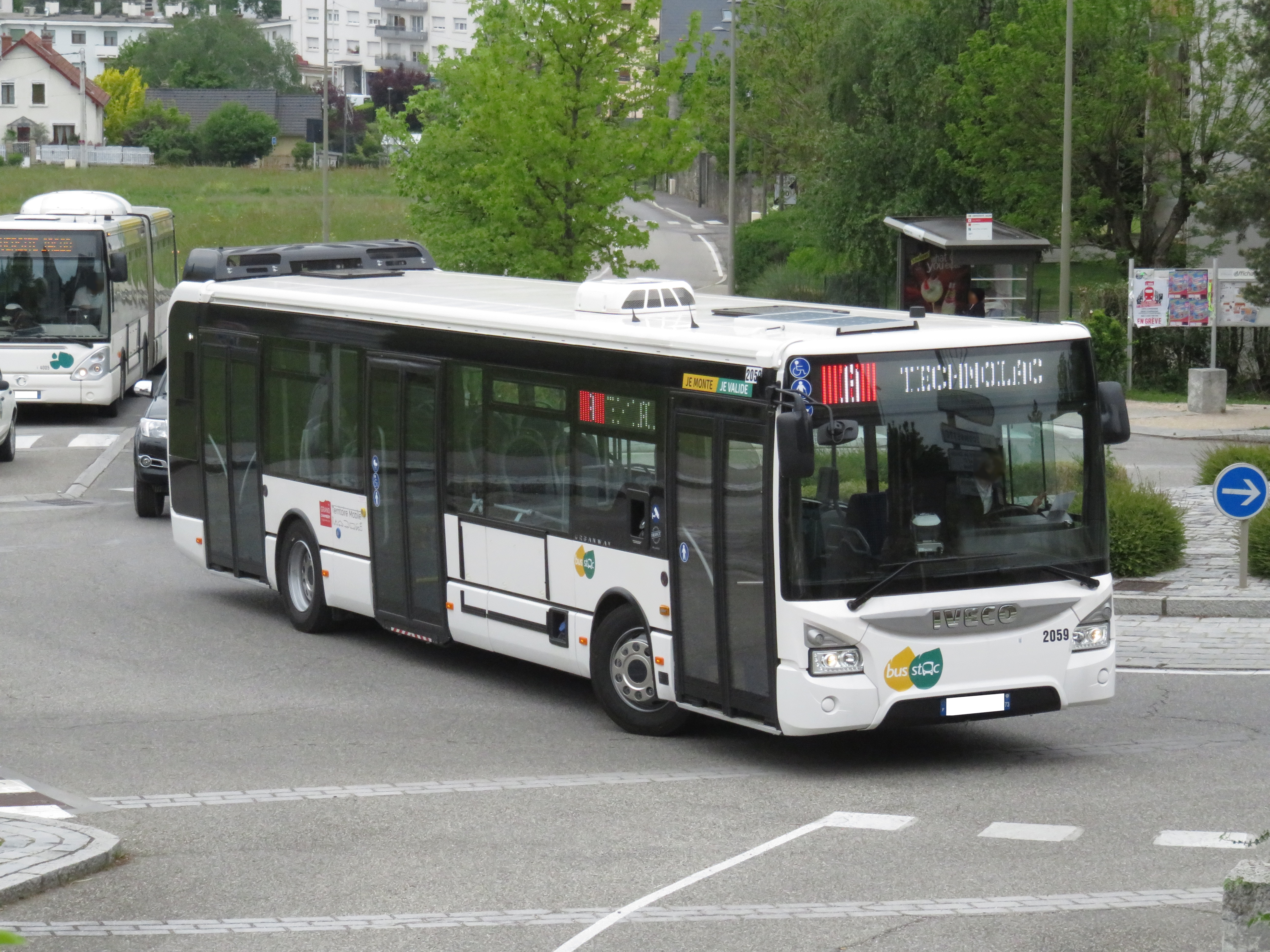
L’ensemble des véhicules mis en service à partir de décembre 2017 circulent avec les seuls logos Stac et Grand Chambéry.

Elle est précédée par une période de transition, puisque l’ensemble des véhicules mis en service entre décembre 2017 et la présentation officielle de la marque Synchro en avril 2019 ne sont pas pelliculés de la livrée traditionnelle appliquée jusque-là. Ils circulent avec une carrosserie blanche, avec le logos du réseau Stac sur les faces avant et latérales, tandis que les logos de Grand Chambéry et de Territoire Mobile, placés côte à côte, sont présents au niveau de l’essieu arrière et sur le capot moteur. Une quarantaine de véhicules sont concernés par cette absence de livrée, dont 20 bus neufs acquis par le Grand Chambéry, à raison de 18 standards de type Iveco Urbanway 12 livrés en décembre 2017 (7 unités) puis janvier 2019 (11 exemplaires) et 2 articulés Mercedes-Benz Citaro G C2 livrés en décembre 2017, et une vingtaine de véhicules d’occasion mis en service par Keolis Drôme Ardèche, nouveau sous-traitant à la suite du changement de délégataire, en attendant la livraison de véhicules neufs.

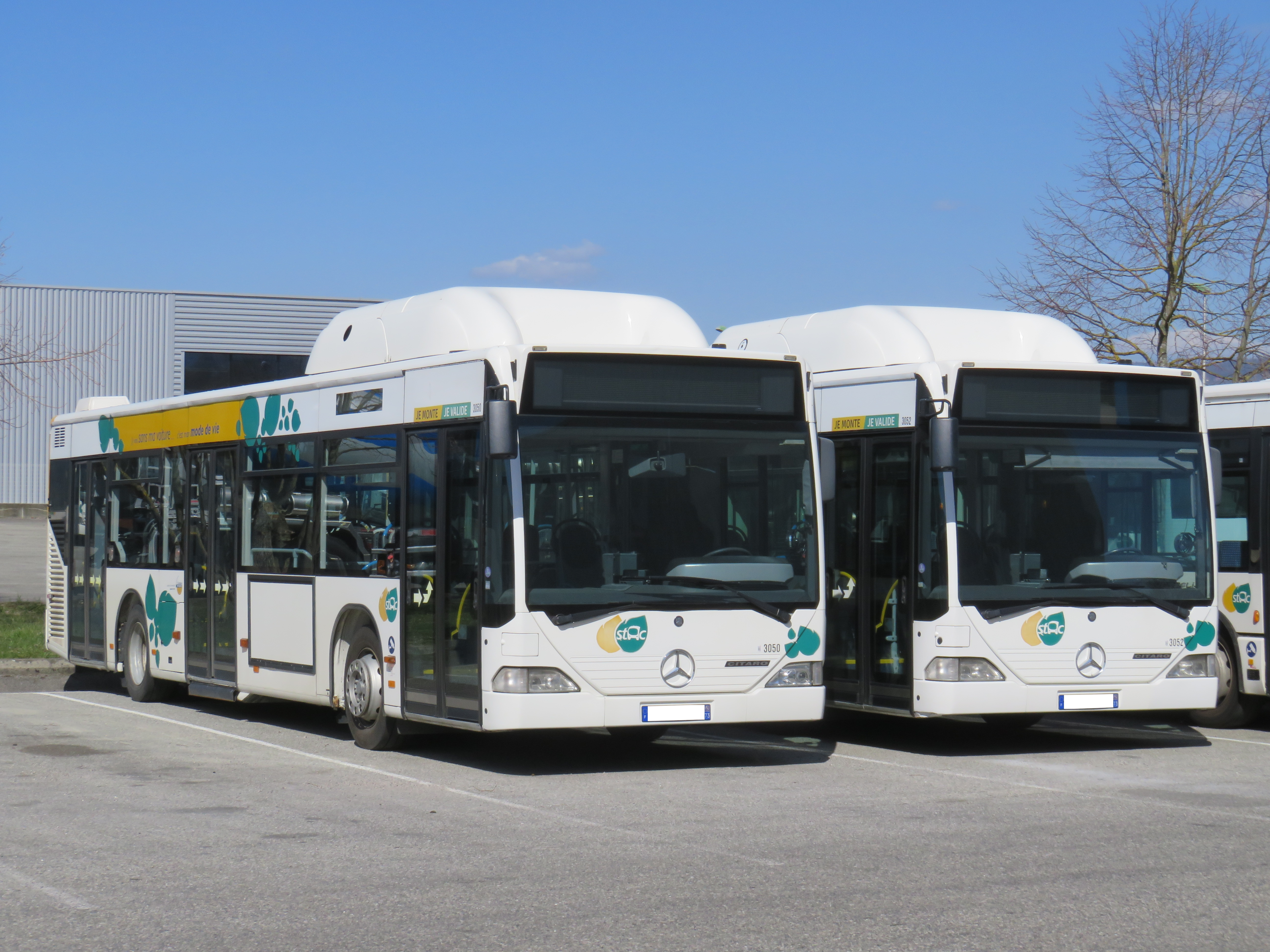
En 2005, une série de 12 Citaro, dont 4 au GNV, inaugure une nouvelle livrée.

La livrée précédente remonte à la rentrée 2005, et est liée à deux évènements majeurs : le changement de délégataire, et la mise en service de 12 Mercedes-Benz Citaro, dont 4 au GNV et 8 répondant à la nouvelle norme €4. Afin de mettre en avant la préservation de l’environnement apportée par ces nouveaux véhicules dans un parc vieillissant (la plupart des véhicules ont alors une quinzaine d’années, et le plus ancien est en service depuis novembre 1981), la livrée se compose de feuilles vertes de différentes tailles, qui sont en réalité la copie du logo sans la mention Stac. Au niveau de l’empattement, celles-ci encadrent, au-dessus des baies latérales, une bande jaune qui rappelle les couleurs de Chambéry métropole et dans laquelle est inscrite le slogan du réseau « J’y vais sans ma voiture... C’est mon mode de vie ». Le logo du réseau est présent sur l’ensemble des faces, tandis que le logo de l’intercommunalité est présent sur la face arrière des véhicules, mais également sur le porte-à-faux arrière. Le Mercedes-Benz Citaro G C2 no 4015, livré en juillet 2017, est le dernier véhicule à recevoir cette découpe avant la période de transition évoquée plus haut.

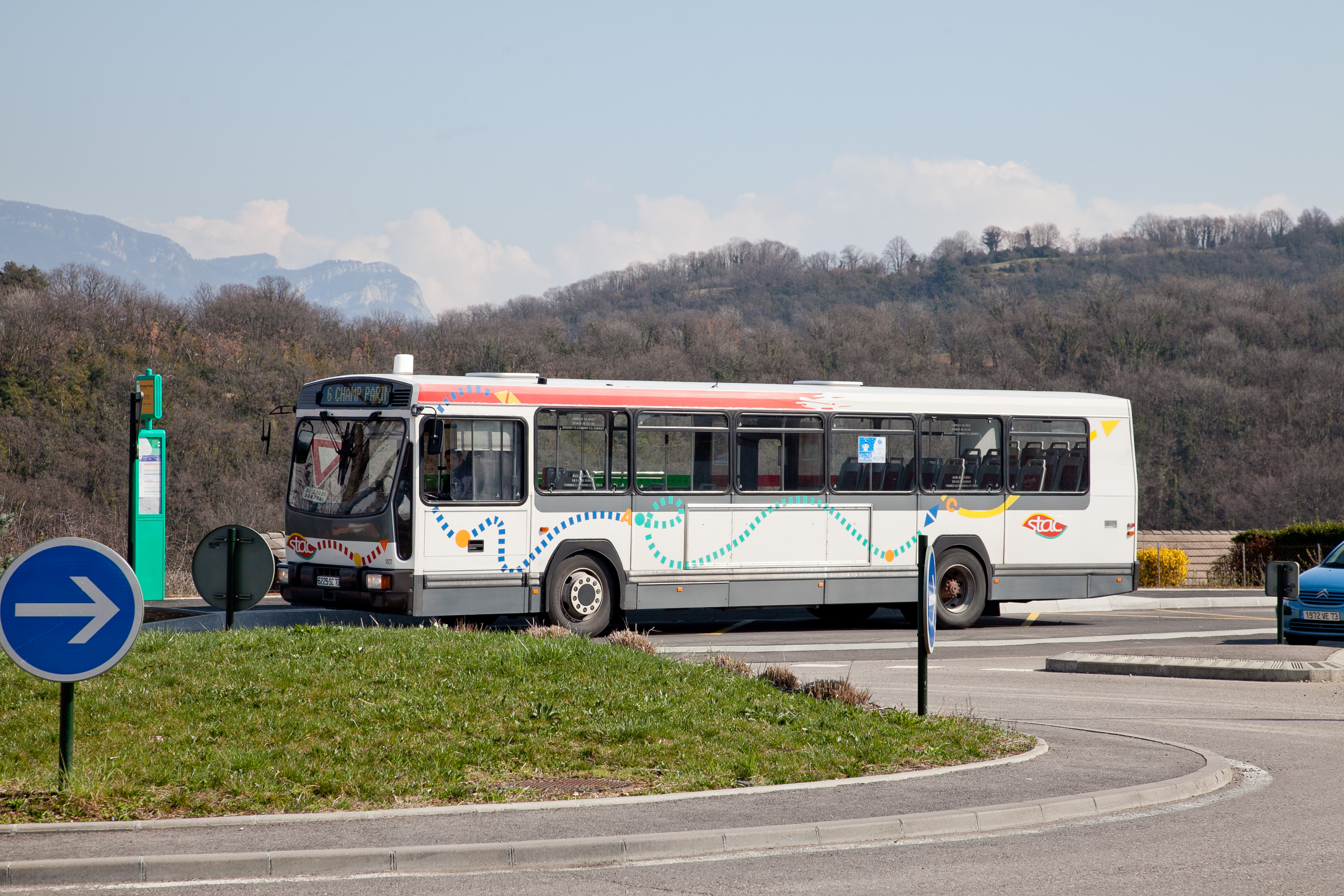
Avec la mise en service des premiers bus à plancher bas en 1998, les autres véhicules reçoivent une livrée permettant d’identifier leur degré d’accessibilité.

En 1996, la mise en service des 5 premiers bus à plancher bas, des Renault Agora S, entraine l’apparition de deux livrées : une première pour les véhicules accessibles, et une variante pour les autres. La seule différence se trouve au-dessus des baies latérales, les anciens véhicules arborant un trait rouge tandis que les Agora arborent un trait vert de bleu, qui leur vaudra le surnom de "bus verts". La carrosserie est ornée par un trait en pointillé bleu foncé et vert de bleu, ainsi que par un trait, plein de couleur jaune. Ils sont tous deux entrecoupés de lettres et de formes afin d’illustrer un itinéraire. Le logo du réseau, décliné en fonction de la livrée appliqué, est présent sur les faces avant et latérales, tandis que seul le logo de l’intercommunalité est apposé sur la face arrière.

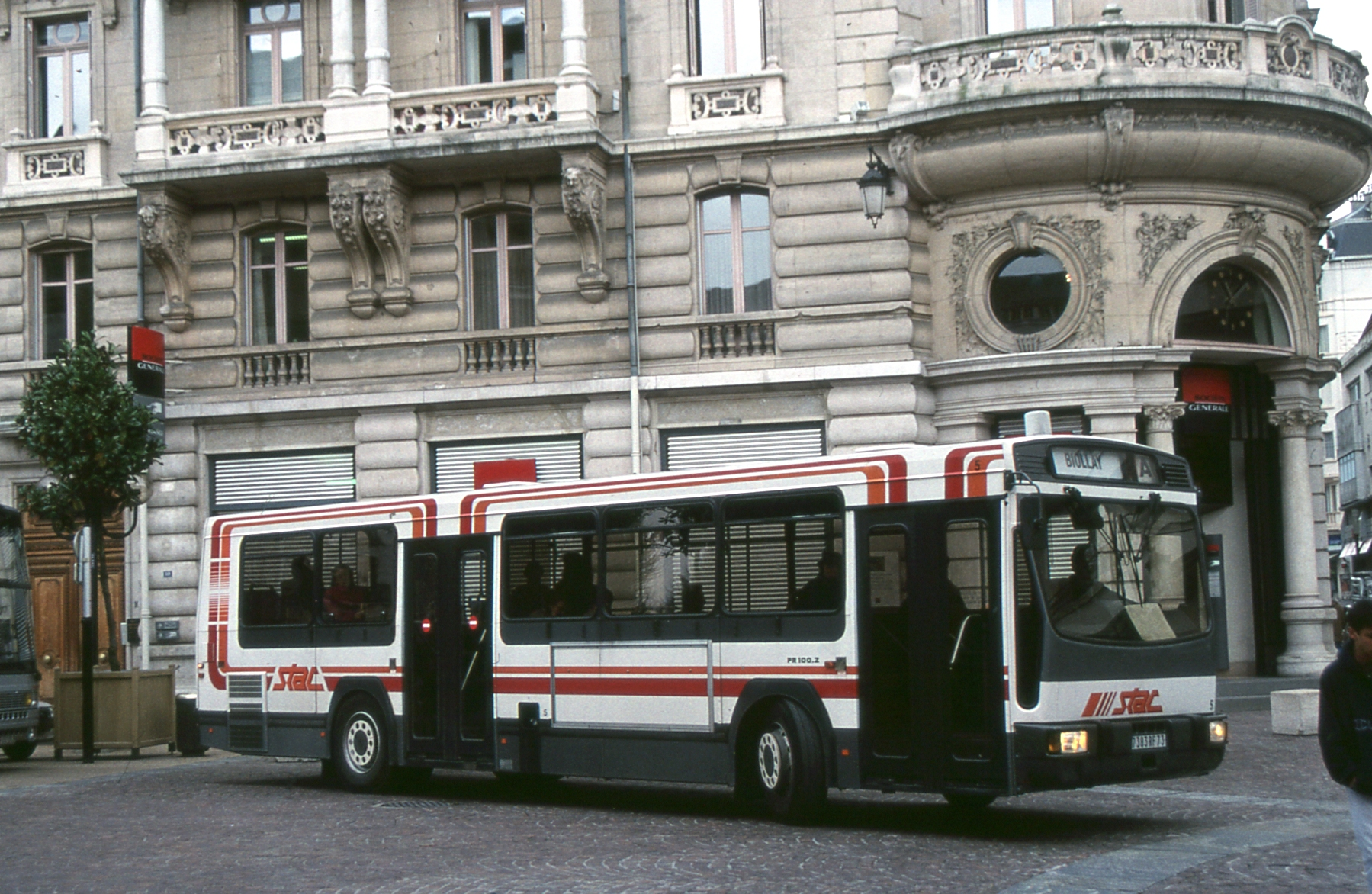
Les Renault PR 100.2 mis en service en 1987 arbore une livrée plus moderne.

En 1987, la livrée du réseau est modifiée à l’occasion de la mise en service des premiers Heuliez GX 107 et des premiers Renault PR 100.2. Deux traits, l’un rouge et l’autre orange, font le tour du véhicule en passant au-dessus des baies latérales dans la partie haute,et au niveau du passage de roues dans la partie basse. Ils relient les portes, en descendant au-dessus de chaque vantail droit et en remontant au-dessus de celui de gauche. Sur le flanc gauche du véhicule, les traits font le tour du véhicule depuis la vitre du poste de conduite. Le logo découpe le tracé des traits au niveau du porte-à-faux arrière, tandis qu’il est présent sur la face avant en étant précédé d’un large trait orange et de trois, plus fins, de couleur rouge. Toutefois, les véhicules appartenant aux sous-traitants n’arborent pas le logo du réseau, celui-ci étant remplacé sur la face avant par le nom du transporteur.

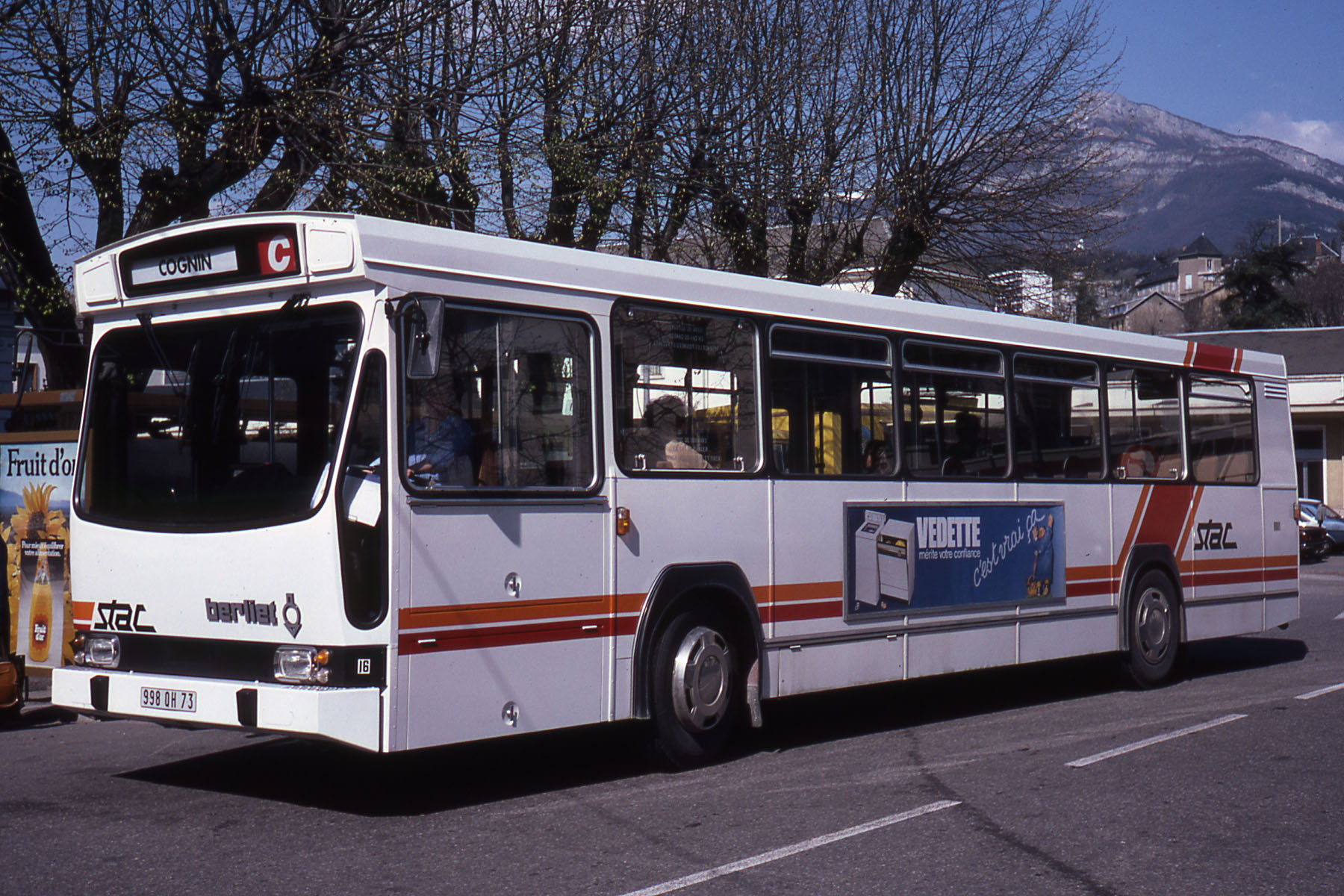
Les 7 Berliet PR 100 mis en service le 10 septembre 1979 arborent une livrée propre au service urbain.

Au moment du lancement officiel du réseau le 10 septembre 1979, l’intégralité de la flotte d’autobus urbains, soit 7 Berliet PR 100 neufs, arborent une livrée spécifique au service. Deux traits superposés, l’un rouge et l’autre orange, font le tour du véhicule au niveau du passage de roues depuis le poste de conduite. Ils se terminent, après être passés sur la face arrière et le flanc droit, en revenant sur la face avant où ils sont prolongés par le logo du réseau au-dessus du bloc optique droit. Au niveau de l’essieu arrière, un trait rouge faisant la largeur du passage de roues est encadré de deux fins traits orange et part en diagonale vers l’arrière.
Livrées particulières
À quelques occasions, les bus peuvent arborer une livrée différente de celles décrites ci-dessus. Ainsi, on remarque :
- en 1989, un Renault PR 100 est peint par l’artiste Marc Chopy puis décoré par les écoliers de l’agglomération dans le cadre du projet Artedecobus ;
- en 2009, un Renault R312, aménagé pour célébrer les 30 ans du Stac, arbore une livrée verte et blanche ;
- depuis 2013, le Renault Agora S no 2004 est utilisé comme agence itinérante. Il arbore une livrée majoritairement blanche, avec des feuilles jaunes (orange lorsqu’elles sont superposées) et d’autres de différentes couleurs (bleu, jaune, rouge, rose et vert) avec les symboles de différents moyens de déplacement (train, vélo, marche, bus, parking-relais et covoiturage). Différents logos sont présents sur le véhicule : celui de la centrale de mobilité Mobil’Conseils (aujourd’hui supprimée), est apposé sur les quatre faces, ceux de la Vélostation et du réseau encadrent la porte centrale, tandis que celui de la communauté d’agglomération est collé sur la porte avant et sur le côté gauche du véhicule. Sur le côté droit, les portes avant et arrière sont surmontées d’un trait bleu, qui est jaune et porte l’inscription « L’agence itinérante des voyageurs de Chambéry Métropole » au-dessus des vitres ;
- en 2016, le Mercedes-Benz Vehixel Cityos no 1057 est utilisé comme bus info pour faire la promotion du nouveau plan de déplacements urbains de Chambéry. À cette occasion, il arbore une livrée composée principalement de deux couleurs : le bas de caisse est bleu clair et le haut des fenêtres est blanc. On note également la présence de plusieurs dessins (vélo, bus, funiculaire,...) ainsi que le logo de Territoire Mobile au-dessus des vitres latérales ;
- différents bus testés sur le réseau : le prototype du Mégabus en 1989, un Irisbus Citelis 12 Hybrid et un MAN Lion’s City Hybrid en 2014 puis un Iveco Urbanway 12 Hybrid en essai en 2017.

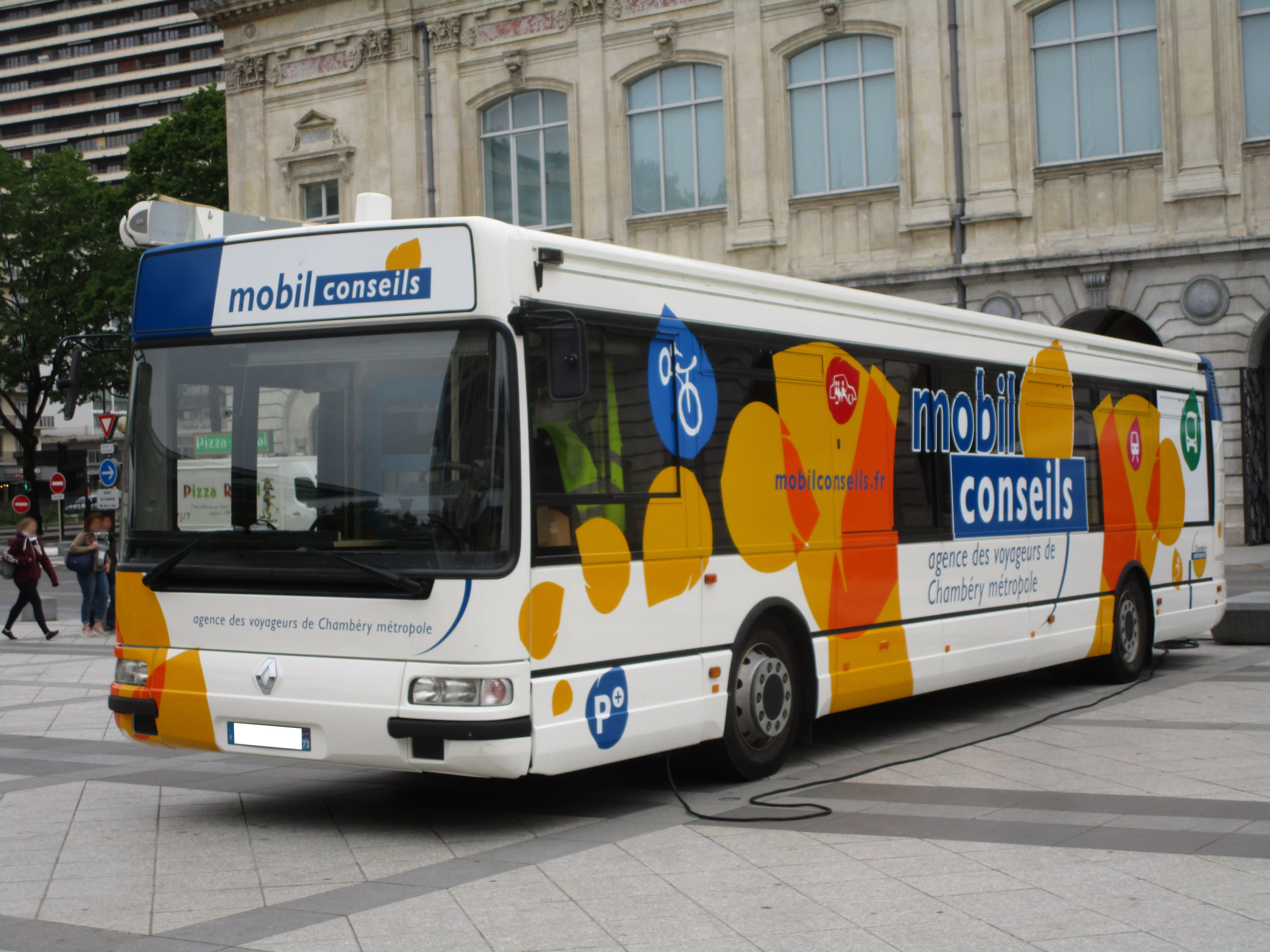
Le Renault Agora S transformé en agence itinérante (2014).
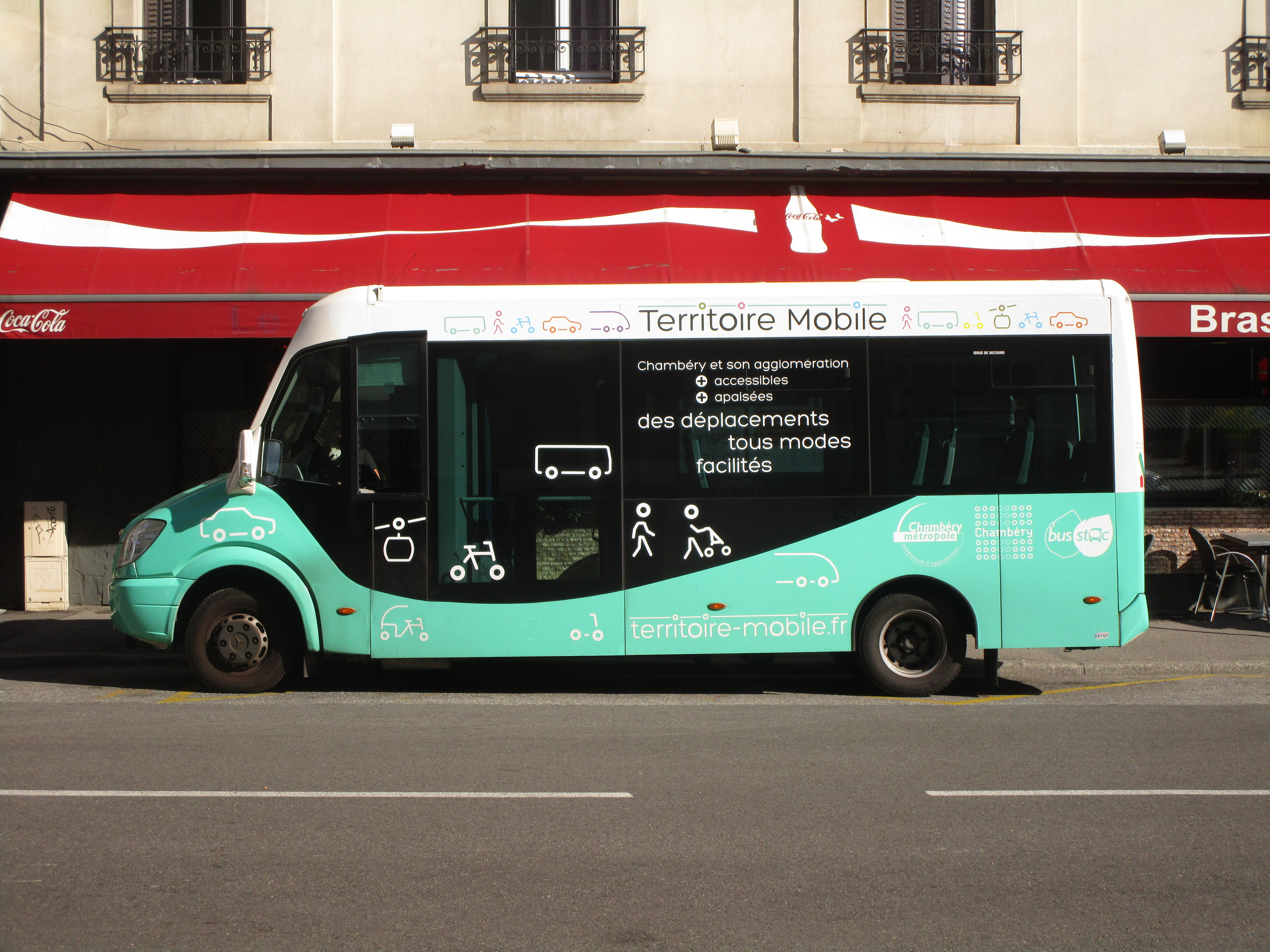
Le Mercedes-Benz Vehixel Cityos utilisé comme bus info (2016).

## Intermodalité

### Arrêts de correspondances
Le réseau est composé de cinq arrêts de correspondances, où les bus ne font qu’une halte au lieu d’un arrêt prolongé, permettant une amélioration de la vitesse commerciale du réseau. Ces arrêts de correspondances sont accessibles aux PMR.
| Nom de l’arrêt | Adresse                                   | Lignes desservant l’arrêt | Image |
| -------------- | ----------------------------------------- | ------------------------- | ----- |
| Cévennes       | Avenue d’Annecy Les Hauts de Chambéry     | B 1                       |       |
| Curial         | Rue de la République Chambéry Centre      | C 1 2 5                   |       |
| Ducs           | Avenue des Ducs de Savoie Chambéry Centre | B D 1 4                   |       |
| Gare           | Place de la Gare Chambéry Centre          | A C 4                     |       |
| Halles         | Rue Jean-Pierre Veyrat Chambéry Centre    | A C D                     |       |

### Parc relais et aire de covoiturage
Le réseau dispose de quatre « parc relais », permettant de garer son véhicule sur un parking en périphérie et de prendre le bus pour se déplacer en ville, ainsi que d’une aire de covoiturage, permettant de laisser sa voiture stationnée pour la journée, desservie par une ligne de bus depuis janvier 2017.
| Nom                           | Commune    | Capacité   | Accès en bus                                                                | Date d’ouverture | Image |
| ----------------------------- | ---------- | ---------- | --------------------------------------------------------------------------- | ---------------- | ----- |
| Parc relais La Trousse        | La Ravoire | 90 places  | Lignes B 12 , arrêt « Parc Relais la Trousse »                              | Juin 2014        |       |
| Parc relais Landiers          | Chambéry   | 85 places  | Lignes A 1 , arrêt « P+R Landiers »                                         | 27 août 2007     |       |
| Parc relais Maison Brûlée     | Sonnaz     | 150 places | Lignes B 10 , arrêt « Parc Relais Maison Brûlée »                           | 17 décembre 2007 |       |
| Parc relais Poterie           | Cognin     | 90 places  | Ligne D 16 , arrêt « Cognin Centre » Lignes D 16 17 18 , arrêt « Forgerie » | Décembre 2009    |       |
| Aire de covoiturage Bois Plan | La Ravoire | 23 places  | Ligne 3 , arrêt « Bois Plan »                                               | 24 mai 2013      |       |

### Synchro Vélostation: location de vélos
La Vélostation est un service de la communauté d’agglomération du Grand Chambéry proposant des vélos à la location selon plusieurs formules : à l’heure, à la journée, à la semaine, au mois ou à l’année. Des tarifs réduits sont proposés aux étudiants, aux abonnés Stac et TER, ainsi qu’aux personnes ayant un quotient familial inférieur ou égal à 690.
Trois types de vélos sont proposés : vélo classique, vélo à assistance électrique et vélo pour enfant. Plusieurs consignes à vélos, dont la capacité d’accueil varie entre 10 et 50 places, sont installées à différents endroits sur le territoire de la communauté d’agglomération. La Vélostation propose également un service de gravure anti-vol.
Le 19 avril 2019, le service change de nom et s'appelle désormais Synchro Vélostation.

### CitéLib’: autopartage

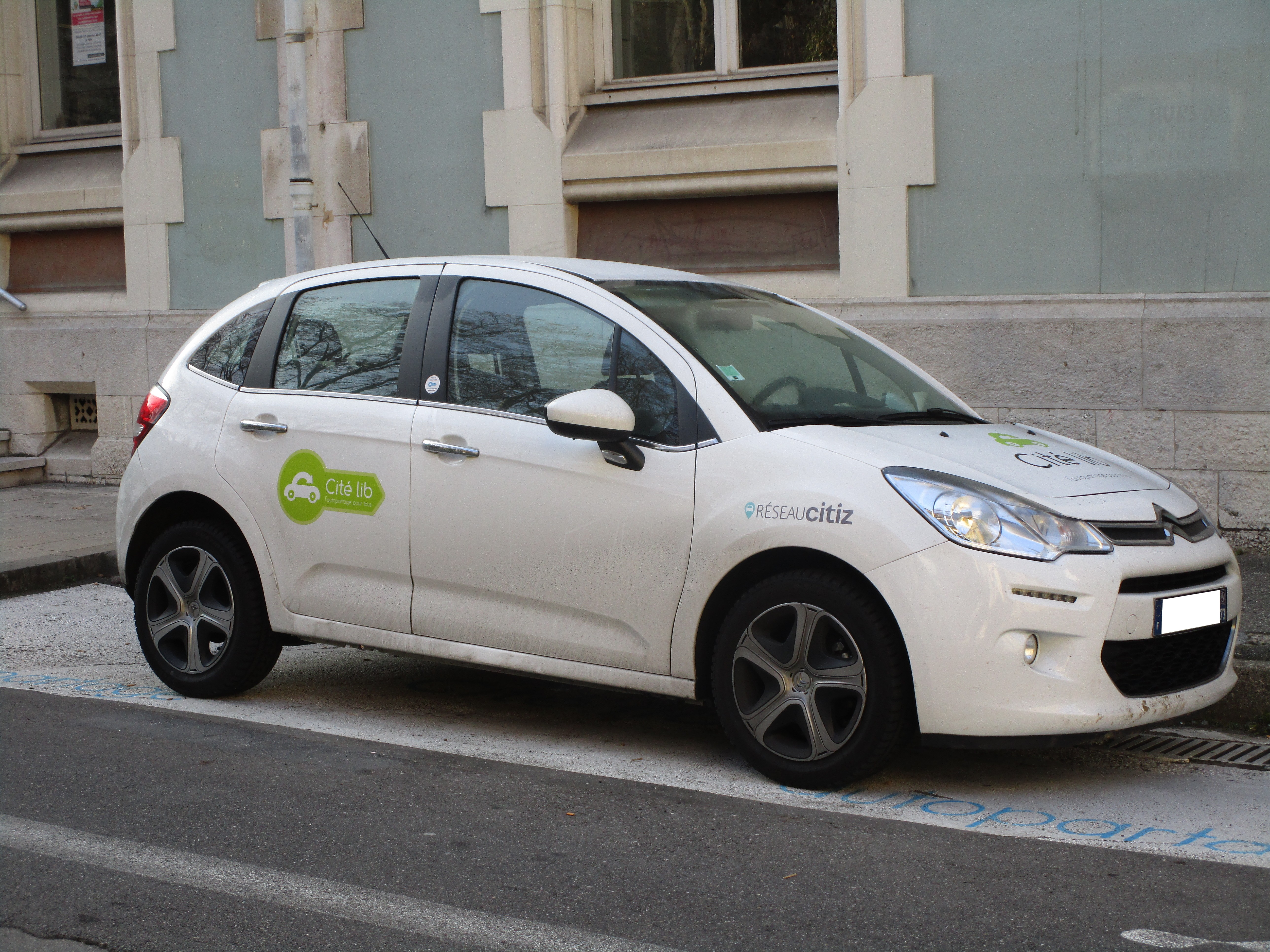
Une voiture Cité Lib à Chambéry en 2016.

Depuis mai 2008, un service d’autopartage est disponible sur le territoire de la communauté d’agglomération. D’abord connu sous le nom de Car Liberté, il devient Cité Lib en 2011 afin de s’aligner sur le nom utilisé à l’échelle de la région Rhône-Alpes. Depuis 2016, il porte le nom Citiz et est géré par la Société coopérative d’intérêt collectif (SCIC) Citiz Alpes-Loire. Il permet de louer, via internet ou par téléphone, une voiture pour une durée plus ou moins longue. Celles-ci disposent de places de stationnement réservées.
En décembre 2017, le service compte une vingtaine de stations sur le territoire du Grand Chambéry. La plupart sont situées au niveau de Chambéry, mais on en compte également dans d’autres communes, notamment à Barberaz, Bassens, Cognin, La Motte-Servolex, La Ravoire et sur le territoire de l’ancienne communauté de communes du Cœur des Bauges, au Châtelard.

### SNCF: trains
Trois lignes (les lignes A, C et 4) du réseau desservent la gare de Chambéry - Challes-les-Eaux. Depuis celle-ci, il est possible de prendre des cars ou des trains TER vers différentes destinations régionales (Aime, Aix-les-Bains, Albertville, Ambérieu-en-Bugey, Annecy, Annemasse, Bourg-Saint-Maurice, Culoz, Évian-les-Bains, Grenoble, Landry, Lyon, Modane, Montmélian, Moûtiers, Saint-André-le-Gaz, Saint-Gervais-les-Bains, Thonon-les-Bains et Valence) mais aussi nationales — Le Havre, Lille (Gares de Lille-Europe et de Lille-Flandres), Marseille, Nantes, Paris, Rennes et Strasbourg — et internationales, grâce aux TGV assurant des liaisons vers Amsterdam, Bruxelles, Genève, Milan et Turin.

## Exploitation

### État de parc

#### Période Transdev (jusqu'au31 décembre 2018)

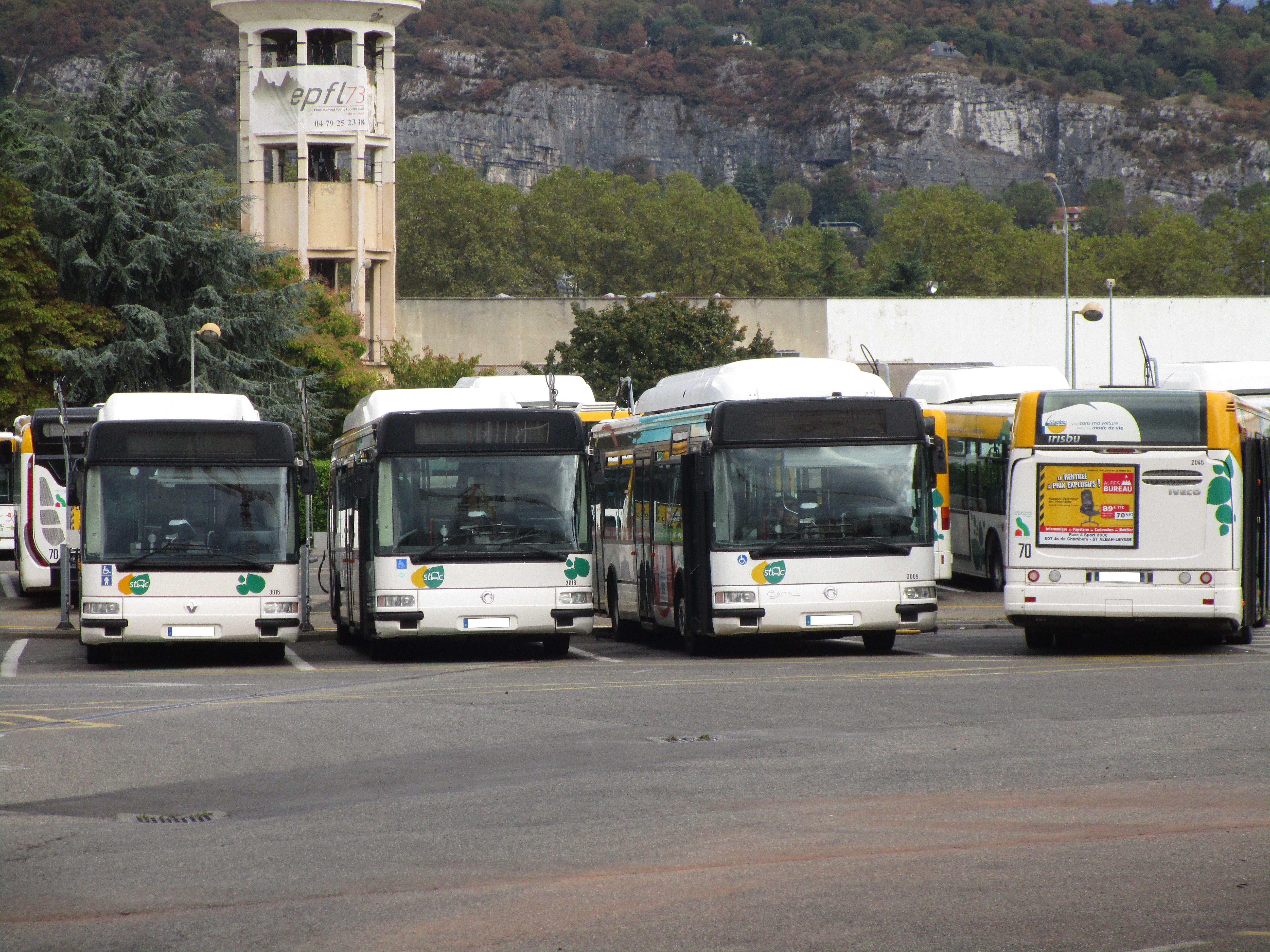
Plusieurs bus du Stac, dont trois circulant au GNV, au dépôt en septembre 2016.

En 2015, le Stac exploitait 145 véhicules, dont 90 bus appartenant à la communauté d’agglomération Chambéry métropole, auquel s’ajoutaient 55 véhicules affrétés (32 bus et 23 cars) auprès de deux filiales du groupe Transdev : Transavoie (Transdev Savoie) et Frossard (Transdev Rhône-Alpes Interurbain).
Au 15 mars 2017, la communauté d’agglomération Chambéry Métropole - Cœur des Bauges met 107 véhicules (88 bus,, 1 agence itinérante et 18 voitures) à disposition de la société Transdev Chambéry pour assurer l’exploitation du réseau. La société affrète également des bus et des cars auprès de deux filiales du groupe Transdev : Transavoie (Transdev Savoie) et Transdev Rhône-Alpes Interurbain. Certains services scolaires sont également sous-traités à deux transporteurs privés : Alpes-Découverte et Francony.

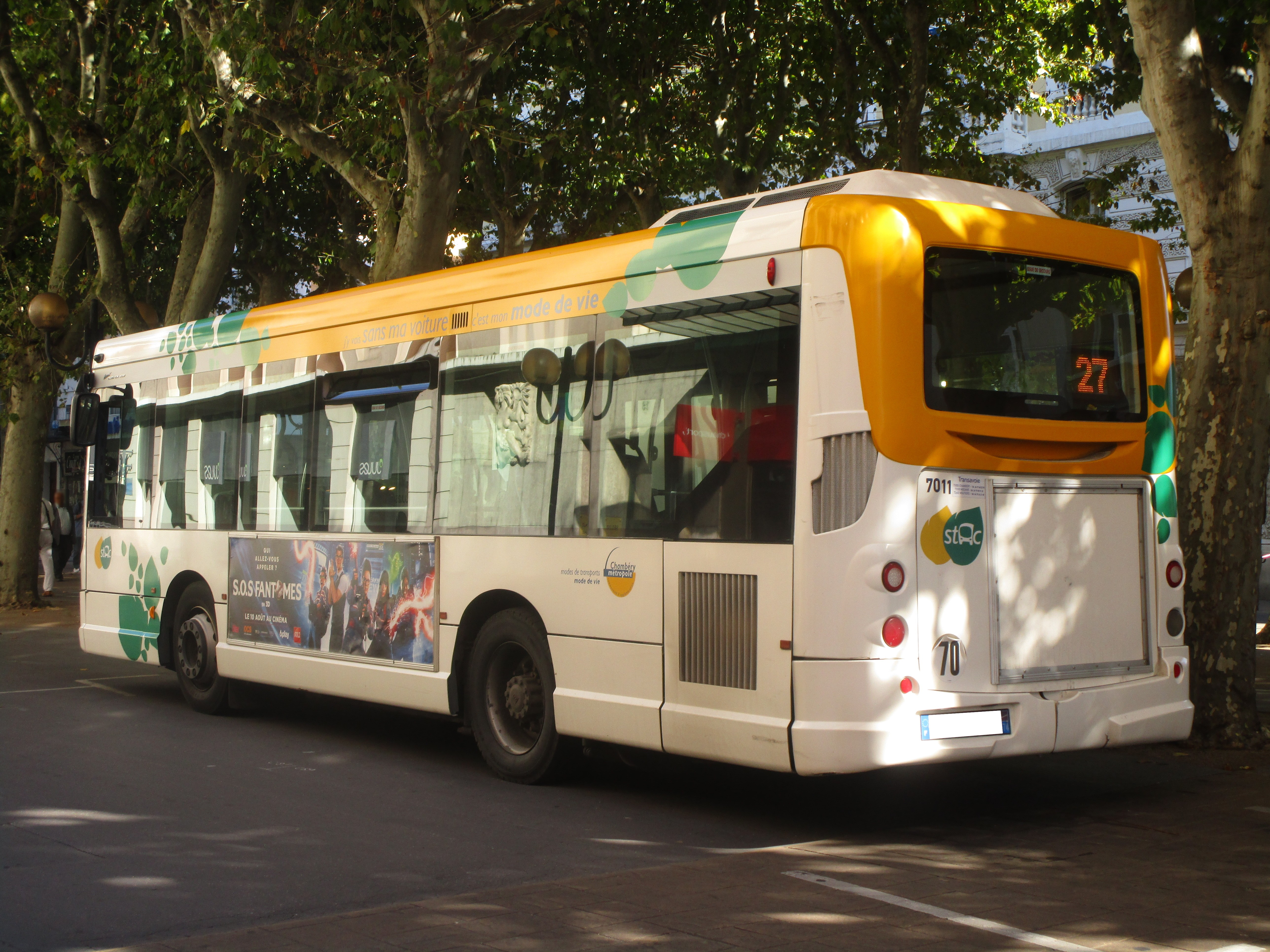
Un bus affrété, reconnaissable par son numéro de parc (no 7011) et par la présence d’une étiquette avec le nom de la société (Transavoie) au-dessus du logo Stac.

Pendant plusieurs années, les bus affrétés se distinguaient par leurs livrées, différentes de celles des bus de l’agglomération. Depuis quelques années, ils arborent la même livrée que les bus prêtés à Transdev Chambéry, mais disposent de leurs propres numéros de parc, composés de 4 chiffres et commençant par 6 (pour les véhicules de Transdev Rhône-Alpes Interurbain) ou 7 (pour les véhicules de Transavoie), tandis que les bus de la communauté d’agglomération ont un numéro de parc qui, bien que composé également de 4 chiffres, commence par 1, 2, 3 ou 4 selon le type de véhicule.
Par le passé, le Stac a également été précurseur dans l’essai de nouveaux moyens de propulsion pour ses véhicules :
- En mars 1995, il met en service 4 bus circulant à l’aquazole[L 1], un mélange composé à 85 % de gazole et 15 % d’eau[52], en collaboration avec la société Elf Aquitaine qui développe ce nouveau carburant et le teste en conditions réelles sur la flotte du Stac[53]. En 1998, le DUCC fait adapter 30 véhicules de plus et, l’année suivante, 90 % des bus standards[54] (soit 43 véhicules) utilisent ce carburant.
- En mai 1995, trois minibus électriques sont commandés pour la navette du centre-ville, baptisée Citel[L 2]. Mis en service fin novembre 1996, ils sont, à l’époque, les premiers minibus électriques en exploitation en France[54],[L 2]. Aucun autre véhicule électrique n’a circulé sur le réseau et ces minibus ont été réformés en 2006, lorsque la navette Citel a été supprimée.
- Après un projet de test en 1996/1997[6], le réseau se dote de ses premiers véhicules au gaz en 1998[CM 3], des Renault Agora S GNV. En 2004, il reçoit le premier Agora S GNV à moteur Iveco[T 3], puis commande des Mercedes-Benz Citaro GNV en 2005[T 4]. Au maximum, jusqu’à 21 bus au gaz naturel, uniquement des standards (12 mètres) ont circulé sur le réseau[T 5]. En novembre 2017, il reste 15 véhicules dotés d’une motorisation au GNV dans le parc[T 5],[51], mais la communauté d’agglomération a annoncé son souhait de les réformer lors du prochain renouvellement de la flotte[DL 21].

Depuis 2014, dans le cadre d’une réflexion sur la transition énergétique du parc, le réseau essaye régulièrement des véhicules hybrides. Ainsi, trois bus standards disposant de cette motorisation ont été testés sur le réseau : un Irisbus Citelis 12 Hybrid et un MAN Lion's City Hybrid en 2014, puis un Iveco Urbanway 12 Hybrid à deux reprises en 2017. Un bus articulé hybride répondant à la norme Euro 6 aurait dû intégrer la flotte du Stac en 2016. Toutefois, ce véhicule n’a finalement pas été acquis ou livré.

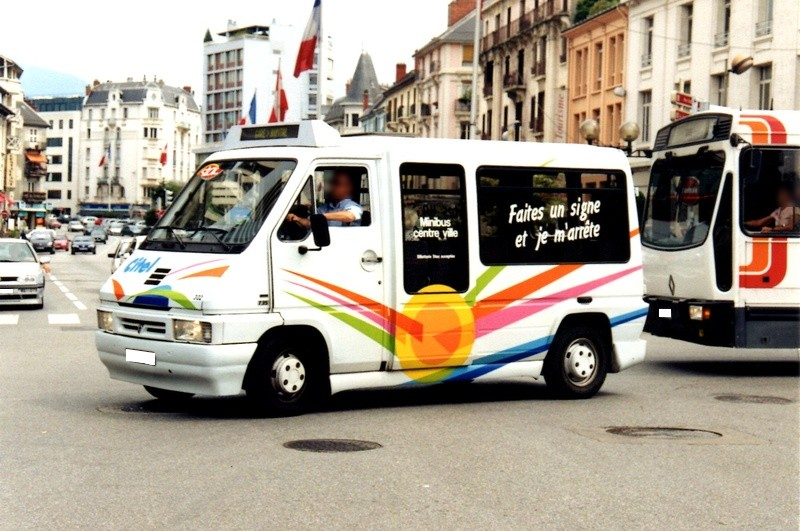
Un des minibus électriques (1996).
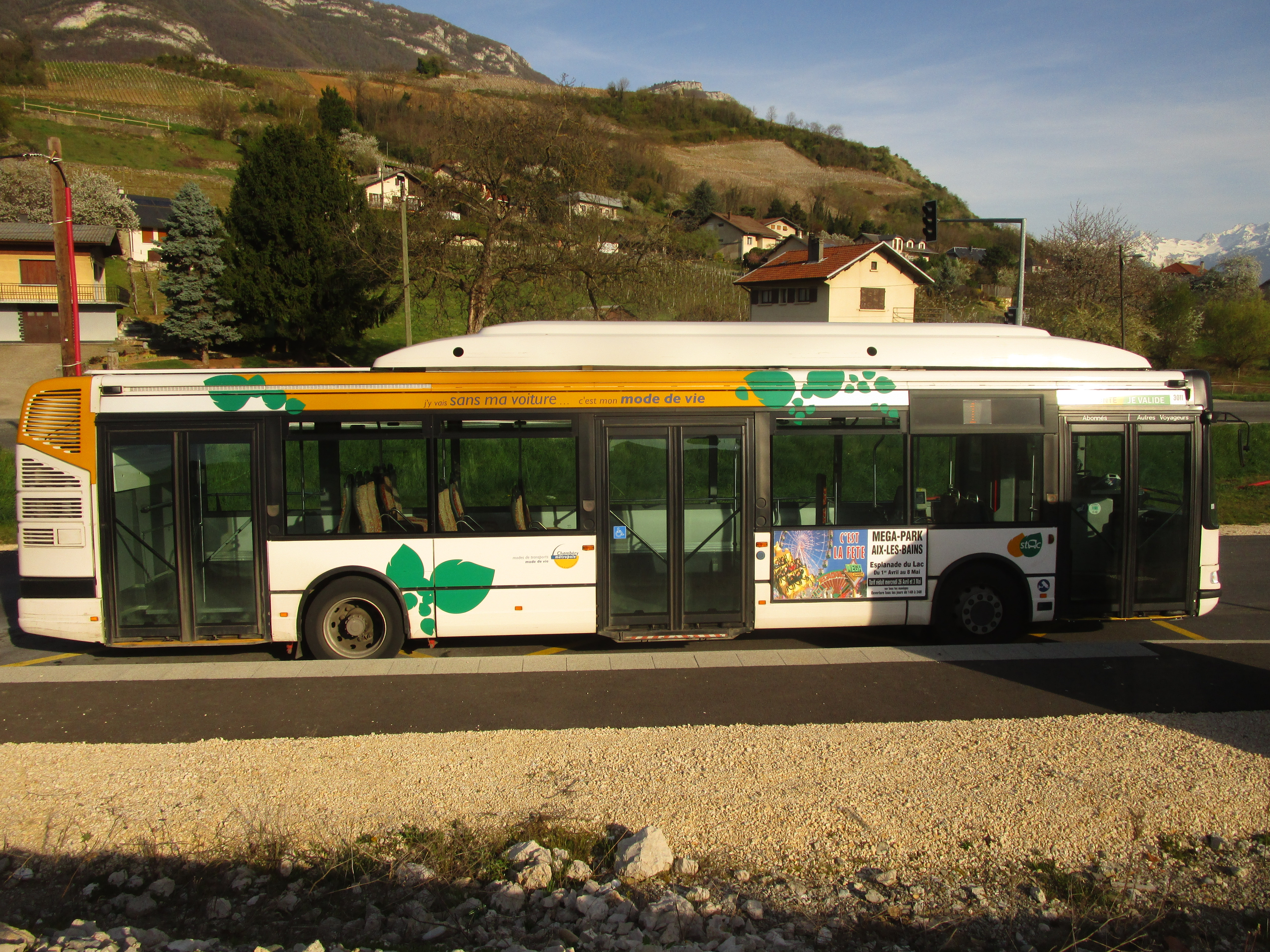
Un des bus circulant au GNV (1998).
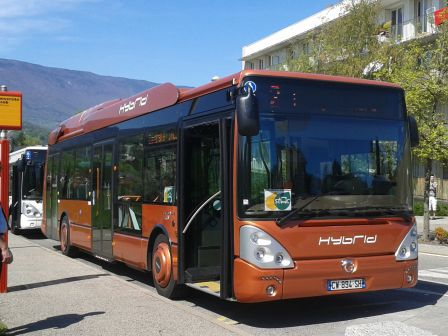
L’Irisbus Citelis 12 Hybrid en essai (2014).
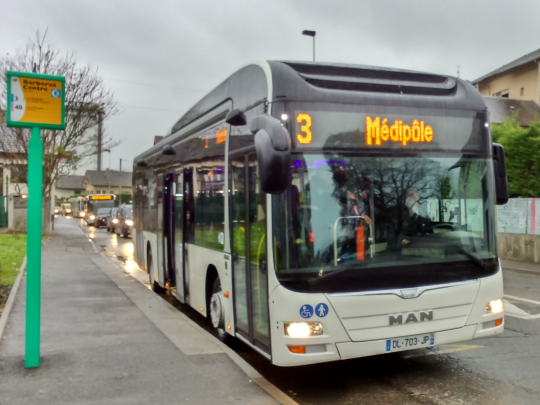
Le MAN Lion’s City Hybrid en essai (2014).
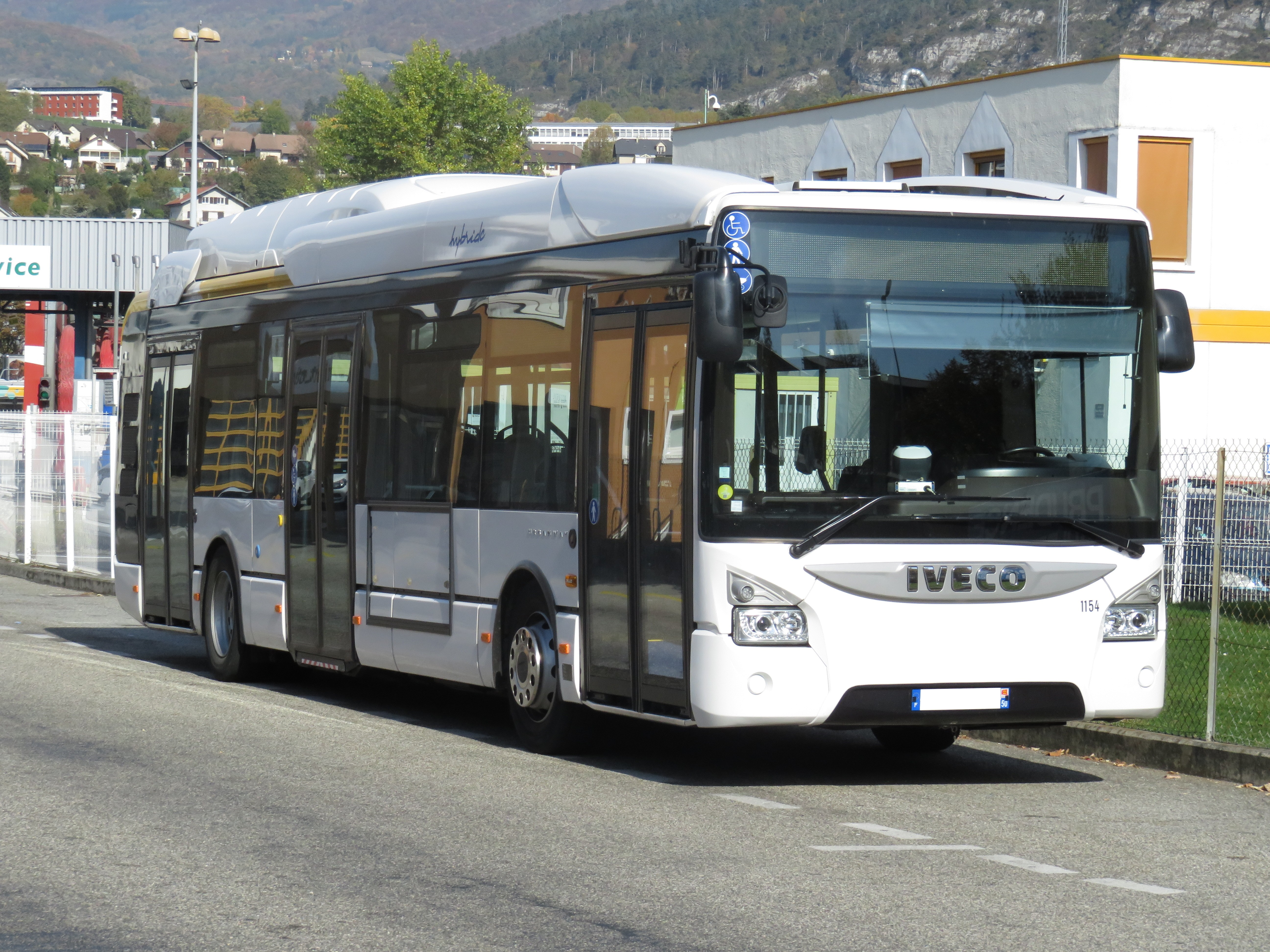
L’Iveco Urbanway 12 Hybrid en essai (2017).

#### Période Keolis (depuis le1erjanvier 2019)

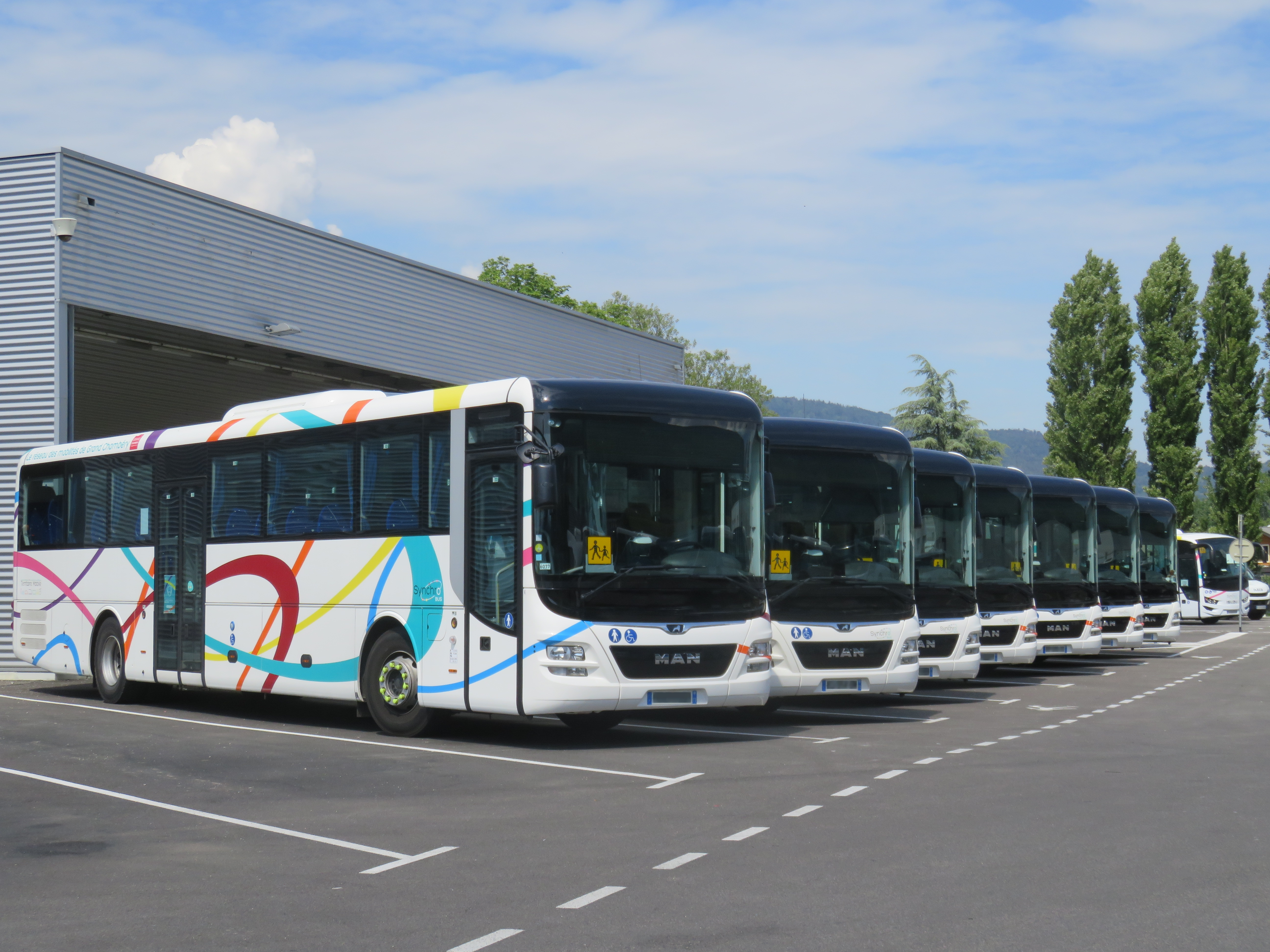
Une partie des véhicules interurbains de Keolis Drôme Ardèche en juin 2020.

Le 1er janvier 2019, le changement de délégataire entraine le changement d'exploitant des véhicules appartenant à Grand Chambéry, désormais exploités par la filiale de Keolis, Keolis Chambéry, nouvellement créée ; en remplacement de Transdev.
La sous-traitance voit l'arrivée d'une filiale de Keolis, Keolis Drôme Ardèche, en remplacement des deux filiales Transdev, Transdev Savoie et TRAI. Les entreprises Alpes Découverte et Francony conservent leurs activités au sein de la sous-traitance.
Dans l'attente de la réception de véhicules neufs, une quarantaine de véhicules (autobus et autocars confondus), provenant de plusieurs autres entreprises du groupe Keolis en France, circulent chez ce nouveau sous-traitant.
Depuis 2019, le parc a très peu évolué. En 2022, Keolis Chambéry exploitait 79 véhicules.
Le 3 août 2022, deux autobus standards de location intègrent le parc. Ils resteront jusqu'en décembre 2022.

### Dépôts

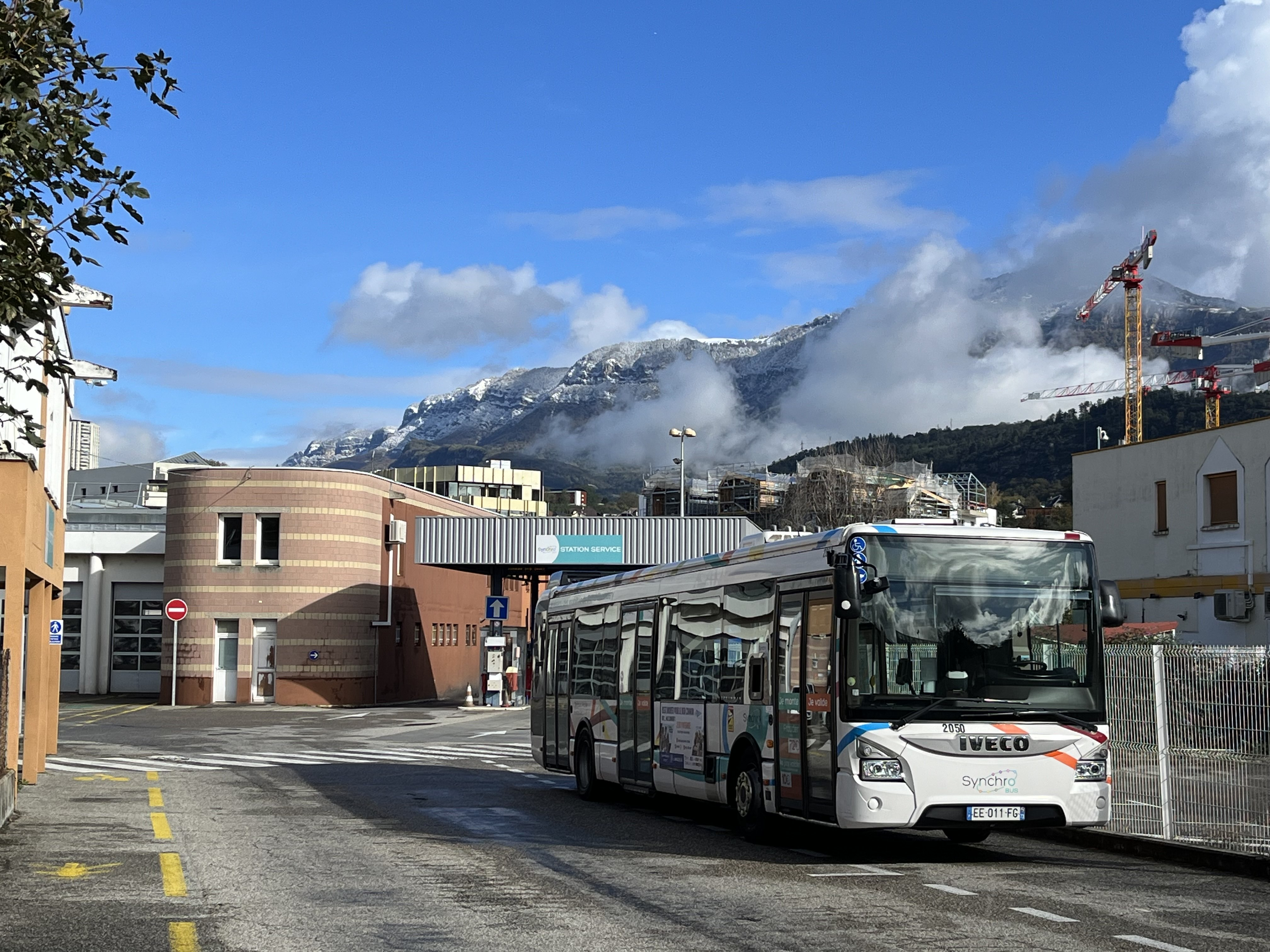
Bus Iveco Urbanway 12m gazole stationné au dépôt de Synchro Bus.

Synchro Bus dispose de deux dépôts, mis à disposition de Keolis Chambéry par la communauté d’agglomération du Grand Chambéry.
Le plus important, qui sert également de centre d’exploitation, se trouve au 18 avenue des Chevaliers Tireurs, à Chambéry (45° 34′ 35″ N, 5° 54′ 33″ E). Il est desservi par les bus de la ligne 1 au niveau de l’arrêt Chevaliers Tireurs, situé devant le centre. Construit spécialement pour les véhicules Stac, il est inauguré en 1983 et dispose d’un atelier technique pour l’entretien et la réparation des véhicules, d’une station de lavage, d’une station service et de bornes de recharge GNV. Depuis le début de l’année 2017, la communauté d’agglomération envisage de déplacer le dépôt vers un nouveau site.
Un second dépôt, dit Dépôt de la Digue, est situé dans la Zone d’activités de la Digue, au 23 rue de la Digue, à Cognin (45° 34′ 11″ N, 5° 53′ 58″ E). Aucune ligne du réseau ne passe devant, mais l’arrêt Hyères de la ligne C se situe à environ 700 mètres au nord et les arrêts Lycée Agricole et Centre Cognin de la ligne D sont à environ un kilomètre au sud et à l’est du dépôt. Il est acheté par le SIAC en 1993 et utilisé pour les véhicules Stac. Dans la DSP signé en 2012, il est indiqué que l’optimisation du parc — la diminution du nombre de véhicules en augmentant le nombre de kilomètres assurés par chaque bus — doit permettre de ne plus utiliser ce dépôt pour les bus du réseau. Il reste toutefois utilisé par les véhicules du service Citalis, la signalétique et par les bus Stac en réserve. Il dispose d’un atelier technique et d’une station service.

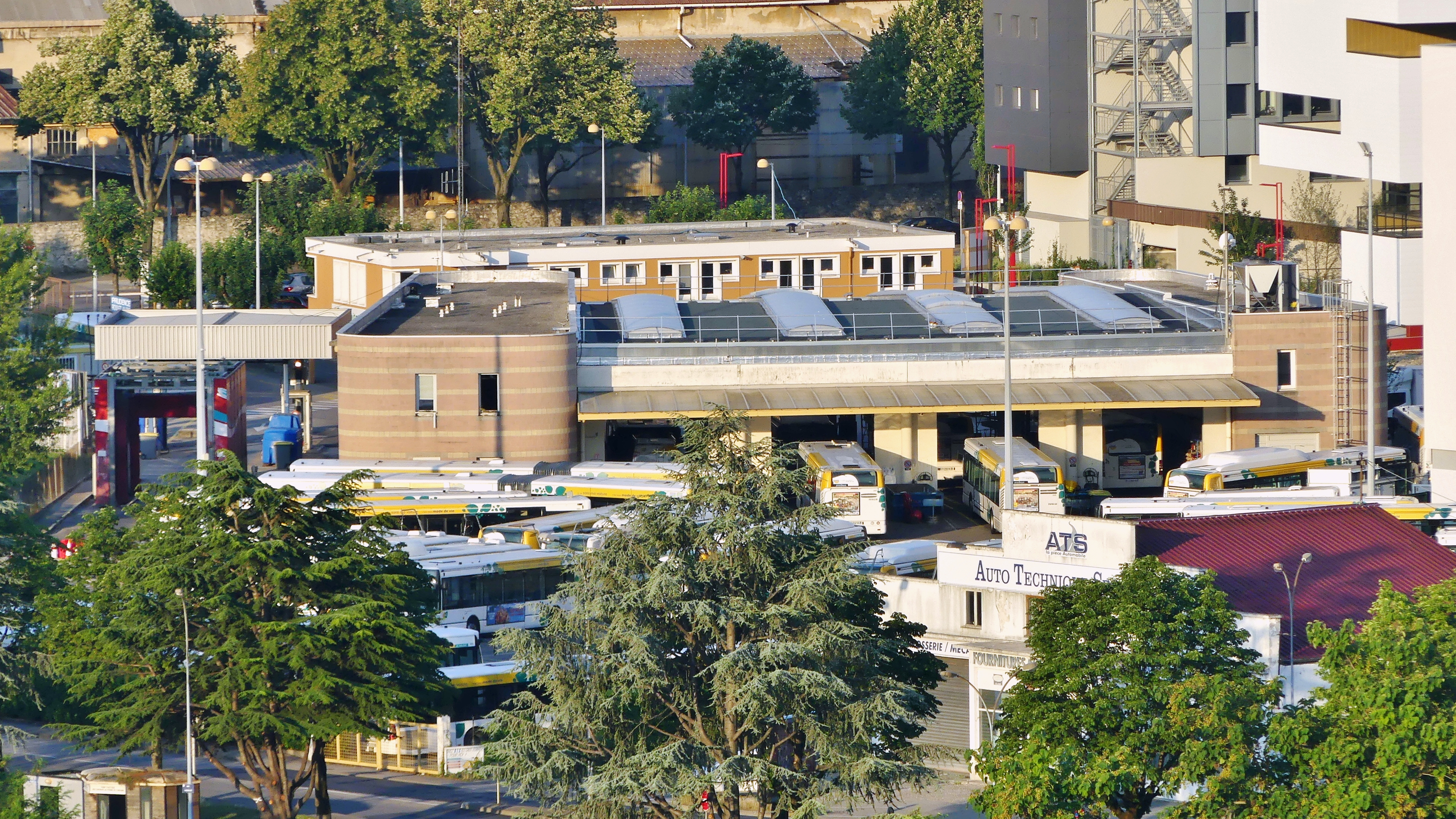
Le centre d’exploitation de Chambéry en juin 2017.
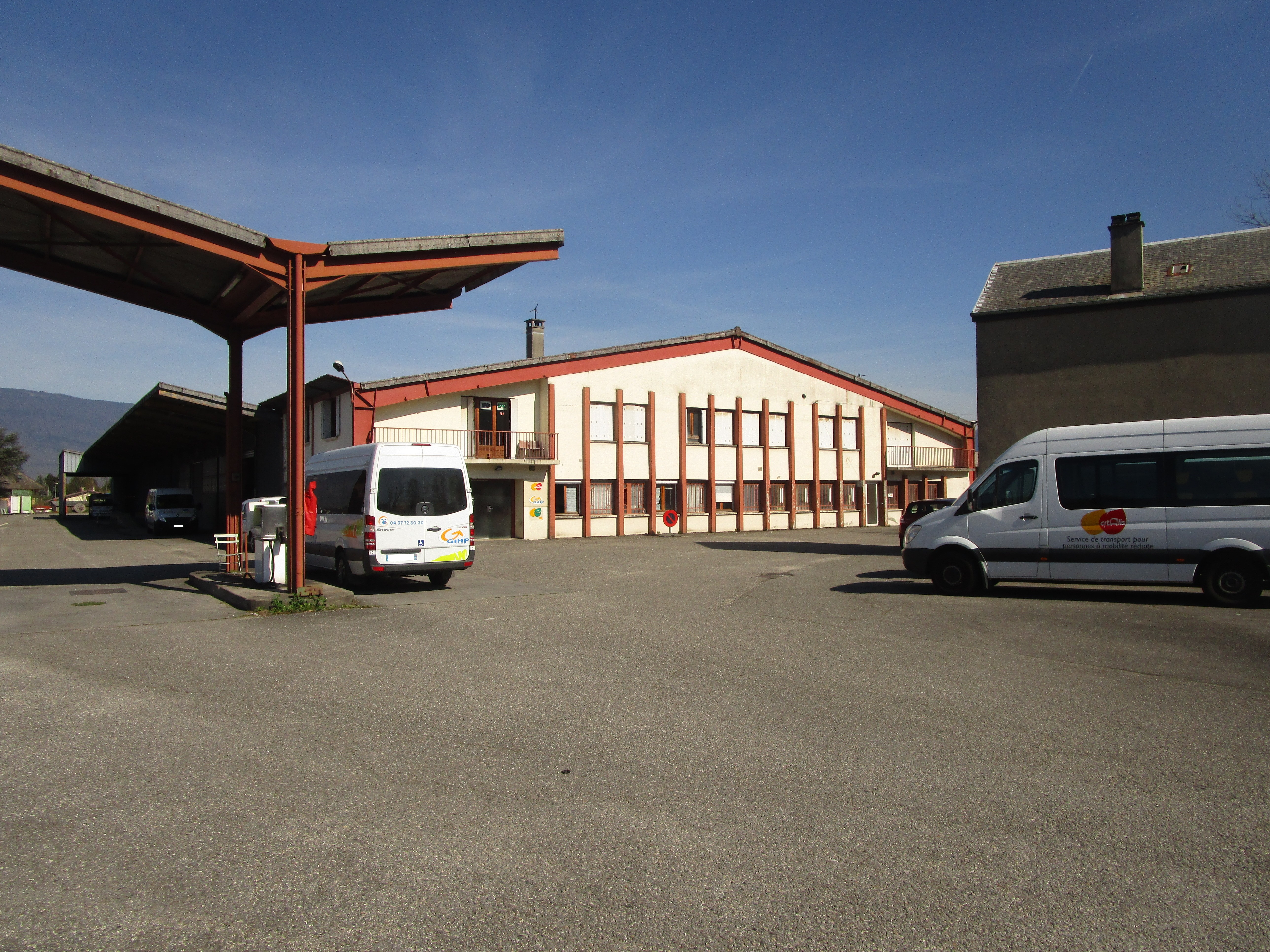
Le Dépôt de la Digue à Cognin en mars 2017.

Les véhicules affrétés sont stationnés dans les dépôts respectifs des compagnies concernées :
- pour Francony (services scolaires uniquement) : dans l’avenue Denis Therme, au Châtelard (45° 41′ 14″ N, 6° 08′ 05″ E). C’est le seul dépôt ne disposant d’aucune ligne régulière du réseau à proximité[Off 7] : la commune du Châtelard ayant récemment intégré à l’intercommunalité[Notes 10], elle n’est pas desservie par le réseau à l’exception de services scolaires. Il dispose d’un atelier technique pour l’entretien et la réparation des véhicules et d’une station service.

### Accidents

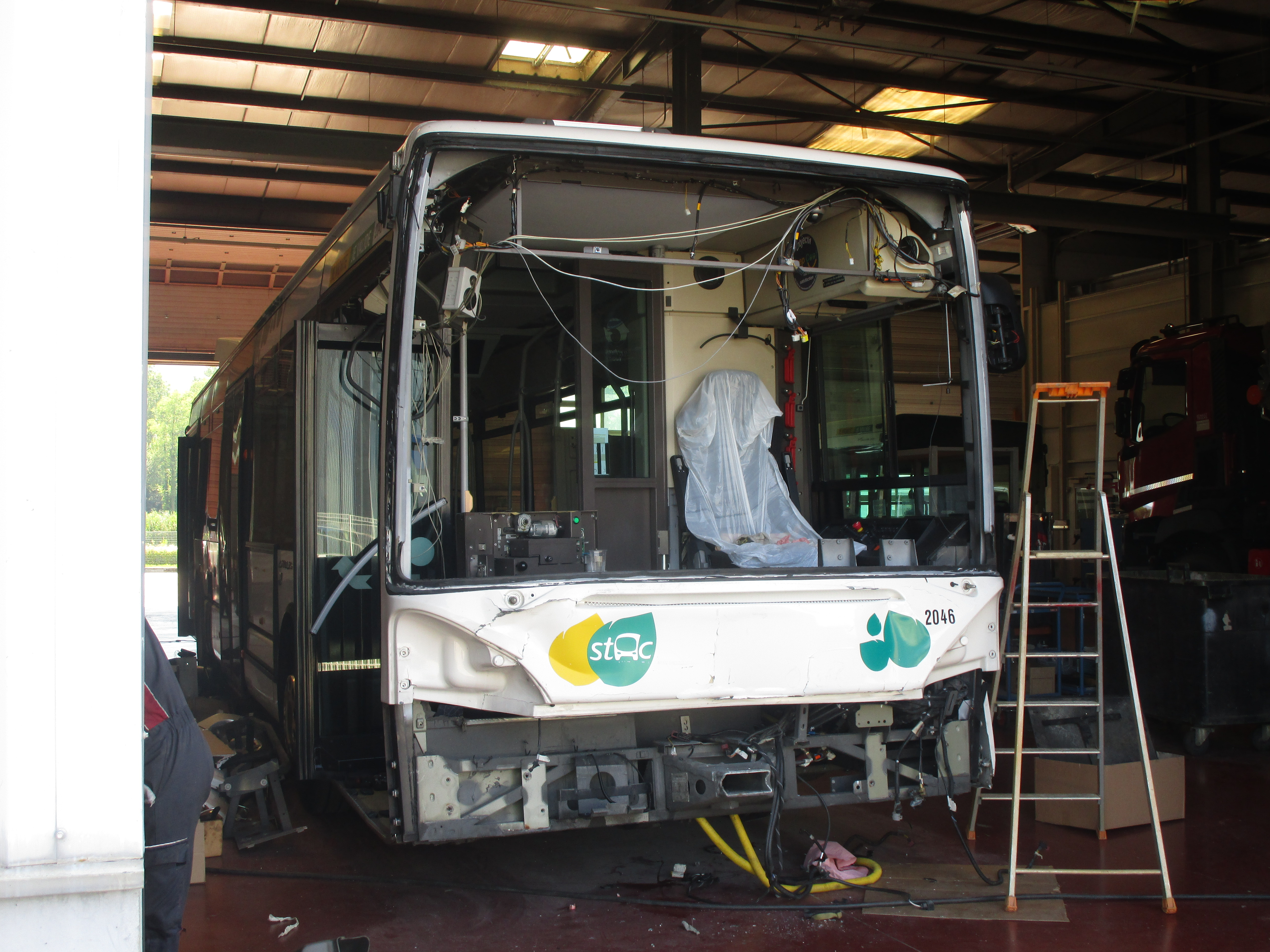
L’Irisbus Citelis 12 no 2046, accidenté à Challes-les-Eaux en 6 2017.

Les accidents sur le réseau sont assez rares. L’un des plus impressionnants survient sur la ligne 1 le 26 décembre 2012, lorsqu’un chauffeur de 54 ans (ou 56 selon les sources) fait un malaise vagal au volant de son véhicule, le Mercedes-Benz Citaro C1 no 2013, peu après avoir quitté l’arrêt Lémenc (situé au sommet du Faubourg Reclus) en direction du centre-ville de Chambéry. Le bus continue sa route sur environ 150 mètres et traverse la chaussée, broyant deux voitures stationnées, et en heurtant d’autres avant de finir sa course dans l’un des murs entourant le monument des Pénitents Noirs. L’une des voitures heurtée percute le Setra S 315 NF no 7103,, arrivant en sens inverse sur la ligne 1, qui se met en travers de la route. Toutefois, cet accident très spectaculaire ne fait aucun blessé et les deux bus sont réparés puis remis en service quelques semaines plus tard, tandis que le chauffeur est mis en arrêt de travail pour trois jours.
Trois autres accidents impliquant des véhicules du réseau ont fait respectivement un, deux et cinq blessés. Le premier a lieu le 27 avril 2011, lorsque l’Irisbus Citelis 12 no 2031, arrivant du Faubourg Reclus et se dirigeant vers le Boulevard de la Colonne, heurte une Citroën C3 sur la place du Centenaire, blessant légèrement la conductrice de la voiture. Un second a lieu dans l’Avenue du Repos le matin du 11 juin 2015, lorsqu’un bus du Stac quittant le dépôt heurte une voiture roulant à vive allure. Cet accident, plus important que le précédent, blesse légèrement la conductrice du bus et gravement celui de la voiture, qui doit être désincarcéré de son véhicule,. Le troisième, qui est également le plus récent, a lieu le 16 octobre 2017, lorsque l’Irisbus Citelis 12 no 2034 circulant sur la ligne Chrono C vers La Motte-Servolex est heurté par un poids lourd au carrefour de la Biche, à La Ravoire,. Les deux chauffeurs et trois passagers sont légèrement blessés, et évacués vers l’hôpital de Chambéry,. Un quatrième accident, sans gravité, a lieu le 12 septembre 2016 au matin, lorsqu’un bus circulant sur la Place Caffe, à Chambéry, heurte légèrement une femme et la poussette contenant son enfant. Ils sont tous deux transportés à l’hôpital de Chambéry, ainsi que le chauffeur.
Les bus sont souvent la cible de projectiles,, qui sont le plus souvent des pierres. Le dernier en date se déroule 19 avril 2017 devant la mairie annexe de Bissy,. L’Irisbus Citelis 12 no 2031, assurant la ligne Chrono C entre La Motte-Servolex et Challes-les-Eaux, est traversé de part en part par un projectile qui n’est pas retrouvé. La CGT annonce, dans un communiqué, qu’il pourrait s’agir d’un tir de carabine. L’incident entraine la déviation de la ligne C pendant une journée.
Les conducteurs et les contrôleurs sont parfois agressés, ce qui mène le plus souvent à l’exercice de leur droit de retrait ou à l’interruption de la ligne concernée. La dernière agression en date a lieu le 26 janvier 2017 au soir, à l’arrêt Ducs, lorsqu’un jeune âgé de 14 ans, (ou 16 selon les sources) refuse de présenter son titre de transport, frappe la conductrice et brise une vitre du bus avant de s’enfuir,,. En réponse à cette agression, aucun bus ne circule sur le réseau jusqu’au lendemain midi,. L’agresseur est arrêté le 1er février 2017 et déféré devant le parquet des mineurs,. Une autre agression, plus insolite, a lieu le 6 décembre 2016, lorsqu’un conducteur est agressé par une personne qui lui envoie du shampooing au visage.
Dans la nuit du 26 au 27 juillet 2012, une ou plusieurs personnes parviennent à s’introduire dans l’enceinte du dépôt principal et brisent 28 vitres sur cinq des 80 véhicules stationnés. Les dégâts ont été estimés à 45 000 €.
Afin de lutter contre les incivilités à bord ou contre les bus du Stac, une convention est signée au printemps 2017 entre le Procureur de la République de Chambéry, Thierry Dran, et le directeur de la compagnie chargée de l’exploitation du réseau (Transdev Chambéry), Ludovic Jourdain. Celle-ci permet la mise en place de numéros d’urgence en cas d’agression destinés à faciliter ainsi les éventuelles comparutions immédiates, formalise l’utilisation des images filmées par les caméras de vidéosurveillance installées dans les bus, autorise l’interdiction d’utiliser le réseau à certains agresseurs et permet la mise à disposition de véhicules du Stac pour être nettoyés dans le cadre de travaux d’intérêts généraux.

### Sécurité
Conformément à la législation en vigueur, l’ensemble du parc est soumis à un contrôle technique, effectué par un centre indépendant et reconnu, valable 6 mois. Au cours de cette visite, tous les éléments de sécurité ainsi que l’arrimage des sièges et la motorisation sont vérifiés.

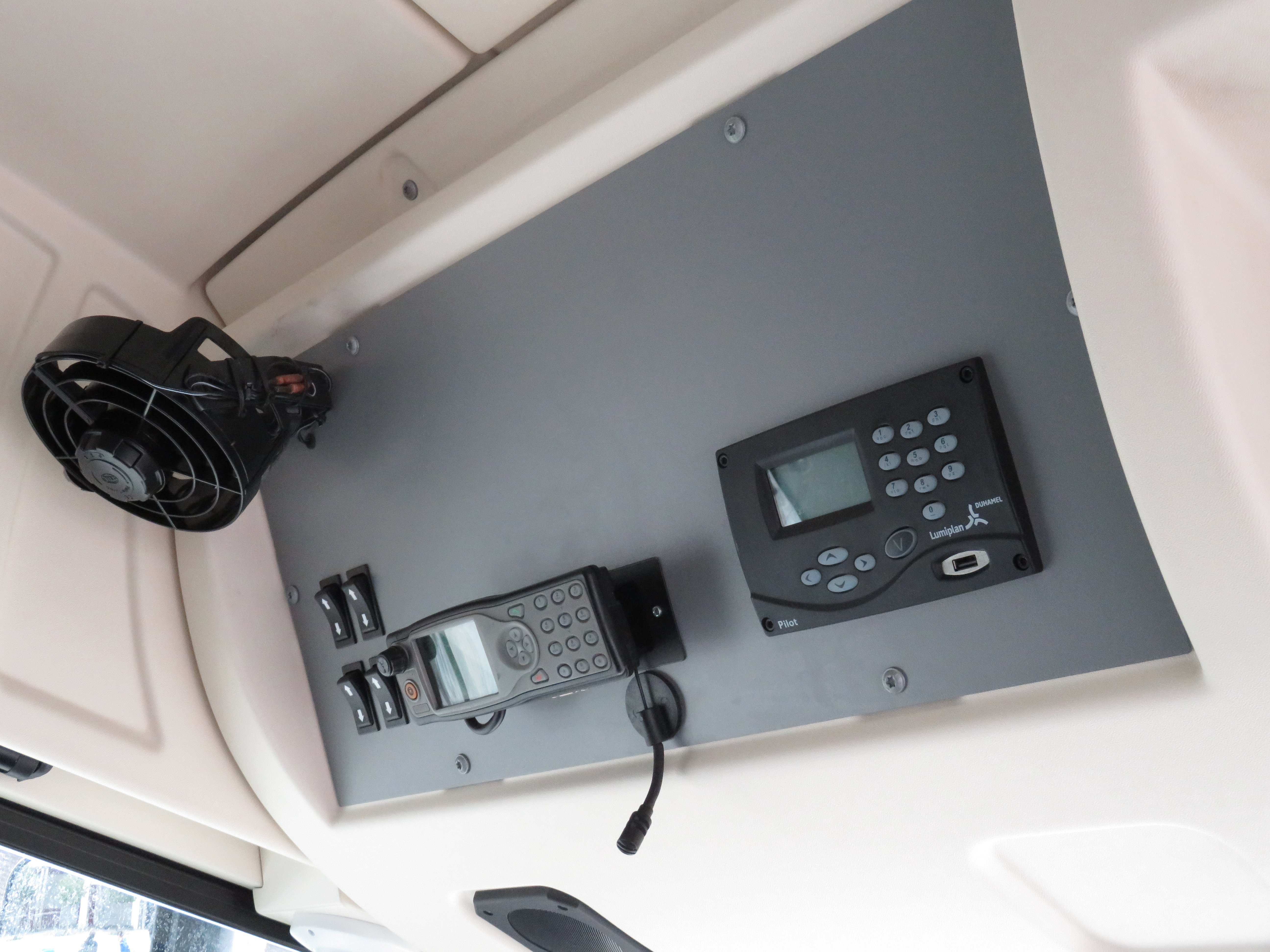
La radio installée à bord des bus.

La position des véhicules est retransmise par GPS, grâce au Système d’Aide à l’Exploitation et à l’Information Voyageurs (SAEIV), au centre d’exploitation où une équipe est chargé de s’assurer de l’absence de problèmes sur le réseau. Les véhicules sont également équipés d’émetteur-récepteur permettant aux conducteurs d’être informés des perturbations sur le réseau et de communiquer avec le centre d’exploitation.

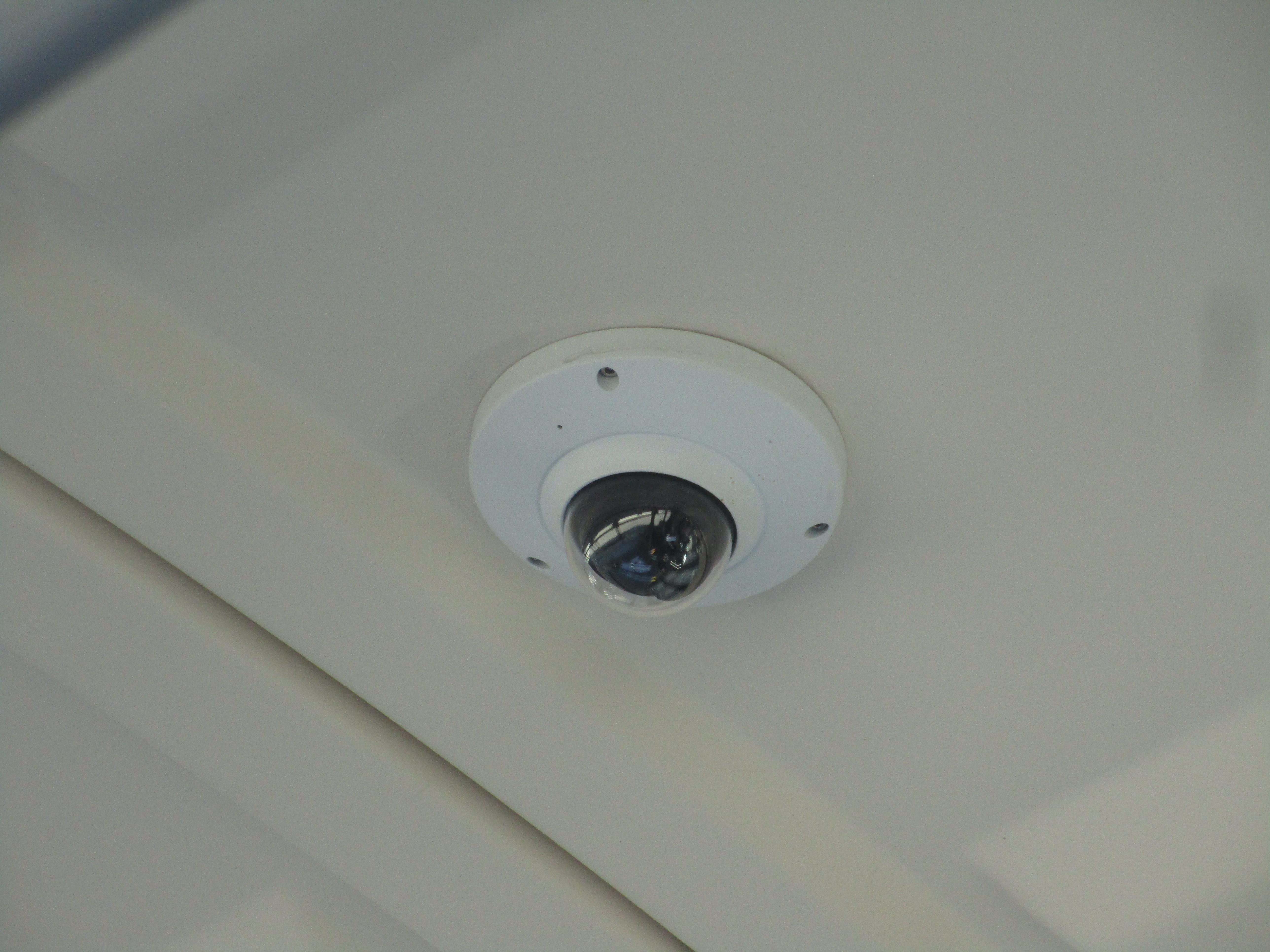
Une caméra de vidéosurveillance.

Les bus sont également équipés, depuis 2002, de caméras de vidéosurveillance. Leur nombre varie selon le type de véhicules (2 dans les minibus et midibus, 3 dans les standards et jusqu’à 4 à bord des articulés), mais leur disposition reste sensiblement la même dans tous : une première caméra, à infrarouge, est située au-dessus du poste de conduite et permet de surveiller la porte avant. Une seconde est installée sous (ou devant) le bandeau lumineux pour l’information aux voyageurs, et une troisième est installée au-niveau de la porte centrale. Dans les bus articulés, une quatrième caméra est présente dans la partie arrière du véhicule. Cette configuration permet de couvrir l’ensemble du bus et de pouvoir vérifier toutes les portes.
Les portes sont dotées de nombreuses sécurités. En effet, chacune d’elles est dotée de bords sensibles, capable de remarquer la présence d’un corps étranger entre les battants et d’entraîner un phénomène de réversion, c’est-à-dire la réouverture des portes. Selon le type de véhicules, deux systèmes existent pour vérifier la présence d’un individu trop près des portes au moment de leur ouverture/fermeture : soit un détecteur, installé au-dessus de la porte, capable de déceler une présence par infrarouge, ou une marche sensible, apposée au sol, qui calcule le poids appuyant dessus. En cas d’anomalie, le système enclenche la réouverture des portes. Des capteurs sont également installés afin de vérifier la bonne fermeture des portes arrière : si l’une d’elles est mal fermée, le véhicule ne peut pas démarrer. L’ouverture de la porte avant n’empêche pas de faire partir le bus, mais elle est programmée pour se fermer automatiquement après 5 secondes. Enfin, en cas de problème empêchant l’ouverture des battants depuis l’intérieur, deux mécanismes, l’un à l’extérieur et l’autre à l’intérieur, sont installés à proximité de chaque porte et permettent de déclencher la décompression, c’est-à-dire le fait de vider les réserves d’air comprimé, rendant ainsi les battants inertes.
Tous les bus sont équipés de marteaux brise-vitre situés le plus souvent derrière le conducteur ou, dans certains véhicules, au niveau des baies latérales. Conformément à la législation en vigueur, au moins cinq vitres latérales et le pare-brise arrière des véhicules, signalés par la mention « Issue de secours », peuvent être brisés afin d’évacuer le bus en cas d’urgence (incendie, accident,...).

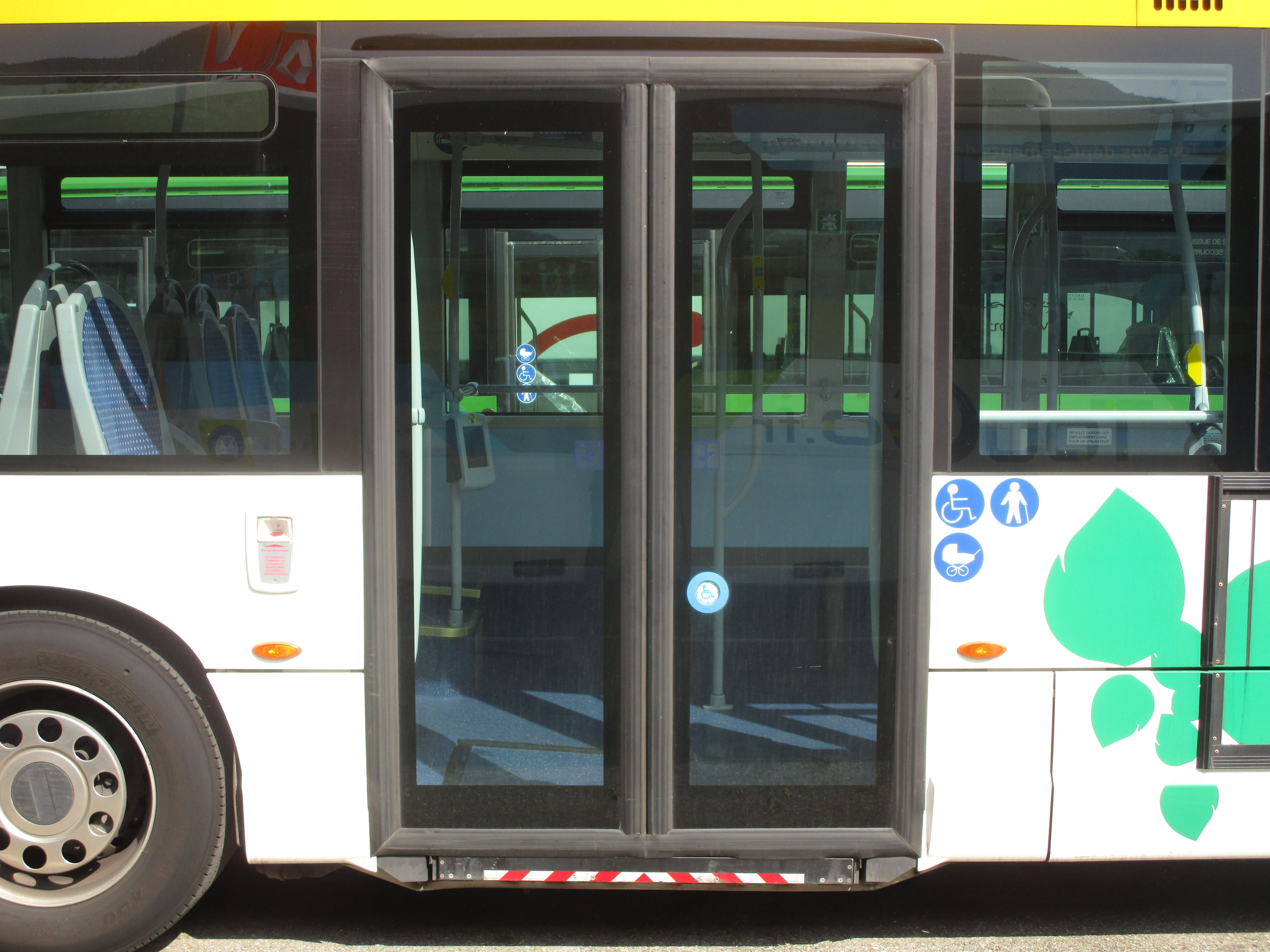
Des portes dotées de bords sensibles.
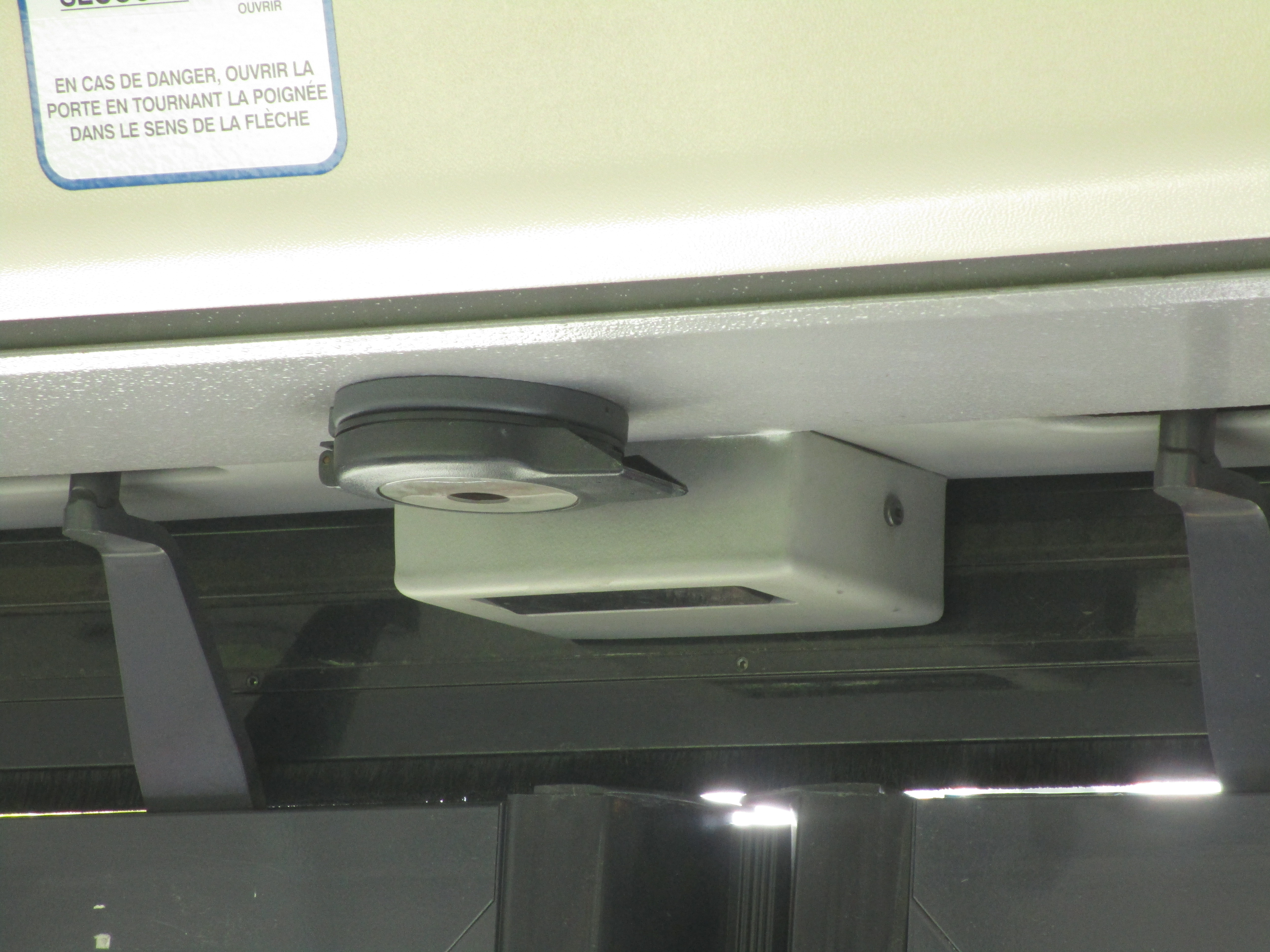
Une cellule détectrice (à l’arrière) et l’ouverture de secours des portes.
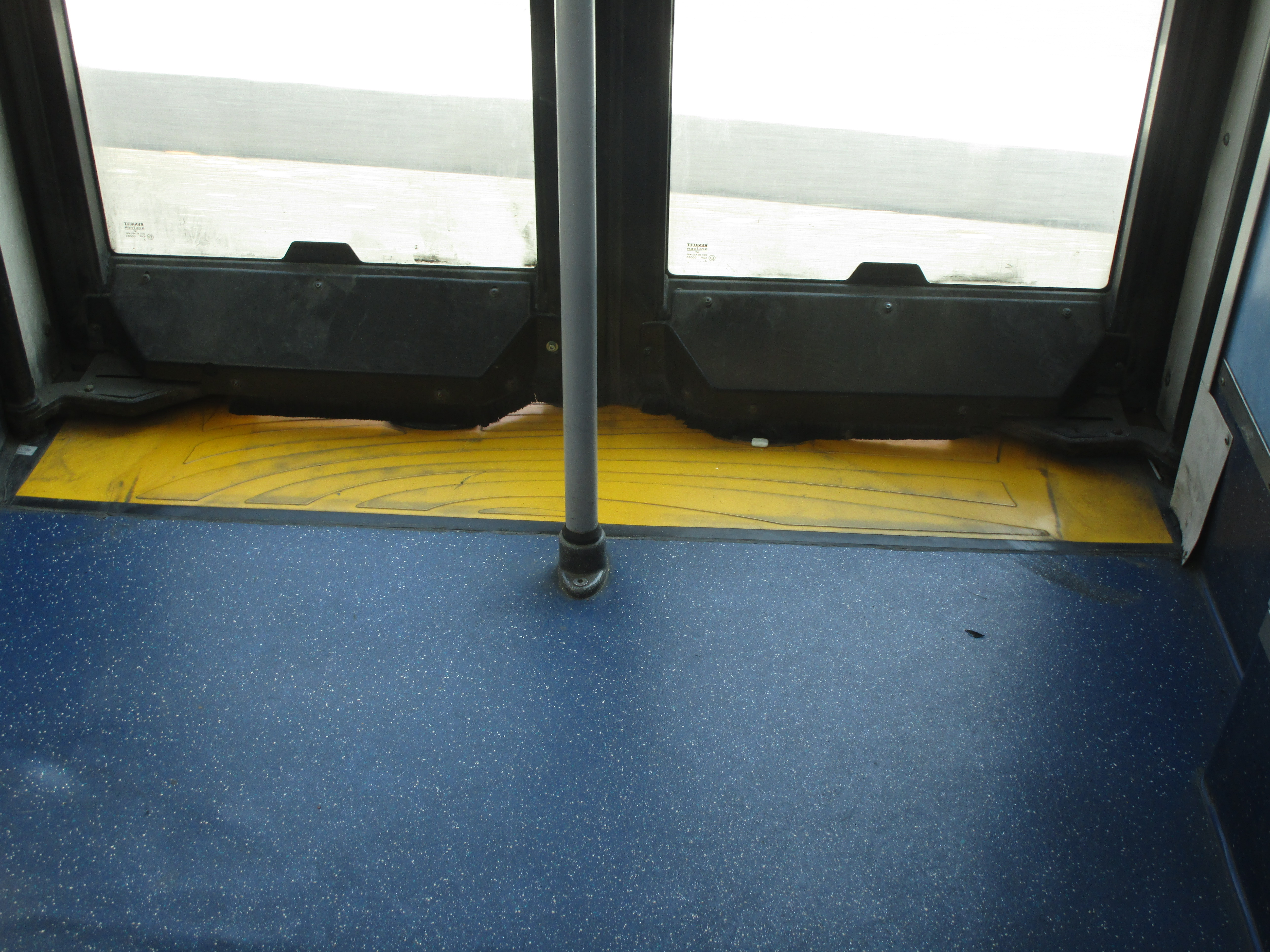
Une marche sensible.
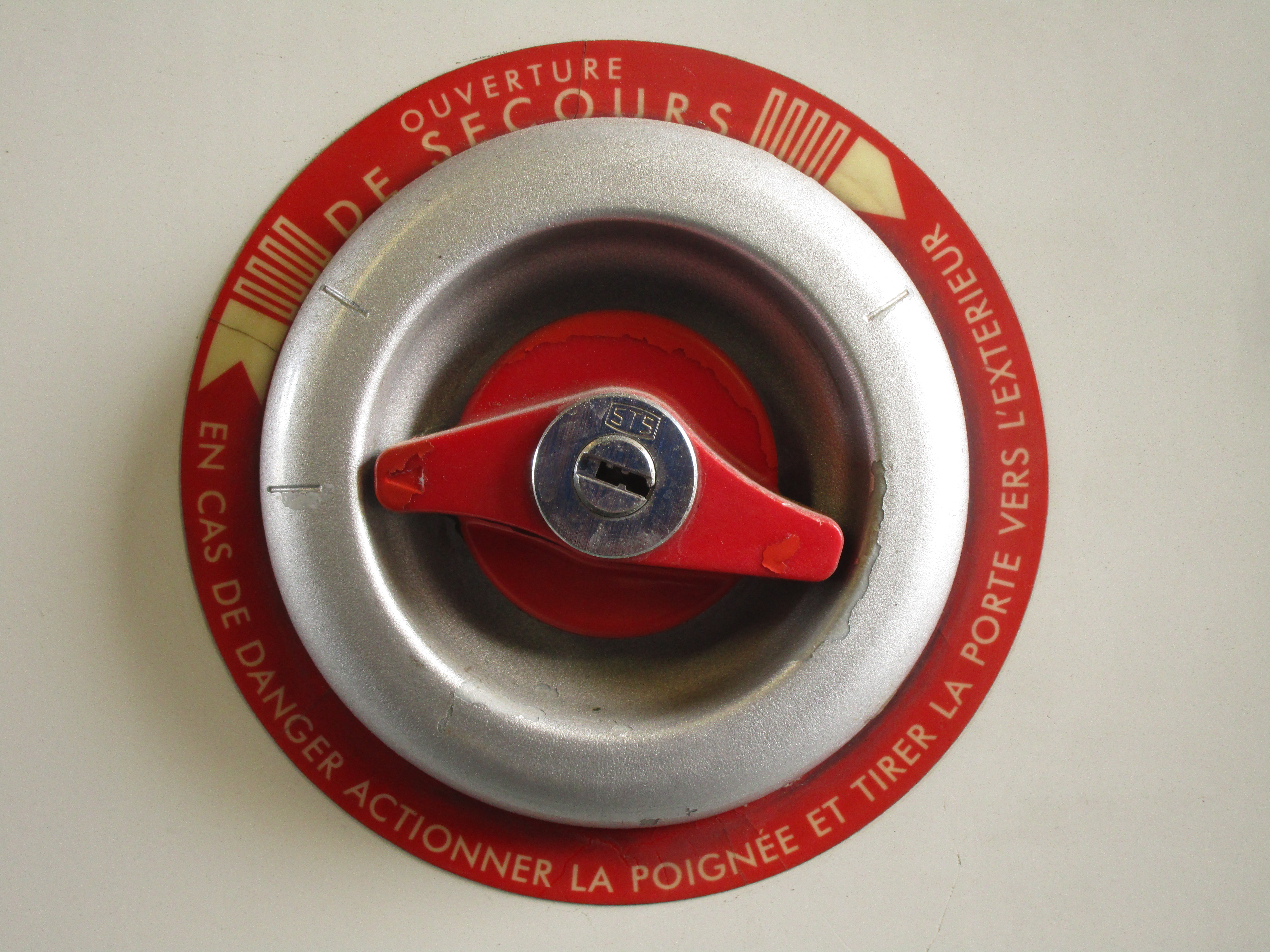
Le système d’ouverture de secours des portes (extérieur).
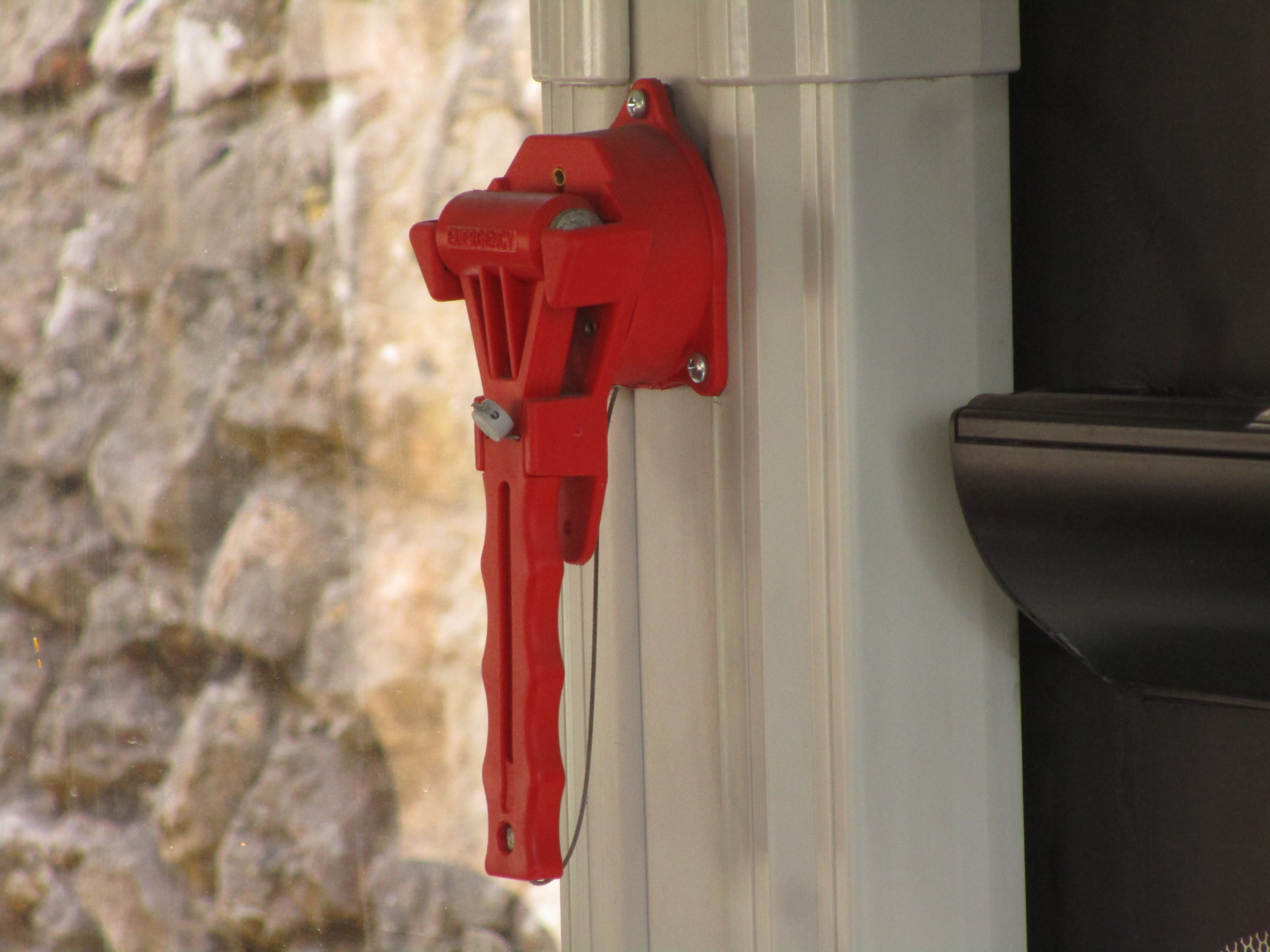
Un marteau brise-vitre.

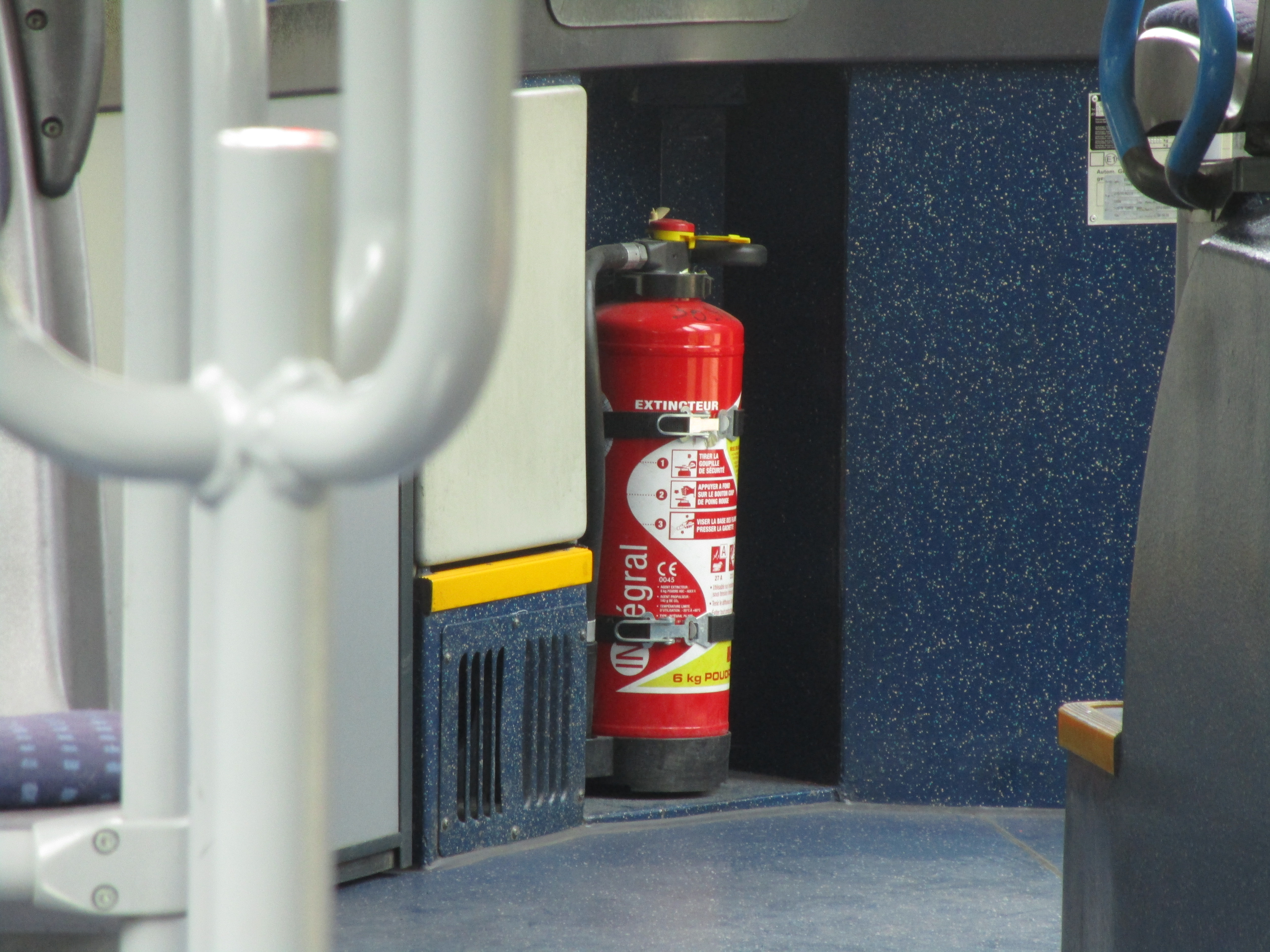
Un extincteur.

Ils sont également dotés de moyens de lutte contre l’incendie, notamment un extincteur, qui est situé au niveau de la porte avant.
Les portillons sont dotés d’une alarme, qui sonne si celui-ci n’est pas ou mal fermé.
Enfin, en raison de la région considérée comme montagneuse, les bus doivent être équipés d’un double ralentisseur. En revanche, étant donné que les véhicules ne circulent que sur un réseau urbain, ils n’ont pas à être équipés d’un chronotachygraphe.

### Personnel d'exploitation
À sa création en 1979, le Stac est doté de 52 agents chargés d’assurer son exploitation. 10 ans plus tard, en 1989, plus de 100 personnes  sont affectés au fonctionnement du réseau.
En 2014, Transdev Chambéry emploie 261 personnes, dont 183 conducteurs-receveurs. La majorité du personnel (90 %) est alors embauché dans le cadre de CDI, et 5 personnes sont mises à disposition de la filiale chambérienne par le groupe Transdev.
En 2016, le Stac compte 270 salariés dont 185 conducteurs-receveurs,.
En 2025, Transdev Grand Chambery emploie 280 salariés dont 200 conducteurs-receveurs.

### Information aux voyageurs
Le réseau est doté, depuis 2009, d’un Système d’aide à l’exploitation et d’information aux voyageurs (SAEIV), qui permet d’assurer le suivi en temps réel des bus, mais aussi de coordonner l’information aux voyageurs sur les différents supports.
À bord des bus

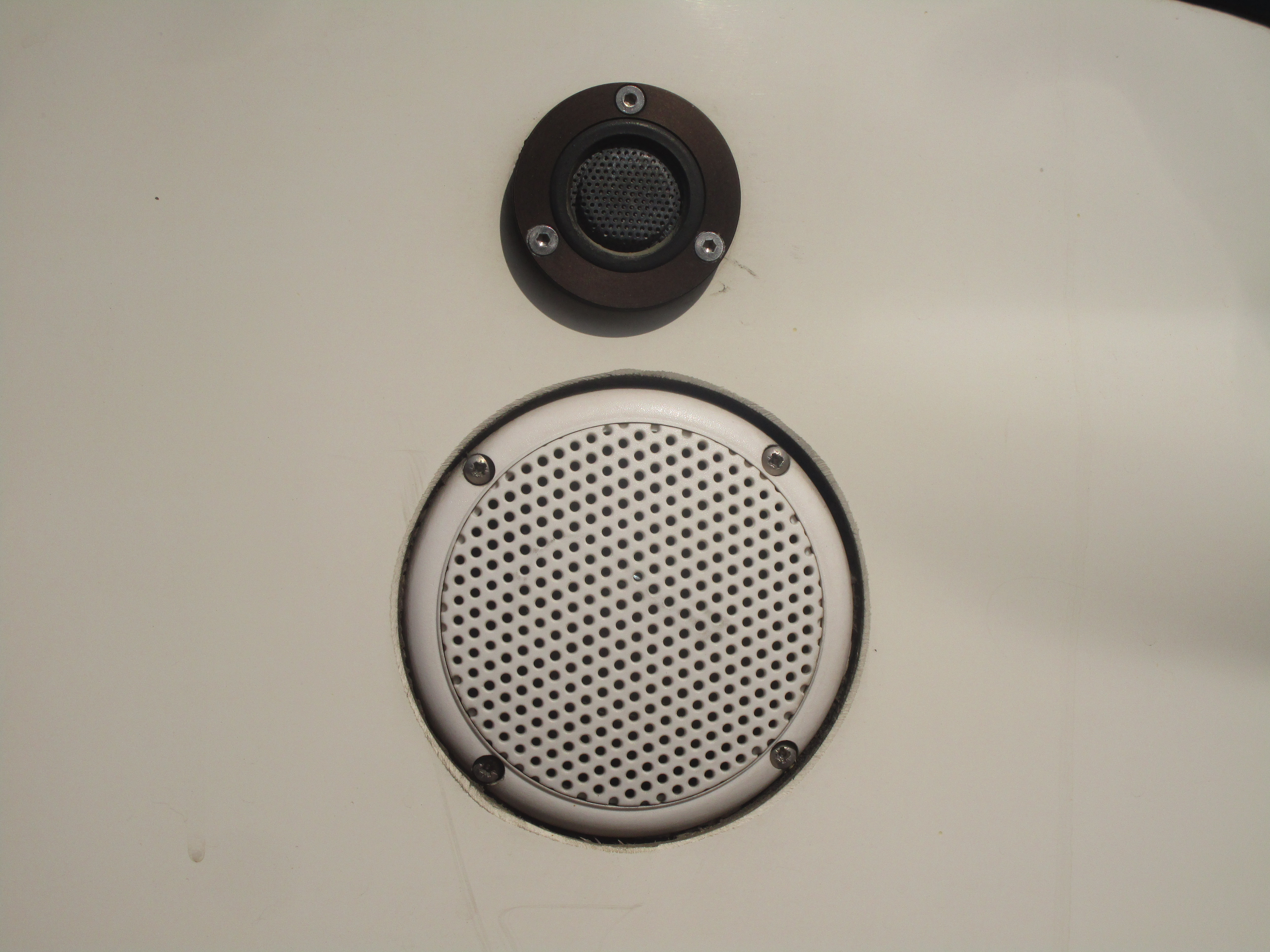
Le haut-parleur installé à l’extérieur d’un bus.

Depuis juin 2011, tous les bus du réseau sont équipés d’un bandeau lumineux à l’avant. Celui-ci fournit aux voyageurs des informations sur la ligne — le numéro, la destination, le nom de l’arrêt suivant et le temps restant avant l’arrivée au terminus —, mais également la date et l’heure. Sur les véhicules les plus récents, un haut-parleur installé sur l’extérieur du bus annonce, lorsque celui-ci arrive à un arrêt, le numéro de la ligne et la destination.
À partir de 2018, le bandeau lumineux est complété, à bord des bus affectés aux lignes Chrono, par un écran TFT situé au milieu du véhicule. Ces écrans, en plus de présenter les informations liées à la ligne de façon optimisée, sont programmés pour afficher un thermomètre de la ligne, signaler les correspondances possibles aux arrêts et relayer les actualités du réseau (notamment les infos trafic), mais aussi pour présenter des lieux d’intérêt situés sur le parcours de la ligne.
Les instructions à respecter à bord des véhicules ainsi que le plan du réseau sont présents dans les voussoirs latéraux. En montant dans le véhicule, une boîte accrochée sur le portillon permet aux usagers de prendre la fiche horaire de la ligne empruntée.

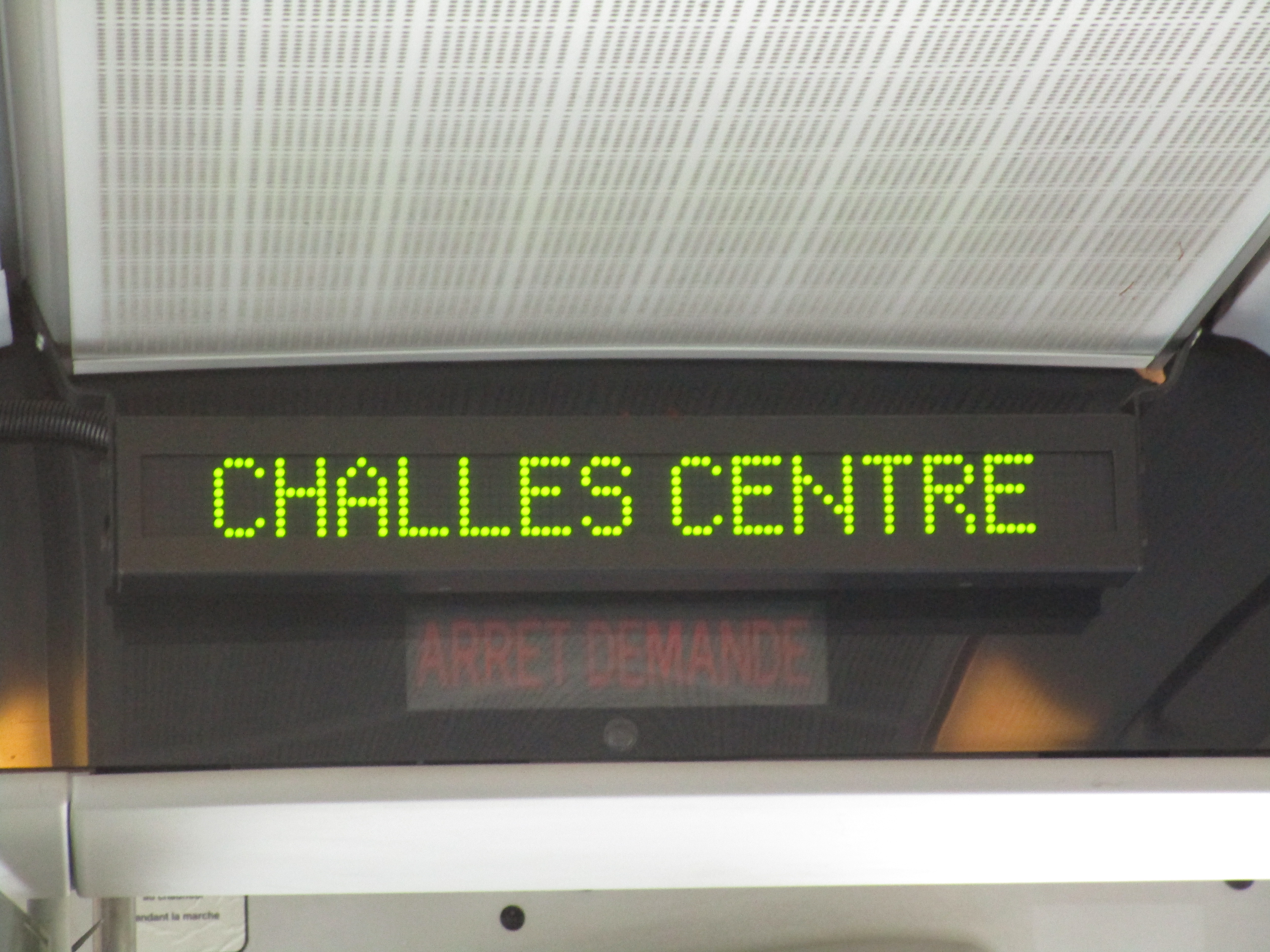
Le bandeau lumineux à bord d’un bus du Stac.
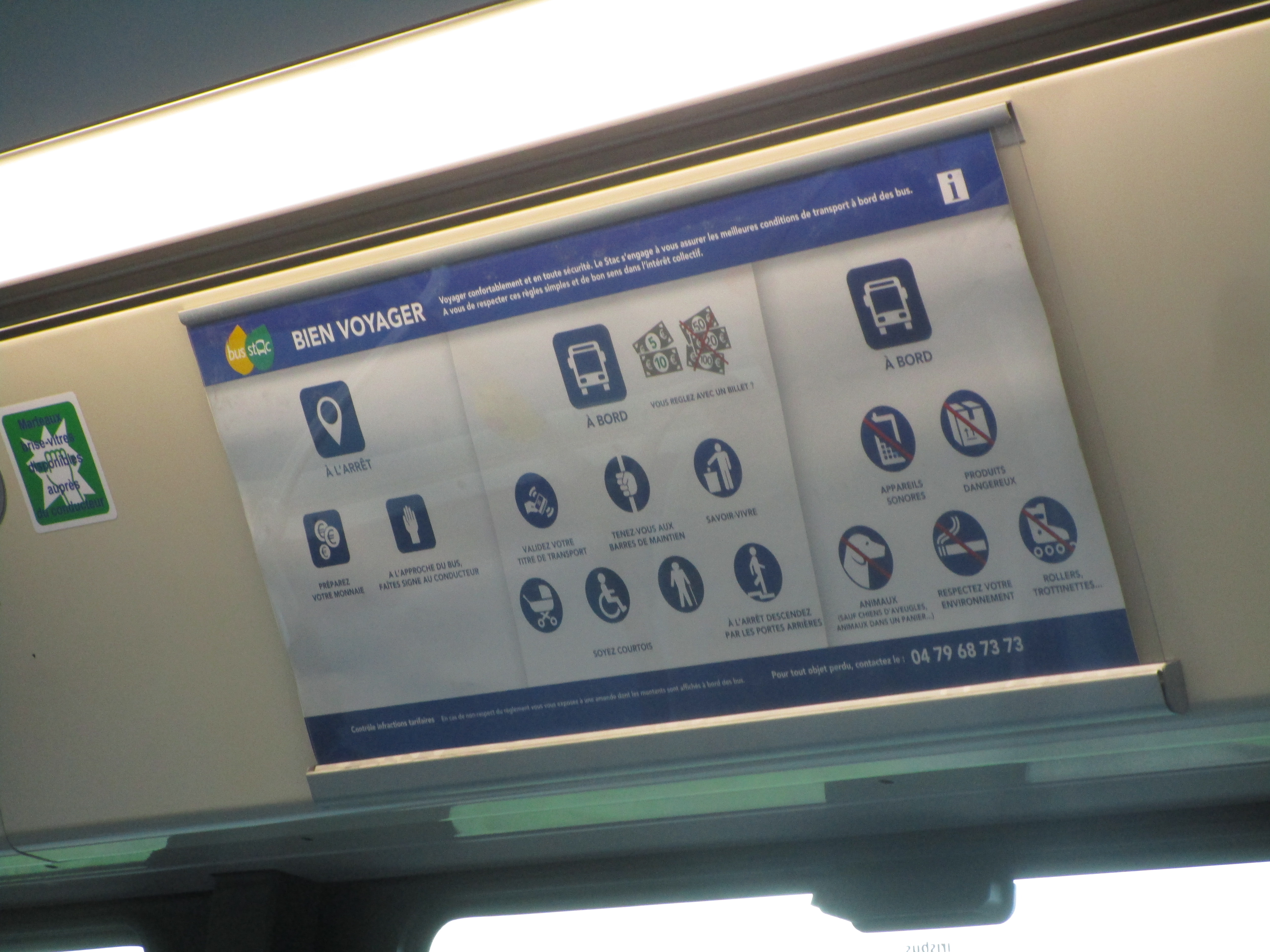
Le voussoir d’un bus avec les règles à respecter.

Aux arrêts

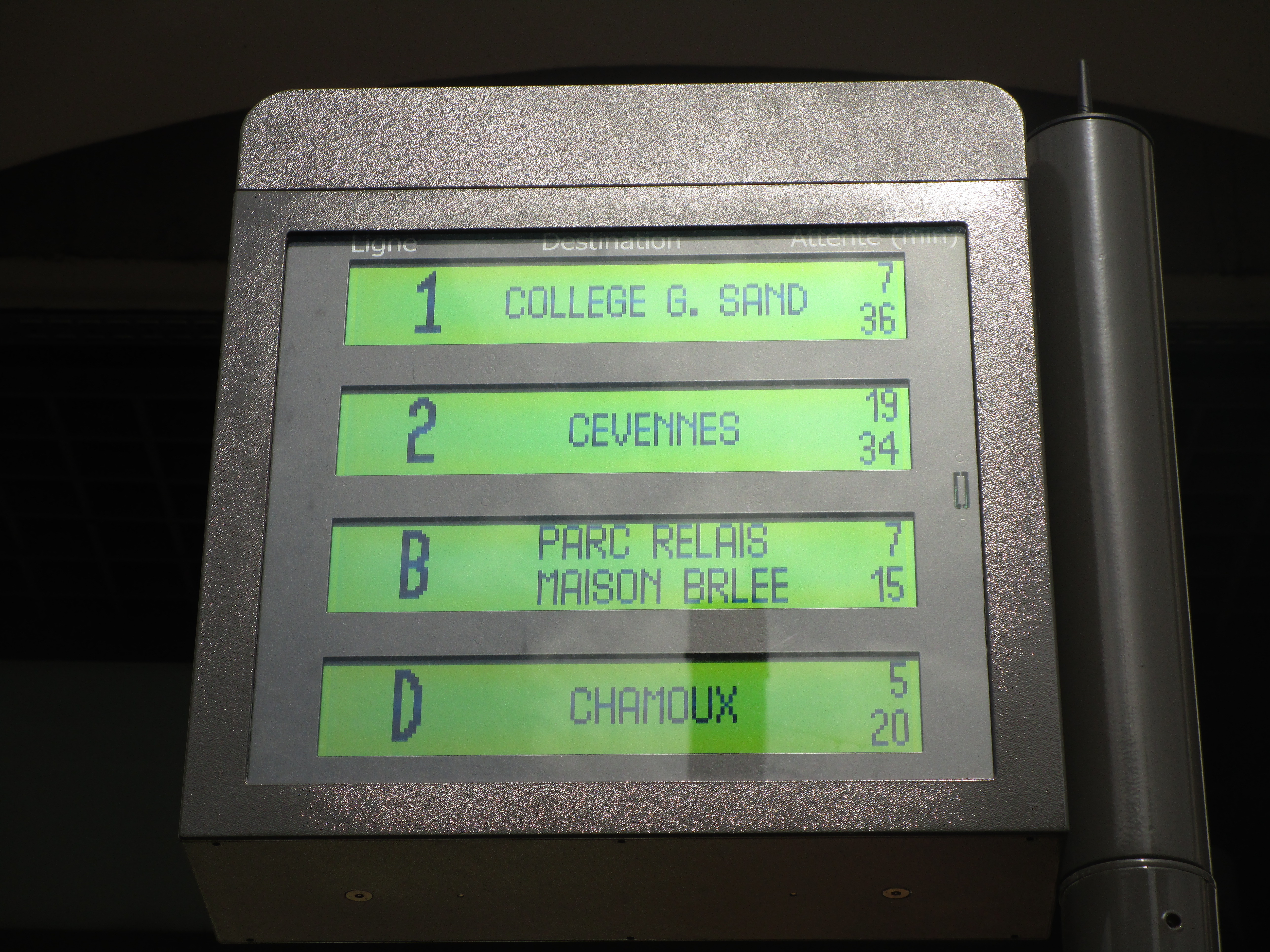
Une borne d’information aux voyageurs à l’arrêt Ducs, à Chambéry.

Tous les arrêts sont équipés d’un QR code permettant, à l’aide d’un smartphone équipé d’un capteur photo et d’une application adéquate, d’obtenir les horaires en temps réel. À la rentrée 2016, six bornes d’informations aux voyageurs (BIV), destinées à indiquer aux voyageurs le temps d’attente avant le passage des deux bus suivant pour chaque ligne, ont été installées aux arrêts de correspondance, dans le centre-ville de Chambéry. Au début de l’année 2017, la communauté d’agglomération annonce son intention d’en installer 11 de plus aux principaux arrêts du réseau avant la fin de l’année,, puis d’en installer 10 de plus en 2018. En cas de perturbations sur une ligne, les informations sont également sur les arrêts principaux ainsi qu’à l’agence commerciale.
Sur internet
Le réseau dispose de son propre site web, bus-stac.fr. Entièrement refait à la fin de l’année 2016,, celui-ci est disponible uniquement en français et permet à l’usager de trouver de nombreuses informations concernant le réseau : fiches horaires, plans, tarifs, points de vente, règlement, infos trafic et actualités,. Le site permet également de régler ses contraventions, calculer son quotient familial, définir un itinéraire, réserver le TAD, déposer une candidature, contacter l’accueil du réseau ou encore consulter en temps réel le délai d’attente avant le passage du bus suivant,,. Il est également possible de se créer un compte afin de recevoir les infos trafic par SMS et/ou mail.
Le 19 avril 2019, le réseau se dote d'une application pour smartphones Android et iOS.

### Tarification et financement
Financement du réseau Stac.
- Versement transport (81 %)
- Titres de transports (19 %)

Le coût de mise en œuvre du réseau Stac est estimée, pour l’année 2016, à environ 24 500 000 €. Son financement est assuré à la fois par le versement transport — une contribution prélevée par la communauté d’agglomération sur toutes les entreprises embauchant plus de 11 personnes présentes sur son territoire —, dont le revenu est estimé à environ 20 000 000 € pour 2016, soit 81 % des frais de fonctionnement du réseau, ainsi que par les usagers, au travers de l’achat des titres de transport (abonnements et tickets), dont la recette couvre la différence, soit environ 4 500 000 €.
Ce financement permet d’assurer l’ensemble des dépenses liées à la mise en œuvre du réseau : le financement des agents (conducteurs, contrôleurs, vendeurs, mécaniciens, pôle administratif,...), l’entretien des agences commerciales (local et agence itinérante), des dépôts (centre d’exploitation et dépôt de la Digue), de la signalétique et des véhicules ainsi que le renouvellement du parc, en achetant 4 à 6 nouveaux bus par an.

#### Tickets et abonnements
Billetique actuelle (depuis 2016)
Depuis le 1er juillet 2016, le Stac est passé à la billétique électronique, en se dotant de la carte OùRA! qui permet de se déplacer sur tous les réseaux de l’ancienne région Rhône-Alpes acceptant ce titre de transport. Cette carte doit être présentée devant un valideur au moment de la montée dans le bus.

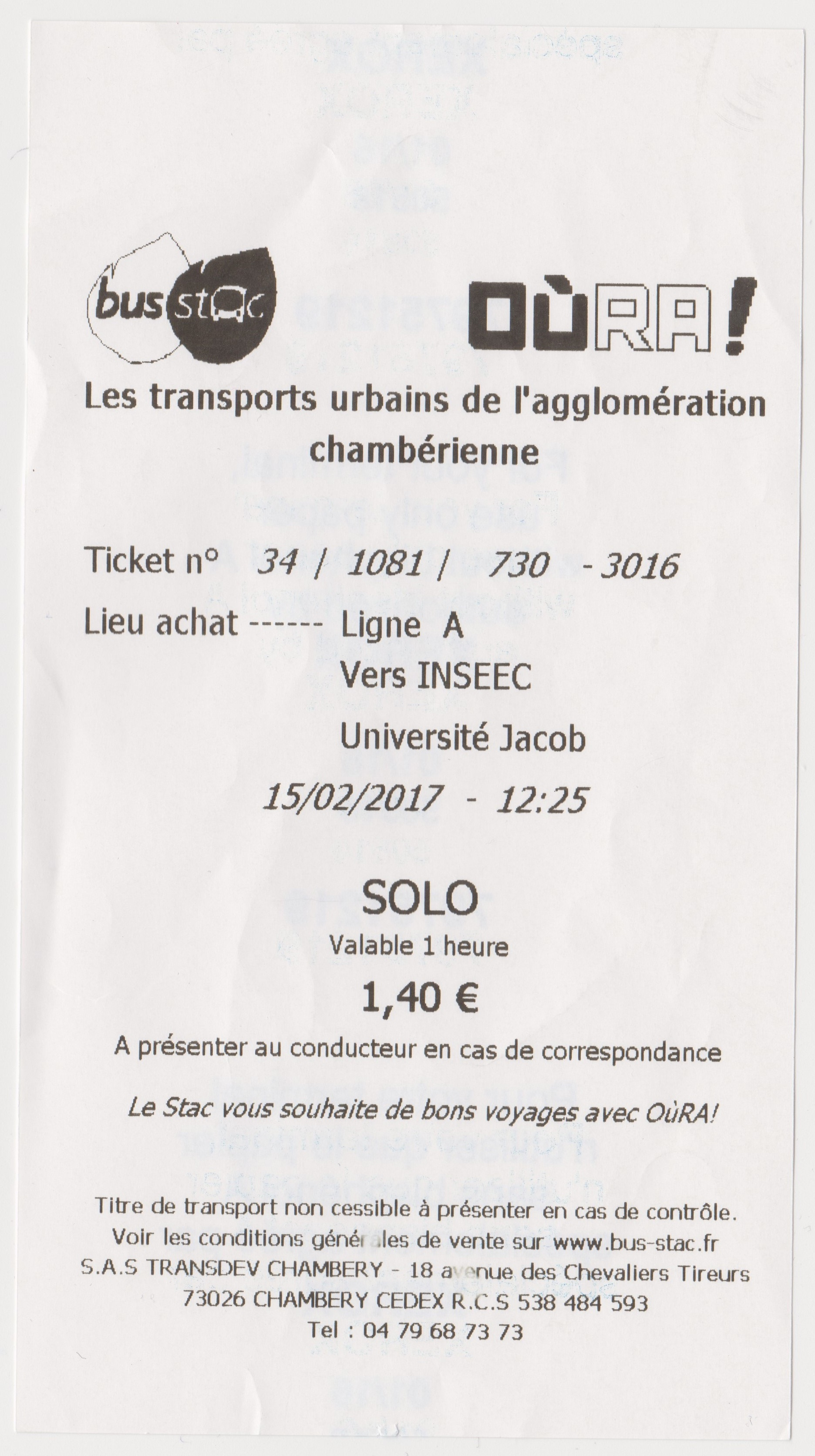
Un ticket Solo.
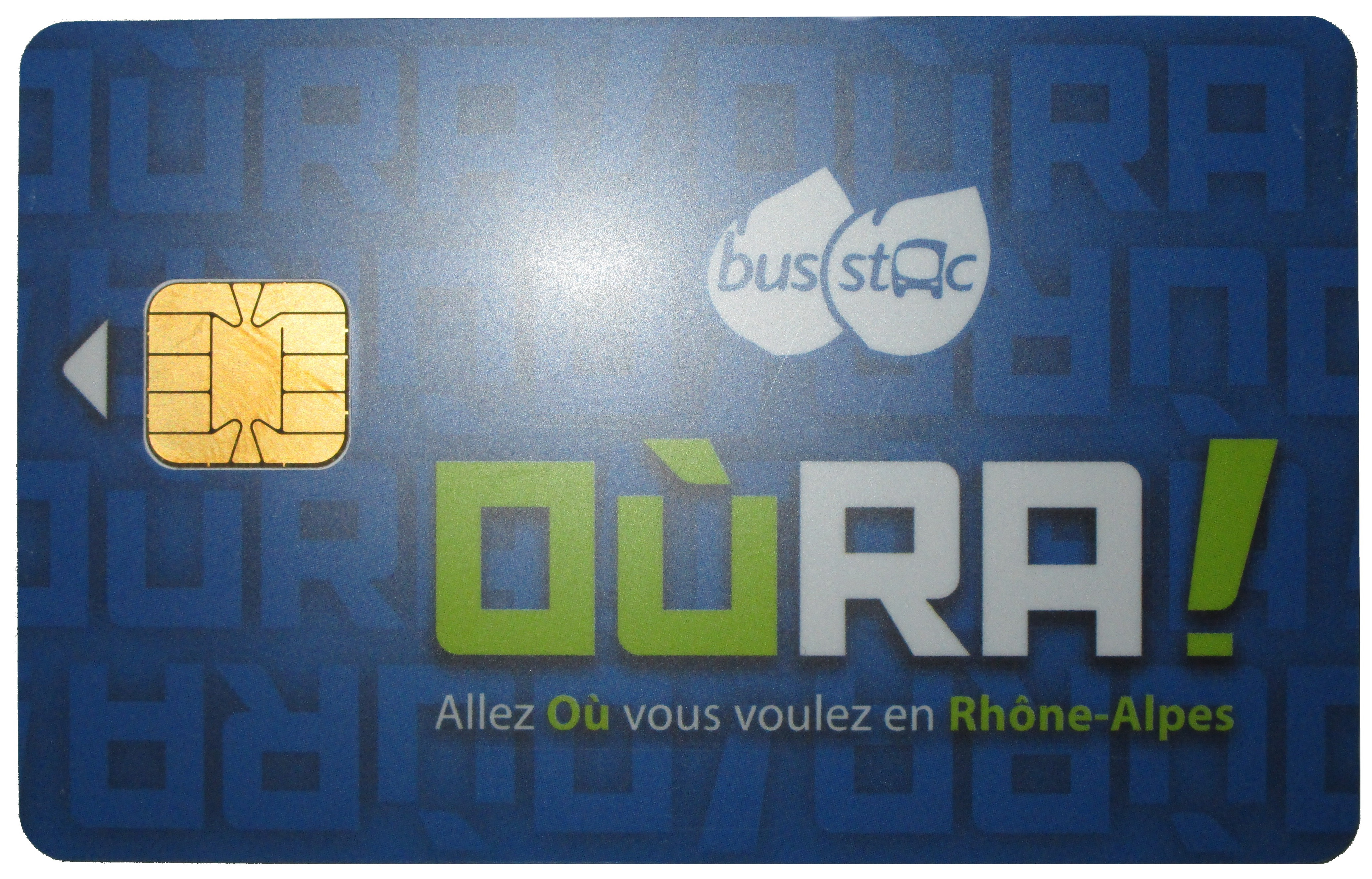
Une Carte OùRA! du réseau Stac.
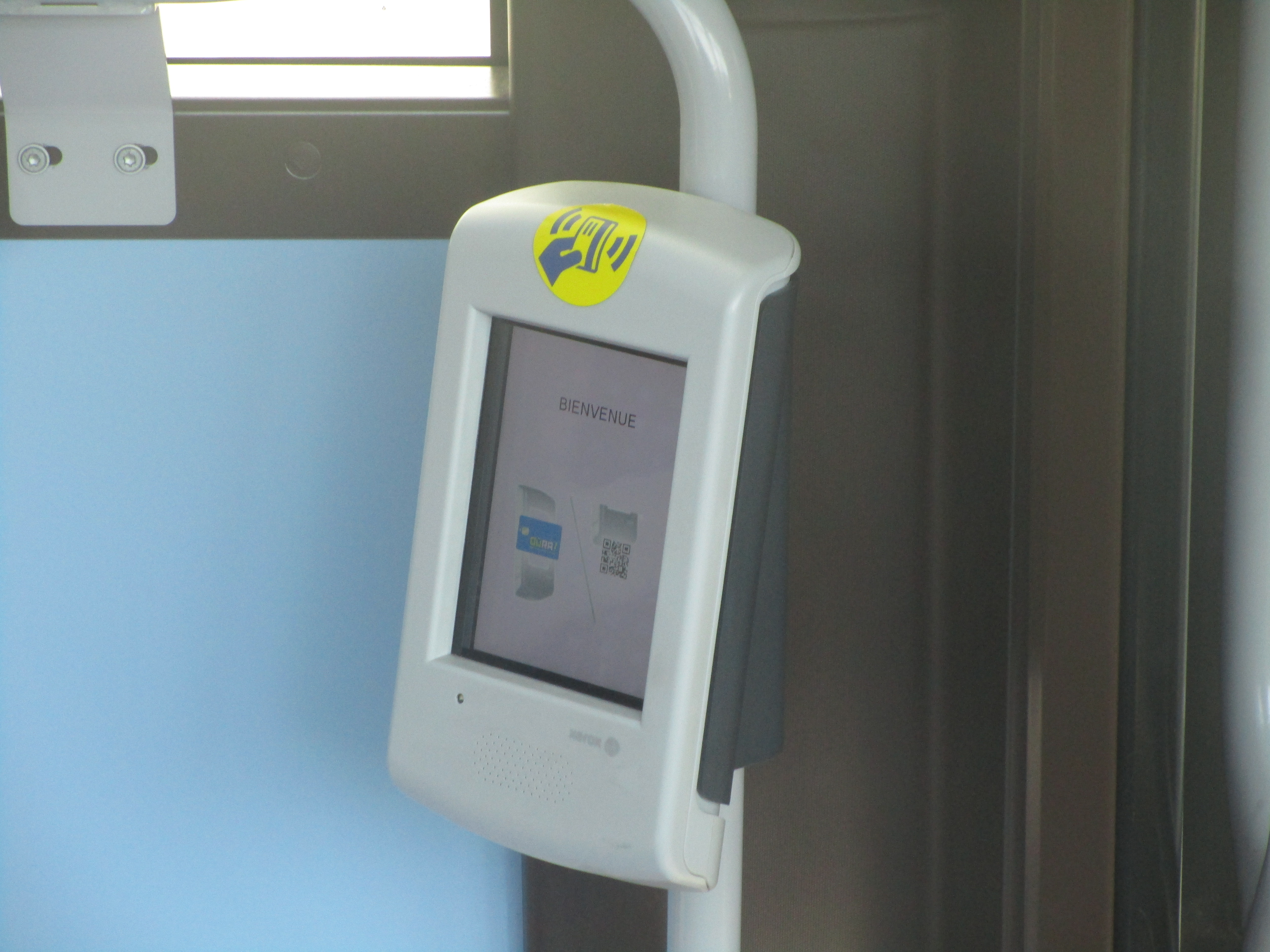
Un valideur pour la carte OùRA! à bord d’un bus du Stac.

Ancienne billetique
Avant 2016, le réseau était doté d’une billetique papier et les tickets devaient être compostés ou présentés au conducteur. La correspondance gratuite, dans un délai de 40 minutes, est autorisée dès 1984. La durée est augmentée à 45 minutes dans les années 1990 puis une heure vers 2005. Toutefois, les allers-retours étaient interdits.

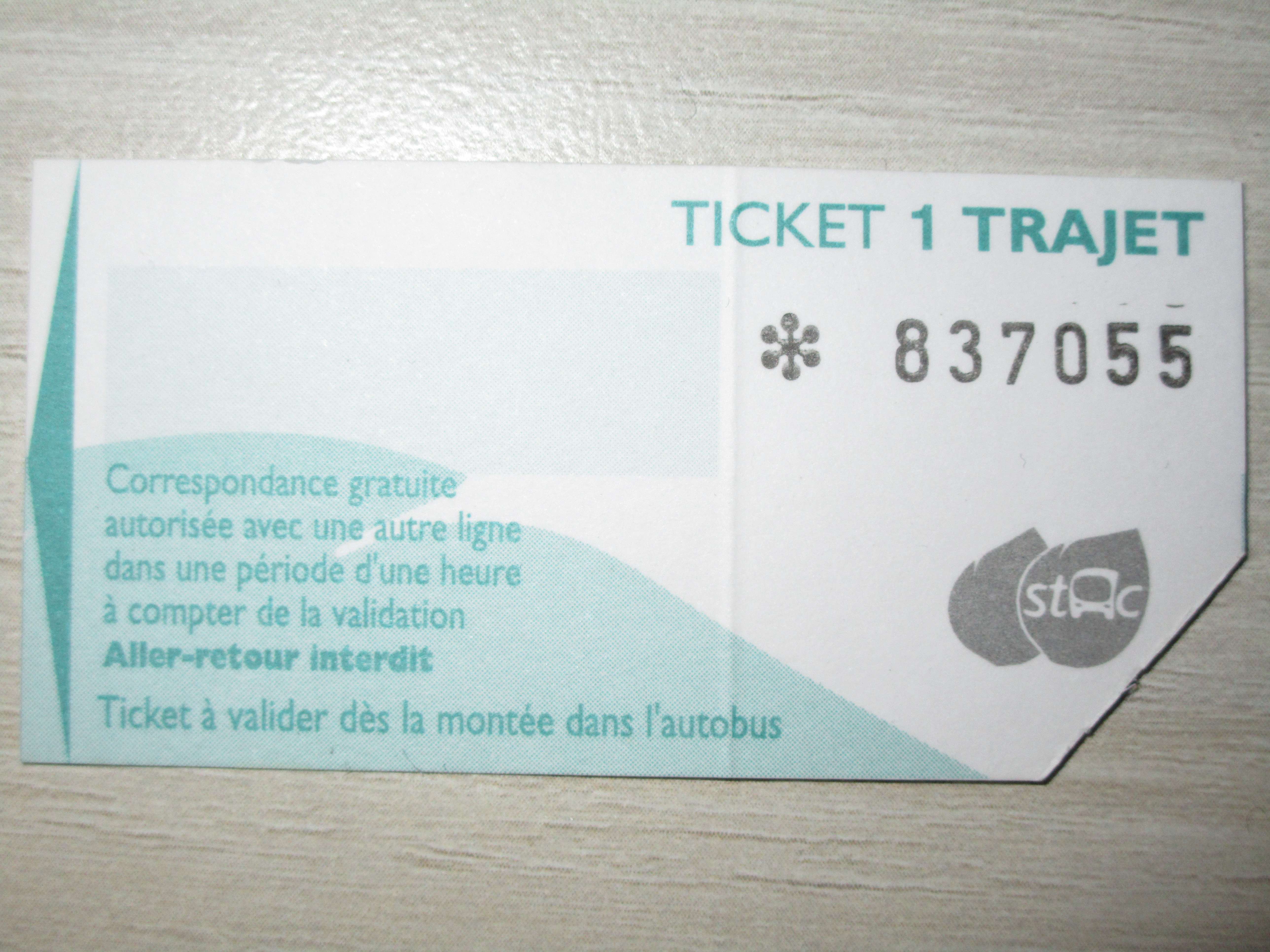
Un ticket 1 trajet de 2016.
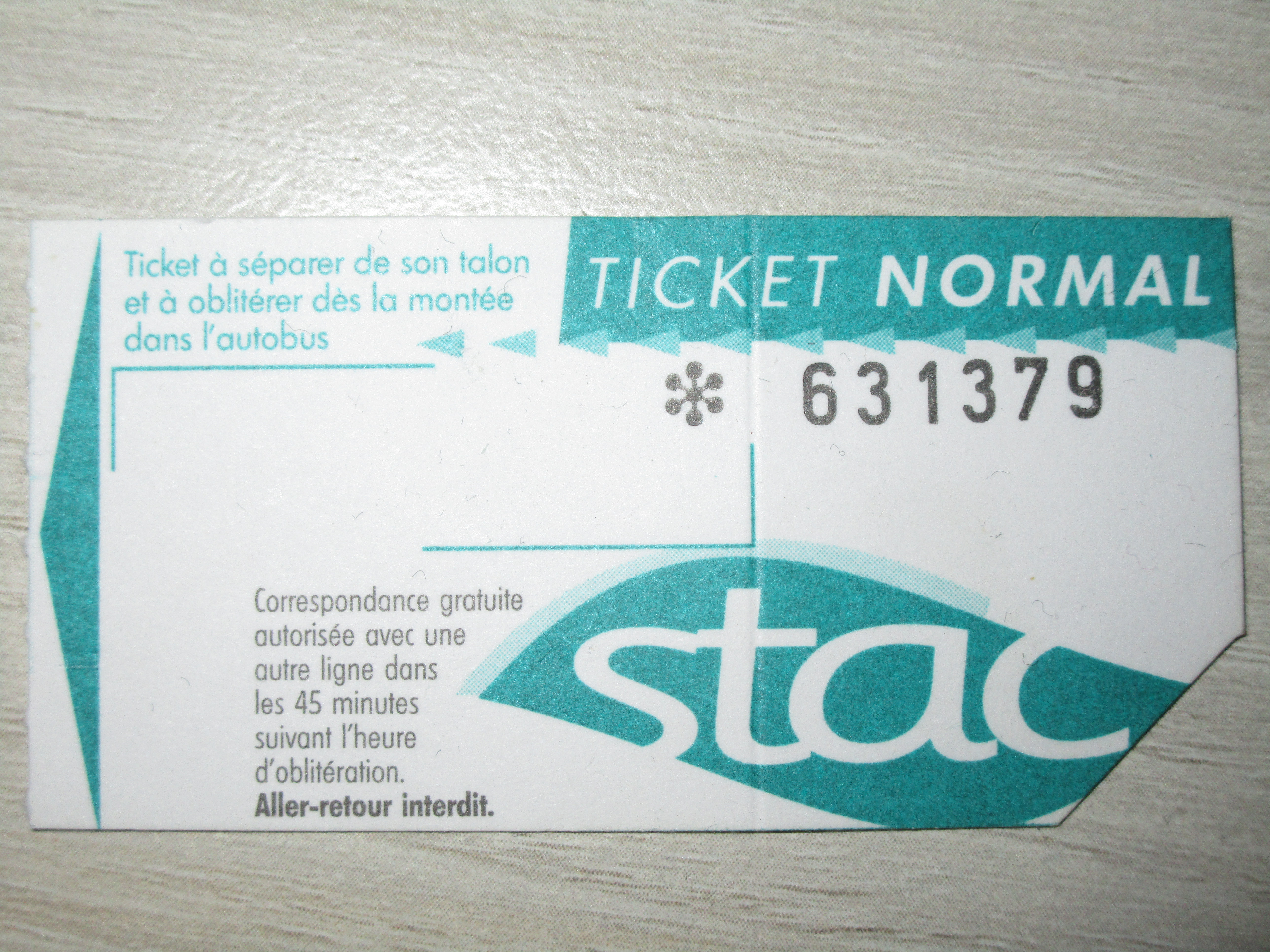
Un ticket normal d’avant 2005.
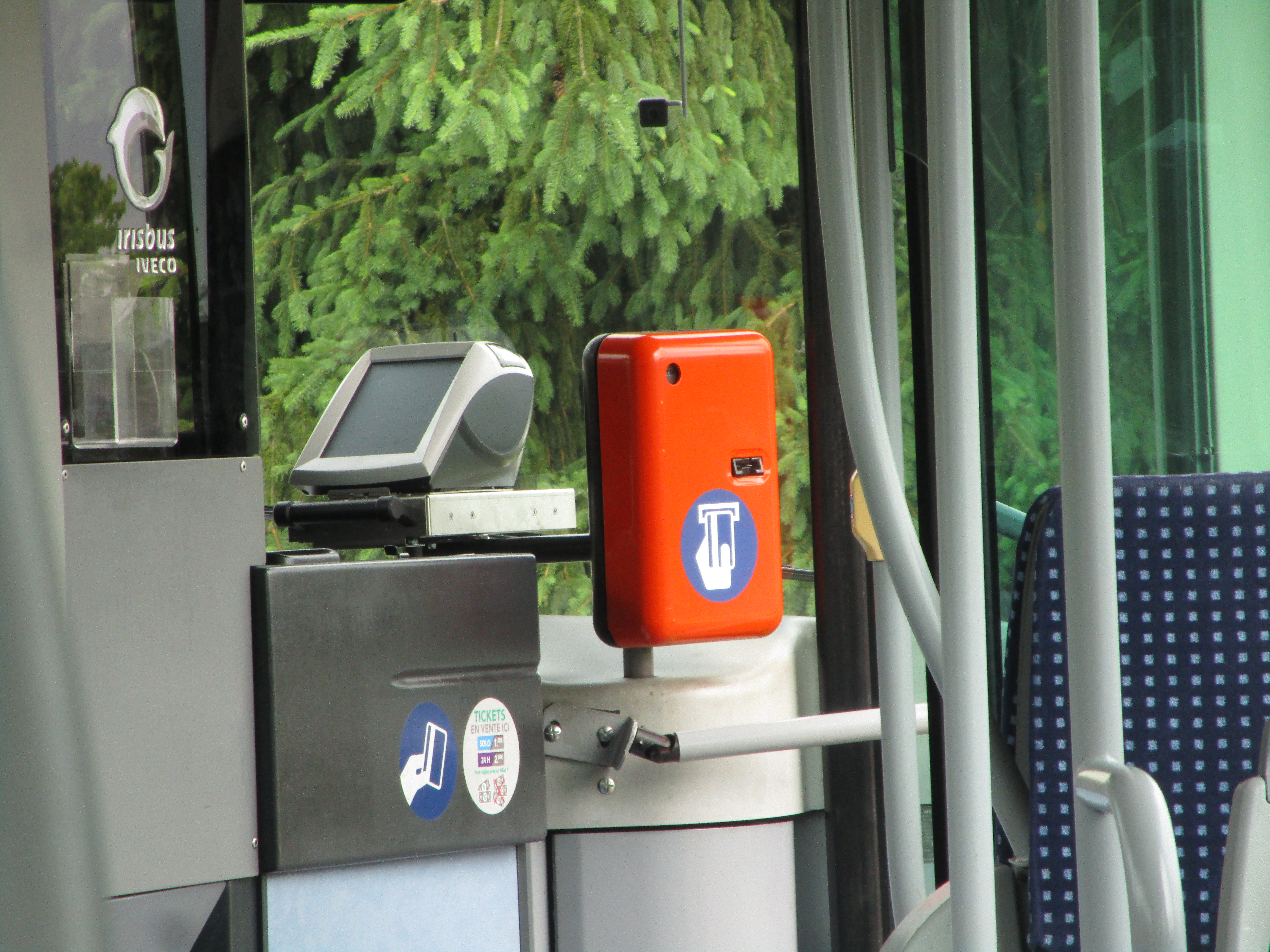
Un composteur à bord d’un bus du Stac.

### Points de vente
Agence commerciale

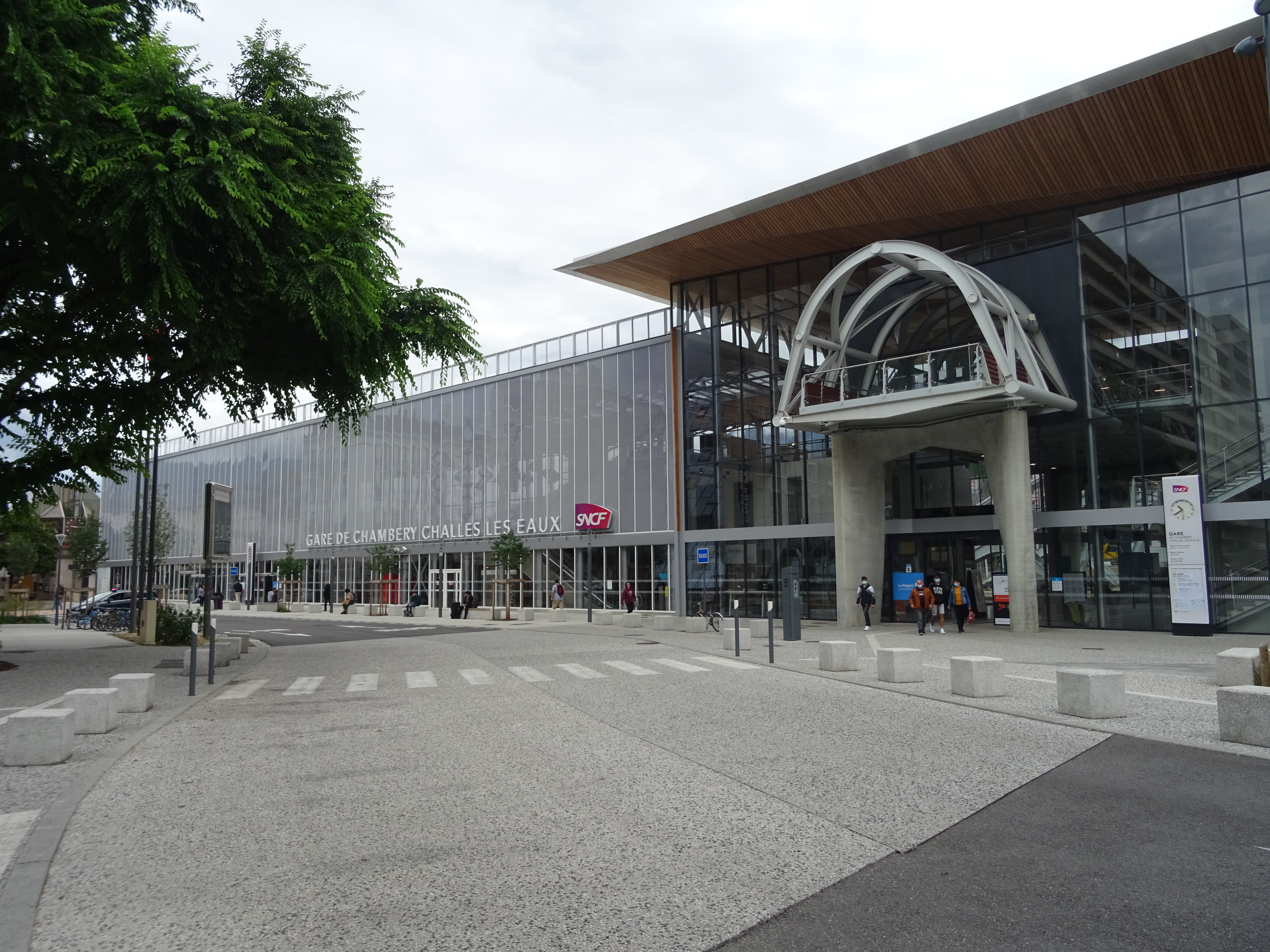
L’agence multimodale est située dans le hall de la gare de Chambéry - Challes-les-Eaux.

Le principal point de vente est l’agence multimodale Synchro-SNCF, installée dans le hall de la gare de Chambéry - Challes-les-Eaux au 249 place de la Gare à Chambéry (45° 34′ 17″ N, 5° 55′ 10″ E), ouvert du lundi au samedi. Elle remplace, depuis novembre 2019, une précédente agence commerciale installée au 23 boulevard du Musée à Chambéry, à proximité de l’ancien pôle d’échanges des Éléphants.
Les usagers peuvent y acheter leurs titres de transports (tickets à l’unité ou par lot de 10, abonnements) et y demander des renseignements sur les services proposés (Synchro Access, TAD, Vélobulle). Ils y trouvent également le plan général du réseau, les informations trafic, les fiches horaires de toutes les lignes et le magazine de la communauté d’agglomération, Cmag, placé en libre-service à l’entrée et à la sortie de l’agence. En cas de grèves ou de perturbations liées aux conditions météorologiques, les prévisions de trafic sont affichées sur la vitrine de l’agence.
Afin de limiter le temps d’attente, le site internet du réseau permet de prendre rendez-vous en ligne et de se présenter à l’heure convenue au guichet réservé. Cette option est utilisable pour différents motifs, de la simple création ou recharge de carte Oùra aux renseignements sur le réseau, en passant par les objets trouvés et le règlement de contraventions.
Points Bus

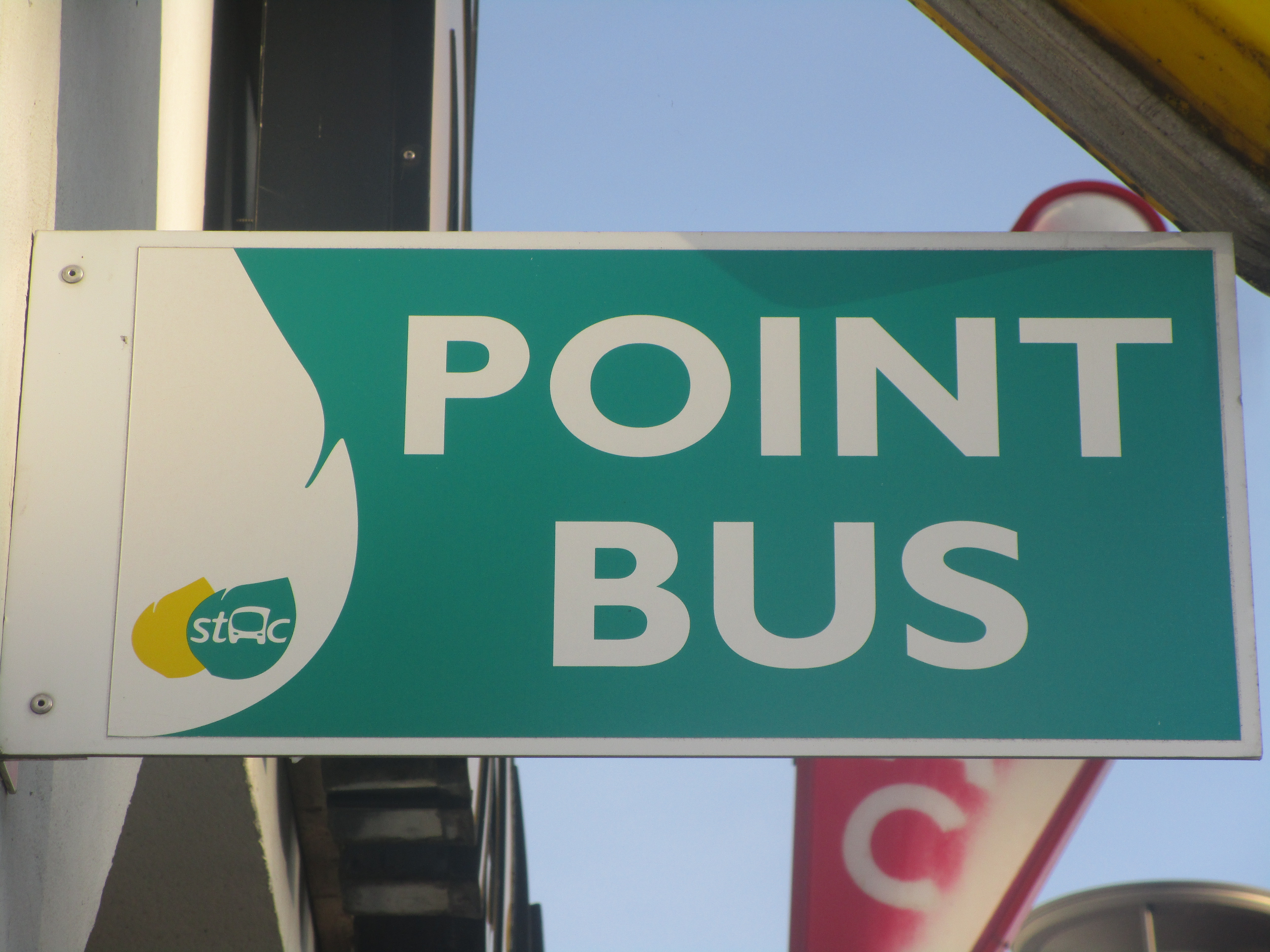
La plaque apposée sur les Points Bus, ici le bureau de tabac de Challes-les-Eaux.

En 2022, 20 bar-tabacs servent de Points bus, des points de vente de proximité. Ils se signalent aux usagers par une plaque apposée sur leurs façades ou leurs vitrines, et se répartissent dans 10 communes de l’agglomération, à raison de :
| Nombre de Points Bus | Villes |
| -------------------- | --- |
| 11                   | Chambéry |
| 1                    | Barberaz Barby Bassens Challes-les-Eaux Cognin La Motte-Servolex La Ravoire Saint-Alban-Leysse Saint-Baldoph |

À ces différents bureaux de tabac s’ajoutent les agences commerciales du réseau Ondéa Grand Lac d’Aix-les-Bains et de la gare routière de Chambéry. Ces agences ne sont pas liées au réseau Synchro, mais sont habilitées à délivrer des titres pour le réseau chambérien. Elles sont de fait classifiées comme Points Bus et non comme agence commerciale telle quelle.
Dans ces points de vente de proximité, les usagers peuvent renouveler un abonnement mensuel ou se procurer des titres occasionnels sous format de carte Oùra anonymes, pouvant être chargées de un voyage ou plusieurs voyages, de "carnets" 10 voyages, ou encore de pass 24 heures.

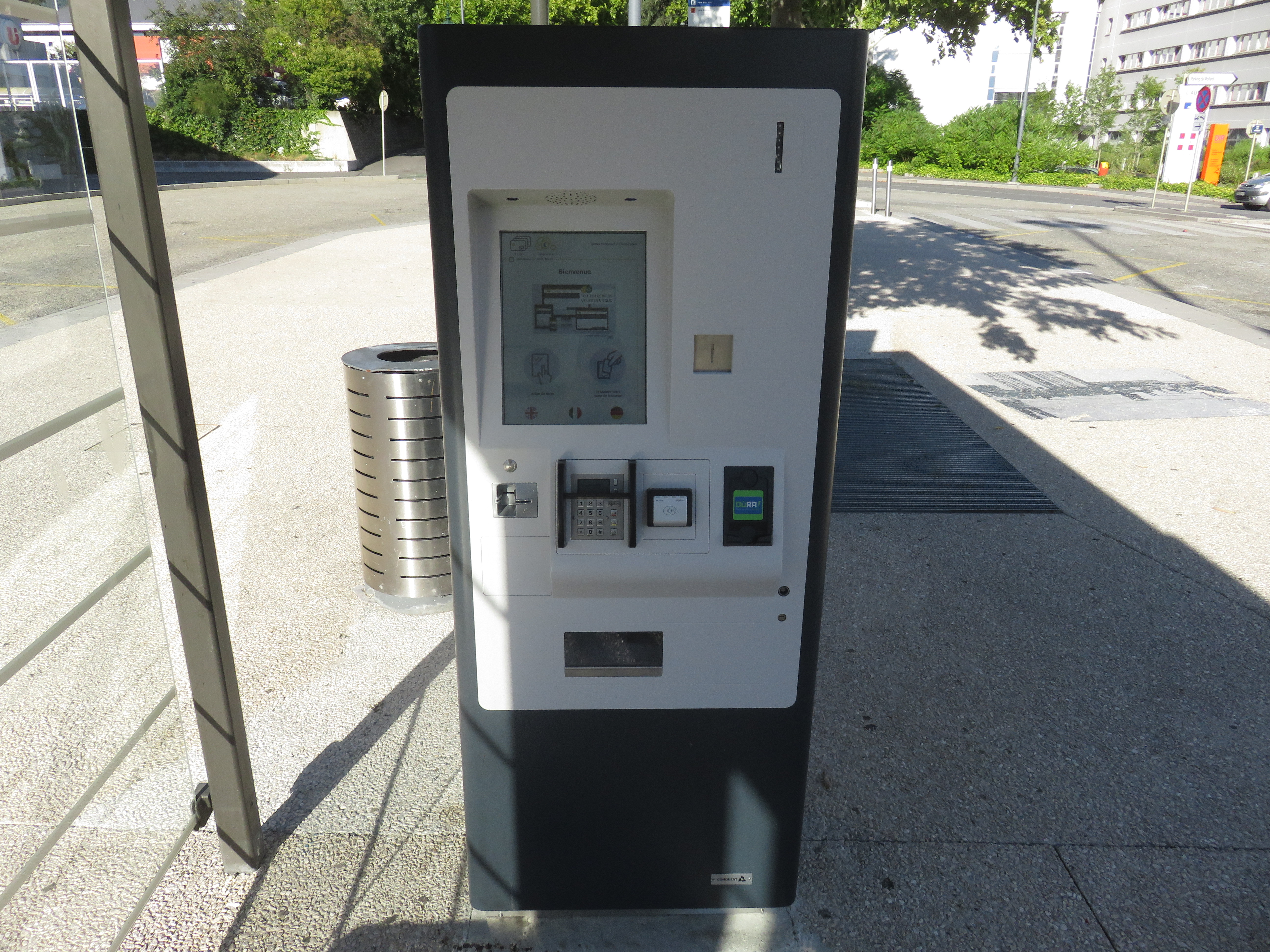
Le distributeur automatique de tickets installé à l’arrêt Cévennes à l’été 2018.

Distributeurs automatiques de titres
Depuis 2018, des distributeurs automatiques de titres (DAT) sont installés à différents arrêts du réseau. Le premier DAT est installé en juillet 2018 à l’arrêt Cévennes, situé dans les Hauts-de-Chambéry, puis cinq autres sont installés aux arrêts de correspondances aménagés dans le centre-ville de Chambéry à l’automne suivant.
Sur ces automates, les usagers peuvent à la fois se procurer tous les types de titres de transports et renouveler leur abonnement mensuel, mais aussi consulter le solde de leur carte OùRA. Ces DAT permettent le règlement en carte bancaire ou en pièces de monnaie. L’objectif est, à terme, de limiter la vente à bord des véhicules.

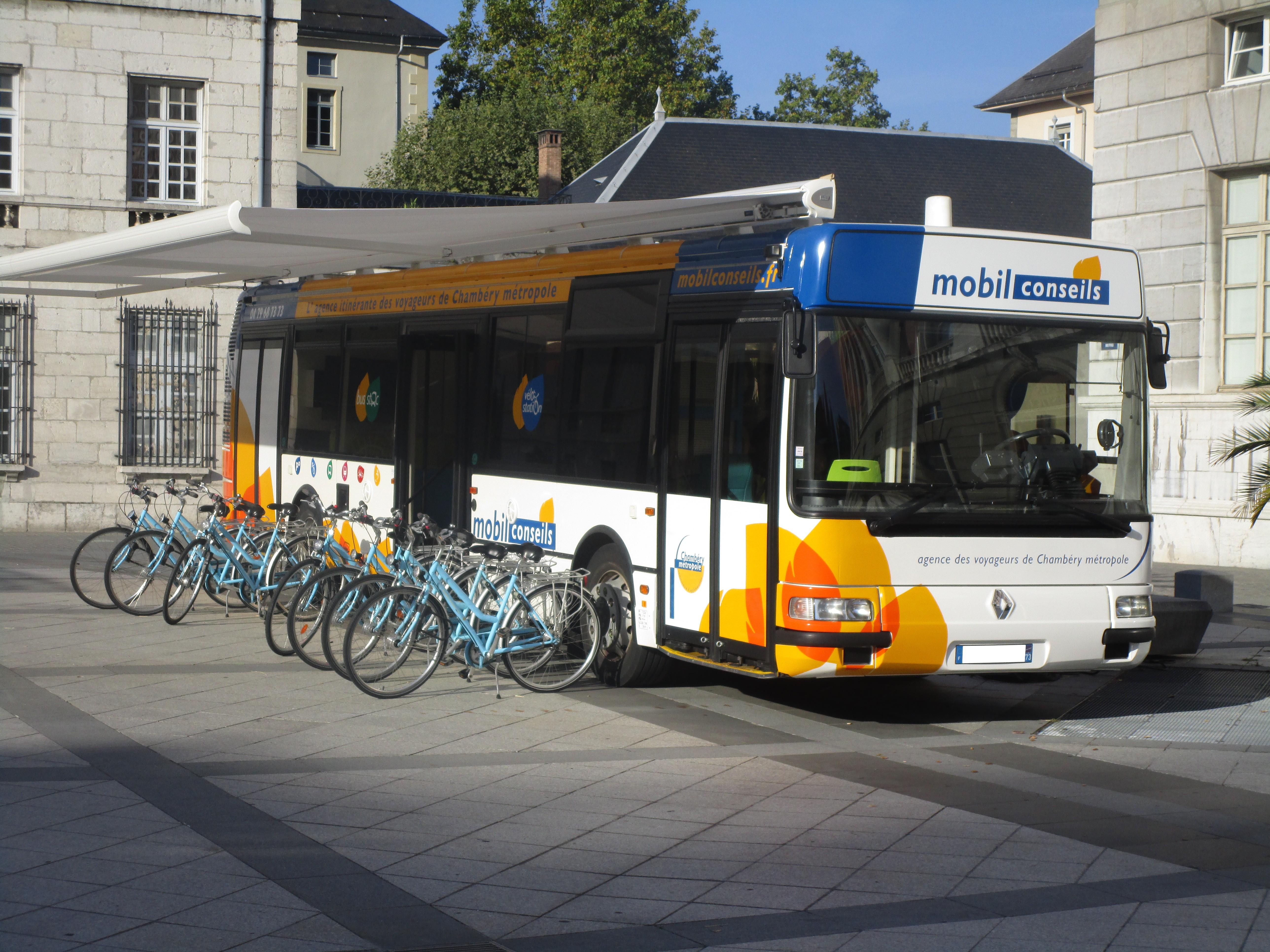
L’agence itinérante à Chambéry en 8 2015.

Agence itinérante et stand d’informations
Depuis 2013, le réseau dispose d’une agence itinérante, installée dans un ancien Renault Agora S entièrement réaménagé, qui se déplace dans les principales communes de l’agglomération ainsi que sur ainsi les campus de l’USMB au Bourget-du-Lac et à Jacob-Bellecombette en période de rentrée scolaire. Le reste de l’année et sur différents événements tels que la Foire de Savoie ou les braderies de Chambéry, il est remplacé par un stand d’informations qui remplit le même rôle.
Ces agences itinérantes permettent de venir au plus près des usagers, mais également de soulager l’agence principale en période de forte affluence. Il est possible d’y obtenir des renseignements sur les différentes offres de mobilité sur le territoire, mais aussi d’y louer des vélos du service Synchro Vélo. La création ou le renouvellement d’abonnements ainsi que l’achat de titres de transports occasionnels y est également possible. Ces stands provisoires n’acceptent toutefois pas les règlements en espèces.
e-boutique
Le site internet du réseau est doté d’une e-boutique. Celle-ci propose l’achat de titres occasionnels ou le rechargement d’une carte Oùra. Il est également possible d’y louer un vélo ou d’y régler une contravention.

## Impact socio-économique

### Trafic
En 30 ans (entre 1979, année de création du réseau, et 2009), le nombre de kilomètres parcourus par an a été multiplié par 7,3. La fréquentation s’accroit très rapidement entre 2008 et 2013, augmentant d’environ 7 % par an, avant de se stabiliser vers 2014. Au cours de cette période, en décembre 2010, le réseau dépasse pour la première fois les 10 millions de voyageurs en un an, transportant au total 10 081 000 personnes sur l’année.
En août 2016, le nouveau réseau est mis en place. Dans les mois qui suivent, les élus évoquent régulièrement des hausses de la fréquentation : +7 % entre septembre et décembre 2016 selon Michel Dantin et la communauté d’agglomération en janvier 2017,, qui précise une augmentation de 11 % pour les seules lignes structurantes (Chrono). En octobre 2017, Josiane Beaud, vice-présidente chargée des transports au Grand Chambéry, annonce que le réseau transporte 1,6 % de voyageurs en plus entre septembre 2016 et octobre 2017. Toutefois, les chiffres annoncés en janvier 2017 sont remis en doute par les élus de l’opposition, qui constatent « un très fort mécontentement de la part des usagers » et rappellent que la vice-présidente aux transports avait annoncé quelques semaines auparavant qu’au moins un an serait nécessaire pour évaluer l’impact du nouveau réseau sur la fréquentation. Le rapport d’activités 2016 de la communauté d’agglomération présente des chiffres à la baisse. On y constate une différence de plus de 230 000 voyageurs entre 2015 et 2016. Dans le même temps, le nombre de tickets 24h et d’abonnements mensuels vendus suivent la même tendance, diminuant de plus de 55 000 pour le premier et de 215 pour le second. En revanche, le nombre de tickets unitaires vendus augmente de près de 100 000 ventes. Le rapport d’activités du Stac pour l’année 2016 fait lui état d’une augmentation de la fréquentation de 1,6 % et indique un total de 99 voyages par an et par habitant, contre 102,55 selon le Grand Chambéry.
| Année | Fréquentation (voyages) | Nombre de kilomètres parcourus | Voyages par an et par habitant |
| ----- | ----------------------- | ------------------------------ | ------------------------------ |
| 1979  | 1 250 000               | 577 000                        | -                              |
| 1983  | 5 000 000               | -                              | -                              |
| 1989  | 7 447 000               | 2 710 000                      | -                              |
| 1999  | 8 881 000               | 3 499 000                      | -                              |
| 2007  | 8 888 000               | 3 902 000                      | 74,0                           |
| 2008  | 9 548 000               | 4 031 000                      | 76,2                           |
| 2009  | 9 969 000               | 4 093 000                      | 79,4                           |
| 2010  | 10 081 000              | 3 975 000                      | 80,1                           |
| 2011  | 11 049 000              | 4 151 000                      | 87,7                           |
| 2012  | 12 066 000              | 4 468 000                      | 94,9                           |
| 2013  | 13 182 190              | 4 615 254                      | 103,7                          |
| 2014  | 13 203 087              | 4 675 468                      | 102,3                          |
| 2015  | 13 255 841              | 4 716 316                      | 101,9                          |
| 2016  | 13 026 575              | 4 712 725                      | 102,5                          |
| 2017  | 7 982 799               | -                              | -                              |
| 2018  | 8 556 054               | -                              | -                              |
| 2019  | 9 459 021               | -                              | -                              |
| 2020  | 5 256 389               | -                              | -                              |
| 2021  | 6 441 250               | -                              | -                              |
| 2022  | 7 680 239               | -                              | -                              |
| 2023  | -                       | -                              | -                              |

Jusqu'en en 2016, la fréquentation est estimée à partir des clés de mobilités (nombre théorique de voyages par titre vendu), ce qui surestime la fréquentations réelle. À partir de 2017, la fréquentation est estimée à partir des validations billetiques, ce qui sous-estime la fréquentation réelle. Cela explique la forte baisse apparente entre 2016 et 2017, les deux séries n'étant pas comparables. En revanche, la baisse entre 2019 et 2020 est réelle et correspond à la crise du COVID.

### Événements

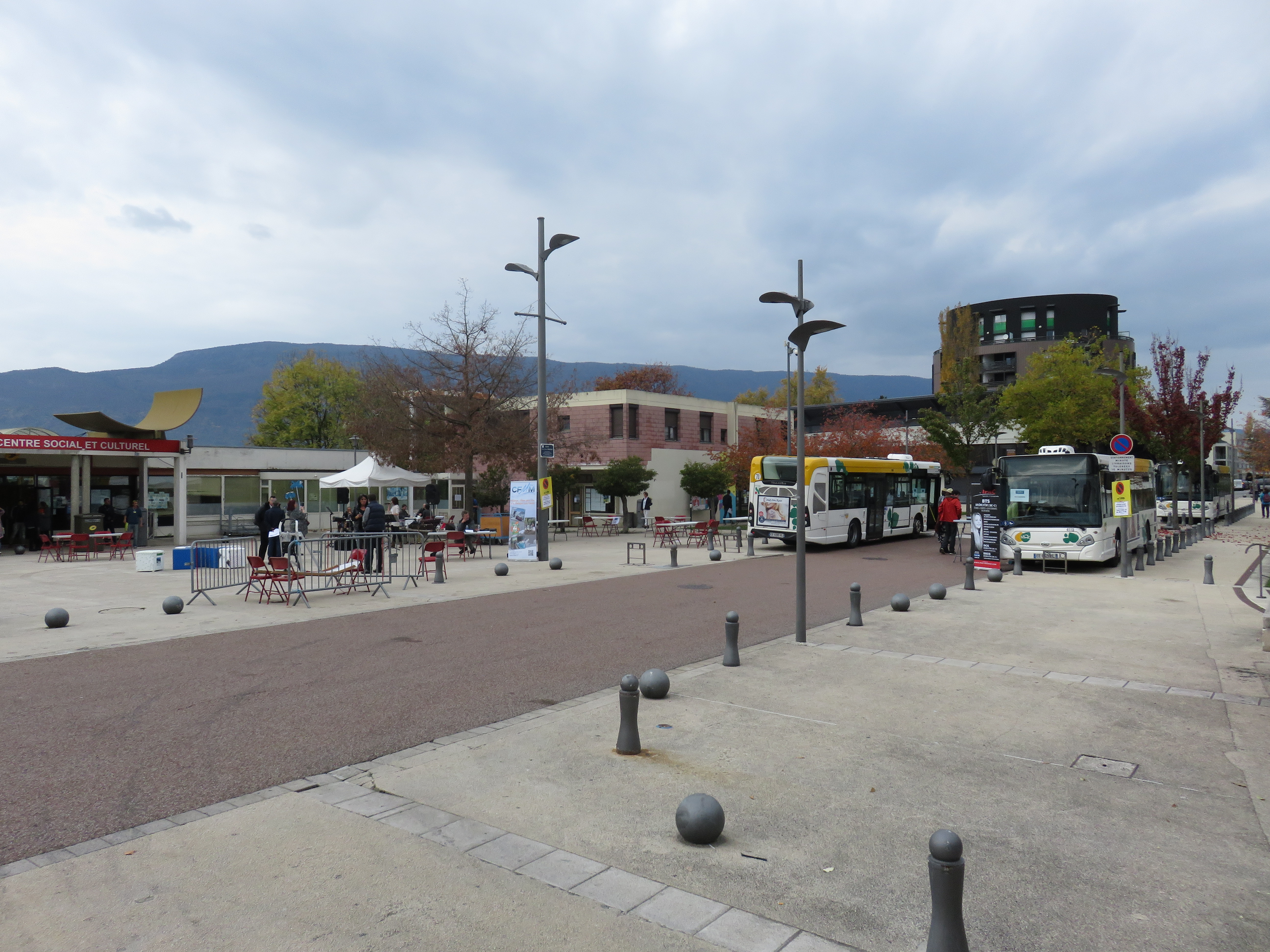
L’édition 2017 du forum de l’emploi saisonnier, Job Station.

Le Stac participe régulièrement aux événements du bassin chambérien, en étant notamment présent à la Foire de Savoie. Le 17 mai 2017, la 8e édition du Forum départemental du transport se tient au centre d’exploitation du réseau, dans l’atelier technique. Organisée par Transdev, le Pôle emploi et la Mission locale, cette journée permet à 23 entreprises œuvrant dans le domaine du transport de faire connaître ce secteur et proposer des offres d’emploi. Un simulateur de conduite est également installé dans la cour. 200 personnes se rendent à ce forum.
Depuis 2014, le Stac est également partenaire du forum de l’emploi saisonnier, Job Station. Organisé par la ville de Chambéry et la MLJ avec l’aide de plusieurs partenaires, il permet de rapprocher les demandeurs d’emploi et les employeurs par le biais de rencontres physiques, mais aussi de proposer des offres d’emplois dans différents secteurs d’activité et des informations sur les formations possibles. Les entretiens ont lieu à bord de bus mis à disposition par le Stac,. L’édition 2017, qui se déroule dans les Hauts-de-Chambéry le 27 novembre, réunit 64 employeurs proposant 400 emplois et un peu moins de 300 demandeurs d’emploi.